# McLaren Racing
McLaren Racing ist ein britisches Motorsportunternehmen der Automobilgruppe McLaren Technology Group. Es wurde 1965 von dem neuseeländischen Automobilrennfahrer Bruce McLaren gegründet. Im Jahr 2022 ist es mit Teams in vier Betätigungsfeldern vertreten.
McLaren ist nach der Scuderia Ferrari das erfolgreichste Team der Formel-1-Geschichte und nach Ferrari auch am längsten in der Formel-1-Weltmeisterschaft vertreten. Bis heute (Stand 2024) ist McLaren neben Mercedes-Benz der einzige Konstrukteur von Renn- und Straßenfahrzeugen, der sowohl beim Großen Preis von Monaco, dem 500-Meilen-Rennen von Indianapolis als auch beim 24-Stunden-Rennen von Le Mans als Sieger geführt wird. Dazu kommen Gesamtsiege in der Formel-1- und IndyCar-Meisterschaft. In diesem Zusammenhang wird in der Fachliteratur auch der fiktive Titel Grand Slam des Motorsports gebraucht.
Das gegenwärtig in Woking ansässige Unternehmen hieß anfänglich Bruce McLaren Motor Racing. In den nordamerikanischen CanAm- und IndyCar-Serien gewannen Autos von McLaren dreimal das Indianapolis 500.
Seit 2019 geht McLaren in der Formel 1 mit dem britischen Fahrer Lando Norris an den Start. Zweiter Einsatzfahrer seit der Saison 2023 ist der Australier Oscar Piastri.
Neben der Formel-1-Weltmeisterschaft geht das Team auch in der IndyCar Series (unter dem Namen Arrow McLaren), der FIA-Formel-E-Weltmeisterschaft und der Extreme E an den Start.

## Unternehmensgeschichte

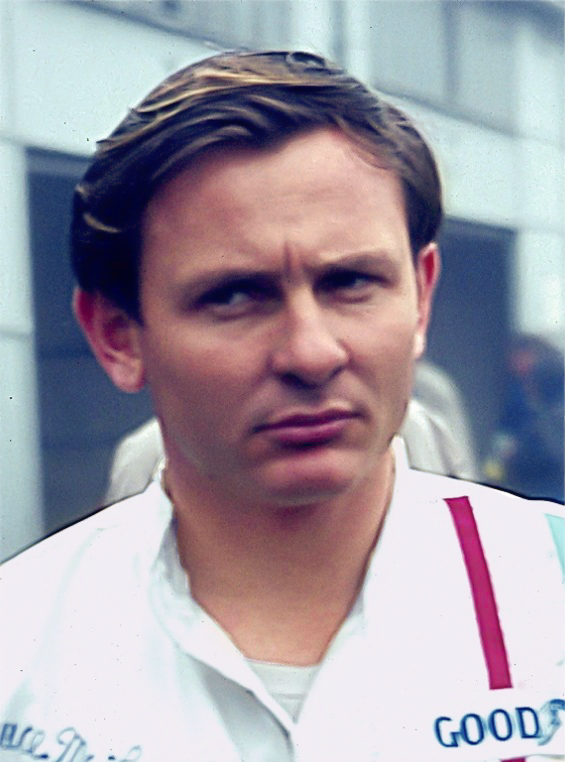
Gründer des Teams: Bruce McLaren

McLaren Racing wurde im Laufe der Jahrzehnte von drei Teamchefs geprägt: Auf den Gründer Bruce McLaren – (1966 bis 1970) – folgte Teddy Mayer, der den Rennstall durch die 1970er-Jahre führte. 1981 übernahm Ron Dennis die Teamleitung. Im Frühjahr 2009 trat er zugunsten von Martin Whitmarsh zurück. Ron Dennis kehrte zu Beginn der Saison 2014 wieder offiziell als Teamchef zurück, nachdem er Martin Whitmarsh abgesetzt hatte, weil die Erfolge ausgeblieben waren. Mit Ablauf der Saison 2016 wurde Dennis beurlaubt.

### Die Bruce-McLaren-Ära
Der 1937 in Auckland geborene Rennfahrer Bruce McLaren war ab 1958 Stammfahrer im britischen Cooper-Team. Zunächst stand er im Schatten seines Teamkollegen Jack Brabham, der die Fahrerweltmeisterschaften der Jahre 1959 und 1960 gewann. Als Brabham 1962 seinen eigenen Rennstall gründete, rückte McLaren zu Coopers Nummer-1-Fahrer auf. Seine Teamkollegen waren zunächst der Südafrikaner Tony Maggs und später der US-Amerikaner Tim Mayer. 1964 gründete McLaren zusammen mit Tim Mayers Bruder Teddy einen eigenen Rennstall: Bruce McLaren Motor Racing. Anlass waren Unstimmigkeiten mit Cooper über die Beteiligung des Werksteams an der Tasman-Serie, die in McLarens Heimat einen hohen Stellenwert hatte: Während McLaren von Cooper ein den Regeln der Serie angepasstes Fahrzeug mit einem 2,5 Liter großen Motor forderte, war der britische Konstrukteur lediglich zum Einsatz eines den internationalen Formel-1-Regeln entsprechenden Fahrzeugs mit 1,5 Litern Hubraum bereit. McLaren trat daraufhin mit seinem eigenen Team in der Tasman-Serie an, blieb aber in der Formel-1-Weltmeisterschaft bis zum Ablauf der Saison 1965 zugleich Werksfahrer für das Cooper-Team. Im dritten Jahr erreichte er den ersten und einzigen Sieg auf einem eigenen Auto; die Saison 1969 schloss McLaren als Dritter der Konstrukteurswertung ab.

### Die Teddy-Mayer-Ära
Bruce McLaren starb im Frühjahr 1970 bei Testfahrten mit einem CanAm-Auto in Goodwood. Teddy Mayer übernahm daraufhin die Leitung des Teams. Unter Mayers Ägide erzielte McLaren Racing die ersten großen Erfolge in der Formel 1. Mit Emerson Fittipaldi (1974) und James Hunt (1976) gewann das Team zweimal die Fahrerweltmeisterschaft; 1974 gewann es zudem den Konstrukteurstitel. In der zweiten Hälfte der 1970er-Jahre ließen die Erfolge allerdings nach: Teddy Mayer hatte keine Antwort auf die aufkommenden, von Lotus initiierten Ground-Effect-Wagen.

### Die erste Ron-Dennis-Ära

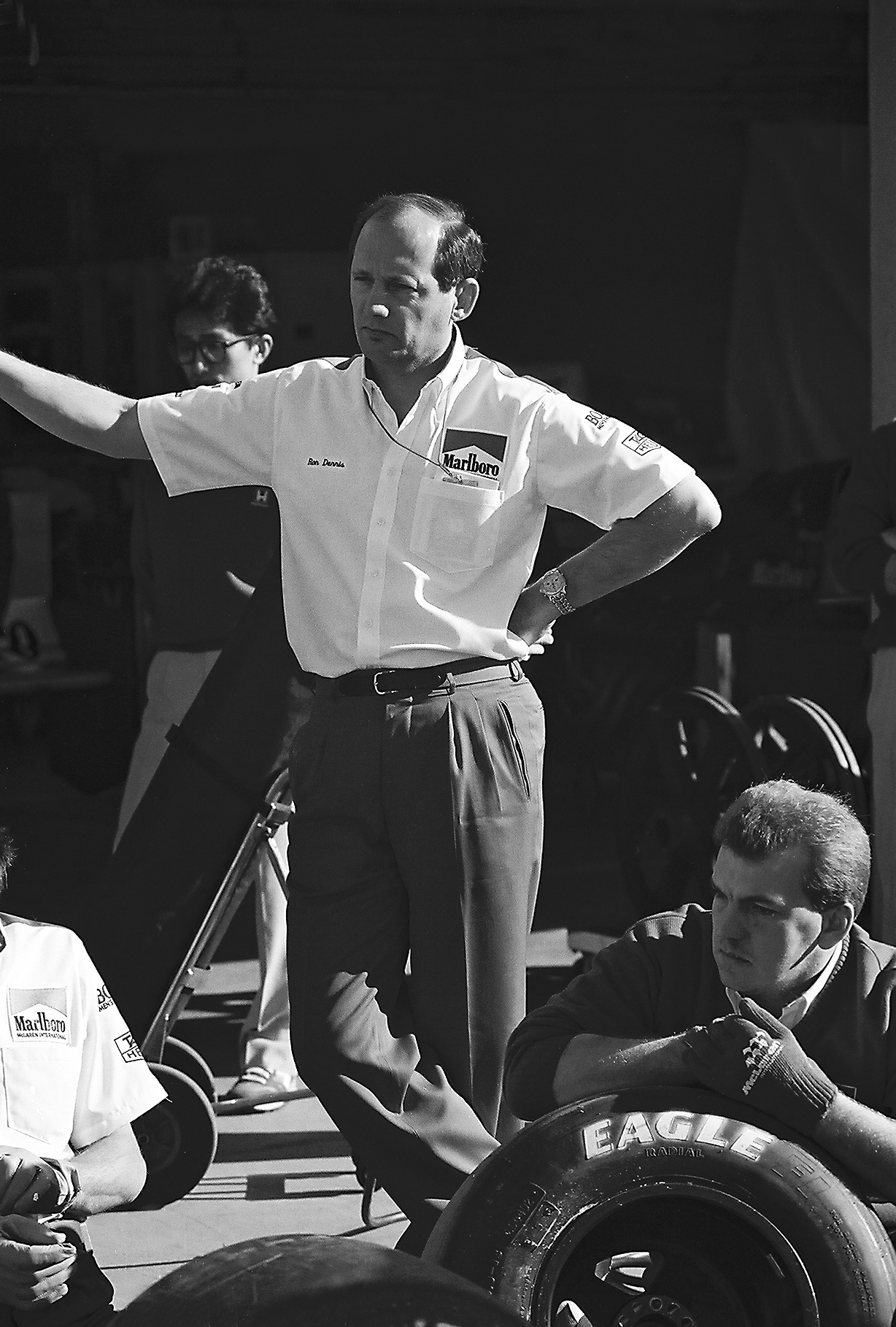
Führte das Team zu neun Weltmeisterschaften: Ron Dennis

Nachdem die McLaren-Fahrer 1979 und 1980 mehrfach an der Qualifikationshürde gescheitert waren, fusionierte McLaren im Herbst 1980 mit dem Formel-2-Rennstall Project Four Racing, den Ron Dennis leitete. Project Four wurde in der Formel 2 von Philip Morris International unterstützt und bereitete im Laufe des Jahres 1980 den Aufstieg in die Formel 1 vor. Wie es zu der Fusion kam, wird unterschiedlich dargestellt. Die Motorsportliteratur geht zumeist davon aus, dass Philip Morris den Zusammenschluss beider Teams forderte, weil er einerseits die langjährige Verbindung mit McLaren fortsetzen wollte, andererseits aber kein Vertrauen mehr in die Teamführung Teddy Mayers hatte. Ron Dennis erklärte hingegen im Herbst 2012, Philip Morris habe sein Formel-1-Projekt nicht unterstützen wollen. Er habe das McLaren-Team notgedrungen aufkaufen müssen, um in den Genuss des Marlboro-Sponsorings zu gelangen. Durch die Fusion entstand das Unternehmen McLaren International. Der bisherige Formel-1-Rennstall wurde zu einem untergeordneten Tochterbetrieb. Der Zusammenschluss von McLaren und Project Four wurde in Pressemitteilungen als Fusion gleichberechtigter Partner bezeichnet. Doch obwohl Ron Dennis und Teddy Mayer bis 1982 formal gemeinsam das Unternehmen leiteten, war es nach der Ansicht vieler Beobachter eine Übernahme McLarens durch Project Four. Das machte sich auch in der Bezeichnung der Rennwagen bemerkbar. Ab 1981 erhielten die Autos die Modellbezeichnung MP/4. Der auch bis 2016 verwendete Begriff „MP“ steht dabei für „Marlboro Project 4“. Der Name McLaren war damit aus der Nomenklatur der Rennwagen verschwunden.
Zwei Jahre lang blieb Teddy Mayer neben Ron Dennis gleichberechtigter Geschäftsführer des Rennstalls, technische Direktoren waren der langjährige McLaren-Mitarbeiter Tyler Alexander sowie Creighton Brown (ehemals Project Four). Ende 1982 übernahm Ron Dennis Mayers Anteile, der daraufhin aus der Unternehmensleitung ausschied. Mayer kehrte 1985 für eineinhalb Jahre in die Formel 1 zurück, als er das US-amerikanische Team Haas leitete. Die Ron-Dennis-Ära war die erfolgreichste Zeit des Rennstalls. Von 20 Meistertiteln erreichte das Team 17 unter seiner Leitung.
Dennis gelang es mehrmals, Geschäftspartner des Konkurrenzteams Williams zum Wechsel zu seinem Rennstall zu überreden. Das galt zunächst für den Konzern Techniques d’Avant Garde (TAG), der 1978 zum ersten Mal bei Williams als Sponsor aufgetreten war. Die finanzielle Unterstützung durch TAG war eine wesentliche Ursache für den Erfolg des von Frank Williams geleiteten Rennstalls, der innerhalb weniger Jahre von einem Lückenfüller zu einem Weltmeisterteam geworden war. 1983 wechselte TAG zu McLaren. Der TAG-Inhaber Mansour Ojjeh wurde zugleich Minderheits- und ab 1984 Mehrheitseigner an der McLaren Group. Ein weiterer ehemaliger Williams-Partner war der japanische Motorenhersteller Honda, der Williams von 1983 bis 1987 mit Turbomotoren ausrüstete. Obwohl Honda mit Williams 1987 den Weltmeistertitel gewann, wechselte das Unternehmen mit Beginn der Saison 1988 zu McLaren. Dennis führte im Laufe der Jahre mehrere neue Teilhaber an das Team heran. Nachdem Mansour Ojjeh Teilhaber geworden war, übernahm ein Jahrzehnt später der deutsche Automobilhersteller Daimler-Benz erhebliche Anteile an dem Unternehmen.
Infolge der Spionage-Affäre in der Formel 1 2007, in der McLaren geheime technische Unterlagen von Ferrari erhalten hatte, verlor das Team alle Punkte der Teamwertung in diesem Jahr und musste 100 Millionen $ Strafe zahlen.

### Die Martin-Whitmarsh-Ära
Am 1. März 2009 gab Ron Dennis die Leitung des Rennsportteams ab. Nachfolger wurde sein langjähriger Mitarbeiter Martin Whitmarsh, der bis 2013 im Amt blieb. In die Whitmarsh-Ära fielen keine herausragenden Erfolge. Bis 2012 war McLaren zwar je zweimal Zweiter und Dritter der Formel-1-Konstrukteurswertung, gegen Red Bull Racing konnten die McLaren aber meist nur wenig ausrichten. McLaren verlor in dieser Zeit zudem seine herausragende Stellung beim Motorenlieferanten Mercedes: Das Team war ab 2011 nur noch eines von mehreren Kundenteams, die mit Mercedes-Motoren beliefert wurden. Außerdem trat es in Konkurrenz zu dem Mercedes-Werksteam. 2013 fiel McLaren auf Rang fünf ab; in diesem Jahr erzielten die Fahrer keinen Sieg und auch keine Podiumsplatzierung. Nach Abschluss der Saison 2013 wurde Whitmarsh im Januar 2014 abgelöst und durch Ron Dennis ersetzt.

### Die zweite Ron-Dennis-Ära und Zak-Brown-Ära
Dennis begann eine Neuausrichtung des Teams und organisierte eine Wiederaufnahme der erfolgreichen Zusammenarbeit mit Honda, die mit der Saison 2015 begann. Die erste McLaren-Honda-Saison wurde zu einer „ausgewachsenen Katastrophe“: Das Team fiel auf den vorletzten Platz der Konstrukteurswertung zurück. Im November 2016 wurde Dennis als Firmenchef der McLaren Technology Group, zu der auch das Formel-1-Team gehört, beurlaubt. Sein Nachfolger als CEO von McLaren Racing ist Zak Brown.
Aktuell ist McLaren Racing mit Teams in vier Betätigungsfeldern vertreten:
- Formel 1 (McLaren Formula 1)
- IndyCar (Arrow McLaren SP)
- Extreme E (McLaren Extreme E)
- E-Sport (McLaren Shadow)

## McLaren als Rennwagenkonstrukteur
Bruce McLaren Motor Racing war von Beginn an ein eigenständiger Rennwagenkonstrukteur. Ab 1966 trat Bruce McLaren mit eigenen Autos in der Formel-1-Weltmeisterschaft an. Die Autos waren anfänglich von Robin Herd konstruiert, später übernahm Gordon Coppuck das Design. In den ersten Jahren hatte McLaren nicht genügend Ressourcen, um die Autos selbst herzustellen, man beauftragte daher den britischen Kleinstwagenhersteller Trojan mit dem Aufbau der Autos. Hier entstanden bis in die frühen 1970er-Jahre alle McLaren-Monoposti für die Formel 1 und die Formel 5000 sowie einige CanAm-Autos. Erst nach Bruce McLarens Tod ging das Team dazu über, die Autos auch selbst herzustellen. Seit 1972 unterhielt McLaren entsprechend große Werkshallen in der britischen Gemeinde Colnbrook. Mit Beginn der Ron-Dennis-Ära zog das Team nach Woking um, wo bis heute alle Rennwagen entwickelt und hergestellt werden.

## Geschichte des Formel-1-Werksteams

### Die Anfänge

#### 1966

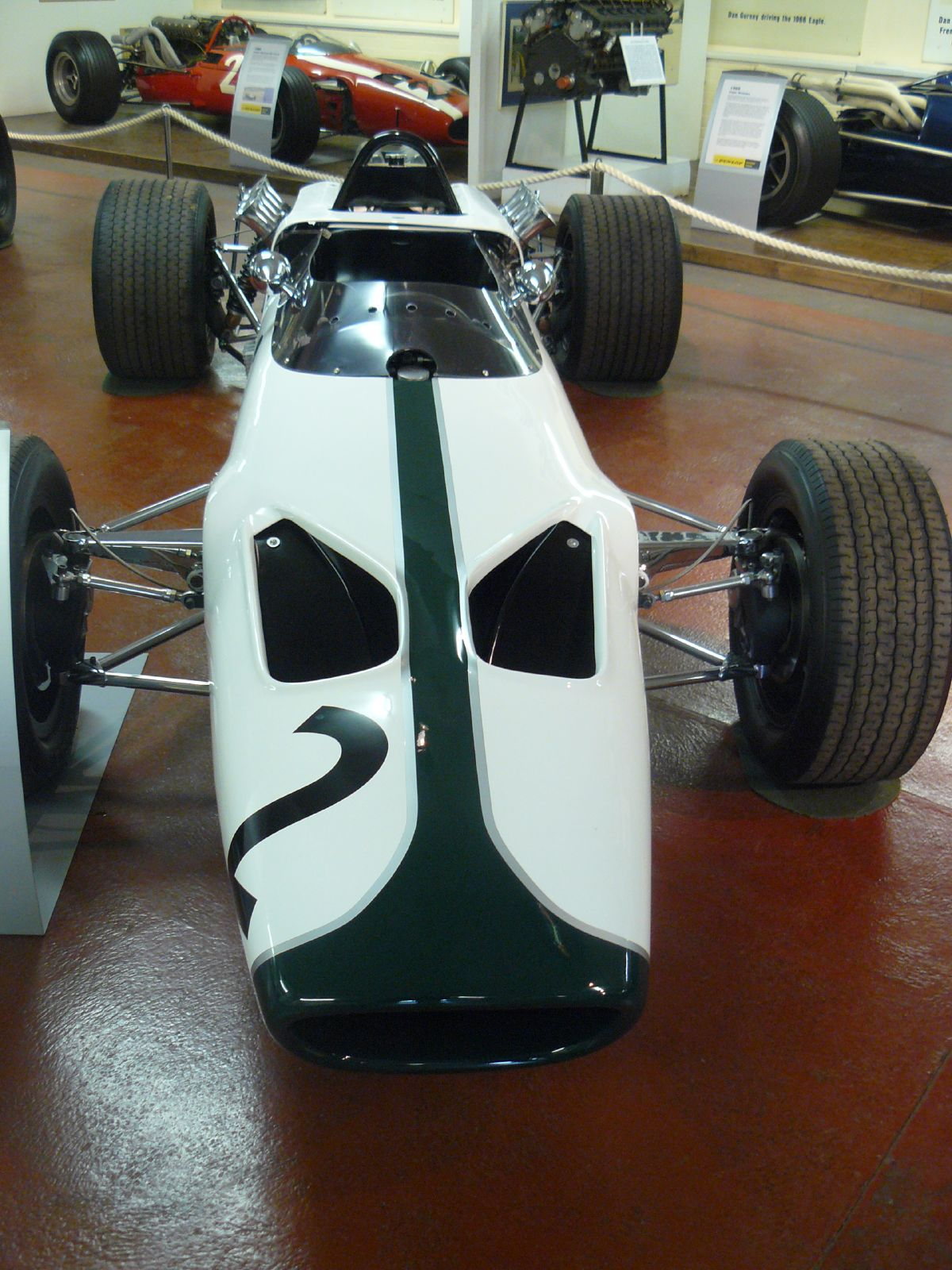
McLarens erster Formel-1-Rennwagen: Der M2B von 1966

Bruce McLaren Motor Racing debütierte in der Formel-1-Saison 1966. Das Team setzte in dieser Saison nur ein Auto für Bruce McLaren ein. Zwar war der Einsatz eines zweiten Autos für Chris Amon geplant gewesen; diese Überlegungen scheiterten allerdings an finanziellen Schwierigkeiten.
Einsatzfahrzeug war der McLaren M2B, der von Robin Herd entworfen worden war. Der M2B hatte das festeste Monocoque des Starterfeldes. 1966 war die erste Saison der neuen Dreiliterformel. Wie zahlreichen anderen Teams war es auch McLaren nicht gelungen, von Saisonbeginn an einen Motor zu erhalten, der dem neuen Reglement entsprach. Obwohl die Dreiliterformel bereits im November 1963 beschlossen worden war, hatten nur Brabham mit (Repco), Ferrari sowie Cooper (mit Maserati) von Saisonbeginn an passende Motoren. Andere Teams behalfen sich mit Notlösungen. Lotus und B.R.M. etwa bohrten die bisherigen 1,5-Liter-Triebwerke auf und erreichten damit einen Hubraum von bis zu 2,5 Litern. McLaren hingegen griff auf einen Achtzylindermotor von Ford zurück, der aus der Großserie stammte und ursprünglich einen Hubraum von 4,2 Litern aufwies. In McLarens Auftrag hatte der kalifornische Tuner Traco das Triebwerk an das Formel-1-Reglement angepasst. Der Motor erwies sich indes nicht als praxistauglich: Seine Leistung lag bei lediglich 300 PS, und das nutzbare Drehzahlband war klein. Vorübergehend wich McLaren im Laufe des Sommers auf italienische Achtzylindermotoren der Scuderia Serenissima aus. Der Motor war unzuverlässig und ebenfalls schlecht fahrbar; gleichwohl erreichte McLaren mit ihm in Großbritannien einen Zieleinlauf auf Platz sechs. Danach wechselte das Team zurück zu Ford-Motoren. In dieser Konfiguration erzielte McLaren beim Großen Preis der USA zwei weitere Weltmeisterschaftspunkte. Bruce McLaren, im 1965 im Werks-Cooper noch Neunter der Fahrerwertung, beendete die Saison 1966 mit drei Punkten auf Platz 16; in der Konstrukteurswertung lag das Team auf Platz neun.

#### 1967
Auch 1967 setzte das Team nur ein Auto ein. Einsatzfahrzeug war der McLaren M4B, ein erneut von Robin Herd entworfenes Auto, das ursprünglich für die Formel 2 konzipiert worden war. Er wurde von einem 2,1-Liter-Achtzylindermotor von BRM angetrieben, der mit seinem geringen Hubraum nach wie vor eine technische Notlösung war. Bruce McLaren setzte den M4B nur zweimal ein. Beim ersten europäischen Weltmeisterschaftslauf – dem Großen Preis von Monaco – kam McLaren als Vierter ins Ziel. Beim anschließenden Rennen in den Niederlanden wurde der M4B infolge eines Unfalls beschädigt. McLaren ließ den Wagen nicht wieder aufbauen und konzentrierte sich stattdessen auf den Nachfolger, der einen 3-Liter-Zwölfzylindermotor von BRM einsetzen sollte. Die Fertigstellung des McLaren M5A verzögerte sich bis in den Spätsommer 1967. Das Team ließ daraufhin die meisten Sommerrennen aus, während Bruce McLaren, um seine Rennpraxis zu erhalten, drei Weltmeisterschaftsläufe für das Konkurrenzteam Anglo American Racers von Dan Gurney betritt. Ab dem Großen Preis von Kanada, der Ende August 1967 abgehalten wurde, war der neu entwickelte M5A mit dem Zwölfzylindermotor einsatzbereit. Beim Debütrennen des M5A wurde McLaren Siebenter, bei den vier folgenden Rennen fiel er jeweils aus. Mit drei Meisterschaftspunkten war McLaren Zehnter der Konstrukteurswertung.

#### 1968

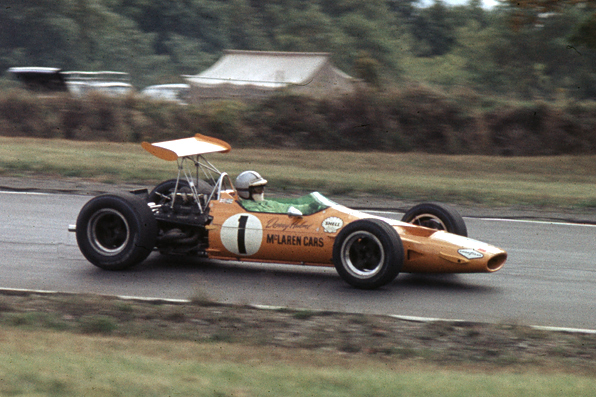
Denis Hulme beim Großen Preis der USA 1968

Vor Beginn der Saison 1968 wechselte McLarens Konstrukteur Robin Herd zum Motorenhersteller Cosworth, in dessen Auftrag er einen allradgetriebenen Formel-1-Rennwagen entwickelte. Als Gegenleistung für die vorzeitige Vertragsauflösung erhielt McLaren fünf der neuen Cosworth-Achtzylindermotoren, deren Entwicklung von Ford finanziert worden war und die 1967 mit Erfolg im Lotus 49 debütiert hatten. Herds Nachfolger wurde Gordon Coppuck, der bis 1980 jeden weiteren Formel-1-Rennwagen von McLaren entwickeln sollte.
McLaren setzte 1968 erstmals zwei Autos ein. Neben Bruce McLaren fuhr sein Landsmann Denis Hulme, der Weltmeister der Vorsaison, den neu entwickelten McLaren M7A. Bruce McLaren erzielte beim Race of Champions, das nicht zur Weltmeisterschaft zählte, den ersten Formel-1-Sieg für sein Team; einen Monat später gewann er die BRDC International Trophy, die ebenfalls kein Weltmeisterschaftslauf war. Beim Großen Preis von Belgien siegte das McLaren-Team zwei Monate später erstmals bei einem Weltmeisterschaftslauf. Bruce McLaren erreichte danach noch zwei zweite Plätze und einen sechsten Platz. Hulme war in diesem Jahr erfolgreicher als sein Teamchef: Er siegte zweimal – in Italien und Kanada – und hatte angesichts fünf weiterer Positionen in den Punkterängen zwischenzeitlich Titelchancen. Nach seinem Sieg in Kanada führte Hulme die Fahrerwertung an, schied aber in den letzten beiden Saisonrennen aus, wodurch Graham Hill und Jackie Stewart noch an ihm vorbeiziehen konnten. Hulme kam somit letztlich auf Platz drei der Fahrerwertung. In der Konstrukteurswertung erzielte McLaren Racing 49 Punkte und belegte den zweiten Platz hinter Lotus.

#### 1969

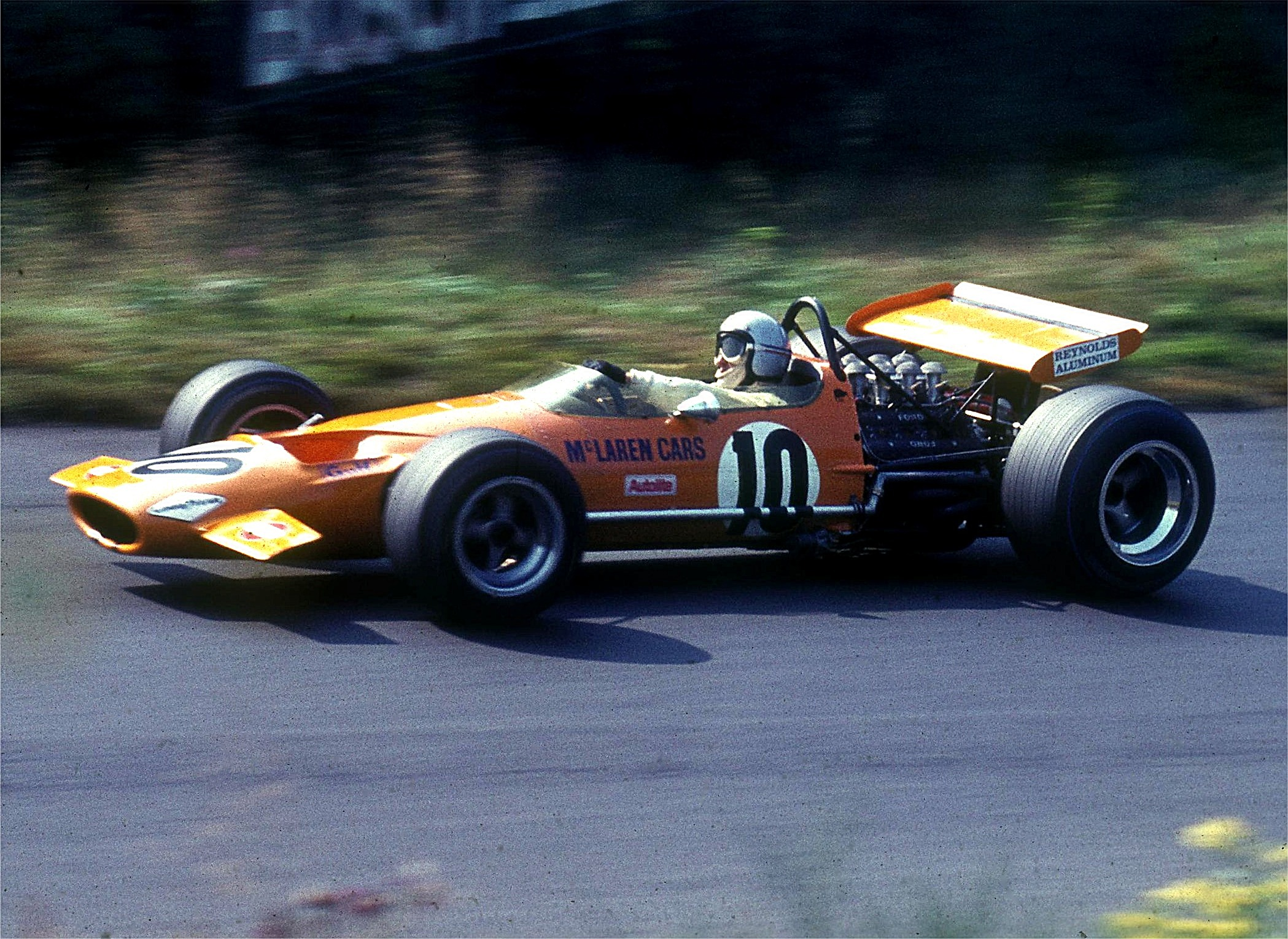
Firmengründer Bruce McLaren im M7A von 1969

Für die Saison 1969 blieb die Fahrerpaarung McLaren/Hulme unter Vertrag. Bruce McLaren fuhr die Neuentwicklungen M7B und M7C, während Hulme den M7A des Vorjahres einsetzte. Beim Großen Preis von Großbritannien wurde zusätzlich ein M7A für Derek Bell gemeldet. Das Team erzielte in diesem Jahr nur einen Sieg: Hulme gewann das letzte Rennen des Jahres, den Großen Preis von Mexiko. Bruce McLaren konnte durch zahlreiche Zielankünfte in den Punkterängen (ein zweiter, zwei dritte, zwei vierte und drei fünfte Plätze) 26 Meisterschaftspunkte einfahren und belegte in der Schlusswertung Platz drei der Fahrermeisterschaft. In der Konstrukteurswertung fiel das Team in einem Jahr, das Jackie Stewart und Tyrrell beherrschten, mit 38 Meisterschaftspunkten auf Platz vier zurück. Der Leistungsabfall wird in der Literatur zumeist darauf zurückgeführt, dass McLaren 1969 mit der Formel 1, dem CanAm-Sport und der Entwicklung eines allradgetriebenen Formel-Wagens zu viele Projekte gleichzeitig durchführte.

#### 1970

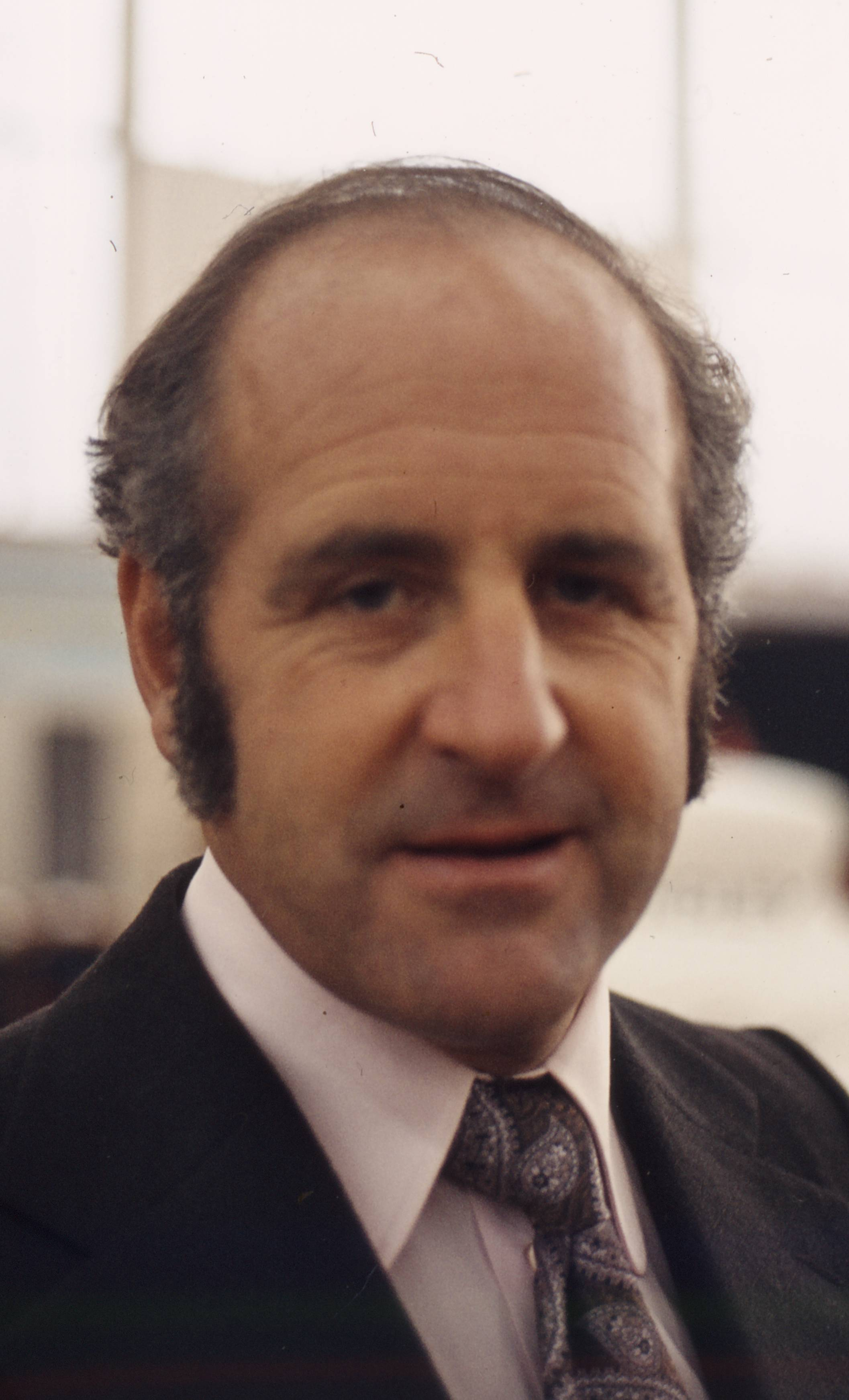
Nach Bruce McLarens Tod der führende Fahrer im Team: Denis „Denny“ Hulme

1970 war ein Jahr des Umbruchs für das Team. Bruce McLaren starb am 2. Juni 1970, nachdem er bei einer Testfahrt mit einem McLaren-CanAm-Auto einen Unfall erlitten hatte. Seinen Platz im Cockpit nahm der Brite Peter Gethin ein, der vorher für McLaren in der Formel 5000 angetreten war und beim Großen Preis der Niederlande sein Formel-1-Debüt gab. Neben ihm fuhr wie in den Jahren zuvor Hulme, dessen Leistungsfähigkeit im Laufe der Saison eingeschränkt war. Hulme war im Training zu den 500 Meilen von Indianapolis verunglückt und hatte Verbrennungen an der Hand erlitten. Die langsam nachwachsende Haut war den hohen Beschleunigungskräften der Formel 1 zunächst nicht gewachsen, sodass Hulme bei einigen Sommerrennen zurückhaltend fahren musste. McLaren, Hulme und Gethin starteten 1970 mit dem McLaren M14, der in einer A- und in einer D-Version gemeldet wurde.
Die Rennsaison 1970 verlief nach dem Tod Bruce McLarens „schwierig“. Das Team erzielte keinen Sieg. Hulme wurde mit den Meisterschaftspunkten aus einem zweiten, drei dritten und drei vierten Plätzen Vierter der Fahrerwertung, Gethin kam bei sieben Starts nur einmal in die Punkteränge – in Kanada wurde er Sechster – und belegte mit nur einem Punkt Platz 23 der Fahrerwertung. Bruce McLaren, der sein vorletztes Formel-1-Rennen in Spanien auf Platz zwei beendet hatte, belegte den 14. Rang der Fahrerwertung.
Ein besonderes Projekt des Teams war die noch von Bruce McLaren initiierte Zusammenarbeit mit Alfa Romeo. Neben den beiden Cosworth-getriebenen Wagen von McLaren, setzte das Team bei neun Rennen ein weiteres Auto ein, das mit einem Achtzylindermotor von Alfa Romeo ausgestattet war. Dieses Triebwerk war ursprünglich für den Rennsportwagen Alfa Romeo Tipo 33 entwickelt worden. Es hatte einen günstigeren Drehmomentverlauf, aber eine geringere Leistung als der Cosworth-Achtzylinder. Fahrer des Autos war neunmal Andrea de Adamich; in Italien erschien zudem ein zweiter McLaren-Alfa unter Nanni Galli. De Adamich verpasste bei fünf von neun Versuchen die Qualifikation und kam nur zweimal – jeweils außerhalb der Punkteränge – ins Ziel. Alfa Romeo setzte sein Formel-1-Engagement in der folgenden Saison mit March Engineering fort.
Zu Beginn der Saison setzte das Team Surtees einen privaten McLaren M7 für John Surtees ein, bevor es ab dem Großen Preis von Großbritannien mit dem Surtees TS7 über ein selbst konstruiertes Fahrzeug verfügte. Surtees fuhr im M7A beim Großen Preis von Südafrika die schnellste Runde und belegte bei seinem letzten Rennen mit diesem Auto in den Niederlanden den sechsten Rang.

### Etablierung unter Teddy Mayer

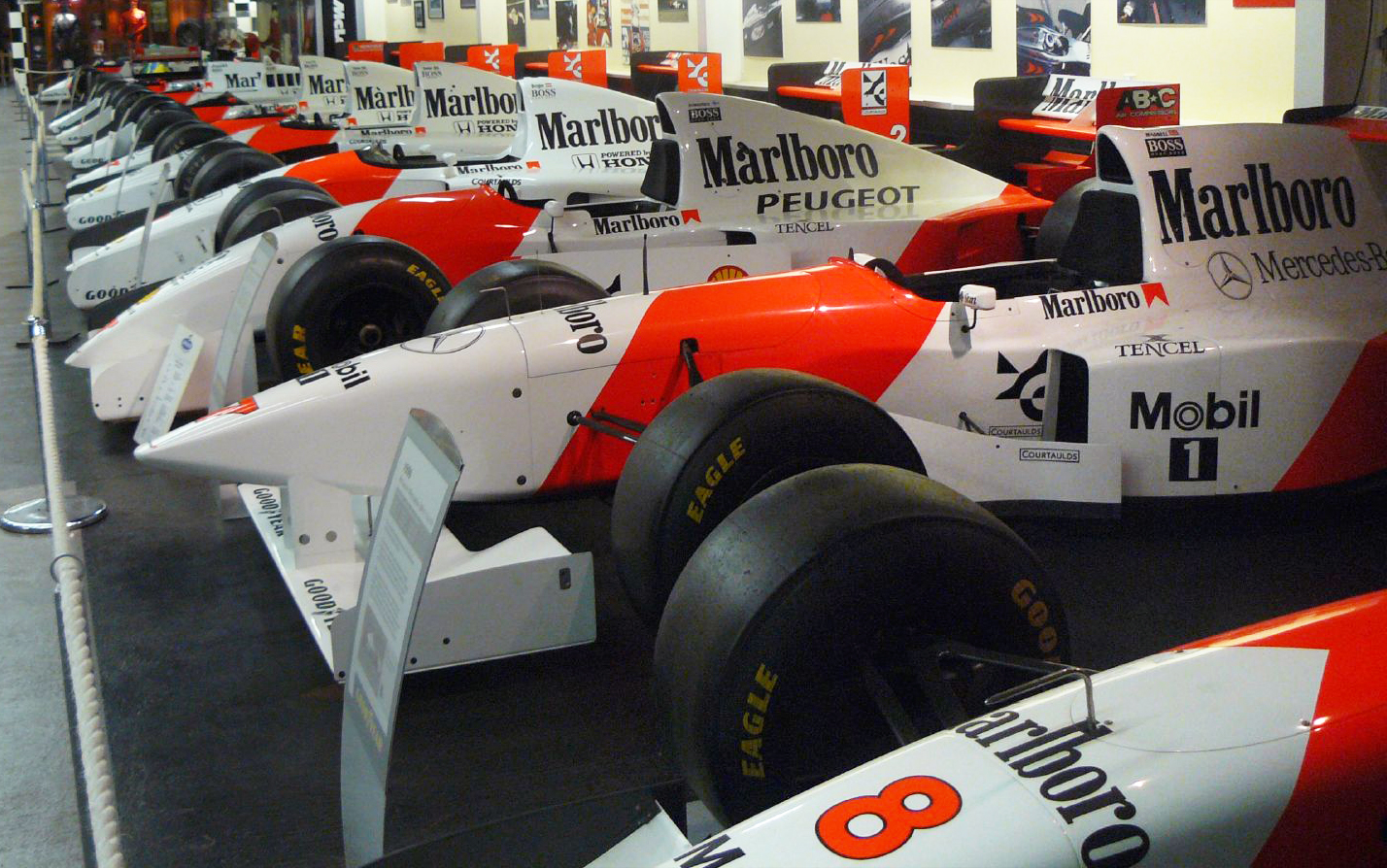
Von Teddy Mayer zu McLaren geholt: Der langjährige Sponsor Marlboro

Teddy Mayer übernahm im Sommer 1970 die Leitung des Rennstalls. Bis 1975 stand der Neuseeländer Phil Kerr an seiner Seite, später wurde er von Tyler Alexander unterstützt. Mayer griff das 1968 maßgeblich von Lotus initiierte Konzept des Markensponsoring auf und ging eine Verbindung mit dem britischen Kosmetikhersteller Yardley of London ein, die von 1972 bis 1975 andauerte. In dieser Zeit ging der Rennstall als Yardley Team McLaren an den Start. Die Autos waren nunmehr in den Yardley-Farben lackiert, die das bisherige Orange der McLaren-Wagen ablöste. Erst der McLaren MP4/12 von 1997 trug (allerdings nur bei der Präsentation des Autos vor Saisonbeginn, im Rennbetrieb sogar erst 2017 mit dem McLaren MCL32) wieder eine orangefarbene Lackierung. Mitte der 1970er Jahre wurde der Zigarettenhersteller Philip Morris International zum Hauptsponsor, der mit seiner Marke Marlboro warb. Die Verbindung zwischen McLaren und Marlboro bestand für mehr als zwei Jahrzehnte; sie gehörte zu den am längsten dauernden Sponsorbeziehungen der Formel-1-Geschichte.

#### 1971

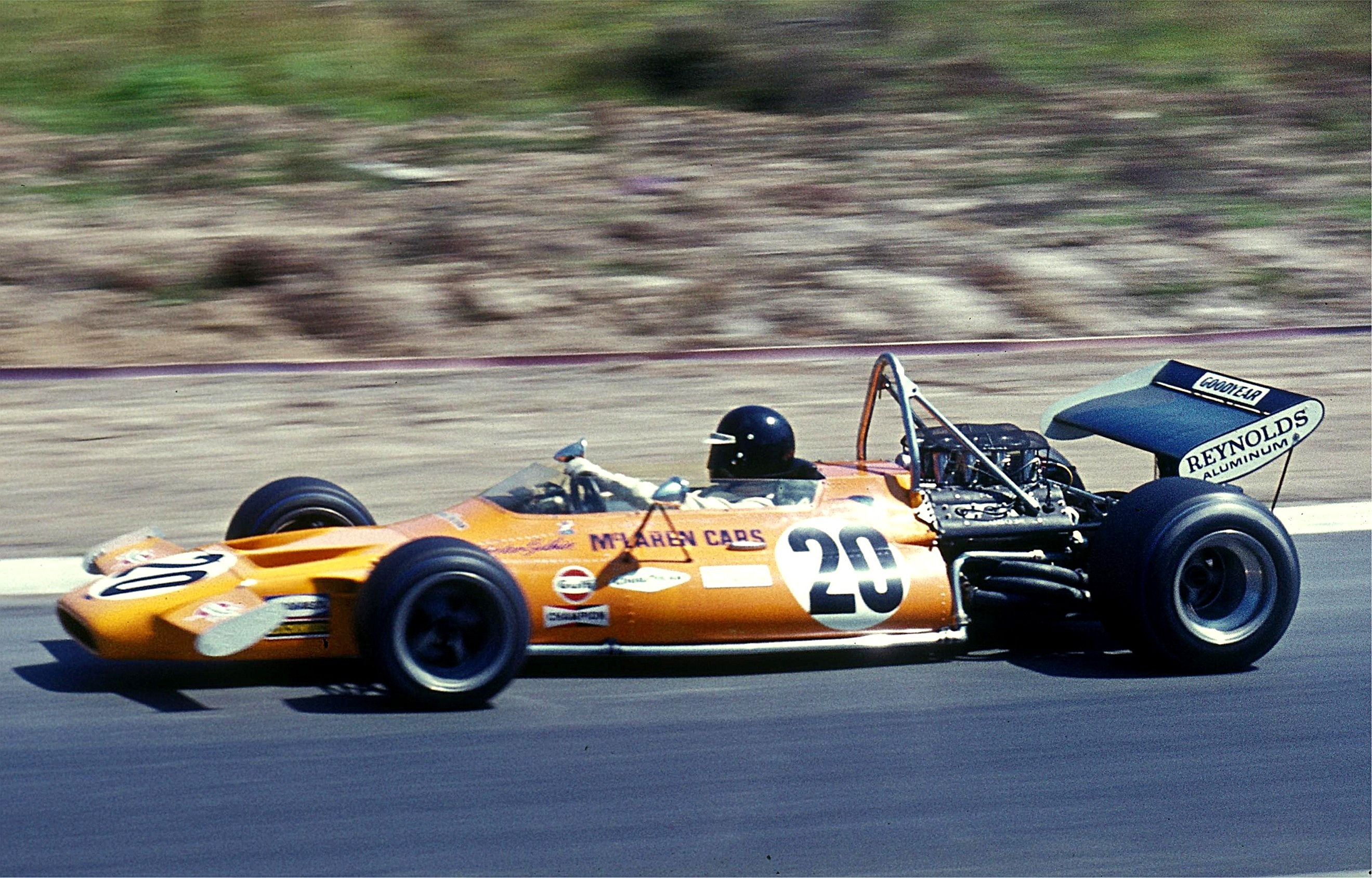
Peter Gethin im McLaren M19A beim Großen Preis von Deutschland 1971

Die erste Saison ohne Bruce McLaren bestritt das Team mit dem von Ralph Bellamy entworfenen McLaren M19A. Das Auto zeichnete sich durch eine bauchige Karosserie aus (sog. Coke-Bottle-Stil) und hatte eine „innovative Aufhängung“ mit innenliegenden Federbeinen. Das Auto wurde wie schon seine Vorgänger von einem Cosworth DFV-Motor angetrieben, der von John Nicholson vorbereitet wurde. Im Laufe der Saison gab es Gerüchte über die Leistungsfähigkeit des Motors. Teddy Mayer war der Ansicht, dass McLaren leistungsschwächere Motoren als das Spitzenteam Tyrrell erhielt; Nicholson trat dem entgegen und verwies stattdessen auf die geringere Wettbewerbsfähigkeit des M19A. Spitzenfahrer des Teams war 1971 Denis Hulme. Das zweite Auto fuhr zunächst Peter Gethin, der nach sieben Rennen von Jackie Oliver abgelöst wurde.
Das Werksteam erzielte 1971 nur geringe Erfolge. Zwar führte Hulme beim Auftaktrennen der Saison in Südafrika 59 Runden lang das Feld an; in der 60. Runde wurde er jedoch durch einen Aufhängungsdefekt zurückgeworfen und konnte das Rennen nur auf Rang sechs beenden. Hulmes beste Ergebnisse bei Weltmeisterschaftsläufen waren zwei vierte Plätze; Gethin und Oliver erreichten keine Platzierungen in den Punkterängen.
Das beste Ergebnis in einem McLaren erreichte Mark Donohue in einem Kundenauto: Bei seinem ersten Formel-1-Rennen kam der Amerikaner in einem von Penske Racing eingesetzten M19A in Kanada auf Platz drei ins Ziel. Die dabei erzielten Weltmeisterschaftspunkte wurden in der Konstrukteurswertung McLaren gutgeschrieben. Damit kam McLaren insgesamt auf 10 Punkte, die in der Endwertung Rang 6 der Konstrukteursmeisterschaft bedeuteten.

#### 1972

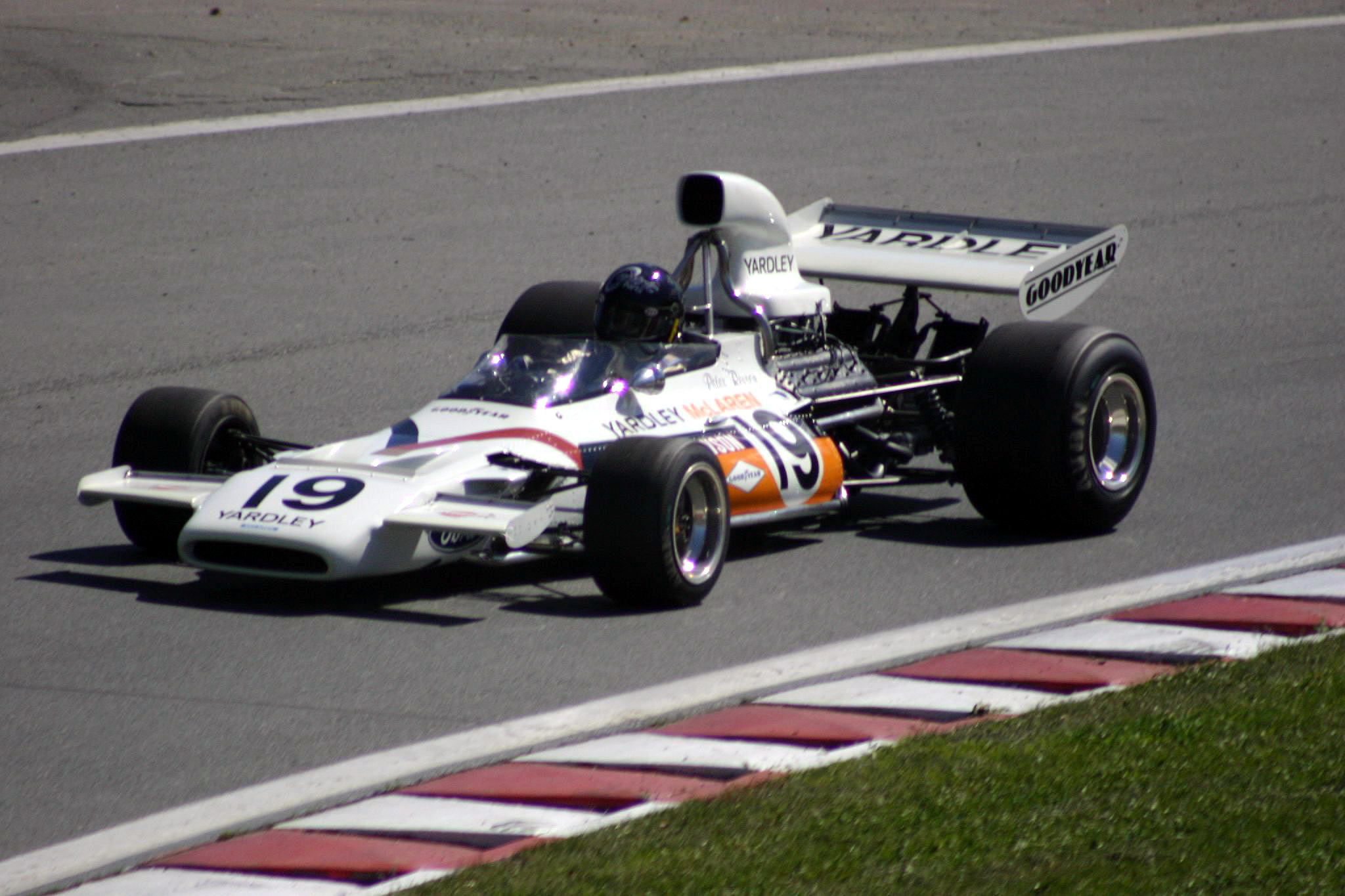
McLaren M19C

Für die Saison 1972 behielt McLaren die M19-Modelle bei. Da sich allerdings dessen Aufhängungskonstruktion im Vorjahr als problematisch erwiesen hatte, erhielten die M19 für die neue Saison eine konventionelle Aufhängung. Das Auto ließ sich dadurch besser abstimmen und wurde leichter fahrbar.
Stammfahrer war wiederum Denis Hulme, der alle Weltmeisterschaftsläufe für das Team bestritt. Das zweite Cockpit ging an den US-Amerikaner Peter Revson. Sein Einsatz war in mehrerlei Hinsicht problematisch. Einerseits war Revson mit den Inhabern des amerikanischen Kosmetikkonzerns Revlon familiär verbunden, der in einem Konkurrenzverhältnis zu McLarens Sponsor Yardley stand. Zudem war Revson auch in der CanAm-Serie für McLaren aktiv. Dreimal überschnitten sich die Termine der CanAm und der Formel 1. In diesen Fällen gab McLaren der CanAm-Serie den Vorzug, sodass Revson bei den Großen Preisen von Monaco, Frankreich und Deutschland nicht antrat. Statt seiner fuhr bei diesen Rennen der Brite Brian Redman. Beim letzten Rennen der Saison in den USA stellte McLaren zudem ein drittes Werksfahrzeug für den südafrikanischen Debütanten Jody Scheckter bereit.
Hulme erzielte in Südafrika den ersten Sieg des Teams nach dem Tod von Bruce McLaren. Hinzu kamen zwei zweite und vier dritte Plätze. Mit insgesamt 39 Weltmeisterschaftspunkten wurde Hulme Dritter der Fahrerwertung. Peter Revson erreichte einen zweiten Platz in Kanada und drei dritte Plätze. Er kam auf 23 Weltmeisterschaftspunkte und schloss die Fahrerwertung in seinem ersten Formel-1-Jahr auf Rang fünf ab. Redman kam in zweien seiner Rennen auf Platz fünf ins Ziel. Mit insgesamt 49 Punkten erreichte McLaren Rang drei der Konstrukteurswertung hinter Lotus und Tyrrell.

#### 1973

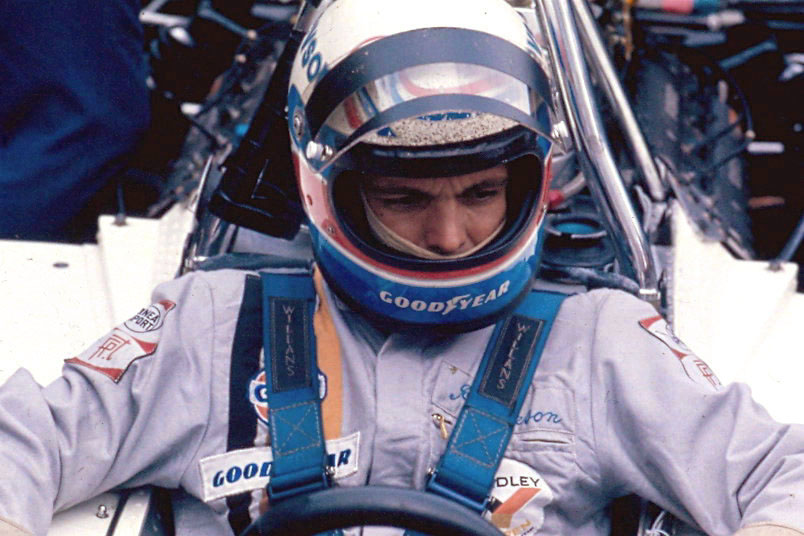
Peter Revson beim Großen Preis von Deutschland 1973

1973 erlebte das Team eine weitere Aufwärtsentwicklung. Wesentlicher Grund hierfür war der von Gordon Coppuck konstruierte McLaren M23, der zu Beginn der europäischen Saison den M19 ersetzte. Er gehörte zu den effektivsten Formel-1-Autos der frühen 1970er-Jahre. Revson siegte mit ihm in Großbritannien, und auch in Kanada wurde ihm der Sieg zuerkannt. Ob Revson aber tatsächlich als Erster durchs Ziel fuhr, ist bis heute umstritten. Aufgrund „chaotischer Wetterbedingungen“ und des Umstandes, dass das Pace-Car eine Zeitlang dem falschen Auto voranfuhr, wurde das Schlussklassement wiederholt angezweifelt. Zahlreiche Beobachter waren der Ansicht, dass statt Revson in Wirklichkeit der Lotus-Pilot Emerson Fittipaldi das Rennen gewonnen habe, der in der offiziellen Wertung als Zweiter geführt wurde. Denis Hulme erzielte in diesem Jahr nur einen Sieg: Er kam in Schweden als Erster ins Ziel.
Bei fünf Rennen setzte McLaren ein drittes Auto für Jody Scheckter ein. Der Südafrikaner kam nur einmal ins Ziel und verpasste dabei die Punkteränge. McLaren wurde mit 58 Weltmeisterschaftspunkten erneut Dritter der Konstrukteurswertung.

### Spitzenteam: Drei Titel in drei Jahren

#### 1974

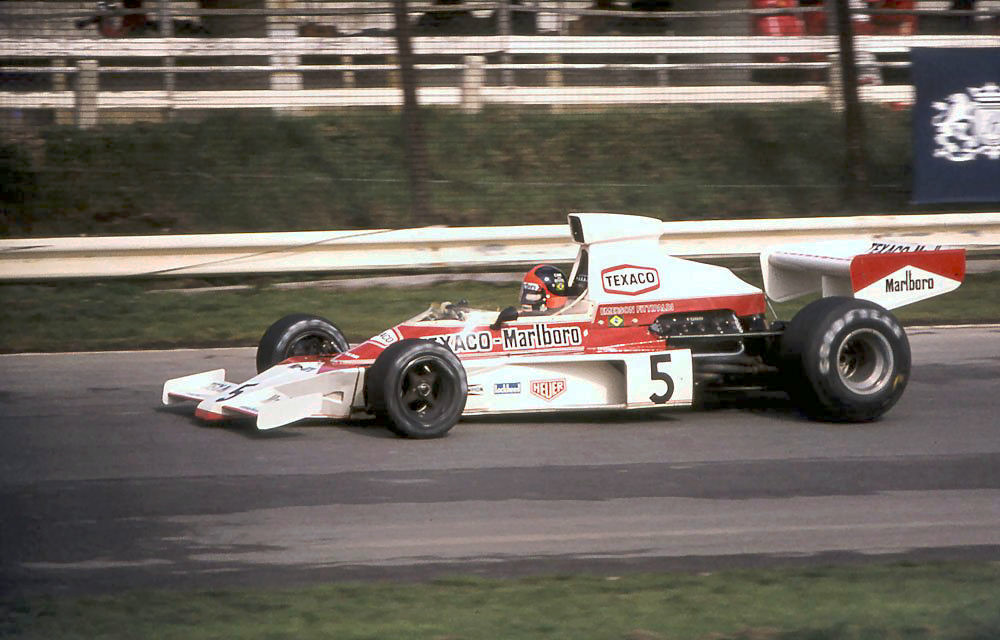
Emerson Fittipaldi im McLaren-Ford M23 von 1974

1974 erzielte McLaren die größten Erfolge in der bisherigen Teamgeschichte: Der Rennstall gewann sowohl die Fahrer- als auch die Konstrukteursmeisterschaft. Strukturell gab es einige Änderungen. Der auf drei Jahre angelegte Sponsorvertrag mit Yardley ging 1974 in sein letztes Jahr. Doch vor Beginn der Saison hatte McLaren mit der Zigarettenmarke Marlboro und dem Mineralölhersteller Texaco zwei neue Geldgeber gewonnen, die sich langfristig an das Team banden.
McLaren ging mit drei Autos in die Weltmeisterschaft, die im Hinblick auf die verschiedenen Sponsoren auf zwei formal eigenständige Teams verteilt wurden. Zwei Autos (Startnummern 5 und 6) traten für das Marlboro Team Texaco an, das von Teddy Mayer geleitet wurde. Fahrer waren ein weiteres Mal Denis Hulme sowie der neu zum Team gestoßene Brasilianer Emerson Fittipaldi, der 1972 mit Lotus Weltmeister geworden war. Daneben wurde ein Auto (Startnummer 33) für das Yardley Team McLaren gemeldet. Teamchef war Phil Kerr, ein seit der Unternehmensgründung bei McLaren beschäftigter Manager, der 1974 letztmals in der Formel 1 tätig war. Für Kerrs Team fuhr zunächst Mike Hailwood, der allerdings nach einem schweren Unfall beim Großen Preis von Deutschland seine Motorsportkarriere beendete. Sein Cockpit ging zunächst an David Hobbs und – für die letzten beiden Rennen des Jahres – an den Deutschen Jochen Mass.
Die Saison 1974 wurde von Ferrari und McLaren dominiert. Lotus, das Weltmeisterteam von 1972, musste nach Problemen mit dem neuen Typ 76 erneut auf den mittlerweile veralteten Typ 72 zurückgreifen, und Tyrrell musste sich nach dem Weggang Jackie Stewarts und dem Tod François Ceverts mit einer gänzlich neuen Fahrerpaarung neu orientieren. Fittipaldi gewann die Großen Preise von Brasilien, Belgien und Kanada, wurde Zweiter in Großbritannien und Italien und Dritter in Spanien und den Niederlanden. Vor dem letzten Saisonrennen in den USA hatte Fittipaldi ebenso wie Ferrari-Pilot Clay Regazzoni 52 Weltmeisterschaftspunkte. Auch der Tyrrell-Fahrer Jody Scheckter (45 Punkte) konnte rechnerisch noch die Weltmeisterschaft gewinnen. Die Pole-Position in Watkins Glen hatte Carlos Reutemann im Brabham inne, der keinen Einfluss auf die Weltmeisterschaft hatte. Scheckter ging als Sechster, Fittipaldi als Achter und Regazzoni als Neunter ins Rennen. Regazzoni fiel durch zwei außerplanmäßige Boxenstopps weit zurück und war zur Rennmitte mehrfach überrundet, Scheckter fiel nach 44 Runden wegen eines Defekts in der Benzinleitung aus. Fittipaldi kam letztlich als Vierter ins Ziel. Die drei damit erzielten Weltmeisterschaftspunkte genügten, um die Fahrerweltmeisterschaft für sich zu entscheiden.
Denis Hulme gewann das Auftaktrennen in Argentinien und wurde Zweiter in Österreich. Daneben erreichte er mehrere sechste Plätze. Am Ende der Saison wurde er mit 20 Weltmeisterschaftspunkten Siebter der Fahrerwertung. Nach dem letzten Rennen, in dem er vorzeitig infolge eines Technikdefekts ausfiel, erklärte er seine aktive Motorsportkarriere für beendet.

#### 1975

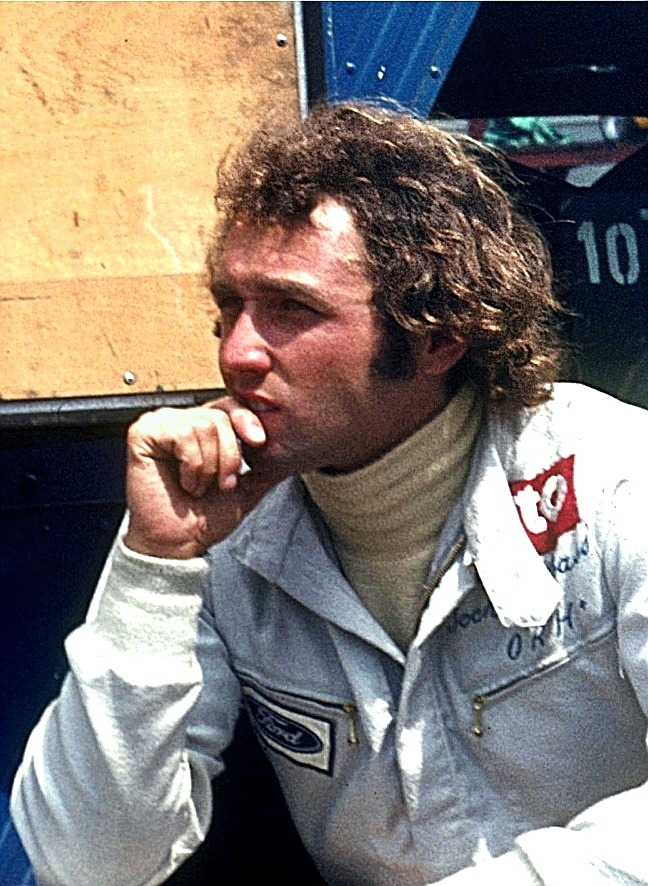
Ab 1975 Stammfahrer bei McLaren: Jochen Mass

In der Saison 1975 beschränkte sich das Team auf den Einsatz von zwei Fahrzeugen, die einheitlich unter der Bezeichnung Marlboro Team McLaren gemeldet wurden. Weltmeister Emerson Fittipaldi blieb dem Team erhalten, während Hulme, der sieben Jahre lang für McLaren gefahren war, nach seinem Rücktritt Ende 1974 durch Jochen Mass ersetzt wurde. Ein neu entwickeltes Auto gab es nicht; McLaren setzte weiterhin den M23 ein. Der M23 war ein zuverlässiges Auto. Bei 27 Starts kam er zwanzigmal ins Ziel.
Fittipaldi gewann das erste Rennen der Saison in Argentinien sowie den Großen Preis von Großbritannien und wurde Zweiter in Brasilien, Monaco, Italien und den USA. Fittipaldi beendete die Saison als Vizemeister, er hatte 19,5 Punkte Rückstand auf Niki Lauda, der im Ferrari erstmals Weltmeister wurde.
Fittipaldis bestes Rennen des Jahres war der Große Preis von Großbritannien, der von wechselhaftem Wetter geprägt war. Die meisten Fahrer wechselten im Verlauf des Rennens dreimal die Reifen. In Runde 53 gerieten die für Spitzenfahrer Jody Scheckter, James Hunt und Mark Donohue in einen örtlichen Regenguss und fielen infolge Aquaplanings nahezu zeitgleich aus. Wenig später verunglückten auch Jochen Mass, John Watson und Wilson Fittipaldi an der gleichen Stelle. Emerson Fittipaldi gelang es, während des gesamten Rennens auf der Strecke zu bleiben. Er ging als Sieger durchs Ziel und war der einzige Fahrer, der die gesamte Distanz von 56 Runden zurückgelegt hatte.
Ein besonderes Rennen war der Große Preis von Spanien in Montjuïc, bei dem es viele Diskussionen über die Sicherheit der Strecke gegeben hatte. Die meisten Fahrer waren der Ansicht, dass die Leitplanken ungenügend befestigt waren, und weigerten sich zunächst, am Rennen teilzunehmen. Der spanische Veranstalter drohte damit, das gesamte Material der Teams zu konfiszieren. Die Teamchef konnten letztlich alle Piloten bewegen, das Rennen zu bestreiten. Die einzige Ausnahme war Emerson Fittipaldi, der bereits nach dem Training abreiste. Das Rennen war von mehreren Unfällen geprägt. Nachdem Niki Lauda mit seinem Teamkollegen Clay Regazzoni und mit Mario Andretti kollidiert war, prallte der Hill GH1 von Rolf Stommelen, bei dem sich der Heckflügel gelöst hatte, ungebremst in eine Absperrung und tötete vier der dahinter stehenden Zuschauer. Nach der 29. Runde brach die Rennleitung das Rennen ab. McLaren-Pilot Jochen Mass, der zu diesem Zeitpunkt in Führung lag, wurde zum Sieger erklärt. Es war der einzige Sieg in seiner Formel-1-Karriere.

#### 1976

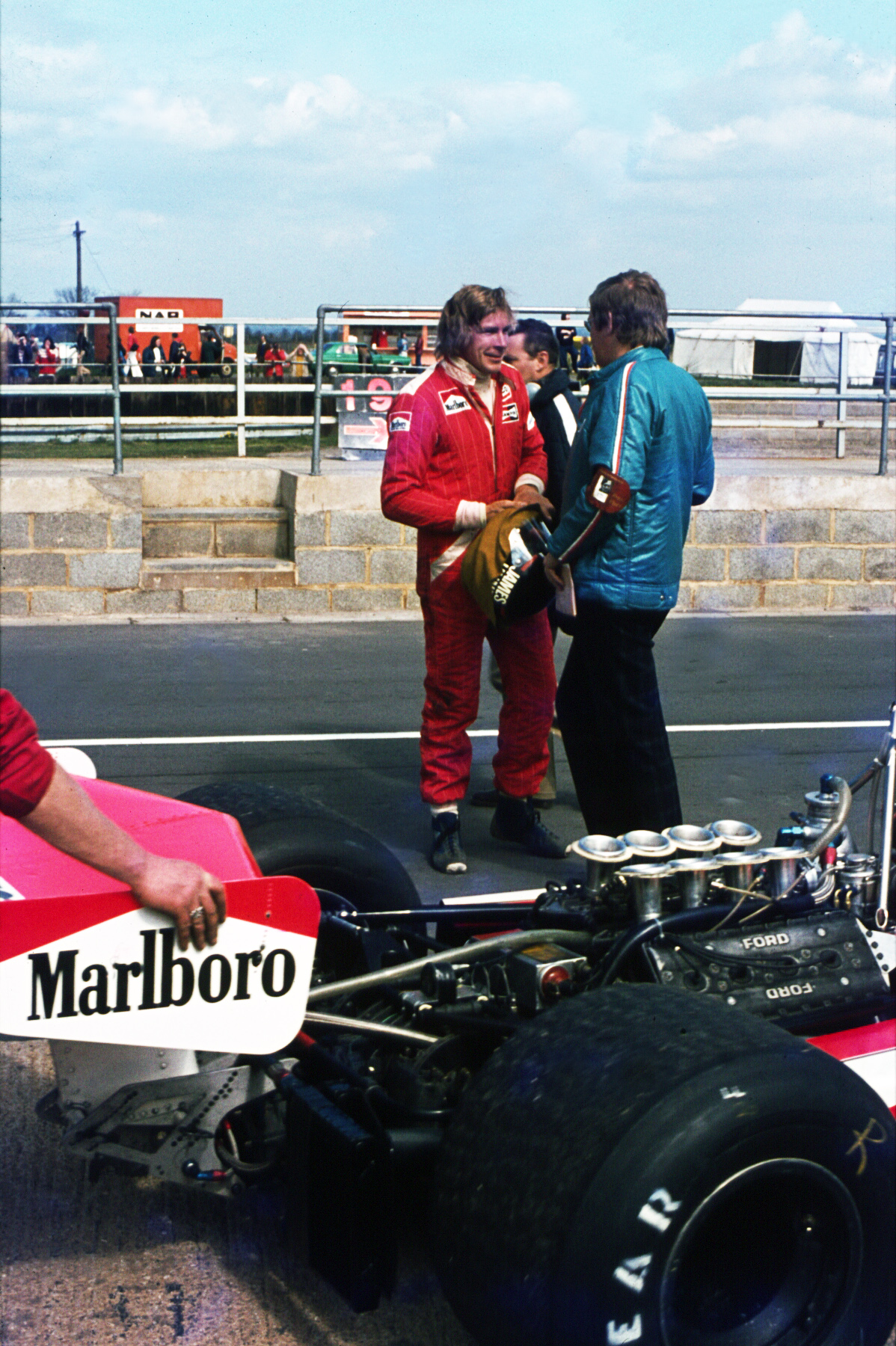
Weltmeister 1976: James Hunt

1976 hielt McLaren an dem M23 fest, der damit in seine vierte Saison ging. Zwar arbeitete Gordon Coppuck seit Februar 1976 an einem Nachfolger; die Fertigstellung des M26 verzögerte sich aber bis in den Spätherbst des Jahres. Emerson Fittipaldi hatte den Rennstall Ende 1975 verlassen, um künftig für das Formel-1-Team seines Bruders Wilson an den Start zu gehen. Er wurde durch den werbewirksamen James Hunt ersetzt, der im Vorjahr für Hesketh Racing ein Rennen gewonnen und aufgrund seines Lebensstils und seines Äußeren die Aura einer „Pop-Ikone“ hatte. An Hunts Seite fuhr erneut Jochen Mass.
Die Saison 1976 war erneut von einem Zweikampf zwischen Ferrari und McLaren geprägt. Tyrrell erregte mit dem Sechsradwagen P34 zwar viel Aufsehen, hatte im Kampf um die Weltmeisterschaft aber nur Außenseiterchancen, und Lotus befand sich 1976 in einem Formtief. Bis zur Saisonmitte war Ferrari das dominierende Team: Niki Lauda gewann auf dem Ferrari 312T und dem 312T2 die Großen Preise von Brasilien, Südafrika, Monaco und Belgien. Nach dem siebten Weltmeisterschaftslauf, dem Großen Preis von Schweden, betrug Hunts Rückstand auf Lauda 47 Punkte, da er bislang nur die Weltmeisterschaftsläufe in Spanien und Frankreich gewonnen hatte. Beim Großen Preis von Großbritannien kam Hunt im McLaren zwar als Erster ins Ziel, nach einem Protest von Ferrari, Fittipaldi und Ligier wegen illegaler Nutzung eines Ersatzfahrzeugs wurde ihm der Sieg allerdings nachträglich ab- und Niki Lauda zuerkannt. Der Große Preis von Deutschland wurde zu einem Wendepunkt: Hunts Rivale Lauda verunglückte auf dem Nürburgring schwer und musste verletzungsbedingt die folgenden zwei Rennen aufgeben. In den folgenden fünf Rennen gewann Hunt dreimal, während Lauda, der zum Großen Preis von Italien wieder ins Cockpit zurückgekehrt war, in der zweiten Saisonhälfte nur einen vierten und einen dritten Platz verzeichnen konnte. Vor dem letzten Rennen in Japan hatte Lauda 68 Weltmeisterschaftspunkte, während Hunt auf 65 kam. Hunt qualifizierte sich für den zweiten, Lauda für den dritten Startplatz. Am Renntag regnete es stark, und die Rennstrecke war stellenweise stark vernebelt. Hunt überholte den Polesitter Mario Andretti kurz nach dem Start und ging in Führung. Lauda hingegen gab in der zweiten Runde mit den Worten auf: „Mir ist mein Leben wichtiger als die Weltmeisterschaft“. Hunt kam letztlich als Dritter ins Ziel und gewann die Fahrerweltmeisterschaft mit einem Punkt Vorsprung vor Lauda. Jochen Mass hatte keinen Einfluss auf die Weltmeisterschaft. Sein bestes Ergebnis in dieser Saison waren zwei dritte Plätze. Er wurde mit 19 Weltmeisterschaftspunkten Neunter der Fahrerwertung.
Hunts und Laudas Kampf um den Weltmeistertitel 1976 wurde 2013 unter dem Titel Rush – Alles für den Sieg verfilmt. Der australische Schauspieler Chris Hemsworth stellt James Hunt dar, Daniel Brühl spielt Niki Lauda.

### Der Niedergang

#### 1977

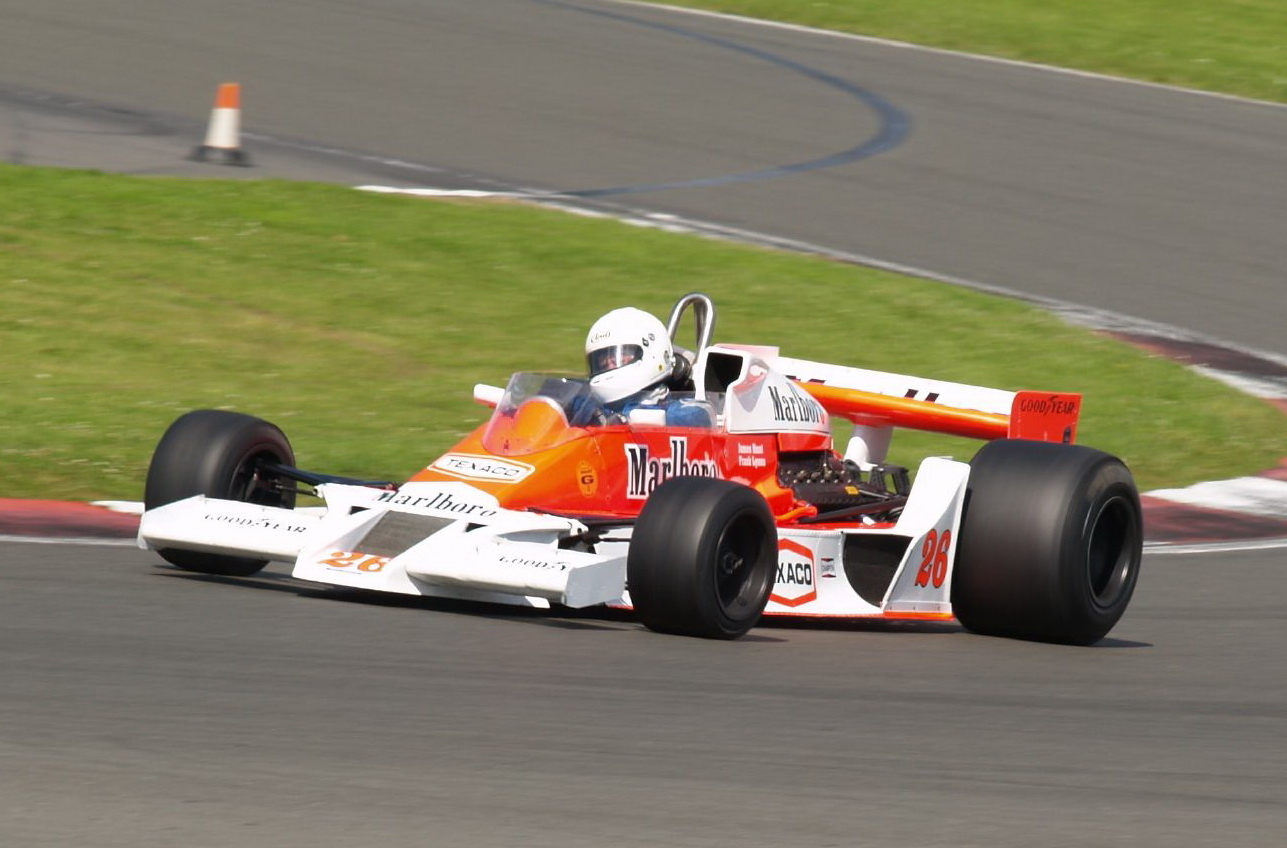
McLaren M26

McLaren bestritt die Automobil-Weltmeisterschaft 1977 mit der gleichen Fahrerpaarung wie im Vorjahr. James Hunt war der Spitzenfahrer des Teams, dessen Aufgabe es war, den Weltmeistertitel zu verteidigen; daneben fuhr Jochen Mass seine dritte und letzte Saison für das britische Team. Bei zwei Rennen setzte McLaren ein drittes Auto ein: Beim Großen Preis von Großbritannien gab Gilles Villeneuve im McLaren M23 sein Formel-1-Debüt, und in Italien fuhr Bruno Giacomelli den dritten McLaren.
Das Team begann die Saison erneut mit dem M23, ersetzte das inzwischen veraltete Auto allerdings im Sommer durch den neuen M26. Er war leichter und niedriger als sein Vorgänger und hatte eine effektivere Aerodynamik, war aber, da er bereits im Vorjahr konzipiert worden war, schon bei seinem Debüt veraltet. Das Konkurrenzteam Lotus hatte zu Saisonbeginn den 78 vorgestellt, der mit Flügelprofilen am Unterboden einen Saugeffekt produzierte, der die Bodenhaftung der Autos eklatant verbesserte. Das Ground-Effect-Konzept sollte die Formel 1 bis 1982 prägen. Lotus erzielte mit dem Wagen in der Saison 1977 die meisten Siege, litt aber auch unter zahlreichen technisch bedingten Ausfällen, sodass McLaren mit seinen langsameren, aber zuverlässigeren Fahrzeugen in der Gesamtwertung am Jahresende nur zwei Meisterschaftspunkte weniger erreichte als Lotus. Weltmeister aber wurde in diesem Jahr Niki Lauda auf Ferrari, der zwar nur drei Rennen – und damit genau so viele wie James Hunt im McLaren – gewann, daneben aber fünf zweite Plätze erzielte und zudem nur bei drei Rennen ausfiel. Hunt hingegen erlitt in der Saison 1977 zahlreiche Unfälle, die überwiegend selbst verschuldet waren und dem Briten den Spitznamen „Hunt The Shunt“ (Hunt der Unfall) einbrachte. In Argentinien, Südafrika, den Niederlanden und Kanada kam er jeweils nach Fahrfehlern von der Strecke ab und beschädigte seine Autos teilweise erheblich. In Kanada kam es im Anschluss an den Ausfall zu einem Handgemenge zwischen Hunt und einem Streckenposten, in dessen Folge Hunt mit einer Geldstrafe von 2000 US-Dollar belegt wurde. Zwei Wochen später gewann Hunt in Japan das letzte Rennen der Saison. Es sollte zugleich der letzte Sieg für McLaren unter der Leitung Teddy Mayers sein und der letzte des Teams für die folgenden vier Jahre. Hunt, der Weltmeister des letzten Jahres, beendete die Saison mit 40 Punkten auf Platz fünf der Fahrerwertung, Mass belegte mit 25 Punkten Rang sechs.

#### 1978

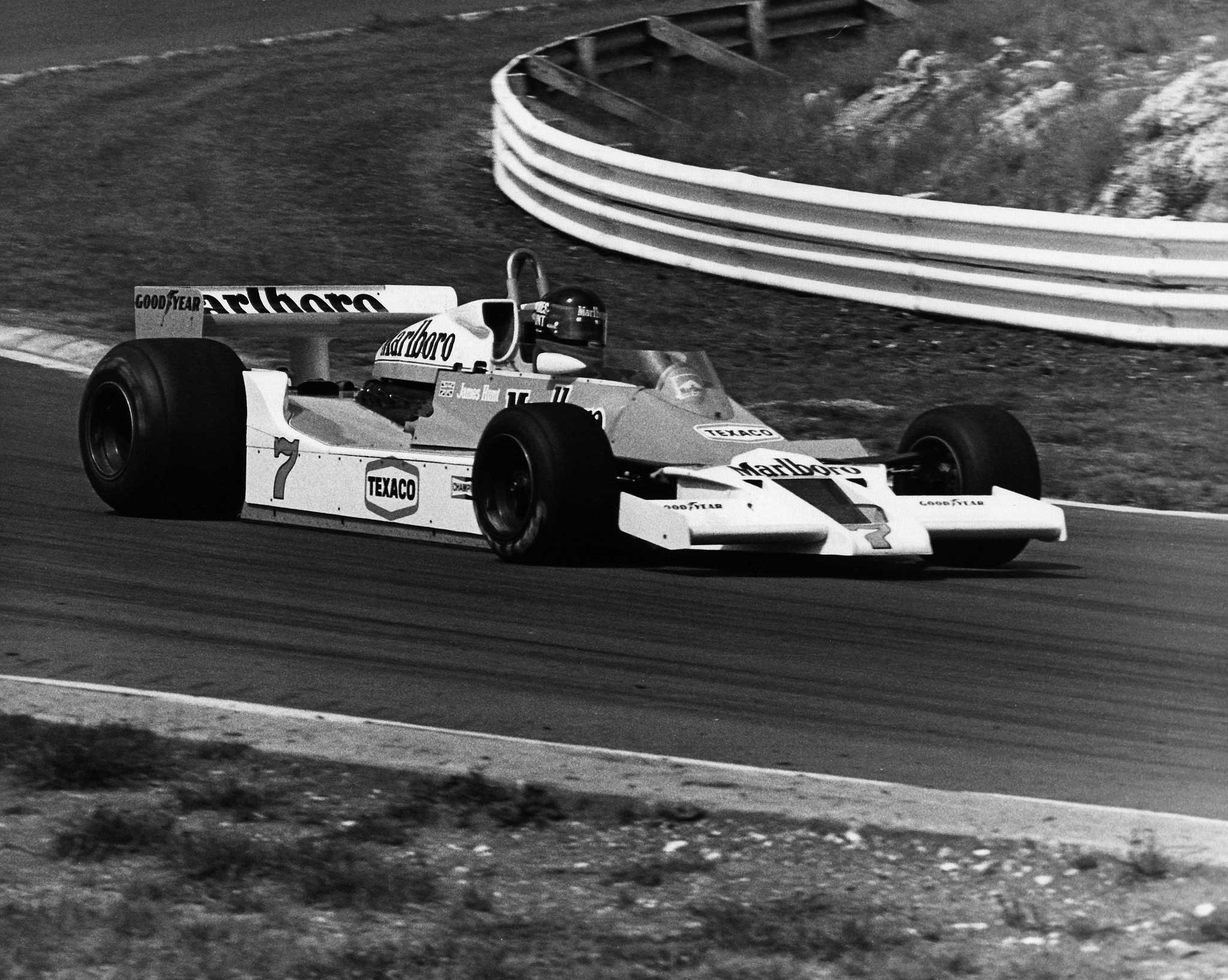
James Hunt beim Großen Preis von Großbritannien 1978

1978 befand sich McLaren „im freien Fall“: Das Team erreichte in der gesamten Saison nur 15 Weltmeisterschaftspunkte und fiel auf Rang acht der Konstrukteurswertung zurück. Damit lag es noch hinter dem finanziell deutlich schlechter ausgestatteten Rennstall von Emerson und Wilson Fittipaldi. James Hunt, der seine dritte Saison für McLaren bestritt, konnte nur ein Rennen innerhalb der Punkteränge beenden, Patrick Tambay, der Nachfolger von Jochen Mass im zweiten Werkscockpit, erreichte einen vierten Platz als bestes Ergebnis. Hunt und Tambay waren am Ende der Saison gleichrangige 15. der Fahrerwertung. Der Grund für den nachlassenden Erfolg des Teams wird zumeist in dem Festhalten am veralteten McLaren M26 gesehen: Ungeachtet der Erfolge des Lotus 78 hatte McLaren darauf verzichtet, für die Saison 1978 ein eigenes Wingcar zu konstruieren; stattdessen brachte es den M26, der mit einem flachen Unterboden versehen war, während der gesamten Saison erneut an den Start. Am Ende des Jahres lehnte Hunt eine Verlängerung des Vertrages mit McLaren ab.
In der zweiten Saisonhälfte brachte McLaren ein drittes Auto für Bruno Giacomelli an den Start, der 1977 die Formel-2-Meisterschaft gewonnen hatte. Giacomelli kam in fünf Anläufen dreimal ins Ziel, verpasste aber jeweils die Punkteränge.

#### 1979

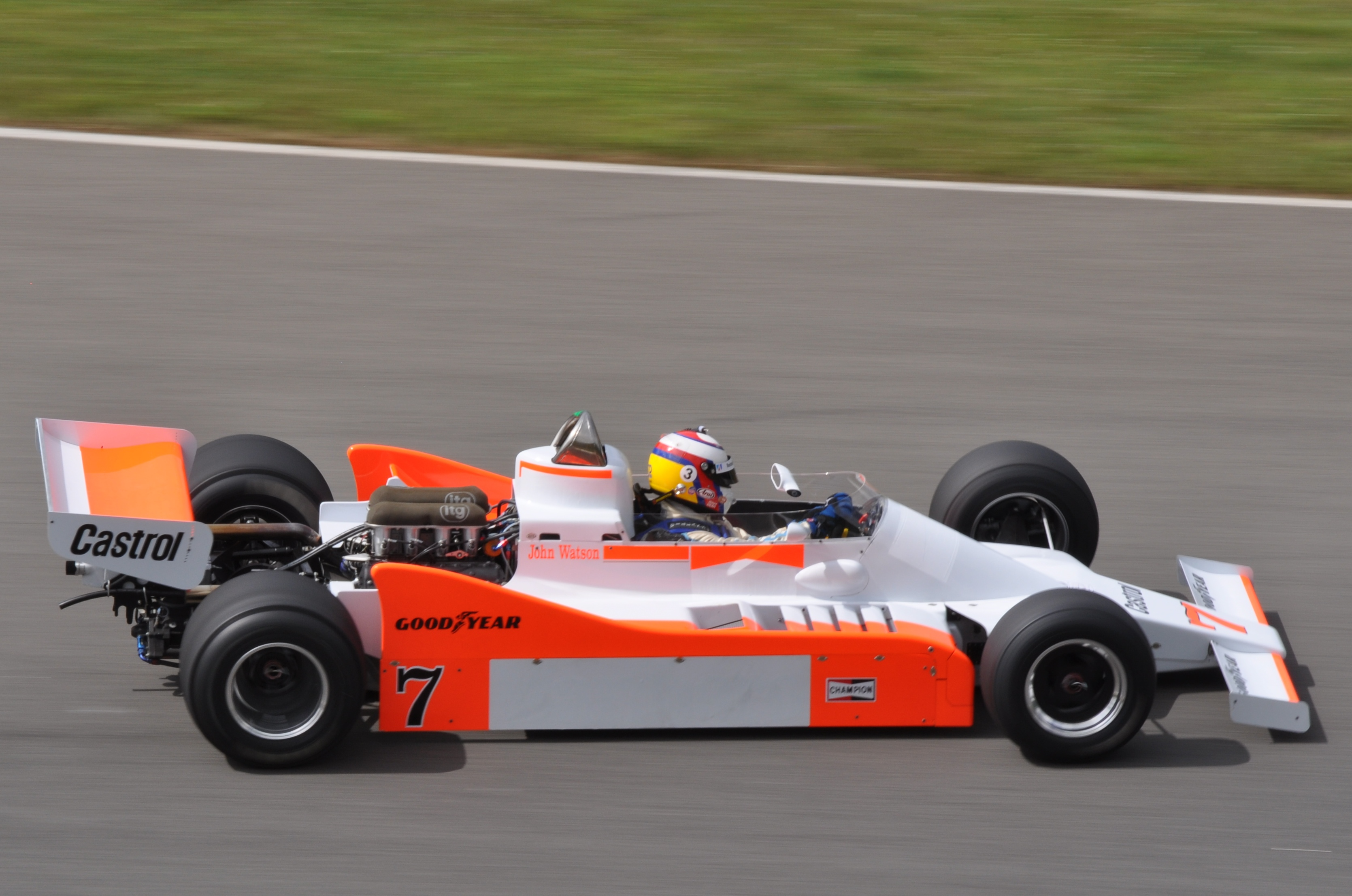
McLaren M28

1979 erlebte McLaren eine „Formbaisse wie noch nie“. Die ursprünglich geplante Fahrerwahl scheiterte, und in technischer Hinsicht war die Saison von Hektik und Orientierungslosigkeit geprägt.
Im September 1978 hatte McLaren den bisherigen Lotus-Piloten Ronnie Peterson als Ersatz für James Hunt verpflichtet. Zu einem Einsatz Petersons kam es allerdings nicht: Der schwedische Rennfahrer starb eine Woche nach der Bekanntgabe seines McLaren-Engagements an den Folgen eines Unfalls, den er beim Großen Preis von Italien 1978 erlitten hatte. Für 1979 verpflichtete McLaren daraufhin den nordirischen Rennfahrer John Watson, der 1978 bei Brabham gefahren und dort Sechster der Fahrerweltmeisterschaft geworden war. Das zweite Cockpit behielt Patrick Tambay. Ein drittes Auto wurde nicht mehr eingesetzt.
McLaren bot 1979 mehrere unterschiedliche Einsatzfahrzeuge auf. Zum Saisonbeginn war der McLaren M28 einsatzbereit, ein Wagen mit Groundeffect, der als Kopie des Lotus 79 von 1978 angesehen wurde. Das Auto war sehr groß und übergewichtig, in seiner ersten Fassung lag es 70 kg über dem zulässigen Mindestgewicht. McLaren-Konstrukteur Gordon Coppuck entwickelte daraufhin eine B- und eine C-Version des M28, die zwar leichter waren, sich aber durch eine starke Verwindungsneigung auszeichneten und sehr unhandlich waren. Tiefpunkt waren die Großen Preise von Belgien und Monaco, bei denen Tambay jeweils die Qualifikation verpasste. Es waren die ersten Nichtqualifikationen in der Geschichte des Teams. McLaren gab den M28 daraufhin auf und brachte stattdessen den M29 an den Start, der sich am Williams FW07 orientierte. Der M29 wurde das vorrangige Einsatzfahrzeug in der zweiten Saisonhälfte; gleichwohl griff das Team bei einzelnen Rennen wieder auf den M28 und in einem Fall sogar auf den M26 zurück.
Watson erreichte sieben Zielankünfte in den Punkterängen, darunter den dritten Platz im Auftaktrennen in Argentinien im ersten Rennen des M28. Dieses Ergebnis blieb die einzige Podiumsplatzierung für McLaren in der Saison 1979. Watson erreichte insgesamt 15 Punkte und schloss die Fahrerweltmeisterschaft auf Rang sechs ab. Weltmeister Jody Scheckter (Ferrari) hatte viermal so viele Punkte erreicht. Tambay beendete die Saison ohne einen Weltmeisterschaftspunkt und löste seine Verbindung zu McLaren zum Jahresende auf.

#### 1980

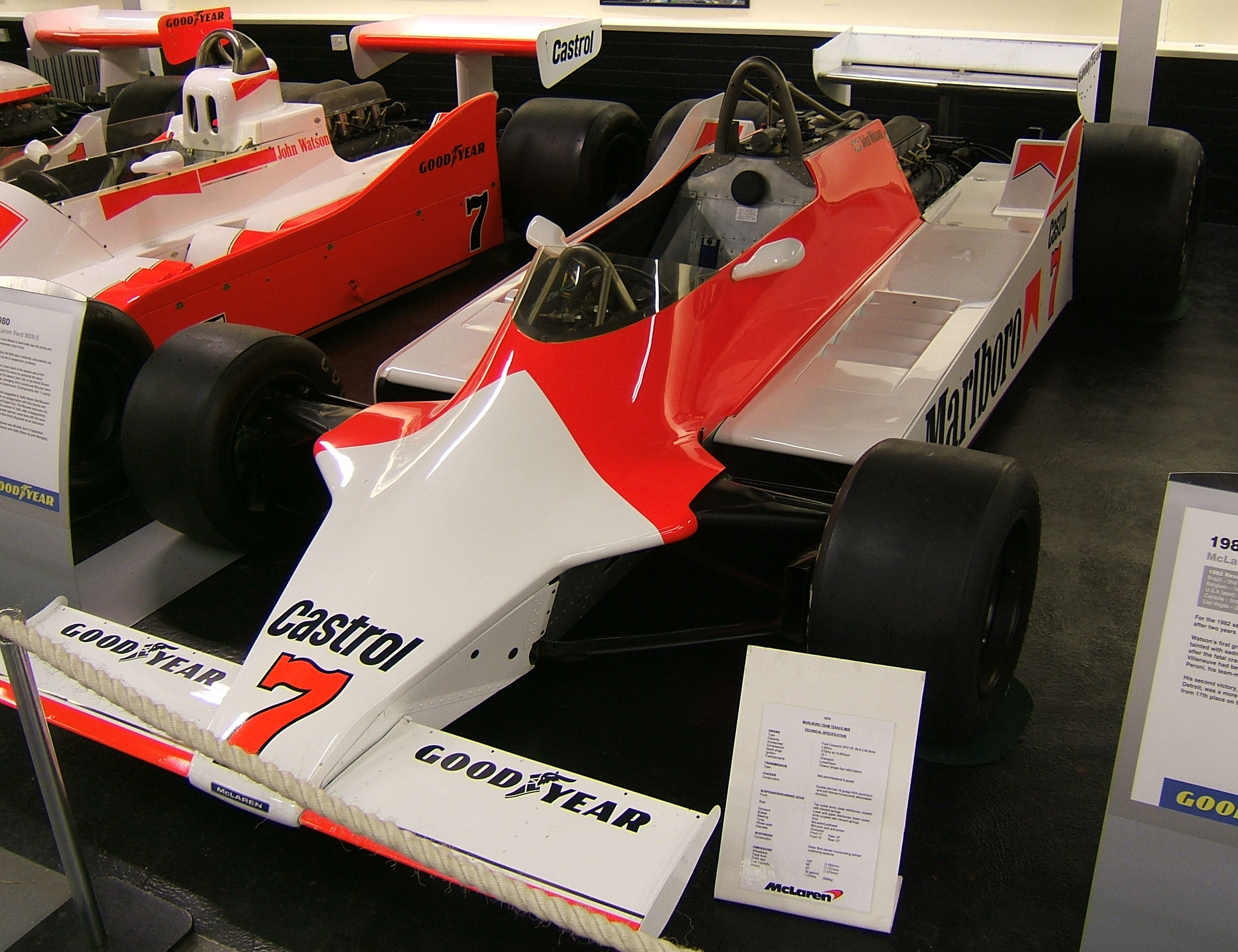
McLaren M29 (1980)

1980 setzte sich die negative Entwicklung des Teams fort. Der McLaren M29 konnte mit dem Williams FW07, mit dem Alan Jones in fünf Rennen siegte und mit deutlichem Vorsprung auf seine Verfolger die Fahrermeisterschaft gewann, nicht konkurrieren. Wie schon im Vorjahr, scheiterten die McLaren-Fahrer wiederholt an der Qualifikationshürde. Im Sommer präsentierte das Team ein neues Auto, den McLaren M30, der das Ziel hatte, das Wing-Car-Konzept konsequent umzusetzen, der tatsächlich aber „eine echte Verschlechterung“ war. Das Auto blieb ein Einzelstück und wurde nur dreimal eingesetzt.
McLaren bestritt die Saison mit den Fahrern John Watson und Alain Prost, der sein Debüt in der Formel 1 gab und nahezu immer der schnellere der beiden Fahrer war. Bei elf Rennen, die Prost und Watson miteinander bestritten, startete Prost achtmal vor Watson. Die drei Großen Preise, bei denen er hinter Watson ins Rennen ging, bestritt er mit dem neuen M30. Watson kam zweimal in den Punkterängen ins Ziel: In Long Beach und in Kanada wurde er jeweils Vierter. Prost wurde dreimal Sechster und einmal Fünfter. Beim freien Training zum Großen Preis von Südafrika 1980 brach er sich ein Handgelenk und musste daraufhin bei zwei Rennen aussetzen. Einmal wurde er durch Stephen South ersetzt, der an der Qualifikation scheiterte.

### Neubeginn mit Project Four
Im Herbst 1980 fusionierte McLaren mit dem britischen Formel-2-Team Project Four, das von Ron Dennis geleitet wurde. Dennis etablierte McLaren als Spitzenteam. Unter seiner Leitung erreichte McLaren die größten Erfolge. In der Dennis-Ära bestritt McLaren 458 Große Preise; 138 davon – nahezu jedes dritte Rennen – beendete es mit einem Sieg. Sieben von acht Konstrukteurs- und zehn von zwölf Fahrermeisterschaften gewann McLaren unter der Leitung von Ron Dennis. Er ging langfristige Allianzen mit exklusiven Motorpartnern ein: Nachdem das Team mit Porsche in der Turboära zahlreiche Erfolge hatte erzielen können, warb er für die Saison 1988 Honda vom Konkurrenzteam Williams ab. Mit Honda erzielte McLaren in Verbindung mit den Spitzenfahrern Ayrton Senna und Alain Prost jeweils vier Fahrer- und vier Konstrukteurstitel. 1995 begründete Dennis die bis 2014 bestehende Allianz mit Mercedes, die die am längsten andauernde Motorenpartnerschaft der Formel 1 nach dem Ende der sogenannten Cosworth-Ära wurde.

#### 1981

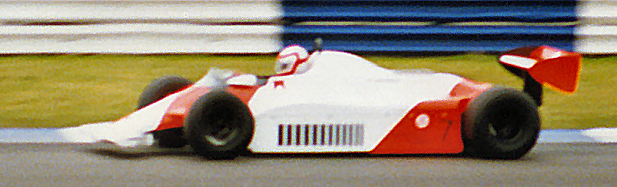
Der erste McLaren einer neuen Generation: MP4 von 1981

McLaren trat 1981 mit dem neu entwickelten MP4 an, der keine Verwandtschaft mehr zu den problematischen, von Gordon Coppuck entworfenen Vorgängermodellen hatte. Das Fahrzeug hatte als erster McLaren ein Kohlefasermonocoque, das leichter und zugleich fester war als die Aluminiumkonstruktionen der älteren McLaren-Modelle. Anfänglich erhielt nur John Watson einen MP4, während der zweite Fahrer des Teams, der von Project Four übernommene Andrea de Cesaris, in den ersten fünf Rennen des Jahres noch den alten M29 einsetzen musste.
Der MP4 brachte McLaren wieder auf die Erfolgsspur. John Watson bescherte dem Team beim Großen Preis von Großbritannien den ersten Sieg seit 1977; zudem kam er in Frankreich und Kanada jeweils als Zweiter ins Ziel. Hinzu kamen ein dritter und zwei sechste Plätze. In der Endwertung belegte Watson mit 27 Weltmeisterschaftspunkten Rang sechs der Fahrerwertung. Andrea de Cesaris kam nur einmal in die Punkteränge: Beim Großen Preis von San Marino wurde er im alten Auto Sechster. Mit einem Punkt beendete er die Saison als 18. der Fahrerwertung. De Cesaris fiel bei vierzehn Starts achtmal aus; in sechs Fällen beschädigte er dabei sein Auto. Trainingsveranstaltungen mit eingerechnet, hatte De Cesaris 1981 insgesamt 18 Unfälle. Er erwarb sich in dieser Zeit den Beinamen „Mozart der Zerstörung“. Aufgrund der hohen Unfallquote verlängerte McLaren den Vertrag mit dem Italiener nicht für die Saison 1982.

#### 1982
1982 war die letzte Saison, in der Fahrzeuge mit Ground-Effect zugelassen waren. McLaren behielt den MP4 für dieses Jahr bei. John Barnard modifizierte allerdings die Konstruktion im Winter 1981/82 in einigen Details. Der nun als MP4B bezeichnete Wagen hatte eine effektivere Aerodynamik, ein geringeres Gewicht und eine höhere Steifigkeit. Als Antrieb diente wie in den vorhergehenden Jahren ein Cosworth-Achtzylindermotor vom Typ DFV, dessen Leistungsausbeute den aufkommenden Turbomotoren nicht mehr gewachsen war.
Für die Saison 1982 verpflichtete McLaren den zweimaligen Weltmeister Niki Lauda, der damit nach zweijähriger Unterbrechung in die Formel 1 zurückkehrte. Lauda gewann zwei Rennen und wurde einmal Dritter. Mit 30 Punkten wurde er Fünfter der Fahrwertung 1982. Sein Teamkollege John Watson erlebte 1982 das beste Jahr seiner Formel-1-Karriere. Er gewann zwei Rennen und wurde zweimal Zweiter. Bis zum vorletzten Saisonrennen hatte der Chancen auf den Gewinn des Fahrertitels, musste sich letztlich aber Keke Rosberg im Williams geschlagen geben.

### Die Turbo-Jahre

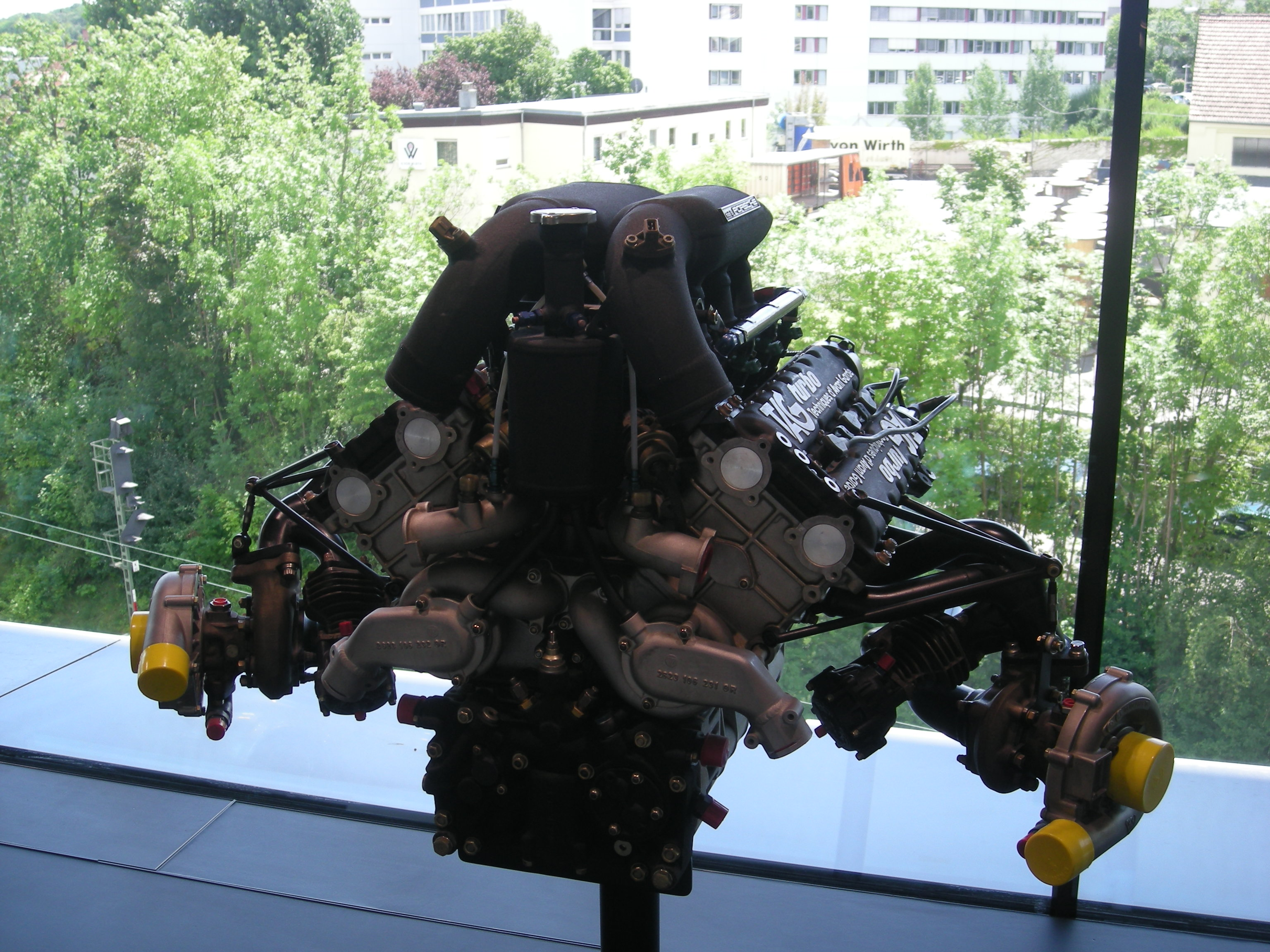
Gewann drei Fahrerweltmeisterschaften: Der von Porsche entwickelte TAG-Turbomotor

1982 und 1983 setzten mit Ausnahme Renaults, Ferraris und Brabhams noch alle Spitzenteams auf Saugmotoren, und mit Keke Rosberg (Williams) wurde 1982 noch einmal ein Saugmotor-Pilot Formel-1-Weltmeister. Der Verlauf der Saison 1982 machte allerdings deutlich, dass ein Generationenwandel bevorstand. Die Hälfte aller Rennen wurde 1982 von Turbofahrzeugen gewonnen (drei von Renault, vier von Ferrari und eines von Brabham-BMW). Der Umstand, dass die Saugmotorautos ebenfalls acht Rennen gewinnen konnten, war in erster Linie auf die höhere Zuverlässigkeit der Triebwerke zurückzuführen. Es war absehbar, dass der Leistungsvorteil der Turbomotoren den Vorteil der Zuverlässigkeit der Saugmotoren künftig ausgleichen würde, zumal auch noch in 14 von 16 Rennen die Pole-Positions mit Turbomotoren erzielt worden waren.
McLaren hatte – ebenso wie Williams – 1982 noch keine Antwort auf die Turbo-Konkurrenz. Ron Dennis hatte allerdings 1981 die Notwendigkeit des Wechsels auf Turbomotoren erkannt. Die Suche nach einem Motorenpartner war schwierig. Ein kleiner Motorenlieferant wie Hart kam für Dennis nicht in Betracht. Anfänglich hatte er erwogen, den für Brabham entwickelten Vierzylinder-Turbo von BMW für sein Team zu übernehmen. Anlass für diese Überlegung war eine in die späten 1970er-Jahre zurückreichende Beziehung zu dem deutschen Automobilhersteller: 1979 hatte Dennis’ Unternehmen Project Four eine Reihe von BMW-M1-Modellen für die Procar-Serie in Handarbeit aufgebaut. Die Entscheidung gegen den BMW-Motor ging in erster Linie auf John Barnard zurück, der Zweifel an der Belastbarkeit des Vierzylindermotors hatte. In der Folgezeit nahm Dennis Kontakt mit Cosworth, General Motors, Honda und Toyota auf, die grundsätzlich an der Entwicklung eines Turbomotors für McLaren interessiert waren; konkrete Vereinbarungen kamen jedoch nicht zustande. Ende 1981 bemühte sich Dennis schließlich um einen Sechszylinder-Turbomotor, den Max Heidegger zusammen mit Peter Marlow in Liechtenstein entwickelt hatte. Ein erster Prototyp des Triebwerks war im Oktober 1981 fertiggestellt worden. Im November 1981 führte Heidegger mehrere Prüfstandtests durch und erhielt von Ron Dennis die mündliche Zusage, dass das Triebwerk 1982 bei McLaren eingesetzt würde. Kurz darauf entschied sich McLaren allerdings für den deutschen Sportwagenhersteller Porsche. Dennis und Barnard hielten ihn für vorzugswürdig, weil Porsche seit den 1970er-Jahren über Erfahrungen mit Turbomotoren im Rennsport verfügte. Die Zusammenarbeit war auf drei Jahre ausgelegt. Die Finanzierung der Motorenentwicklung übernahm der Luxemburger Konzern Techniques d’Avant Garde (TAG), der zuvor Sponsor des Konkurrenzteams Williams gewesen war. TAG wurde zugleich zum Namenssponsor des Triebwerks. In diesem Zusammenhang ist auch die Verpflichtung Niki Laudas zu sehen, die Teddy Mayer bei einer Pressekonferenz mit den Worten einleitete: „Die Ratte ist in der Falle“: Für das sehr teure Turbo-Projekt benötigte das Team einen werbewirksamen, erfolgreichen Fahrer, der nach außen dokumentieren konnte, „wie ernst McLaren um die Weltmeisterschaft kämpft“.

#### 1983
Die Formel-1-Weltmeisterschaft 1983 bestritt McLaren noch überwiegend mit Saugmotoren. John Barnards MP4 wurde ein weiteres Mal überarbeitet. Nachdem zum Saisonbeginn das Verbot von Wing Cars in Kraft getreten war, erhielt das Auto, das nun die Bezeichnung MP4/1C trug, einen flachen Unterboden, der keinen Saugeffekt mehr ermöglichte. Als Antrieb diente zunächst ein herkömmlicher Cosworth DFV-Motor, ab dem Großen Preis von San Marino setzte das Team dann die DFY-Version ein, die über einen kürzeren Hub verfügte und geringfügig leistungsstärker war. Beim Großen Preis der USA West erzielte John Watson im McLaren MP4/1C den letzten Formel-1-Sieg eines DFV-Motors und zugleich den bis 1989 letzten Sieg eines Saugmotor-McLaren. Lauda kam mit dem MP4/1 viermal ins Ziel – einmal als Zweiter, einmal als Dritter und zweimal als Sechster –, verpasste andererseits aber in Monaco die Qualifikation.
Beim Großen Preis der Niederlande fuhr Niki Lauda erstmals einen McLaren MP4/1E, der mit Porsches Turbomotor ausgestattet war; Watson erhielt beim darauf folgenden Rennen ebenfalls ein Turbo-Fahrzeug. Das Auto war allerdings nicht ausgereift. Einige Berichte sprechen von einem „hastig zusammengeschusterten Auto“, andere von einer „normalen Eingewöhnungsphase“. Lauda schied zwei-, Watson dreimal infolge nach technischen Defekten aus. Erst beim letzten Saisonrennen in Südafrika kam der MP4/1E erstmals ins Ziel. Lauda wurde hier Elfter. In der Abschlusswertung belegte Watson mit 22 Punkten Rang sechs der Fahrerweltmeisterschaft, Lauda kam mit zwölf Punkten auf Platz zehn. In der Konstrukteurswertung fiel McLaren auf den sechsten Platz zurück.

#### 1984

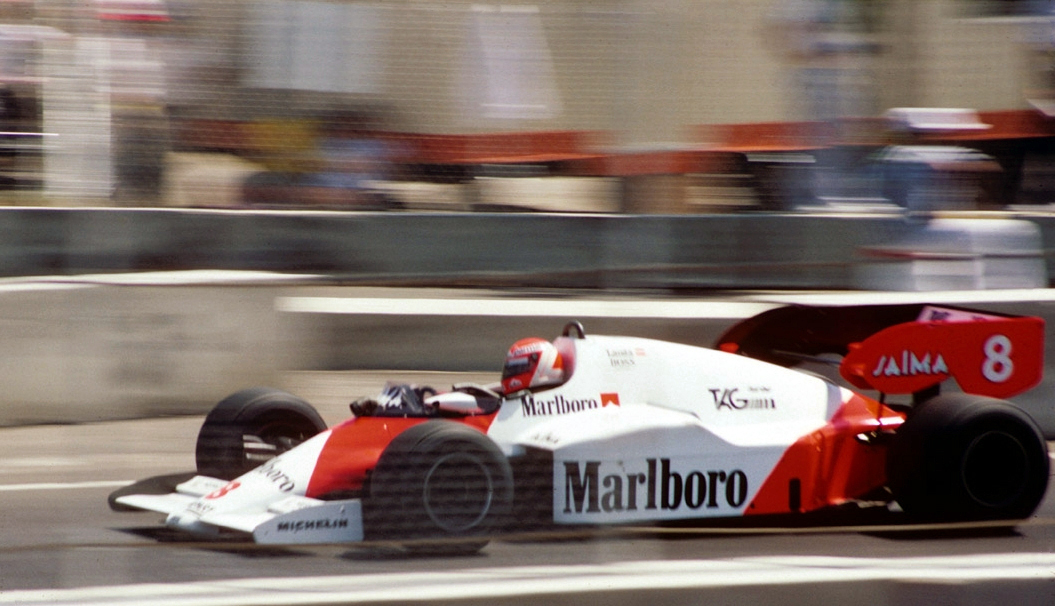
Niki Lauda im McLaren MP4/2 beim Großen Preis von Dallas 1984

Die Saison 1984 wurde von den beiden McLaren-Fahrern Niki Lauda und Alain Prost, der John Watson ersetzte, dominiert. Mit John Barnards neu entwickeltem McLaren MP4/2 gewannen sie 12 von 16 Weltmeisterschaftsläufen. Lauda siegte fünf-, Prost siebenmal; bei vier Rennen erreichten die beiden McLaren-Fahrer einen Doppelsieg. Lauda, begünstigt durch seinen Status als Nummer 1-Fahrer, war der konstantere Pilot: Mit einer Ausnahme wurde er bei jedem Rennen, das er zu Ende fuhr, Erster oder Zweiter; Prost hatte im Jahresverlauf mit etwas größeren Schwankungen zu kämpfen. Bereits vier Rennen vor Saisonende war klar, dass nur noch einer der beiden McLaren-Fahrer Weltmeister werden konnte; die Entscheidung war allerdings bis zum letzten Rennen in Estoril offen. Nach dem vorletzten Rennen hatte Lauda 66 Punkte, Prost kam auf 62,5. Um die Weltmeisterschaft für sich zu entscheiden, reichte Lauda ein Zieldurchlauf auf Platz zwei. Prost startete aus der ersten Reihe, Lauda hingegen hatte nach Problemen im Qualifying lediglich den 11. Startplatz erreicht. Prost übernahm nach dem Start die Führung, während Lauda zur Halbzeit des Rennens die dritte Position erreicht hatte. Als der an zweiter Stelle fahrende Nigel Mansell im Lotus in der 53. Runde nach einem Dreher ausfiel, rückte Lauda auf Position zwei vor. In dieser Konstellation liefen die beiden McLaren ins Ziel. Lauda gewann mit 0,5 Punkten Vorsprung vor Prost zum dritten Mal die Fahrerweltmeisterschaft. Lotus-Fahrer Elio de Angelis, der in der Fahrerwertung den dritten Platz belegte, hatte mit 34 Punkten weniger als die Hälfte der Punkte des Weltmeisters, der WM-Vierte Michele Alboreto (Ferrari) kam auf 30,5 Punkte. In der Konstrukteurswertung erzielte McLaren 1984 insgesamt 143,5 Punkte, 86 Punkte mehr als die Scuderia Ferrari, die auf Position zwei lag.

#### 1985

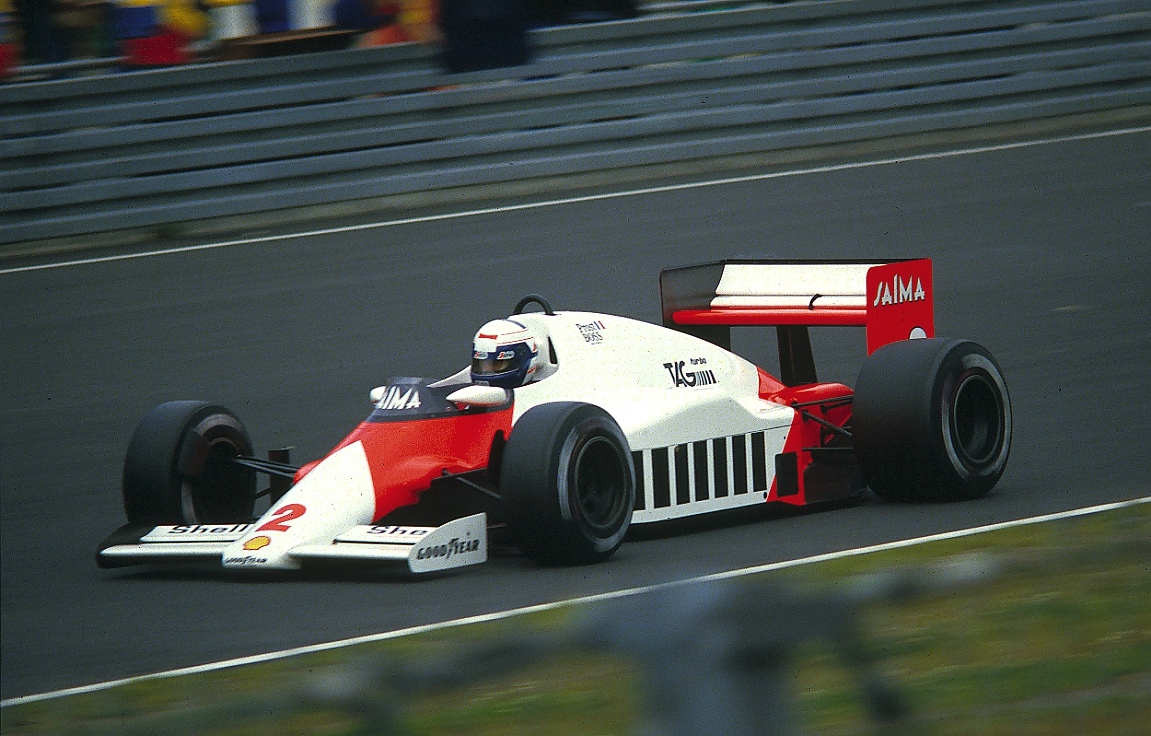
Weltmeister im McLaren MP4/2B-Turbo: Alain Prost (1985)

Für die Formel-1-Weltmeisterschaft 1985 behielt McLaren den MP4/2 bei. Allerdings erfuhr das Auto einige Detailverbesserungen, sodass er nun als B-Version gemeldet wurde. Neu war insbesondere die Aufhängung. Der MP4/2B hatte nun vorne und hinten Längsstreben, die eine Änderung der Anlenkpunkte erforderte. Neu war auch das Getriebe. Die bis 1984 verwendete Einheit ging auf die späten 1970er-Jahre zurück und lehnte sich an eine Konstruktion an, die Tyrrell zusammen mit Hewland entwickelt hatte. 1982 hatte McLaren in einem ersten Schritt die Zahnräder durch Eigenkonstruktionen ersetzt, 1985 erhielt das Getriebe schließlich auch ein neues, deutlich dünneres Gehäuse. Ziel der Entwicklung war eine Verbesserung der Haltbarkeit bei gleichzeitiger Vermeidung vorzeitiger Technikdefekte. Schließlich erhielt das Auto ein neues Motorenmanagement, das in Zusammenarbeit mit Bosch entwickelt worden war.
Fahrer des Teams waren wie im Vorjahr Prost und Lauda. Prost dominierte die Saison. Er kam im Laufe der Saison elfmal auf Podiumsplätzen ins Ziel. Prost siegte in Brasilien, Monaco, Großbritannien, Österreich und Italien und wurde zudem zweimal Zweiter und viermal Dritter. In Imola gewann er das Rennen, wurde jedoch nach dem Rennen wegen zu niedrigen Gewichts des Wagens disqualifiziert. Bis zu den europäischen Sommerrennen konkurrierten Prost und der Ferrari-Pilot Michele Alboreto um die Zwischenführung in der Weltmeisterschaft: Nach dem Großen Preis von Österreich hatten beide Piloten 50 Weltmeisterschaftspunkte erreicht. Danach konnte Alboreto nur noch einmal punkten – er wurde Vierter in den Niederlanden –, fiel aber fünfmal vorzeitig aus. Prost sicherte sich daraufhin die Fahrermeisterschaft beim drittletzten Rennen, dem Großen Preis von Europa. Niki Lauda, der amtierende Weltmeister, erreichte in diesem Jahr hingegen wenig. Er fiel elfmal aus und kam nur bei drei Rennen ins Ziel. Einmal – beim Großen Preis der Niederlande – siegte Lauda, in Monaco wurde er Vierter und in Deutschland Fünfter. Mit 14 Punkten wurde er Zehnter der Fahrerwertung. Er beendete seine aktive Motorsportkarriere zum Jahresende.

#### 1986

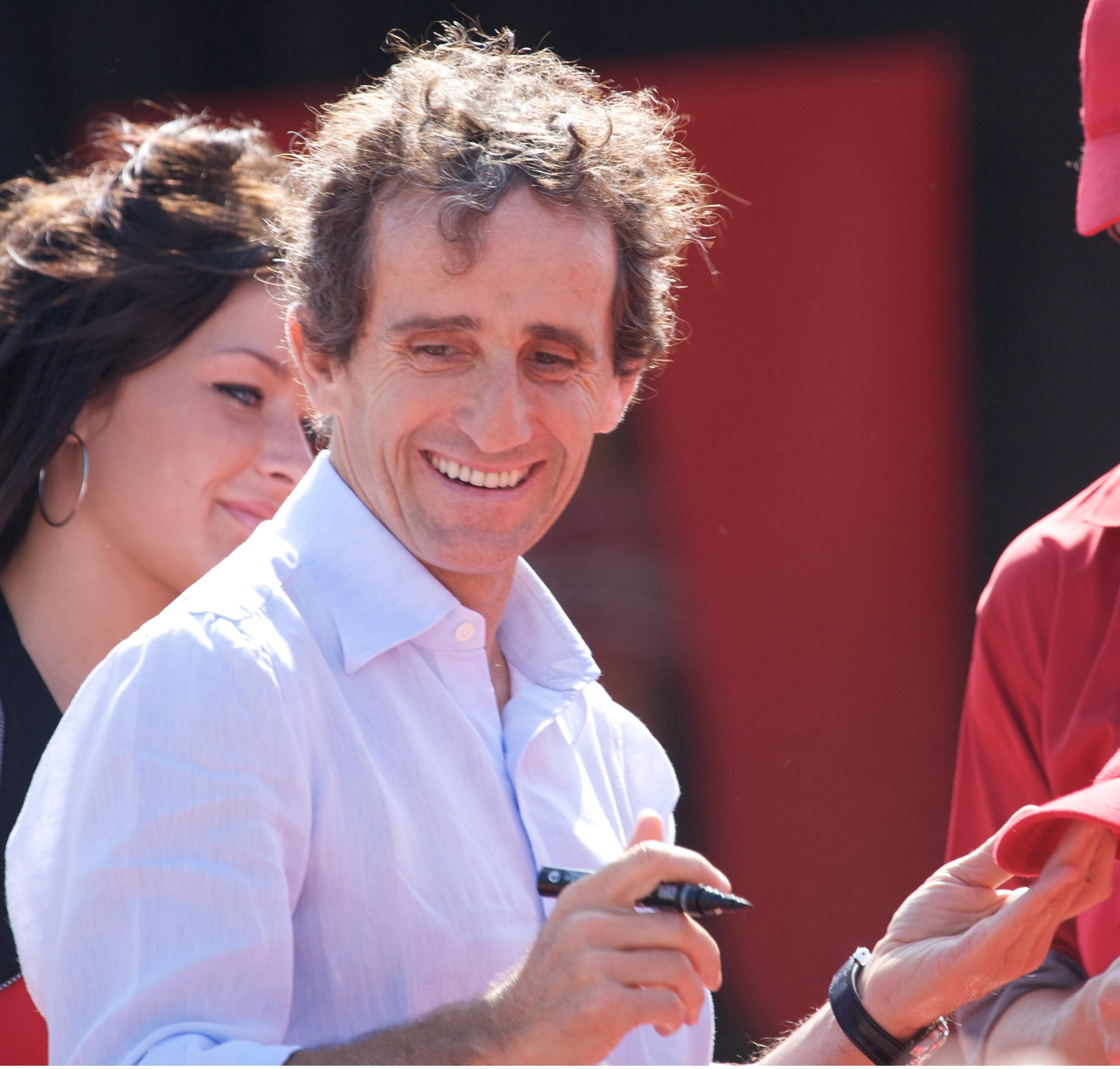
1986 zum zweiten Mal Weltmeister mit McLaren: Alain Prost

1986 wiederholte McLaren seinen Erfolg aus dem Vorjahr, allerdings war das Team weit weniger dominant als 1985. Weltmeister Prost blieb im Team, das zweite Cockpit erhielt Keke Rosberg, der Weltmeister von 1982, der in diesem Jahr seine letzte Formel-1-Saison bestritt. Der McLaren MP4/2 ging in seine dritte Saison und wurde nach einer erneuten Überarbeitung nun als MP4/2C bezeichnet. Die wesentlichste Änderung war die Verringerung des Tankvolumens auf 195 Liter. Damit setzte McLaren wie alle anderen Teams auch eine Vorgabe der FISA um, die über die Reduzierung des Benzinverbrauchs letztlich die Geschwindigkeit der Formel-1-Autos reduzieren wollte. Dies erforderte eine treibstoffsparende Auslegung des Autos und ein zurückhaltendes und zugleich vorausschauendes Fahren der Piloten. Prost ging mit dieser Anforderung besser um als Rosberg. Der Finne fiel im Laufe der Saison siebenmal aus, überwiegend infolge Benzinmangels. Prost siegte viermal – zweimal zu Beginn und zweimal am Ende der Saison –, wurde viermal Zweiter und dreimal Dritter. Doch auch Prost hatte bei einzelnen Rennen Benzinprobleme: Beim Großen Preis von Deutschland rollte er 100 Meter vor der Ziellinie ohne Treibstoff aus. Prost stieg aus seinem Auto und versuchte, den Wagen über die Ziellinie zu schieben. Letztlich wurde er als Sechster gewertet.
Prosts Hauptkonkurrenten um die Weltmeisterschaft waren 1986 mit dem Brasilianer Nelson Piquet und dem Briten Nigel Mansell die Piloten des überlegenen Williams FW11 mit Honda-Motor. Die Entscheidung über die Weltmeisterschaft blieb bis zum letzten Rennen der Saison offen. Mansell und sein Teamkollege Piquet standen in Australien in der ersten Startreihe, Prost auf Position vier. Im Rennen übernahm zunächst Senna im Lotus-Renault die Führung, der bald von Rosberg (in seinem Abschiedsrennen) überholt wurde. Piquet überholte Mansell, sodass die Führenden der Weltmeisterschaft auf den Rängen drei und vier fuhren. Rosberg fiel in der 63. Runde mit Reifenschaden aus. In der 64. Runde platzte bei einer Geschwindigkeit von 320 km/h ein Reifen an Mansells Williams; der Wagen wurde schwer beschädigt. An Piquets Williams wurden daraufhin aus Sicherheitsgründen ebenfalls Reifen gewechselt. Prost wurde dadurch nach vorne gespült und gewann schließlich das Rennen. Er wurde mit zwei Punkten Vorsprung vor Mansell Formel-1-Weltmeister. Die Konstrukteursmeisterschaft hingegen ging mit 141 Punkten an das Williams-Team, dessen Fahrer insgesamt neun Siege erzielt hatten.

#### 1987

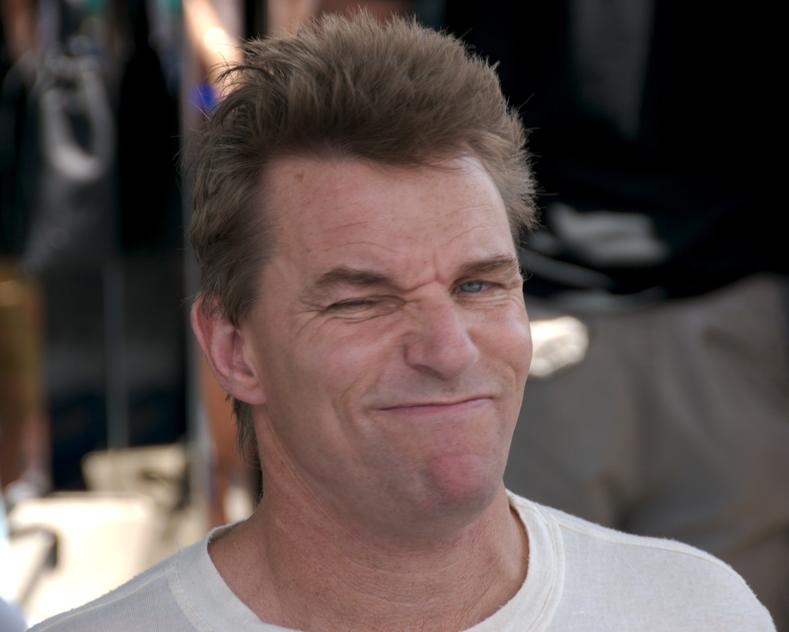
Platz 6 der Fahrerwertung 1987: Stefan Johansson

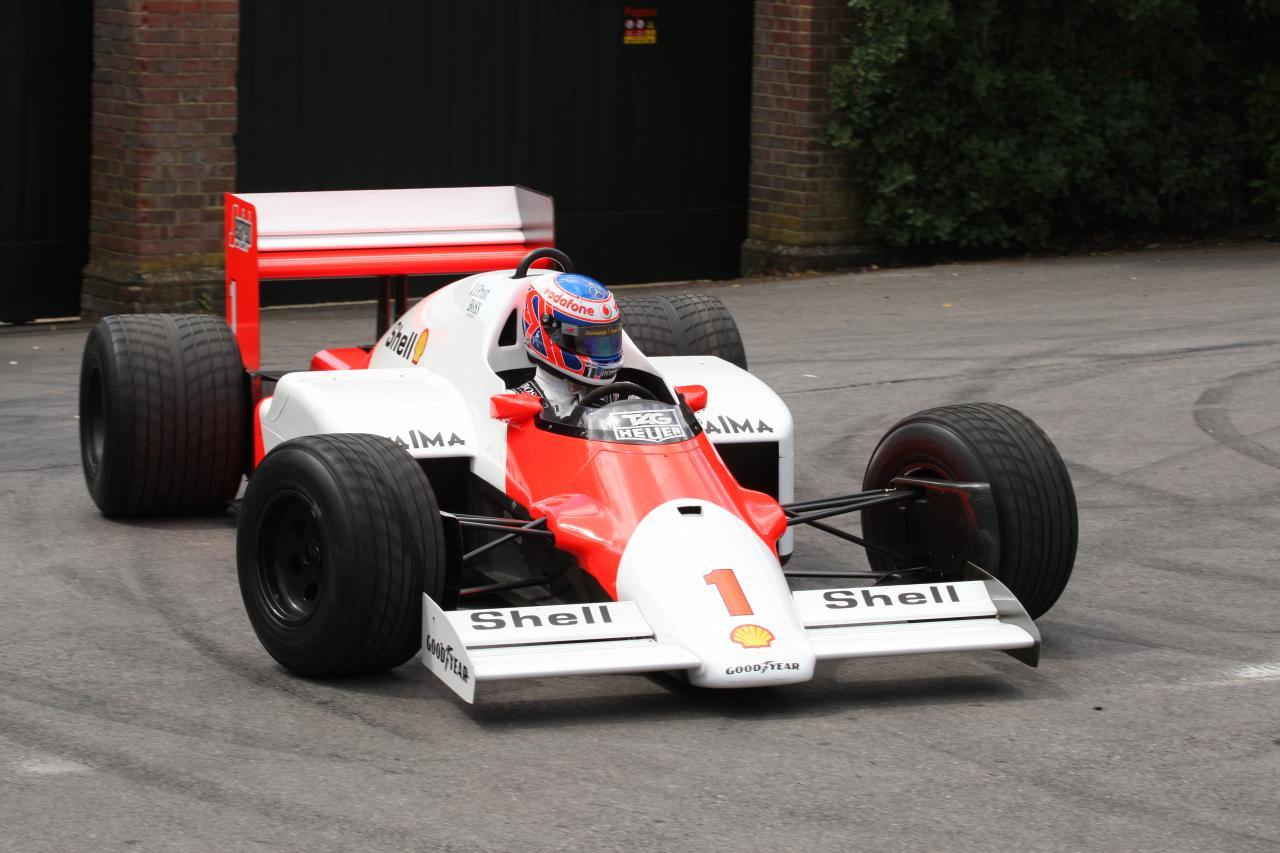
McLaren MP4/3

Die Saison 1987 war das erste Jahr der neuen Saugmotor-Ära: Erstmals waren wieder unaufgeladene Motoren zugelassen, und zahlreiche – vor allem kleinere – Teams griffen das Angebot eines preiswerten, unkomplizierten Saugmotors auf, zumal klar war, dass ab 1989 Turbomotoren verboten sein würden. Die Entscheidung über die Weltmeisterschaft 1987 machten allerdings ungeachtet dessen die Turbo-Teams unter sich aus.
1987 erfuhr McLaren eine Umstrukturierung. Denn John Barnard, der langjährige Chefkonstrukteur und Mitinhaber, war im August 1986 zur Scuderia Ferrari gewechselt. Sein Nachfolger wurde Steve Nichols, unterstützt von Neil Oatley und Gordon Murray, die von Williams bzw. Brabham zu McLaren gewechselt waren. Nichols und Oatley konstruierten den neuen McLaren MP4/3, der weiterhin einen Porsche-Motor einsetzte. Der Sechszylindermotor war 1987 nicht mehr konkurrenzfähig. Er leistete mit 900 PS im Renntrimm etwa 100 PS weniger als das aktuelle Honda-Triebwerk, das bei Williams und Lotus eingesetzt wurde. Dementsprechend war Williams 1987 das dominierende Team. Seine Fahrer Piquet und Mansell gewannen neun von 16 Rennen, und Piquet wurde zum dritten Mal Weltmeister. McLaren fiel gegenüber dem Vorjahr deutlich ab, Prost konnte drei Rennen gewinnen, sein neuer Teamkollege Stefan Johansson blieb sieglos. Prost belegte in der Fahrerwertung mit 46 Punkten Rang vier hinter den Williams-Piloten und Ayrton Senna, seinen künftigen Teamkollegen.

### Honda und Senna: Jahre der Dominanz
Mit Ablauf der Saison 1987 endete die Zusammenarbeit zwischen McLaren und Porsche, die in vier Jahren zu drei Fahrertiteln geführt hatte. Obwohl Honda 1987 mit Williams überlegen die Weltmeisterschaft gewonnen hatte, wechselte der japanische Motorenhersteller mit Beginn der Saison 1988 zu McLaren. Frank Williams führte die Entscheidung auf seine nach einem Autounfall eingetretene Körperbehinderung zurück: Das japanische Management habe es dem querschnittgelähmten Teamchef nicht zugetraut, seinen Rennstall dauerhaft auf dem gleichen hohen Niveau zu führen wie bisher.
McLaren-Honda war eine erfolgreiche Verbindung, die über das Ende der Turboära hinaus Bestand hatte. Das Team gewann alle Titel zwischen 1988 und 1991. Dabei bot McLaren in den Jahren 1988 und 1989 mit Ayrton Senna und Alain Prost die zu ihrer Zeit wohl stärkste Fahrerkombination auf. Beide Fahrer waren von einer gegenseitigen Abneigung geprägt, aus der sie zusätzlichen Antrieb gewannen, um den Teamkollegen zu besiegen. 1988 gewann McLaren mit dem MP4/4 15 von 16 Rennen, und Senna wurde mit knappem Vorsprung zum ersten Mal Weltmeister. Im Folgejahr konnte sich dafür Prost im MP4/5 revanchieren und den Titel gewinnen. Nachdem Prost Ende der Saison 1989 das Team verlassen hatte, gewann Senna in den Folgejahren noch 1990 und 1991 zwei weitere Titel.

#### 1988

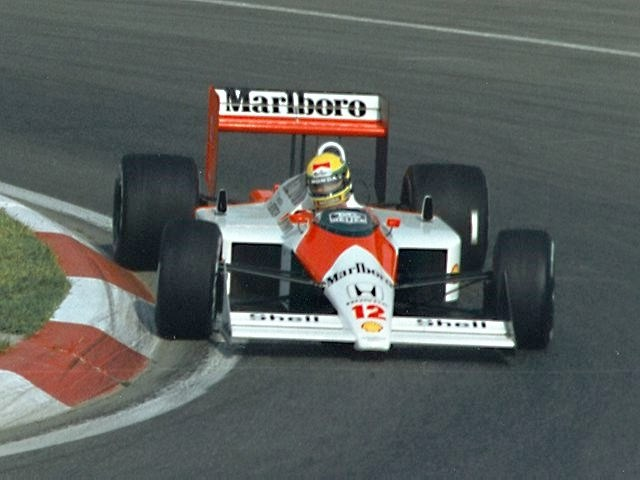
Ayrton Senna im McLaren MP 4/4 beim Großen Preis von Kanada 1988

Der McLaren MP4/4 war das erfolgreichste Auto der letzten Turbo-Saison der Formel 1. Der Motor war leistungsstark und gleichzeitig verbrauchsarm, und das Team war gut organisiert. Neben Ferrari war McLaren das letzte der Topteams, das in diesem Jahr noch auf Turbotechnologie setzte. Das Williams-Team verwendete, nachdem es die Honda-Motoren verloren hatte und der künftige Motorenpartner Renault den neuen Zehnzylinder-Saugmotor noch nicht fertiggestellt hatte, leistungsschwache Achtzylindermotoren von Judd, an deren Entwicklung es sich finanziell erheblich beteiligte, und Benetton stellte auf Saugmotoren von Ford um, die zwar stärker waren als die standardisierten DFZ-Motoren, aber ebenso wie der Judd-V8 ein Leistungsdefizit von mehr als 100 PS auf die Honda-Triebwerke hatte. Die übrigen Turboteams waren mittlere und kleinere Rennställe, die selbst mit aufgeladenen Motoren teilweise keine Chance hatten, Saugmotorfahrzeuge zu überholen. Eine Ausnahme war das Team Lotus, die als Juniorpartner eine vergleichbare Version des Honda-Motors einsetzten, insgesamt aber schwächer aufgestellt war.
1988 dominierte McLaren die Formel 1 in einer Weise, wie noch nie ein anderes Team dominiert hatte. Fünfzehnmal stand ein McLaren auf der Poleposition: zweimal Prost, dreizehnmal Senna. 15 von 16 Rennen gewannen die McLaren-Piloten. Senna siegte in San Marino, Kanada, den USA, dann viermal in Folge von Großbritannien bis Belgien sowie schließlich in Japan, Prost bei allen anderen Rennen Ausnahme des Großen Preises von Italien, den Gerhard Berger wenige Wochen nach dem Tod Enzo Ferraris nach einem Fahrfehler Sennas und einem technischen Defekt bei Prost für die Scuderia Ferrari gewann. Mit seinem Sieg beim vorletzten Saisonrennen in Japan war Senna zum ersten Mal in seiner Karriere Formel-1-Weltmeister. Sein Vorsprung auf Prost betrug nach dem letzten Rennen 11 bzw. (bei Zugrundelegung von Streichresultaten) 3 Punkte. McLaren gewann die Konstrukteurswertung mit 199 Punkten. Die zweitplatzierte Scuderia Ferrari hatte mit 65 Punkten weniger als ein Drittel der McLaren-Resultate erreicht. Benetton lag als bestes Saugmotorteam mit 39 Punkten auf Rang 3, Williams belegte mit 20 Punkten Platz sieben.

#### 1989

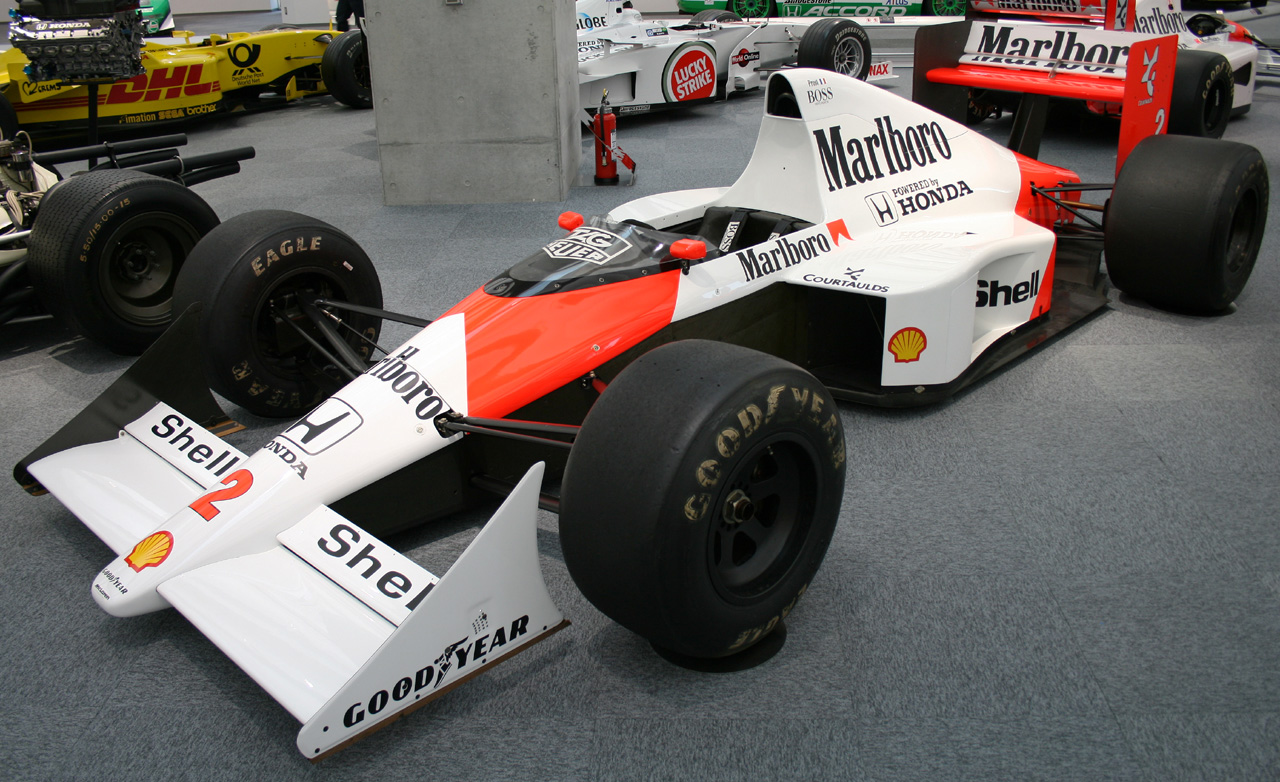
Erstes Saugmotormodell von McLaren-Honda: Der MP4/5 von 1989

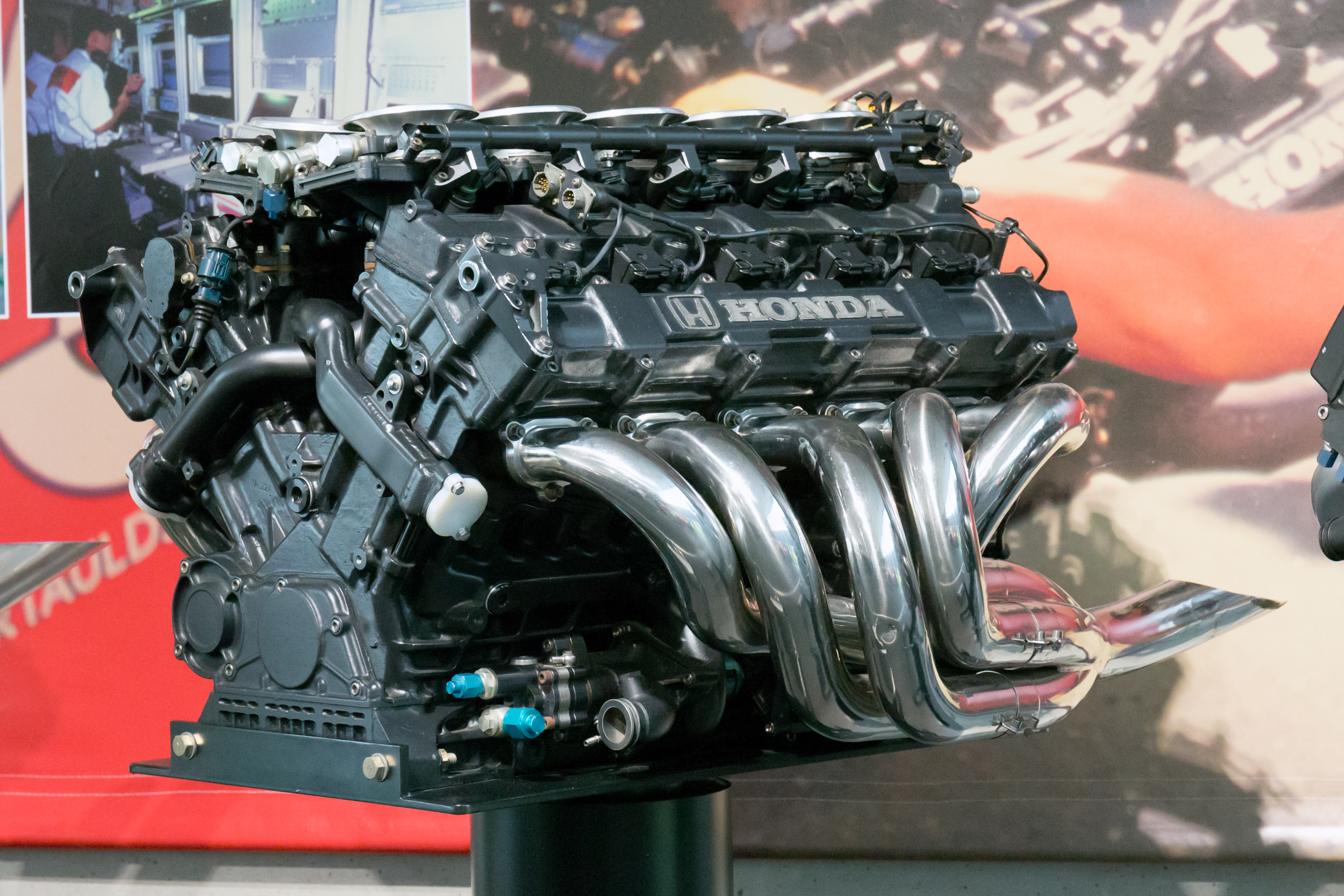
Honda RA109E

In der Formel-1-Weltmeisterschaft 1989 waren nach einer Reglementänderung erstmals ausschließlich nicht aufgeladene Triebwerke zugelassen. Honda hatte für die sogenannte neue Saugmotor-Ära einen Zehnzylindermotor mit 3,5 Litern Hubraum vom Typ Honda RA 109E entwickelt. Die Entwicklungsarbeiten gingen auf das Jahr 1987 zurück. Der erste Prototyp wurde bereits im November 1987 auf der Tokio Motor Show öffentlich gezeigt, im August 1988 führte McLaren die ersten Testfahrten durch. Der Motorblock bestand aus Stahlguss, der Zylinderbankwinkel betrug 72 Grad. Jeder Zylinder hatte zwei Ein- und zwei Auslassventile. Anfänglich erfolgte die Steuerung der Nockenwellen über Zahnriemen; zu Beginn der Saison stellte Honda auf Zahnräder um. Im Laufe der Saison gab es vier Ausbaustufen, durch die die Motorleistung von zunächst 640 auf letztlich 670 PS anstieg. Damit war der Honda-Motor die leistungsstärkste Antriebseinheit des Jahres. Anders als in den Vorjahren, gab Honda das Triebwerk nun nicht mehr zusätzlich an kleinere Teams, d. h., die Partnerschaft McLaren-Honda war exklusiv. Im Sommer 1989 stellte Honda die Weichen für ein Nachfolgeaggregat mit zwölf Zylindern, das 1991 debütieren sollte. Der erste Prototyp dieses Motors wurde im November 1989 öffentlich gezeigt.
Für den Honda-Zehnzylinder konstruierte Neil Oatley den McLaren MP4/5, der, anders als seine Vorgänger, eine voll ausgeformte Lufthutze über dem Motorblock aufwies. In ihr wurde die angesaugte Luft bis zu einem gewissen Grad vorverdichtet, wodurch ein der mechanischen Aufladung im Ansatz vergleichbarer Effekt erzielt wurde. Ähnliche Konzepte sah man auch bei Williams, Benetton und einigen anderen Teams. In der ersten Saisonhälfte nutzte der MP4/5 noch das längs angeordnete Getriebe des Vorgängermodells. Im Sommer erschien ein selbst entwickeltes, querliegendes Getriebe.

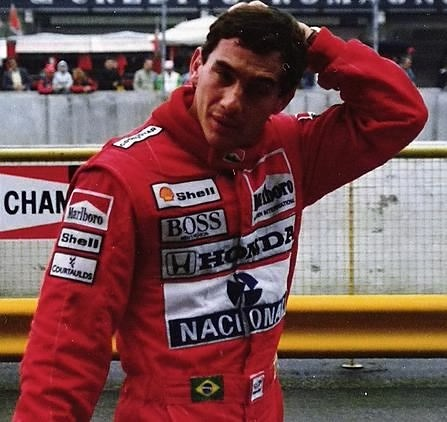
Ayrton Senna (1989)

Die Personalsituation im Team war wiederum geprägt durch den Gegensatz von Prost und Senna, aufgrund dessen das McLaren-Team in diesen Jahren auch als ein „darwinistisches Motorsportprojekt“ bezeichnet wurde. Beide waren erneut die dominierenden Piloten, aber ihre Vorherrschaft war nicht so deutlich wie in der Saison 1988. Senna erzielte sechs Siege (San Marino, Monaco, Mexiko, Deutschland, Belgien und Spanien), daneben aber nur noch einen zweiten Platz (Ungarn). Prost gewann nur vier Große Preise (USA, Frankreich, Großbritannien und Italien), erzielte darüber hinaus aber sechs zweite Plätze und einen dritten Platz. Vor dem Großen Preis von San Marino schlossen beide Fahrer einen Nichtangriffspakt, den Senna allerdings bereits in der ersten Runde des Rennens brach. Im Vorfeld des Großen Preises von Japan kam es schließlich sogar zu Handgreiflichkeiten zwischen Senna und Prost.
Beim vorletzten Rennen in Japan wurde die Weltmeisterschaft 1989 entschieden. Senna musste dieses Rennen gewinnen, um sich eine Chance auf den Weltmeistertitel zu erhalten. Nach dem Start ging Prost vor Senna und Alessandro Nannini (Benetton) in Führung. In der 47. Runde griff Senna Prost vor der Triangel-Schikane an. Prost lenkte seinen Wagen noch vor der Schikane auf die Innenseite der Strecke, so dass es zur Kollision zwischen ihm und Senna kam. Beide McLaren kamen nebeneinander in der Auslaufzone der Schikane zum Stehen. Prost stieg aus und ging zu Fuß zur Box zurück, in der Annahme, dass auch Senna aussteigen würde, sodass der Weltmeistertitel an Prost gehen würde. Senna ließ sich allerdings von den Streckenposten anschieben und kehrte durch den Notausgang der Schikane auf die Strecke zurück. Er fuhr daraufhin an die Box, um einen neuen Frontflügel montieren zu lassen. Mit neuem Flügel ging Senna wieder auf die Strecke, überholte drei Runden vor Schluss den inzwischen führenden Nannini und kam als Erster ins Ziel. Nach dem Rennen wurde Senna jedoch mit der Begründung disqualifiziert, er habe nach dem Unfall mit Prost die Triangel-Schikane nicht voll gefahren und habe die Strecke so in unzulässiger Weise verkürzt. Damit wurde Prost Weltmeister.
Nachdem McLaren angedroht hatte, die FISA wegen der Disqualifikation Sennas vor einem ordentlichen Gericht zu verklagen, eröffnete die Organisation ein Untersuchungsverfahren, in dem sie die Fahrweise Sennas bei zurückliegenden Rennen analysierte. Sie kam zu dem Ergebnis, dass Senna sich wiederholt regelwidrig verhalten habe. Sie sperrte ihn für sechs Monate auf Bewährung und legte ihm eine Strafe von 100.000 US$ auf. McLaren verzichtete schließlich auf gerichtliche Schritte gegen die FISA.
McLaren gewann 1989 erneut die Konstrukteursmeisterschaft. Ron Dennis’ Rennstall hatte nahezu doppelt so viele Punkte eingefahren wie das zweitplatzierte Williams-Team. Prost verließ McLaren zum Saisonende und wechselte zu Ferrari.

#### 1990

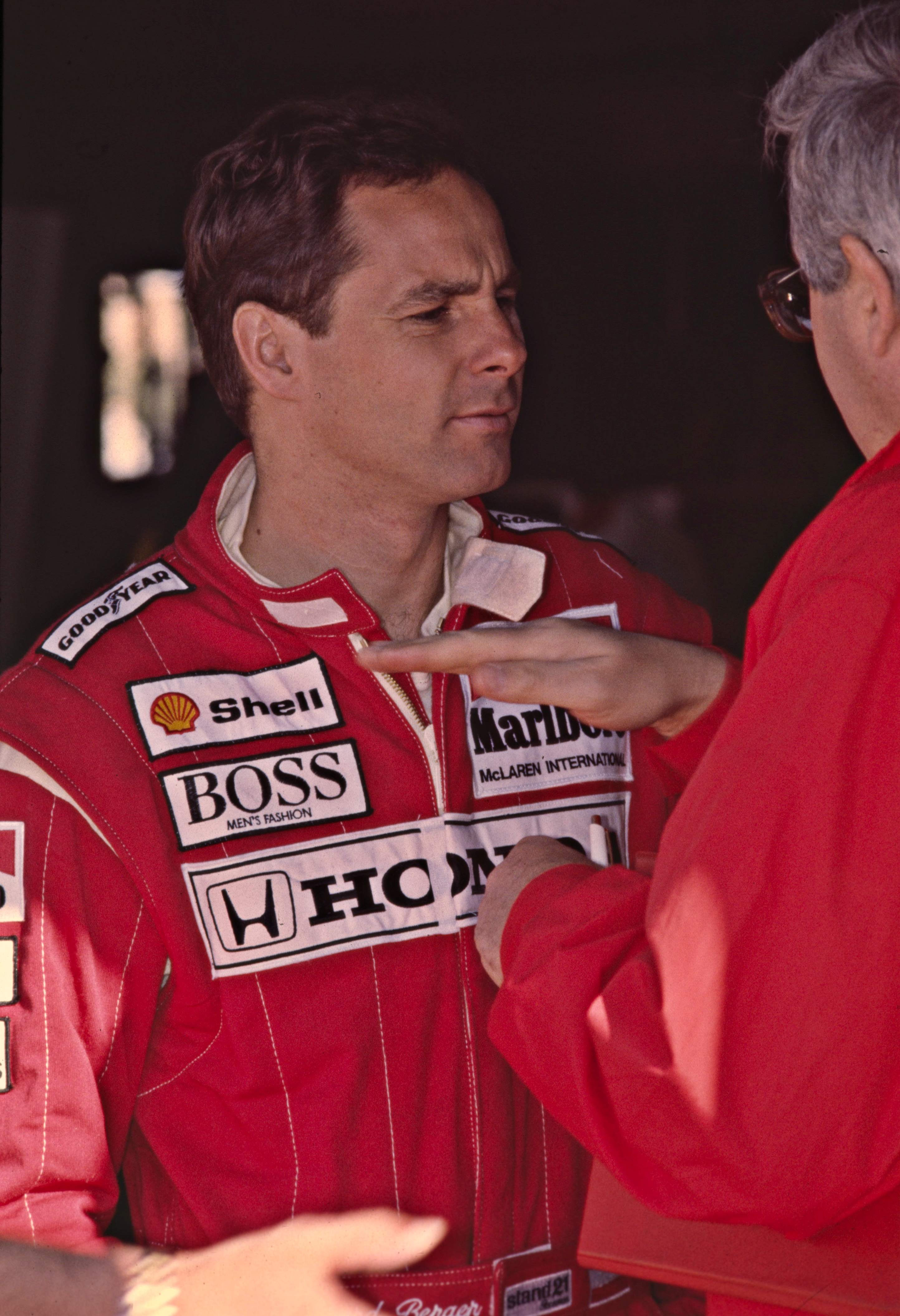
1990 neu bei McLaren: Gerhard Berger

Mit Beginn der Saison 1990 ersetzte man Prost durch den ehemaligen Ferrari-Piloten Gerhard Berger. Die Beziehung Sennas zu Berger war von Beginn an weit weniger angespannt als die zu Prost, und nach kurzer Zeit entwickelte sich eine Freundschaft zwischen beiden, die sich auch positiv auf die Zusammenarbeit im Team auswirkte. McLaren trat 1990 mit einer nahezu unveränderten Kombination an: Der nun als MP4/5B bezeichnete Rennwagen der neuen Saison war eine überarbeitete Version des erfolgreichen Vorgängermodells, das Änderungen im Bereich der Aerodynamik, des Tanks und des Getriebes erfahren hatte. Auch Hondas Zehnzylindermotor, der nun die Bezeichnung RA100E trug, blieb in der Grundkonstruktion unverändert; seine Leistung stieg allerdings auf bis zu 700 PS.
Die Weltmeisterschaft war 1990 wiederum vom Zweikampf Senna-Prost geprägt. Senna gewann sechs Rennen, darunter das Auftaktrennen in den USA, bei dem er hinter den technisch unterlegenen Wagen von Pierluigi Martini (Minardi), Andrea de Cesaris (Scuderia Italia) und Jean Alesi (Tyrrell) startete. Weitere Siege erzielte er in Monaco, Kanada, Deutschland, Belgien und in Italien, Prost gewann fünfmal (Brasilien, Mexiko, Frankreich, Großbritannien und Spanien). Mit der Ausnahme einiger Wochen im Sommer des Jahres, in denen Prost vorübergehend an der Spitze stand, war Senna im Laufe der gesamten Saison der Führende der Fahrerwertung. Nachdem Prost das drittletzte Rennen in Spanien gewonnen hatte, war Sennas Punktevorsprung auf neun Zähler geschrumpft. Prost konnte daher in den verbleibenden zwei Rennen noch den Titel gewinnen. Die Weltmeisterschaft wurde wie im Vorjahr beim vorletzten Rennen in Suzuka entschieden. Senna startete vor Prost von der Poleposition, hatte dabei aber die weniger saubere Fahrspur. Nachdem er am Start die Führungsposition an Prost verloren hatte, verursachte Senna in der ersten Kurve eine Kollision mit Prost, bei der beide Fahrer ausschieden. Damit blieb Sennas Vorsprung in der Weltmeisterschaft bei neun Punkten, die Prost im letzten Rennen auch aufgrund der Streichresultat-Regel nicht mehr aufholen konnte. Senna gab später zu, die Kollision bewusst herbeigeführt zu haben. Er gewann damit vorzeitig seinen zweiten Weltmeistertitel.
Berger erzielte zwei zweite und fünf dritte Plätze. Mit 43 Punkten lag er am Saisonende auf Rang vier der Fahrerwertung. McLaren gewann die Konstrukteurswertung mit einem Vorsprung von 11 Punkten auf Ferrari.

#### 1991

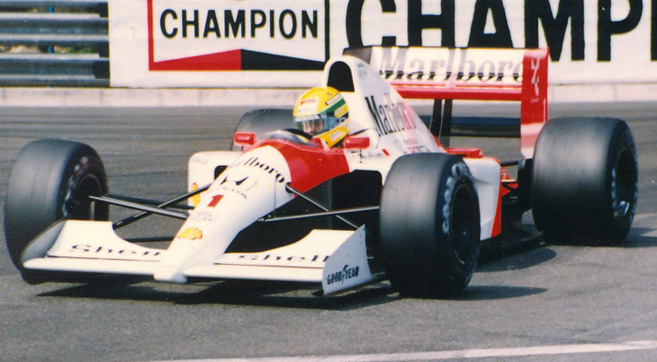
Ayrton Senna beim Großen Preis von Monaco 1991

Für die Formel-1-Weltmeisterschaft 1991 stellte Honda einen neuen Motor bereit. Der bisherige Zehnzylindermotor wurde von der Tyrrell Racing Organisation übernommen, wo er von Stefano Modena und Satoru Nakajima mit mäßigem Erfolg im Tyrrell 020 eingesetzt wurde. McLaren erhielt dagegen exklusiv den neuen Zwölfzylindermotor vom Typ RA121E. Das Triebwerk war größer und schwerer als der Zehnzylindermotor und hatte einen höheren Kraftstoffverbrauch; andererseits versprach sich Honda von dem neuen Motorenkonzept ein höheres Drehzahlniveau. Der 121E galt als das leistungsstärkste Triebwerk der Saison; seine Höchstleistung wurde auf über 700 PS geschätzt. Einsatzfahrzeug war der McLaren MP4/6, der keine vollständige Neukonstruktion war, sondern eine Anpassung des bewährten MP4/5 an den neuen Motor darstellte. Der MP4/6 war zu Saisonbeginn ein übergewichtiges Auto. Im Laufe des Jahres reduzierte das Team das Wagengewicht um 18 kg. Am Saisonende war der MP4/6 „praktisch unschlagbar“.
Als Fahrer waren wiederum Ayrton Senna und Gerhard Berger gemeldet. Senna gewann die ersten vier Rennen des Jahres und danach die Großen Preise von Ungarn, Belgien und Australien, Berger siegte in Japan. Da die Leistungsfähigkeit der Scuderia Ferrari 1991 deutlich hinter dem des Vorjahresmodells zurückblieb, war Prost in diesem Jahr kein Konkurrent im Kampf um die Weltmeisterschaft; er konnte im ganzen Jahr kein Rennen gewinnen und erreichte nur drei zweite Plätze als bestes Ergebnis. Sennas größter Konkurrent war 1991 der Williams-Pilot Nigel Mansell, der im Laufe der Saison fünf Rennen gewann. Senna lag das ganze Jahr über an der Spitze der Zwischenwertungen. Nach dem letzten europäischen Formel-1-Lauf, dem Großen Preis von Spanien, betrug sein Vorsprung auf Mansell 16 Punkte. Damit war es dem Williams-Piloten rechnerisch noch möglich, in den verbleibenden beiden Rennen die Weltmeisterschaft für sich zu entscheiden. Wie schon in den Vorjahren, fiel die Entscheidung auch 1991 in Japan: Berger und Senna belegten die erste Startreihe, hinter ihnen ging Mansell von Platz drei ins Rennen. Senna blieb im Rennen auf Position zwei hinter Berger, gefolgt von Mansell, der gewinnen musste, um sich die WM-Chance offen zu halten. In der zehnten Runde dreht sich Mansell allerdings infolge eines Fahrfehlers von der Strecke und fiel aus. Ab der 24. Runde führte Senna das Feld vor Berger an. Unmittelbar vor dem Zieleinlauf ließ Senna Berger allerdings passieren. Die mit dem zweiten Platz verbundenen Punkte reichten Senna, um bereits in Suzuka die Weltmeisterschaft zu gewinnen.
Am Saisonende betrug Sennas Vorsprung auf Mansell 24 Punkte; Berger belegte mit 43 Punkten Rang vier der Fahrerwertung. McLaren gewann mit 139 Punkten erneut die Konstrukteursmeisterschaft vor Williams (125 Punkte). Im Winter 1991 gab Honda den Ausstieg aus der Formel 1 bekannt.

#### 1992
Die Formel-1-Weltmeisterschaft 1992 war das einzige Jahr in der fünfjährigen Zusammenarbeit von McLaren und Honda, in dem das Team, das wiederum mit Senna und Berger antrat, keinen Titel gewann. Die Saison wurde dominiert von Williams und Nigel Mansell, der im technisch überlegenen Williams FW14B neun von 16 Rennen gewann und Mitte August 1992 nach dem Großen Preis von Ungarn als neuer Weltmeister feststand. Mansells Teamkollege Riccardo Patrese erzielte einen weiteren Sieg und wurde Vizeweltmeister.
McLaren kam an die Leistungsfähigkeit des aktuellen Williams nicht heran. Die Saisonvorbereitung begann verzögert, da Honda seinen neuen Zwölfzylindermotor vom Typ RA122E erst im Dezember 1991, zweieinhalb Monate vor dem ersten Rennen des Jahres, fertiggestellt hatte. Das Team begann die Saison mit einer B-Version des letztjährigen MP4/6, dessen Einsatz für die ersten Rennen in Südafrika und Südamerika geplant war. Nachdem das Potential des Williams FW14B deutlich geworden war, der in Mexiko nahezu eine Sekunde schneller gewesen war als der nächste Verfolger und über zwei Sekunden vor dem McLaren lag, zog Ron Dennis das zunächst für Mai 1992 geplante Debüt des neuen McLaren MP4/7 vor. Der Wagen erschien erstmals beim dritten Rennen des Jahres in Brasilien, war hier und bei den folgenden Veranstaltungen aber technisch nicht ausgereift: Nach Aussagen von Teammitgliedern fehlte mindestens ein Monat Entwicklungsarbeit. Senna und Berger beklagten übereinstimmend unvorhersehbares Fahrverhalten in schnellen Kurven. Hinzu kam ein Gewichtsnachteil von etwa 60 kg gegenüber den Fahrzeugen von Benetton, der durch den deutlich höheren Treibstoffverbrauch des schweren Honda-Motors bedingt war.
Senna gewann 1992 drei Rennen, wurde einmal Zweiter und zweimal Dritter. Im Laufe der Saison fiel er achtmal wegen technischer Defekte aus. Am Jahresende belegte er mit 50 Punkten Platz vier der Fahrerweltmeisterschaft hinter den beiden Williams-Piloten Mansell (108 Punkte) und Patrese sowie dem Benetton-Piloten Michael Schumacher, der seine erste komplette Formel-1-Saison auf Rang drei beendete. Berger lag mit 49 Punkten auf Platz fünf. In der Konstrukteurswertung wurde McLaren Vizeweltmeister hinter Williams.
In diesem Jahr endete die Zusammenarbeit von Honda und McLaren. Honda hatte dem Team im Dezember 1991 intern angezeigt, nach Ablauf der Saison 1992 „mit größter Wahrscheinlichkeit“ die Formel 1 zu verlassen. Die offizielle Verkündung des Rückzugs erfolgte anlässlich des Großen Preises von Italien 1992, den Senna gewann.

### Interimsjahre: 1993 und 1994

#### 1993: Zwischenspiel mit Ford

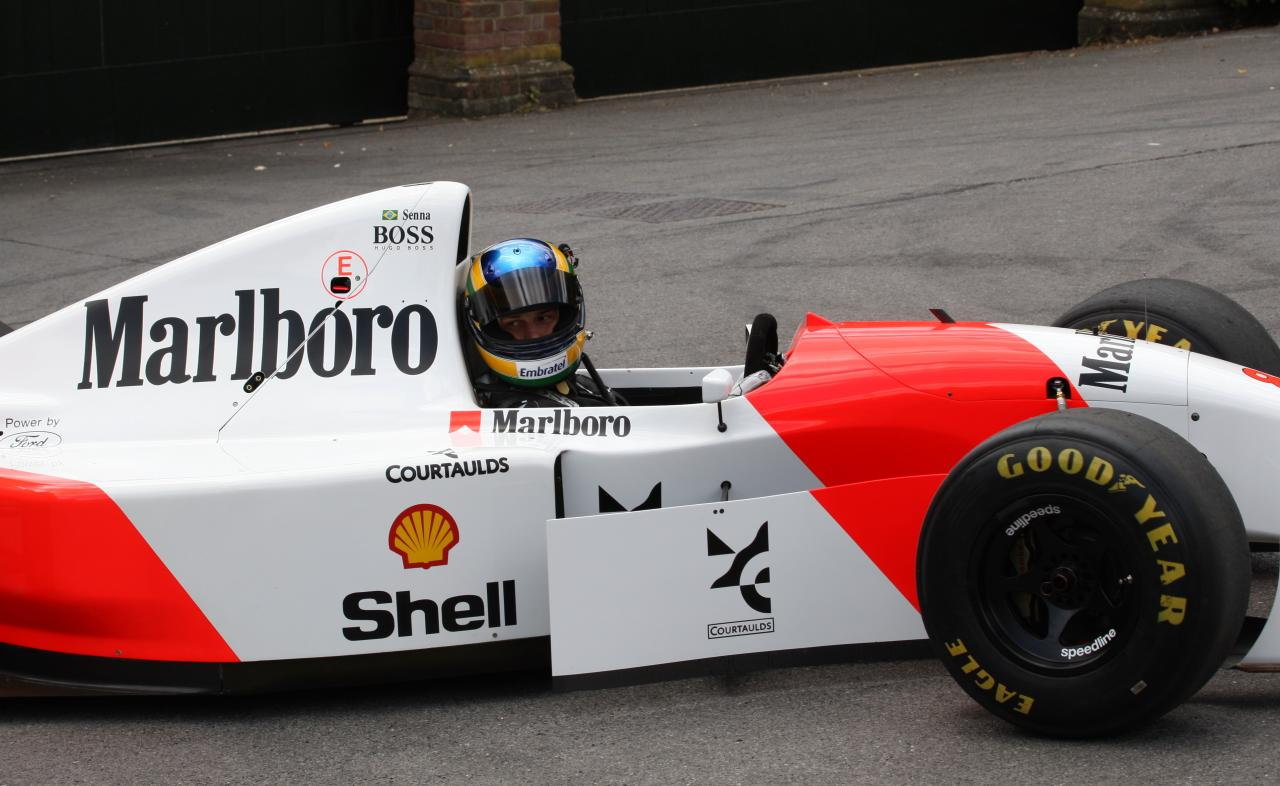
„Leicht und klein“: Sennas letzter McLaren (MP4/8) gefahren von seinem Neffen Bruno Senna

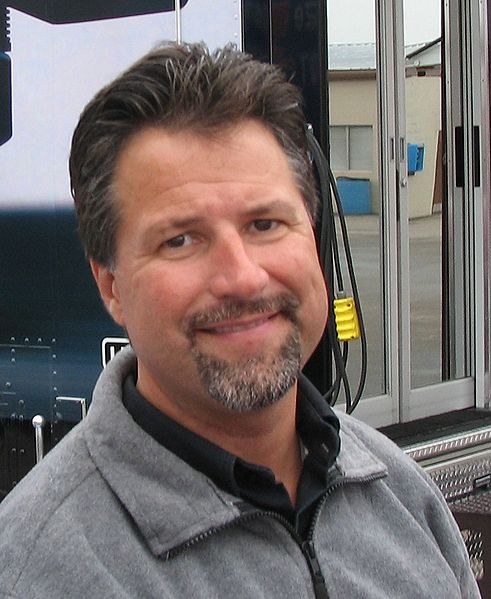
13 Rennen für McLaren: Michael Andretti

Der Weggang Hondas bedeutete für McLaren 1993 einen sportlichen und einen finanziellen Rückschritt. Einerseits hatte das Team erstmals seit zehn Jahren keine werksunterstützten Motoren mehr zur Verfügung. Anderseits war ein finanzkräftiger Partner weggebrochen. Honda hatte dem Team nicht nur die Motoren kostenlos zur Verfügung gestellt; das japanische Unternehmen hatte darüber hinaus auch Sennas Gage anteilig übernommen. Diese Vorzüge fielen nun weg.
Die Suche nach einem neuen Motorenpartner nahm einen wesentlichen Teil der Saison 1992 in Anspruch. Ron Dennis bemühte sich unter anderem um Renault-Motoren, die seit 1989 in erster Linie vom Konkurrenzteam Williams und daneben von der französischen Équipe Ligier eingesetzt wurden. Dennis’ Planungen beinhalteten im Frühjahr 1992 den Kauf des Ligier-Teams mit anschließender Weiterleitung des Renault-Motors zu McLaren. Einige Quellen berichten, dass die Vorbereitungen für dieses Geschäft weit vorangeschritten waren, letztlich aber am Veto des französischen Mineralölunternehmens Elf Aquitaine scheiterten, das mit Renault eng verbunden war und die Entwicklung des erfolgreichen Zehnzylinders anteilig finanziert hatte: Danach schied eine Verwendung des Motors von McLaren aus, weil McLaren einen langjährigen Sponsorvertrag mit Elfs Konkurrenten Shell hatte. In Ermangelung weiterer Alternativen musste McLaren damit für die Saison 1993 zum ersten Mal seit 1983 auf Kundenmotoren von Ford (Cosworth HB) zurückgreifen. Da Cosworths Vorzugskunde Benetton eine Belieferung des Konkurrenten mit Motoren der aktuellen HB-VII-Generation ablehnte, hatte McLaren zu Saisonbeginn lediglich HB-V-Motoren zur Verfügung, die sich auf dem Stand von 1991 befanden und anfangs etwa 40 PS schwächer waren als die HB VII. Allerdings entwickelte McLaren die Elektronik der HB-Motoren zusammen mit dem Technikpartner TAG eigenverantwortlich weiter, sodass sich der Leistungsunterschied verwischte. Anders als bei den übrigen Kundenmotoren, erfolgte die Wartung der McLaren-HBs nicht bei Tom Walkinshaw Racing, dessen Inhaber Tom Walkinshaw zu dieser Zeit bereits technischer Leiter bei Benetton war. Um mögliche Interessenkollisionen auszuschließen, übernahm Cosworth die Wartung der McLaren-Motoren selbst. Ab dem Großen Preis von Großbritannien erhielt dann auch McLaren die HB-VII-Motoren. Beim Großen Preis von Deutschland 1993 debütierte schließlich der HB VIII. McLaren hatte bereits im Freitagstraining Zugriff auf ihn, Benetton erst im Samstagstraining. Damit bestand kein Unterschied mehr zwischen McLaren und Benetton. Allerdings betrug das Leistungsdefizit zu den Renault-Motoren des Williams-Teams noch immer mindestens 70 PS. McLarens Motorenwahl wurde erst spät im Jahr 1992 verkündet; Dennis unterrichtete nicht einmal Senna von seinen Überlegungen. Angesprochen auf die seinerzeit noch offene Motorenfrage, antwortete Dennis im Oktober 1992 einem Journalisten: „Es wäre unangemessen, diese Information mit Ihnen zu teilen“.
Für den Cosworth-Motor konstruierten Neil Oatley und Henri Durand den McLaren MP4/8, ein kleines und leichtes Auto, das mit seinen Vorgängern wenig Gemeinsamkeiten hatte. Es hatte ein aktives Fahrwerk und eine computergesteuerte Getriebeautomatik.
Ungeachtet der Unsicherheit im Motorenbereich blieb Senna 1993 bei McLaren, auch wenn er zu Saisonbeginn keinen Vertrag unterschrieb, sondern für eine Gage von einer Million Dollar pro Rennen für McLaren an den Start ging. Erst gegen Saisonmitte unterschrieb er einen Vertrag für die restliche Saison. Berger hingegen verließ das Team und fuhr 1993 wieder für Ferrari.
Als Ersatz wurde der US-amerikanische Rennfahrer Michael Andretti verpflichtet. Der Sohn des ehemaligen Formel-1-Weltmeisters Mario Andretti war im nordamerikanischen Formel-Rennsport, besonders in der Indy Car World Series ein Star, kam aber trotz dieser Erfahrungen in der Formel 1 nicht zurecht. Die Indycars galten in den 90er Jahren als Pendant zur Formel 1, die Boliden waren ähnlich stark wie die Fahrzeuge in der Formel 1 Weltmeisterschaft. In der Indycar Series sind bis heute fliegende Starts Standard, stehende Starts in der Formel 1 verunsicherten Andretti hingegen. Mehrmals musste er wegen Kollisionen im Mittelfeld kurz nach dem Start aufgeben. Andretti nahm nicht an Testfahrten teil und hatte keinen Wohnsitz in Europa, sodass er jeweils kurz vor den Rennen an- und danach sofort wieder abreiste. Nach 13 Rennen beendete er seine Formel-1-Karriere und wurde für die verbleibenden Großen Preise durch den bisherigen Testfahrer Mika Häkkinen ersetzt, der bei seinem zweiten Einsatz für McLaren in Japan Dritter wurde.
Senna erzielte mit dem MP4/8 fünf Siege und belegte am Ende der Saison mit 73 Punkten Rang zwei der Fahrerwertung hinter Alain Prost, der im Williams seinen vierten Weltmeistertitel einfuhr. Der Große Preis von Europa in Donington, bei dem sich in jeder Runde nasse und trockene Streckenabschnitte abwechselten, gilt als eines der besten Rennen Sennas: von Position vier im Regen schlecht gestartet, ging er als Fünfter in die erste Kurve und überholte innerhalb von einer Minute die vor ihm liegenden Fahrer (Schumacher, Wendlinger, Hill und Prost) und hatte nach einer weiteren Runde bereits mehr als vier Sekunden Vorsprung auf seine direkten Verfolger. Eine weitere Besonderheit ist die Tatsache, dass Senna bis auf den zweitplatzierten Hill das komplette Feld überrundete und die schnellste Rennrunde mit einer Boxendurchfahrt absolvierte.
Zum Ende des Jahres verließ Senna nach sechsjähriger Teamzugehörigkeit McLaren und wechselte zu Williams, wo er als Nachfolger von Alain Prost seinen vierten Weltmeistertitel zu gewinnen hoffte. Senna starb beim Großen Preis von San Marino 1994, nachdem sein Williams unter bis heute nicht eindeutig geklärten Umständen in der Tamburello-Kurve ohne sichtbare Lenkbewegungen von der Strecke abgekommen war und in eine Betonmauer eingeschlagen hatte.

#### 1994: Peugeot

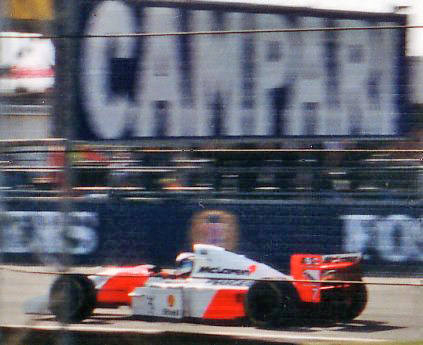
McLaren MP4/9-Peugeot beim Großen Preis von Großbritannien 1994

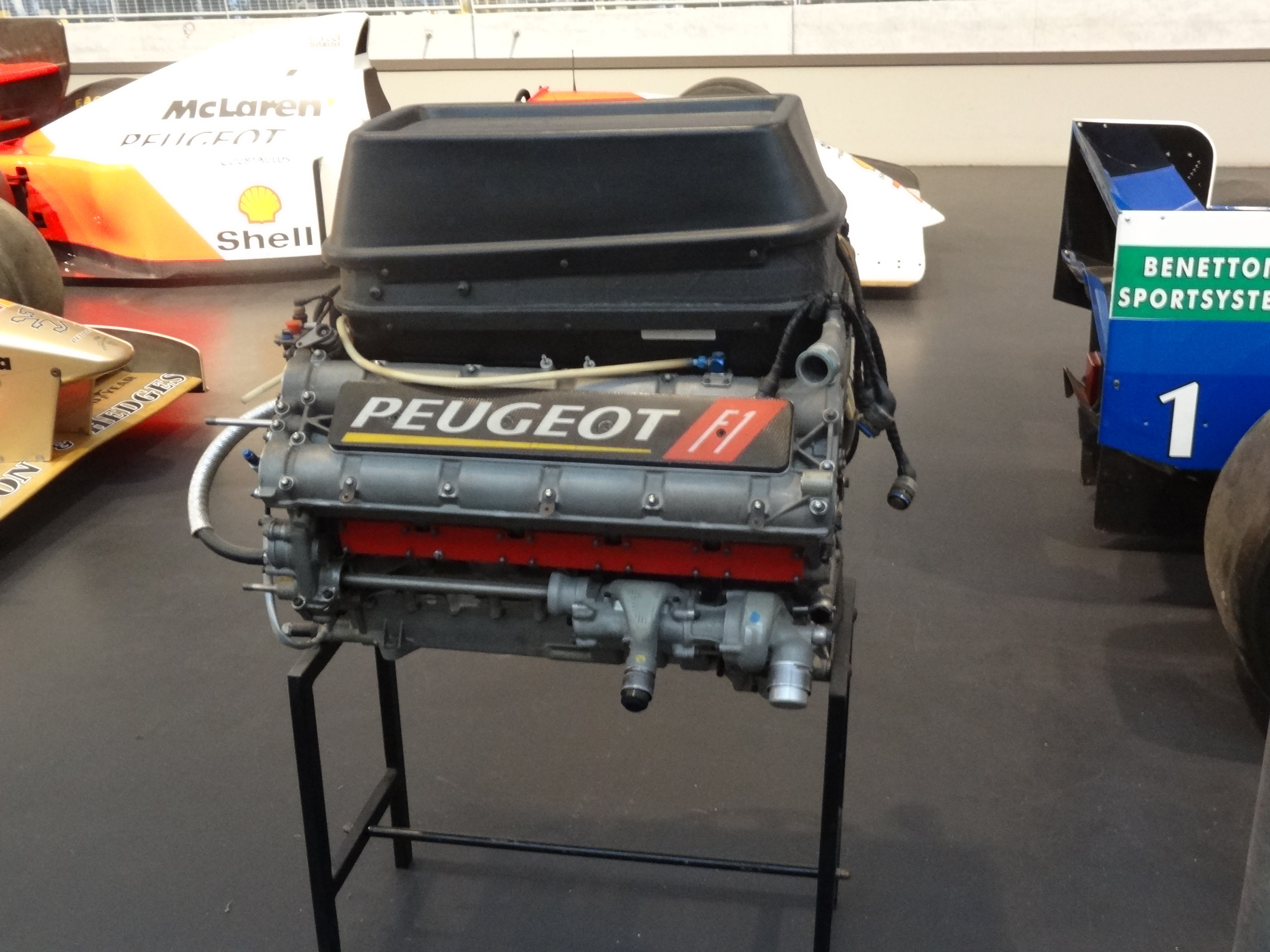
V10-Motor von Peugeot

Ungeachtet des Umstands, dass McLaren mit dem Cosworth-Motor 1993 fünf Rennen gewonnen hatte, war für McLaren eine weitere Verwendung der HB-Achtzylinder zu keiner Zeit eine Option. Ron Dennis suchte frühzeitig nach einem neuen, exklusiven Motorenpartner, der dem Team die Unterstützung eines großen Automobilherstellers sichern sollte. In der zweiten Jahreshälfte führte McLaren einige Testfahrten mit Zwölfzylindermotoren von Lamborghini Engineering durch, die seit 1989 von Larrousse, Lotus und einigen anderen Mittelfeldteams eingesetzt wurden. Lamborghini Engineering war ein vom Automobilhersteller Lamborghini unabhängiger Entwicklungsbetrieb, der zum US-amerikanischen Chrysler-Konzern gehörte und von Mauro Forghieri geleitet wurde. Sowohl Häkkinen als auch Senna testeten von August bis Oktober 1993 mehrere Male den Motor in einem umgebauten MP4/8. Senna war mit ihm eineinhalb Sekunden schneller als mit dem Ford-getriebenen Basismodell, vermisste aber weiterhin die erforderliche Motorleistung, um an der Spitze mitmachen zu können. Im Übrigen hielt er den Motor, im Vergleich zu den Honda-Triebwerken, für „nicht sehr hochentwickelt“. Chrysler bot die Motoren exklusiv an; Dennis lehnte aber letztlich ab.
Zwischenzeitlich war das Team eine ursprünglich auf vier Jahre angelegte Verbindung mit dem französischen Automobilhersteller Peugeot eingegangen, das 1994 mit einem eigenen Zehnzylindermotor in der Formel 1 debütieren wollte. Dennis versprach sich von Peugeot größere technische und finanzielle Ressourcen als von Chrysler. Einsatzfahrzeug war in dieser Saison der McLaren MP4/9. Stammfahrer waren Mika Häkkinen, der beim Großen Preis von Ungarn 1994 einmalig durch Philippe Alliot ersetzt wurde, sowie der britische Routinier Martin Brundle.
Die Saison verlief nicht ohne Probleme. Erstmals seit 1980 konnte McLaren keinen Weltmeisterschaftslauf gewinnen. Häkkinen fiel siebenmal wegen technischer Defekte aus. Wenn er ins Ziel kam, erreichte er allerdings in den meisten Fällen eine Podiumsplatzierung. Er wurde einmal Zweiter und fünfmal Dritter. Brundle fiel neunmal aus. Er wurde einmal Zweiter und einmal Dritter. Am Jahresende belegte McLaren mit 42 Punkten Rang vier der Konstrukteurswertung, die schlechteste Platzierung seit 1983.
Bereits nach einem halben Jahr zeichnete sich das Ende der britisch-französischen Allianz ab. Auslöser waren Spannungen zwischen dem Schweizer Sauber-Team und seinem exklusiven Motorlieferanten Mercedes. Der Mercedes-Sportchef Norbert Haug verhandelte seit dem Frühjahr 1994 mehr oder weniger offen mit anderen Teams, von denen er sich bessere Leistungen versprach als von Sauber. Im August 1994 einigten sich Daimler-Benz und McLaren auf eine langfristig angelegte Motorenpartnerschaft. Peugeot wiederum wurde daraufhin ab 1995 Partner des aufstrebenden Jordan-Teams.

### Britisch-deutsche Partnerschaft: McLaren-Mercedes
Ab 1995 stattete Mercedes das McLaren-Team mit bei Ilmor produzierten Motoren aus. Die Partnerschaft war zeitlich noch ausdauernder als zuvor jene mit Honda und dauerte bis einschließlich 2007. Nach der Spionage-Affäre jener Saison beendete Mercedes sein Werks-Engagement und lieferte fortan nur noch Kundenmotoren, die ab 2009 auch an andere Teams als McLaren weitergegeben wurden.
Mit Unterstützung von Mercedes-Benz konnte McLaren nach mehrjähriger Anlaufzeit ab 1998 wieder in den Titelkampf eingreifen und war – abgesehen von einigen Saisons der totalen Dominanz von Ferrari und Michael Schumacher – mit wechselnden Fahrern immer ein Anwärter auf Fahrer- und Konstrukteursmeisterschaft.

#### 1995

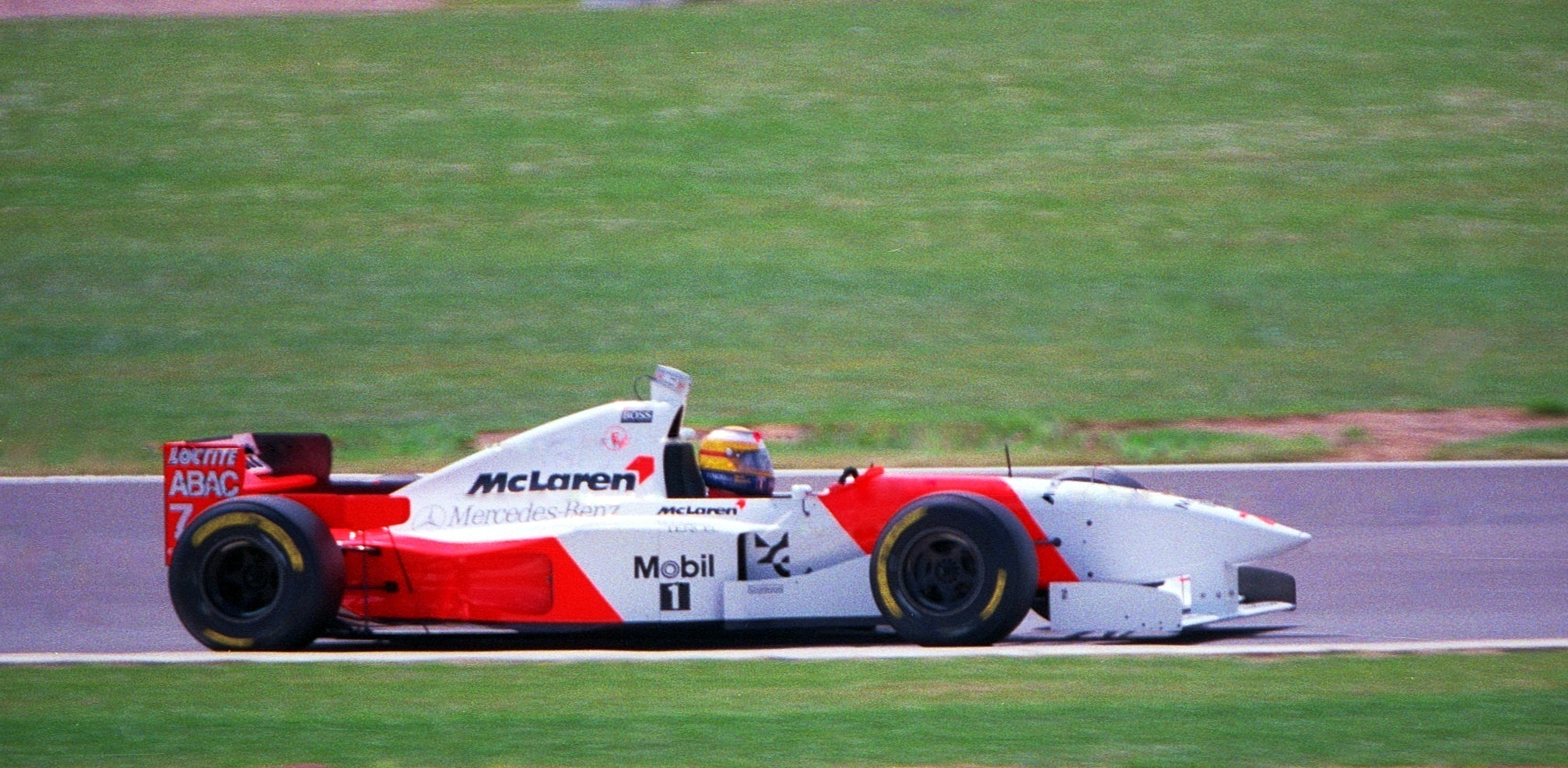
Mark Blundell im McLaren MP4/10B beim Großen Preis von Großbritannien 1995

Der Anfang in der Saison 1995 verlief trotz verheißungsvoller Vorzeichen holprig: Vor Saisonbeginn wurde neben Mika Häkkinen Nigel Mansell unter Vertrag genommen, der nach seiner Weltmeisterschaft 1992 zunächst ein erfolgreiches Jahr in der IndyCar-Serie verbracht hatte, ehe er Ende 1994 nach dem Tod von Ayrton Senna wiederum zu Williams in die Formel 1 zurückgekehrt war und das letzte Saisonrennen in Australien gewonnen hatte. Mansells Engagement bei McLaren nahm aber Züge einer Farce an: Es stellte sich heraus, dass das Cockpit des neu entwickelten McLaren MP4/10 für Mansell zu schmal war, sodass an seiner Stelle Ersatzfahrer Mark Blundell die ersten beiden Saisonrennen bestritt, ehe eine Modifikation namens MP4/10B einsatzbereit war. Nach zwei Einsätzen von Mansell in diesem Fahrzeug, die enttäuschend verliefen, erklärte Mansell jedoch abermals seinen Rücktritt, und Blundell absolvierte den Rest der Saison im Fahrzeug mit der Startnummer 7. Zum Großen Preis des Pazifiks fiel Häkkinen wegen einer Blinddarmentzündung aus; mit dem Dänen Jan Magnussen als Ersatz kam in dieser Saison der vierte Fahrer für McLaren zum Einsatz.
Sportlich war die Saison von Anlaufschwierigkeiten und technischen Problemen geprägt. Häkkinen und Blundell verzeichneten insgesamt zehn Ausfälle aufgrund von Defekten im Bereich der Motor- und Antriebstechnik. Davon abgesehen war die Leistung nicht unbedingt überzeugend: Wenn überhaupt, kamen die Fahrer auf Plätzen im vorderen Mittelfeld ins Ziel, was zusammengenommen zehn Punktplatzierungen bedeutete. Erst in der zweiten Saisonhälfte wurde McLaren wieder konkurrenzfähiger, als Häkkinen bei den Rennen in Italien und Japan jeweils Zweiter wurde. Jedoch sorgte Häkkinen für einen Schreckmoment, als er in der Qualifikation zum Saisonfinale Australien schwer verunglückte, sich Kopfverletzungen zuzog, mehrmals wiederbelebt werden musste und nur durch einen Luftröhrenschnitt überleben konnte.
In der Konstrukteurswertung 1995 stagnierte McLaren wie im Vorjahr auf Platz 4.

#### 1996

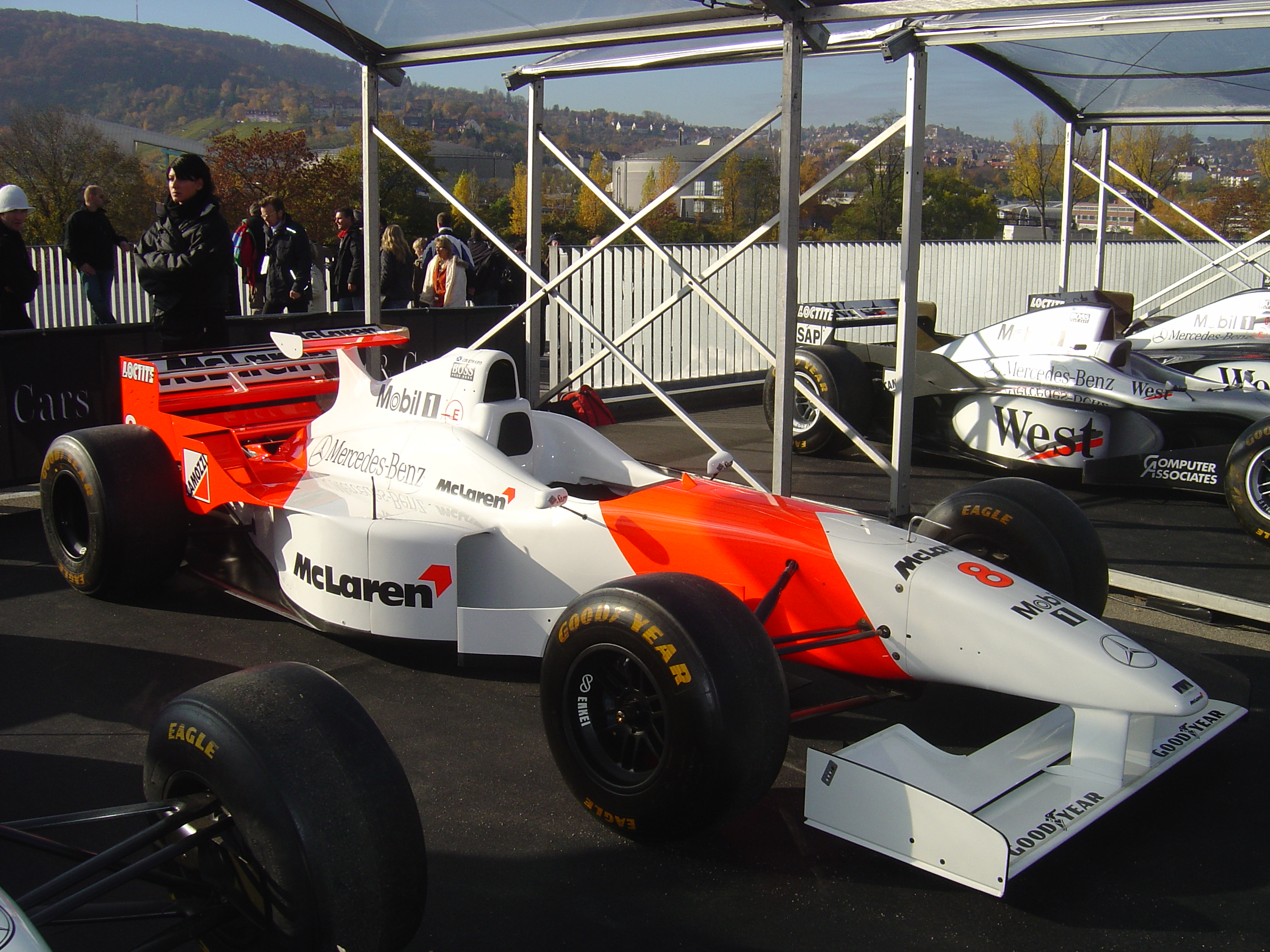
David Coulthards McLaren MP4/11 aus der Saison 1996

Zur Saison 1996 nahm McLaren mit dem zuvor für Williams gefahrenen Schotten David Coulthard einen neuen regulären zweiten Fahrer neben dem in der Winterpause wieder genesenen Häkkinen unter Vertrag.
Einsatzfahrzeug war der McLaren MP4/11. Der Typ war ein großer Fortschritt hinsichtlich der Zuverlässigkeit; Häkkinen fiel mit ihm in der ganzen Saison lediglich bei drei Rennen aus und konnte bei allen Zielankünften bis auf zwei Rennen punkten, wobei er in den letzten sieben Saisonrennen noch vier Plätze erreichte. Coulthard fiel mit nur neun Zielankünften etwas häufiger aus, erreichte aber in sechs Rennen Punktplatzierungen und war mit einem zweiten Platz in Monaco für das beste Saisonergebnis verantwortlich.
Im Saisonergebnis verblieb McLaren zwar auf Platz 4 der Konstrukteurswertung, konnte sich aber in absoluten Zahlen bessern und somit den Anschluss an die Spitzenteams Williams, Ferrari und Benetton halten.
Nach der Saison änderte sich das Erscheinungsbild der McLaren-Fahrzeuge nachhaltig. Der langjährige Werbe-Partner Marlboro beschränkte sein Engagement auf Ferrari, sodass die Testfahrten in der Winterpause in der orangefarbenen Lackierung der Gründerjahre absolviert wurden.

#### 1997

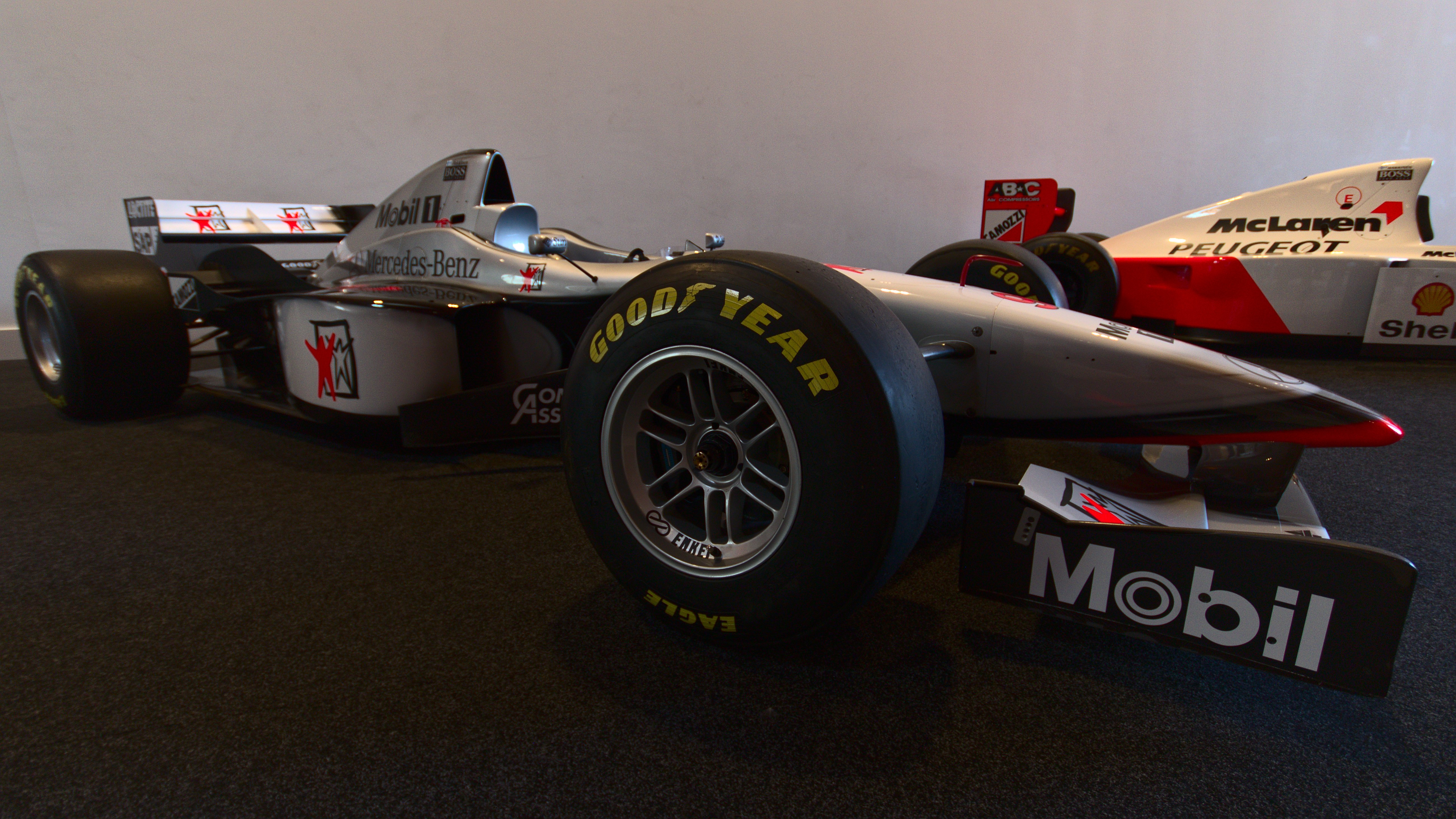
„Silberpfeil“: Der MP4/12 von David Coulthard aus dem Jahr 1997

Kurz vor Saisonbeginn 1997 brachte der neue Tabak-Sponsor West eine schwarz-silberne Lackierung der neuen McLaren MP4/12 ein, welche dem Corporate Design der Light-Zigaretten der Marke entsprach – und an die Silberpfeil-Ära von Mercedes anknüpfte.
Sportlich konnte sich der 1996 begonnene Aufwärtstrend deutlich fortsetzen: Coulthard gelang direkt zu Beginn der Partnerschaft ein Sieg beim Saisonauftakt in Australien. Der Mythos der Mercedes-Silberpfeile, die in den 1930er- und 1950er-Jahren im Automobilsport dominierten und auch jeweils ihre ersten Rennen gewonnen hatten, wurde hiermit neu belebt – 17 Jahre nach dem Tod von Rennleiter Alfred Neubauer. Seither wurden die McLaren-Fahrzeuge in Anlehnung an die legendären Mercedes-Rennwagen gerne von Presse, Fans und auch dem Werk selbst als Silberpfeile bezeichnet. Coulthard konnte 1997 auch einen Sieg in Monza erringen, während Häkkinen sein erstes Rennen erst beim Saisonfinale in Jerez gewinnen konnte.
Auf der Kehrseite dieser erfreulichen Ergebnisse waren wieder mehr Ausfälle zu verzeichnen, sodass McLaren 1997 trotz der Siege weiterhin auf Platz 4 der Konstrukteurswertung rangierte. Der Rückstand auf das drittplatzierte Benetton-Team war hingegen von 19 Punkten in der Saison 1996 auf nur noch vier Punkte geschrumpft, sodass letzten Endes der Aufwärtstrend von McLaren anhielt.

#### 1998

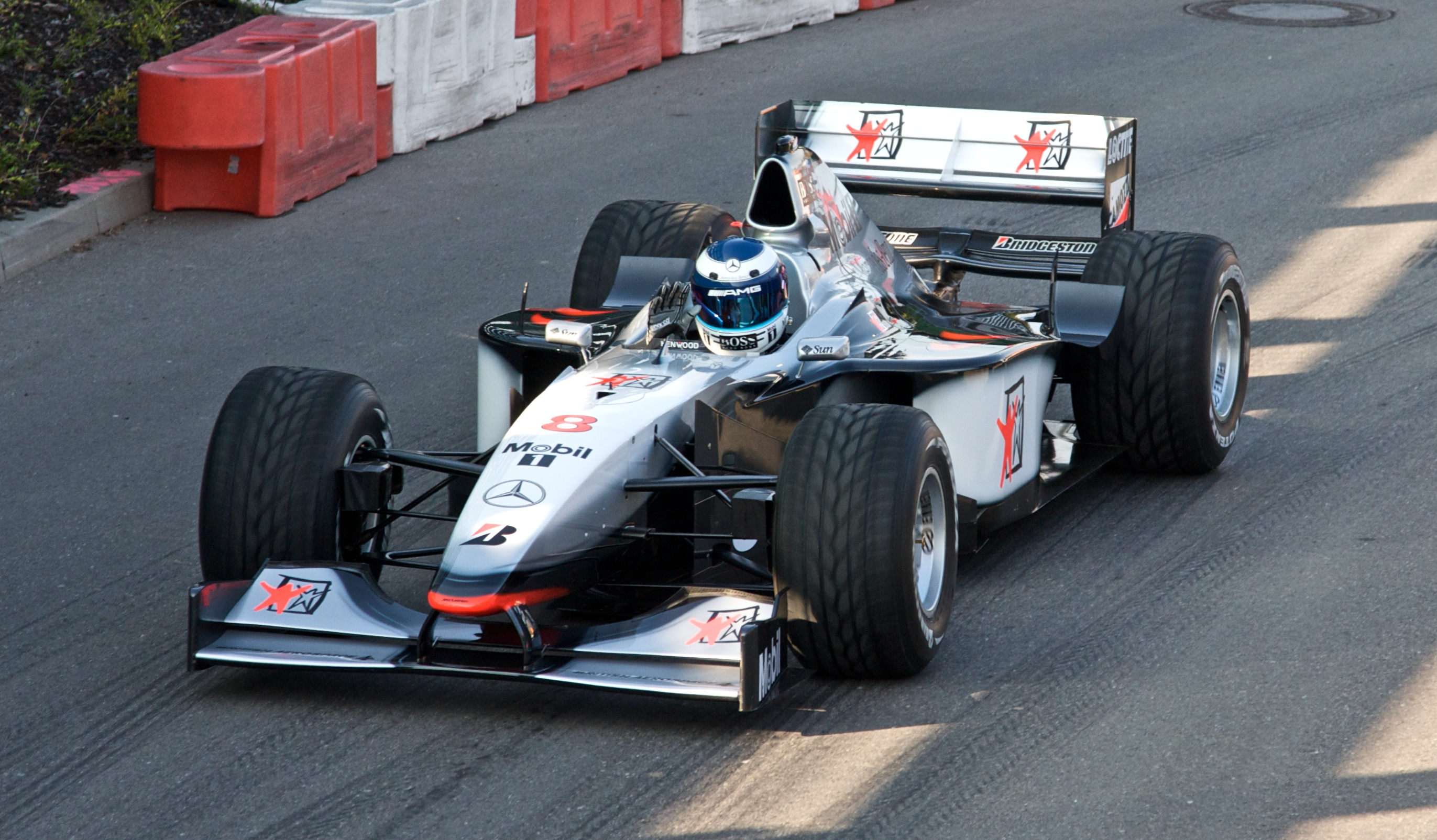
Mika Häkkinen im McLaren-Mercedes MP4/13 von 1998

Für 1998 waren umfangreiche Änderungen des technischen Reglements vorgesehen: Insbesondere wurden Slick-Reifen abgeschafft und für alle Rennreifen Profilrillen vorgeschrieben. Im Zuge dieser Änderungen wechselte McLaren seinen Reifenversorger und wurde nun von Bridgestone beliefert. Dies und weitere revolutionäre Innovationen am neu konstruierten McLaren MP4/13, der zudem auch wieder wesentlich zuverlässiger geworden war, brachten das Team bereits früh in der Saison in eine dominante Position, die die Fahrer die gesamte Saison hindurch behaupten konnten. Häkkinen fiel in der gesamten Saison nur dreimal aus, beendete jedes Rennen mit einer Punktplatzierung und wurde mit insgesamt acht Saisonsiegen mit letztlich deutlichem Vorsprung auf Michael Schumacher erstmals Weltmeister. Dies war der erste Titel für McLaren seit 1991. Mit weiteren guten Ergebnissen von Coulthard, der ebenfalls nur vier Ausfälle zu verzeichnen hatte, ein weiteres Rennen gewinnen konnte und ansonsten auf zweite Plätze abonniert zu sein schien, konnte zudem die Konstrukteursmeisterschaft gewonnen werden, was somit zugleich den ersten Titel für Mercedes-Benz seit 1955 markierte.
Begünstigt wurde der Erfolg von McLaren 1998 unter anderem auch dadurch, dass sich Renault als Motorenlieferant für Williams und Benetton nach der Saison 1997 zurückgezogen hatte und die nunmehr von Mecachrome gelieferten Motoren nicht mehr mit den weiterentwickelten Antrieben von Mercedes und Ferrari mithalten konnten. Für die beiden vormaligen Spitzenteams bedeutete die Saison 1998 hier einen gewaltigen Rückschritt.

#### 1999

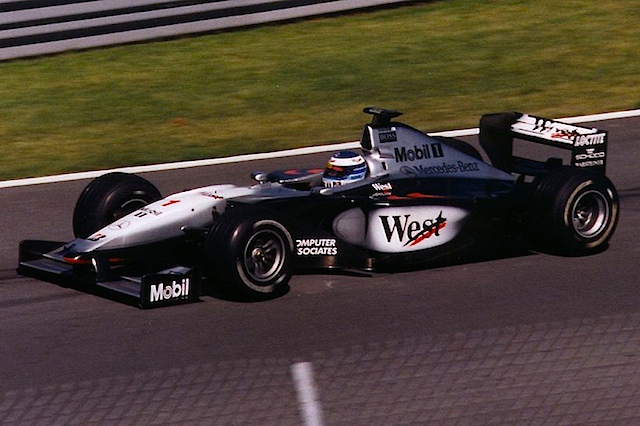
Mika Häkkinen beim Großen Preis von Kanada 1999

Auch 1999 behielt McLaren die erfolgreiche Fahrerpaarung aus Häkkinen und Coulthard bei. In dieser Saison allerdings befand sich McLaren mit seinen MP4/14 in enger Konkurrenz zum bereits in den Vorjahren wiedererstarkten Ferrari-Team. Mika Häkkinen konnte dabei jedoch seinen Titel letztlich erfolgreich verteidigen, da Michael Schumacher in Silverstone schwer verunfallte und mehrere Rennen pausieren musste. Ferraris Zweitfahrer Eddie Irvine rückte erst danach zum ernsthaften Titelaspiranten auf, beim Saisonfinale im japanischen Suzuka konnte Häkkinen mit einem Sieg in der Fahrerwertung noch am letztlich drittplatzierten Irvine vorbeiziehen. Ein Ausfall von Coulthard in diesem Rennen hingegen sicherte Ferrari den Konstrukteurstitel.

#### 2000

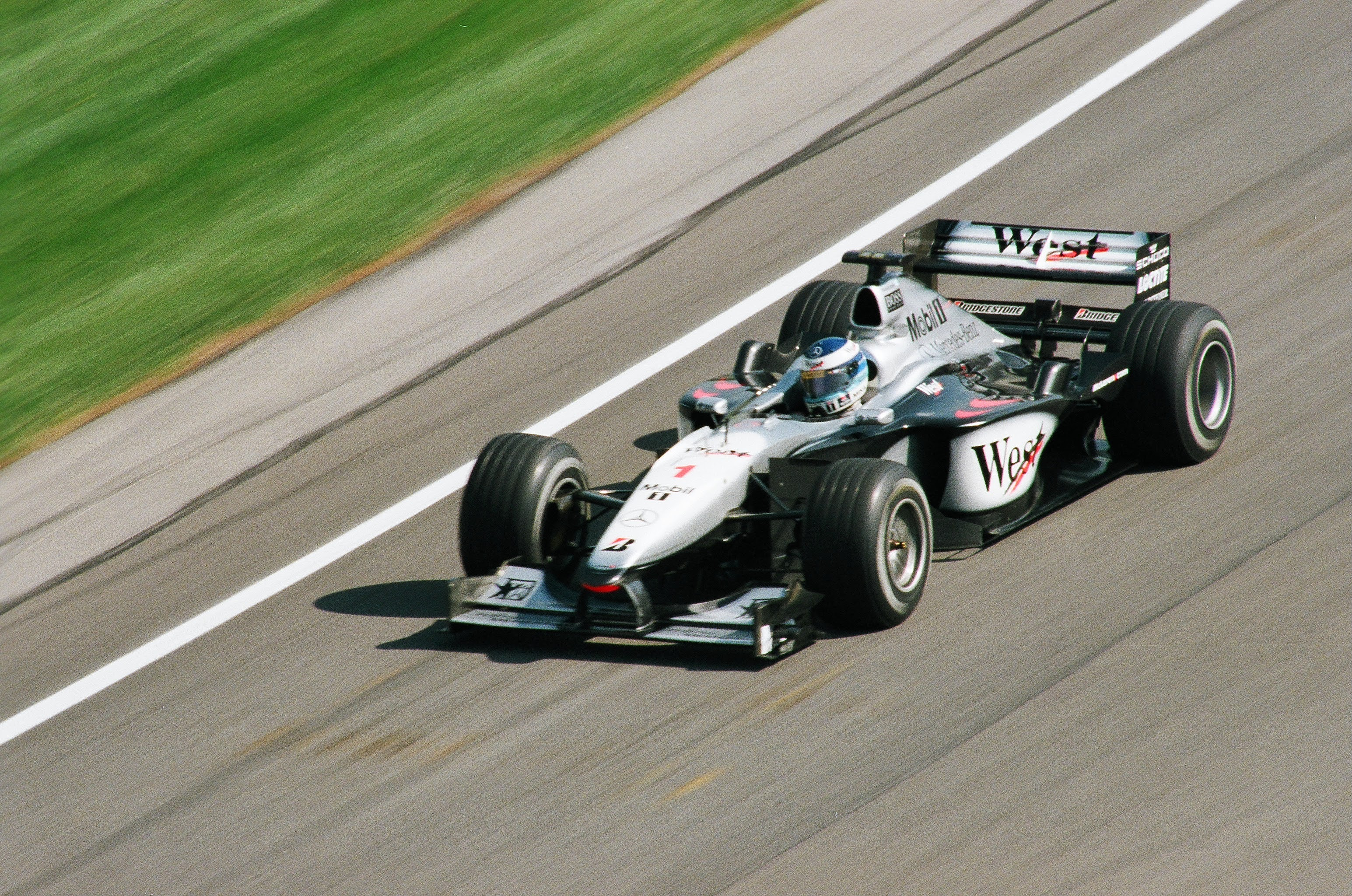
Mika Häkkinen beim Großen Preis der USA 2000

In der Saison 2000 setzte sich der Zweikampf zwischen Ferrari und McLaren bzw. Michael Schumacher und Mika Häkkinen ein weiteres Mal fort. Erneut war das von McLaren an den Start gebrachte Fahrzeug, der MP4/15, schnell und zuverlässig – Häkkinen und Coulthard verzeichneten zusammen nur fünf Ausfälle über die gesamte Saison, und nur einmal kam Coulthard außerhalb der Punkteränge ins Ziel. Auf der Strecke dagegen wurden die Fahrer tendenziell öfter von Schumacher und dessen neuem Teamkollegen Rubens Barrichello geschlagen – Schumacher konnte bereits mit seinem Sieg beim vorletzten Saisonrennen in Japan seinen Vorsprung vor Häkkinen für diesen uneinholbar ausbauen, während die Konstrukteursmeisterschaft erst durch Schumachers Sieg und Barrichellos dritten Platz beim folgenden Rennen in Malaysia zuungunsten von McLaren entschieden wurde.
Trotz dieser Niederlage behauptete McLaren sich als einziges Spitzenteam neben Ferrari – das in der Konstrukteurswertung drittplatzierte Williams-Team konnte im ersten Jahr seiner neuen Motorenpartnerschaft mit BMW lediglich 36 Punkte einfahren, während McLaren auf 152 gekommen war.

#### 2001

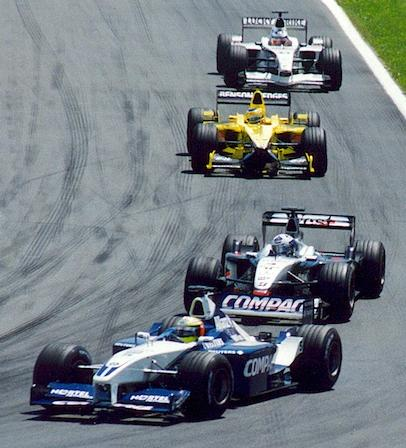
David Coulthard im McLaren MP4-16 hinter dem Williams von Ralf Schumacher in Kanada 2001

Zu Beginn der Saison 2001 schien der Zweikampf zwischen McLaren und Ferrari in eine vierte Runde zu gehen, zumal McLaren erneut mit Mika Häkkinen und David Coulthard antrat, doch letztlich kam es anders als erwartet. Einerseits war es nicht Häkkinen, der in Konkurrenz zu Michael Schumacher zu treten schien, sondern David Coulthard – der Schotte verzeichnete in der Saison insgesamt lediglich vier Ausfälle und erreichte ansonsten immer Punktplatzierungen, darunter zehn Podestplätze. Hingegen ließ die Leistung von Häkkinen deutlich nach; dieser hatte auch mehr Ausfälle zu verzeichnen und gab schließlich beim Großen Preis von Italien seinen Rücktritt zum Saisonende bekannt. Dann wiederum erstarkte allerdings auch noch die Kombination Williams-BMW mit ihren Fahrern Ralf Schumacher und Juan Pablo Montoya, die im Verlauf der Saison ebenso viele Siege erreichen konnte wie McLaren (jeweils vier) und diesem Team somit den Platz neben Ferrari streitig machte – hier gab letztlich nur die geringere Zuverlässigkeit der Williams-Fahrzeuge den Ausschlag. Diese Konkurrenz jedoch führte dazu, dass Ferrari und Schumacher letztlich souverän enteilen konnten und bereits Schumachers Sieg in Ungarn fünf Rennen vor Schluss die Meisterschaft entschied.
In der Gesamtwertung wurde McLaren somit zwar mit insgesamt 102 Punkten erneut Zweiter der Konstrukteurswertung, jedoch mit einem deutlichen Rückstand zu Ferrari (179 Punkte) und einem viel geringeren Vorsprung auf Williams (80 Punkte).
Trotz der Dominanz von Ferrari ab dieser Saison waren die Ressourcen von McLaren dank einer 40-prozentigen Beteiligung seitens DaimlerChrysler am Team gesichert, weshalb McLaren immer wieder intensiv entwickeln und auch nach Durststrecken wieder Rennen gewinnen konnte. Die Typenbezeichnung der McLaren-Wagen, die bis in die Saison 2000 mit dem Modell MP4/15 mit einem Schrägstrich geschrieben wurde, änderte sich ab der Saison 2001 mit dem MP4-16 auf die bis 2016 verwendete Schreibweise mit Bindestrich.

#### 2002

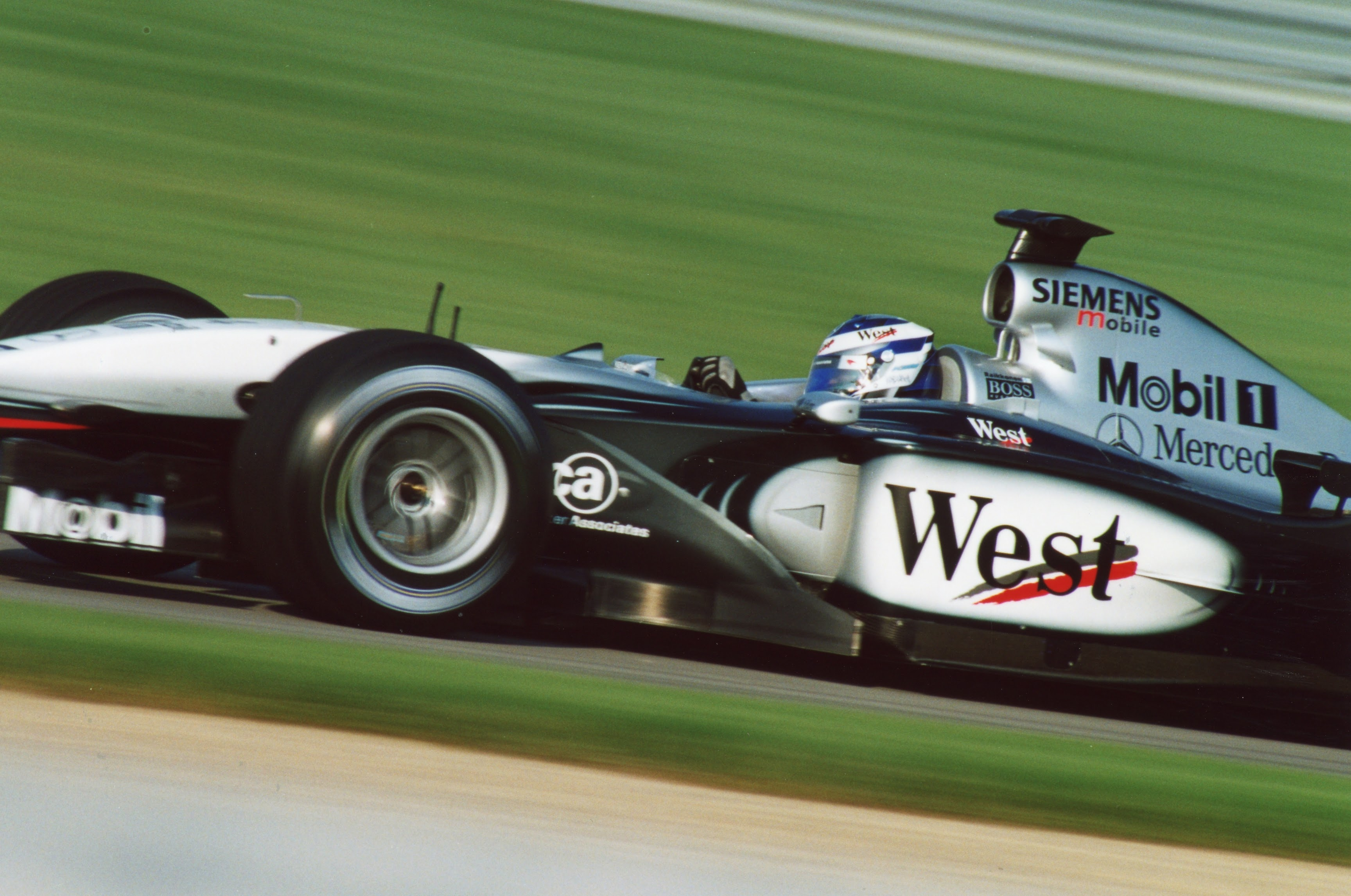
Kimi Räikkönen beim USA-GP 2002

Nachfolger von Mika Häkkinen wurde 2002 dessen Landsmann Kimi Räikkönen, der in der Vorsaison im Alter von lediglich 20 Jahren bei Sauber vielversprechend debütiert hatte. Nummer-1-Fahrer des McLaren MP4-17 war weiterhin David Coulthard. Die Saison selber wurde wiederum mehr noch als das Vorjahr von Ferrari dominiert – lediglich das Rennen in Monaco konnte von Coulthard gewonnen werden. Auch Williams zog in dieser Saison wieder an McLaren vorbei und konnte dieses in der Konstrukteurswertung letztlich mit 91 zu 65 Punkten auf Platz 3 verweisen, jedoch letztlich ebenso wenig an der Dominanz von Ferrari rütteln.

#### 2003

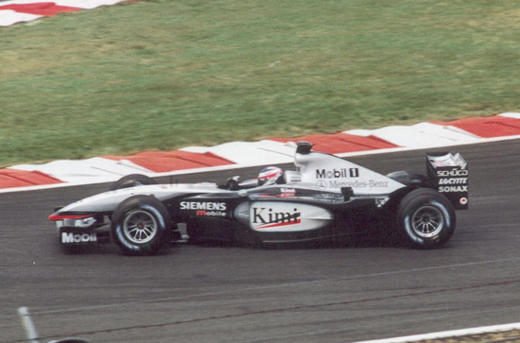
Kimi Räikkönen im McLaren-Mercedes MP4-17D von 2003

Zur Saison 2003 stand McLaren in einer prekären Situation, die sich letztlich jedoch paradoxerweise zum Vorteil für das Team entwickelte: Ron Dennis hatte beabsichtigt, mit dem MP4-18 einige radikale Neuerungen einzubringen, um hiermit Ferrari angreifen zu können. Das Fahrzeug wurde jedoch zum Saisonstart nicht fertig und zeigte auch danach in Tests trotz vielversprechendem Potenzial immer wieder schwerwiegende Probleme. Somit kam stattdessen zu Saisonbeginn zunächst mit dem MP4-17D eine Weiterentwicklung des Vorjahresfahrzeugs zum Einsatz, die schließlich, als der MP4-18 zur Saisonmitte aufgegeben wurde, zur Dauerlösung wurde. Jedoch hatten die Modifikationen des MP4-17 diesen deutlich verbessert, sodass die weiterhin aus Coulthard und Räikkönen bestehende Fahrerpaarung Schumacher im Ferrari letztlich doch Paroli bieten konnte.
Dies wurde begünstigt durch eine zur Saison in Kraft getretene Reform des Punktesystems, das die Punktwertung auf die ersten acht Plätze ausweitete: Zwar wurden für einen Sieg weiterhin zehn Punkte vergeben, für einen zweiten Platz aber nun acht statt sechs. Somit konnte Räikkönen trotz nur eines Siegs in Malaysia – dem ersten seiner Karriere – Schumacher auf den Fersen bleiben, da er insgesamt sieben zweite Plätze erreichte, wohingegen Schumacher neben insgesamt sechs Rennsiegen auch eine Reihe niedrigerer Punktplatzierungen erreichte und auch Williams-Pilot Montoya zeitweilig in den Titelkampf eingriff. Somit war die Meisterschaft beim letzten Saisonrennen in Japan noch offen – und hier konnte sich Räikkönen gegen Schumachers Teamkollegen Barrichello, der das Rennen gewann, nicht durchsetzen, während Schumacher zugleich noch als Achtplatzierter einen Punkt erreichen konnte. Räikkönen wurde somit mit zwei Punkten Rückstand Vizeweltmeister.
In der Konstrukteursmeisterschaft zeigte sich ebenfalls ein knappes Bild: Ferrari gewann mit 158 Punkten vor Williams mit 144 und McLaren mit 142 Punkten.

#### 2004

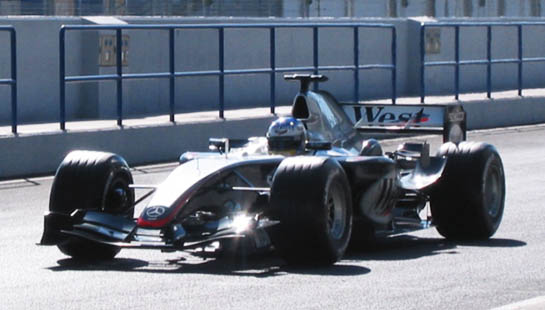
Testfahrer Alexander Wurz im McLaren MP4-19 bei Testfahrten in Jerez

In die Saison 2004 ging McLaren zum dritten Mal mit der Fahrerpaarung aus Räikkönen und Coulthard, wobei Räikkönen mittlerweile zur klaren Nr. 1 avanciert war. Als Fahrzeug brachte McLaren mit dem MP4-19 ein Modell an den Start, in das die Erfahrungen vom gescheiterten MP4-18 einfließen sollten. Tatsächlich verlief die Saison aber enttäuschend. Das neue Fahrzeug war trotzdem problematisch, vor allem zu Saisonbeginn: In den ersten sieben Rennen gab es für Räikkönen und Coulthard insgesamt sechs Ausfälle und nur drei Punktplatzierungen. Im Laufe der Saison besserte sich dies und Räikkönen konnte schließlich in Belgien noch ein Rennen gewinnen. Zu diesem Zeitpunkt war aber die Saison längst entschieden: Ferrari dominierte mit Michael Schumacher, der 13 von 18 Saisonrennen gewinnen konnte, mehr denn je, dahinter hatte sich überraschend das BAR-Team mit Honda-Motoren und Jenson Button als Spitzenfahrer platziert, und vor McLaren fanden sich noch das aus Benetton hervorgegangene Renault-Team mit dem jungen Talent Fernando Alonso sowie abermals Williams. McLaren blieb somit nur der fünfte Platz in der Konstrukteurswertung, wenn auch mit annähernd doppelt so vielen Punkten (69) wie das dahinter folgende Sauber-Team.

#### 2005
Zur Saison 2005 wurde David Coulthard vom aus der Übernahme des glücklosen Jaguar-Teams entstandenen Team Red Bull Racing als Spitzenfahrer verpflichtet, sodass McLaren einen Platz neben Kimi Räikkönen füllen musste. Die Wahl fiel auf Juan Pablo Montoya, der bei Williams mittlerweile zum Spitzenfahrer aufgestiegen war. In diesem Jahr galt Räikkönen neben seinem neuen Teamkollegen als der schnellste Mann im Feld, aber die mangelnde Zuverlässigkeit des McLaren MP4-20 verschaffte den zuverlässigen Renault und Fernando Alonso schon beim drittletzten Rennen der Saison einen letztendlich uneinholbaren Vorsprung.
Zudem verließ der Sponsor West aufgrund der verschärften Regelungen für Tabakwerbung das Team zur Saisonmitte. Das langjährige Corporate Design wurde jedoch beibehalten.

#### 2006

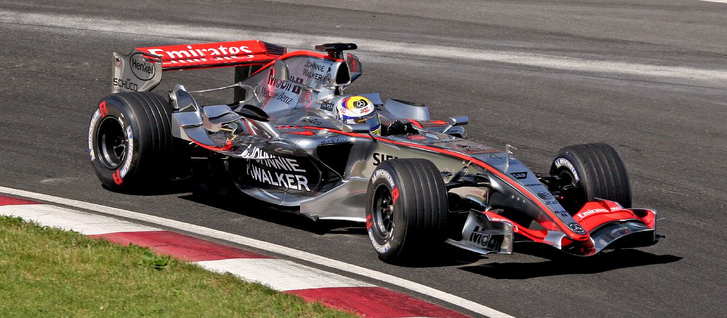
Juan Pablo Montoya im McLaren-Mercedes MP4-21 von 2006

Teamlogo in der Saison 2006

Die Saison 2006 wurde für McLaren zur großen Enttäuschung. Mit Titelambitionen gestartet, konnte man zum ersten Mal seit 1996 keinen Sieg für sich verbuchen. Obwohl Montoya in dieser Saison mit dem zweiten Platz in Monaco für das beste Resultat sorgte, wurde er nach dem Großen Preis der USA entlassen und durch Pedro de la Rosa ersetzt. Ohne Ron Dennis zu informieren, hatte Montoya bereits eine Stunde nach dem USA-GP einen Vertrag bei Chip Ganassi für die NASCAR-Serie (Saison 2007) unterschrieben. Er fühlte sich nach diversen Vorfällen, unter anderem im Kanada-GP, vom Team ungerecht behandelt. Das Team wiederum behauptete, ihn aufgrund mangelnder Leistung entlassen zu haben. Ende der Saison verließ auch Kimi Räikkonen das Team und wechselte zu Ferrari.

#### 2007
Am 24. November 2006 bestätigte McLaren-Mercedes Lewis Hamilton offiziell als zweiten Fahrer neben dem zweifachen Weltmeister Fernando Alonso und damit auch die eigene Förderpolitik der zurückliegenden Jahre. Er konnte sich gegen den langjährigen Testfahrer Pedro de la Rosa durchsetzen, der die letzten Rennen 2006 für Montoya fuhr und nun wieder Testfahrer wurde. Am 29. November 2006 stieg Mika Häkkinen nach fünfjähriger Pause wieder in einen Formel-1-Wagen des McLaren-Teams, um den aktuellen Stand der Technik zu testen.

Teamlogo 2007 bis 2013

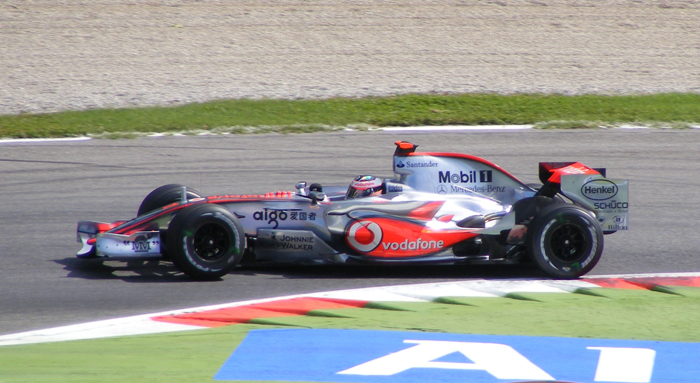
Fernando Alonso im McLaren-Mercedes MP4-22 von 2007

Am 12. Januar 2007 meldete die Presse, dass Ron Dennis und Mansour Ojjeh jeweils die Hälfte ihrer Anteile an McLaren-Mercedes an das Königshaus von Bahrain verkaufen. Die Anteile verteilen sich nun wie folgt: Daimler 40 %, Bahrainisches Königshaus 30 %, Ron Dennis 15 %, Mansour Ojjeh 15 %.
Lewis Hamilton konnte bei McLaren auf Anhieb überzeugen. Die Saison war zum einen vom Kampf gegen Ferrari und zum anderen vom Kampf der beiden McLaren-Fahrer untereinander geprägt. Nach einer turbulenten Saison hatten vor dem letzten Rennen mit Hamilton, Alonso und Ferrari-Pilot Räikkönen noch drei Fahrer WM-Chancen. Schließlich wurde etwas überraschend Räikkönen mit einem Punkt Vorsprung Weltmeister. Hamilton und Alonso landeten punktgleich auf den Plätzen zwei und drei.
Beim Großen Preis von Ungarn fuhr Alonso die schnellste Zeit im dritten Qualifying-Abschnitt. Bei seinem letzten Boxenstopp blockierte er Hamilton so lange, dass dieser nicht mehr genügend Zeit für eine letzte schnelle Runde hatte. Damit nahm er Hamilton die Chance, seine schnellste Zeit zu unterbieten. Einige Stunden nach dem Qualifying wurde Alonso wegen dieser Behinderung von der Rennleitung um fünf Startplätze nach hinten versetzt. Damit startete Hamilton vor Heidfeld und Räikkönen von der Pole-Position. Das McLaren-Team wurde zusätzlich durch Nichtwertung des Rennens in der Konstrukteurswertung bestraft.
Negativ in Erinnerung bleibt die Saison durch die Spionage-Affäre. Am 13. September wurden McLaren schließlich in einer zweiten Anhörung von der FIA wegen dieser Affäre, bei der technische Daten vom ehemaligen Ferrari-Chefmechaniker Nigel Stepney an McLarens mittlerweile suspendierten Chefdesigner Mike Coughlan weitergegeben worden waren, alle Punkte in der Konstrukteurswertung aberkannt. Zusätzlich wurde das Team zu einer Geldstrafe in Höhe von 100 Millionen US$ verurteilt. Die Fahrer Alonso und Hamilton behielten ihre Punkte. In einer ersten Anhörung am 26. Juli war das Team noch aus Mangel an Beweisen freigesprochen worden.

#### 2008

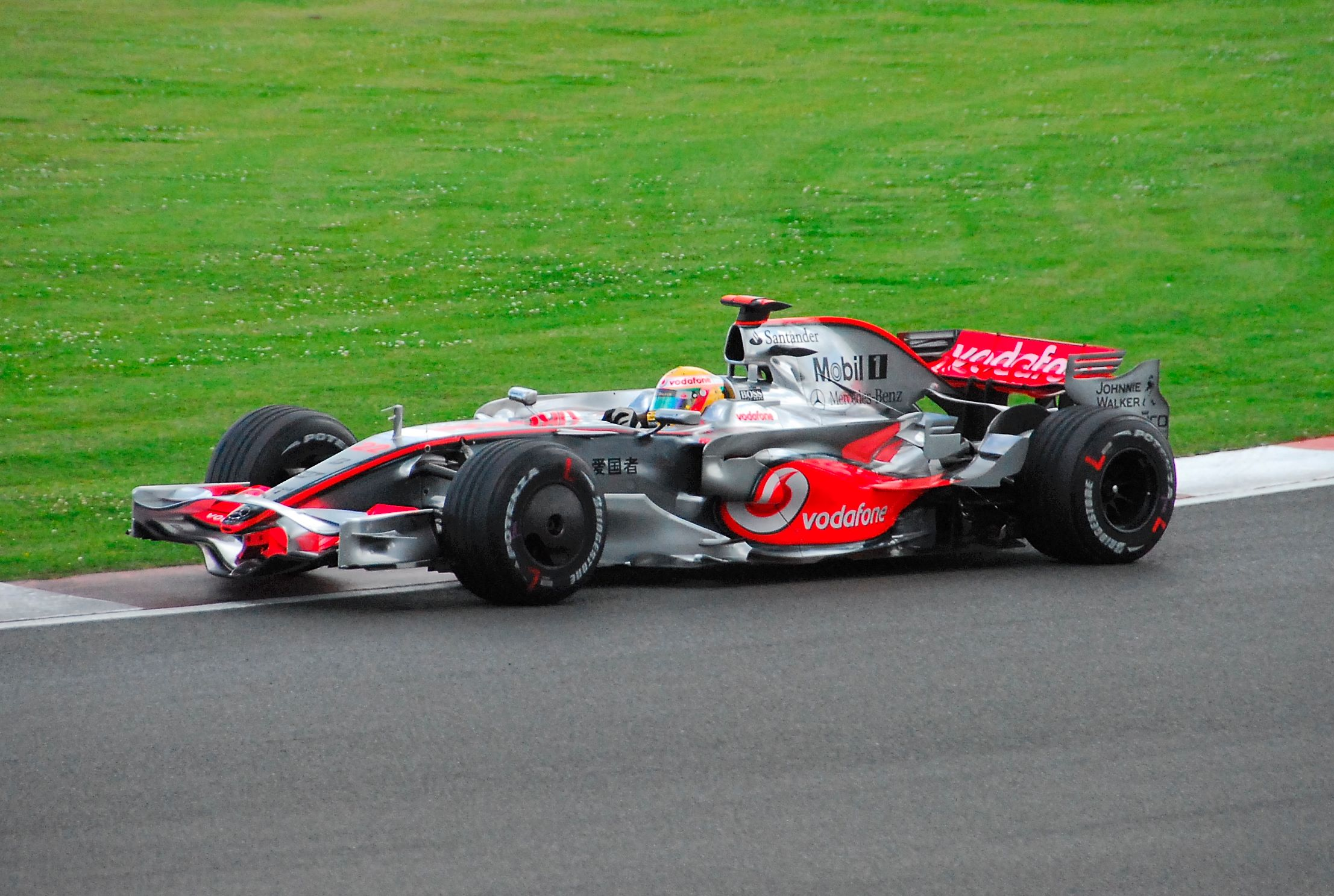
Lewis Hamilton im McLaren MP4-23 der Saison 2008

Alonsos Vertrag bei McLaren wurde am 2. November 2007 nach nur einer Saison einvernehmlich aufgelöst. Als neuer Teamkollege von Lewis Hamilton für 2008 wurde Heikki Kovalainen bestätigt, der 2007 sein Debüt bei Renault F1 gegeben hatte. Fernando Alonso wechselte zu seinem ehemaligen Arbeitgeber Renault zurück.
In dem wohl spannendsten Rennen der Saison 2008 sicherte sich Lewis Hamilton in der letzten Runde des letzten Rennens den Weltmeistertitel mit nur einem Punkt vor Felipe Massa.

#### 2009

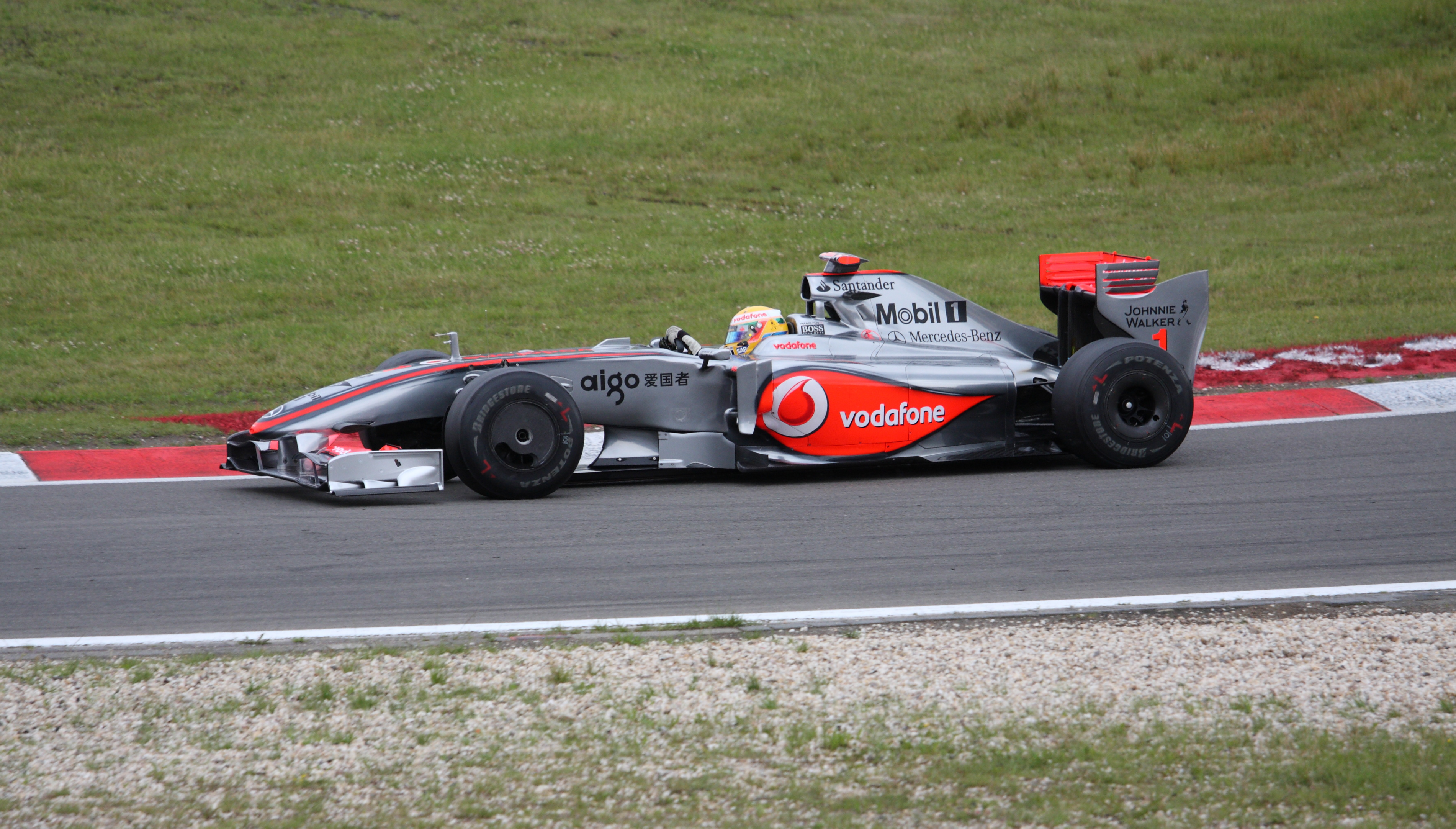
Lewis Hamilton beim GP Deutschland 2009

Am 16. Januar 2009 wurde der McLaren MP4-24 der Öffentlichkeit vorgestellt, außerdem gab Teamchef Ron Dennis bekannt, dass er seinen Posten zum 1. März 2009 an Martin Whitmarsh, bisher CEO von McLaren, übergeben werde.
Die Saison verlief zunächst wenig erfolgreich. Beim Auftaktrennen in Melbourne konnte der von Platz 18 gestartete Weltmeister Lewis Hamilton bis auf Rang drei nach vorne fahren, wurde aber nachträglich wegen vorsätzlicher Täuschung disqualifiziert. Das Team konnte dann vom Großen Preis von Spanien bis zum Großen Preis von Großbritannien kein einziges Mal punkten. Beim Großen Preis von Ungarn gelang Hamilton aber schließlich der erste Saisonsieg. Beim Großen Preis von Brasilien musste McLaren-Mercedes 50.000 Dollar Strafe zahlen, nachdem bei einem Boxenstopp von Heikki Kovalainen der Tankschlauch im Fahrzeug stecken geblieben und beim Losfahren herausgerissen worden war. Das Benzin verteilte sich über den Ferrari von Kimi Räikkönen, der danach kurzzeitig in Flammen aufging.
Hamilton schloss die Saison auf Platz fünf der Fahrerwertung ab, sein Teamkollege Heikki Kovalainen wurde Elfter. In der Teamwertung wurde McLaren Dritter.
Am 16. November 2009 gab Dieter Zetsche bekannt, dass die Daimler AG zur Saison 2010 den Rennstall Brawn GP übernehmen um als eigenständiges Werksteam in der Formel 1 anzutreten. Dadurch endete faktisch die seit 1995 bestehende Werkspartnerschaft zwischen Mclaren und Mercedes, wodurch das Team erstmals seit 1993 auf Kundenmotoren angewiesen war, wenngleich man im Gegenzug zu anderen Mercedes-Kundenteams zunächst bevorzugt behandelt wurde. In diesem Zug wurde vereinbart das die Daimler AG schrittweise ihre Anteile an der Mclaren-Gruppe abstoßen würde, die zeitweise seit dem Jahr 2000 bis zu 40 % der Anteile hielten. Dieser Vorgang war bis Ende 2011 abgeschlossen. McLaren sollte langfristig Motorenkunde bei Mercedes AMG HPP bleiben, die Option, den bis Ende 2014 laufenden Vertrag zu verlängern, ließ McLaren jedoch im Mai 2013 verstreichen.

### McLaren als Mercedes-Kundenteam

#### 2010
Erstmals in der Geschichte von McLaren besetzten mit Jenson Button und Lewis Hamilton der amtierende Weltmeister und dessen Vorgänger die Cockpits des Teams. In dieser Saison verfügte McLaren wieder über einen konkurrenzfähigeren Rennwagen, unter anderem führte man als erster Konstrukteur den F-Schacht ein. Bis zum letzten Rennen hatte Lewis Hamilton Chancen auf den WM-Titel. McLaren wurde in dieser Saison Zweiter in der Konstrukteurswertung, Hamilton und Button belegten Platz vier und fünf der Fahrerwertung.

#### 2011
Hamilton und Button bildeten 2011 erneut das Fahrerduo von McLaren. Gary Paffett blieb Testfahrer. Das Team belegte am Ende der Saison erneut den zweiten Rang in der Konstrukteurswertung. Jenson Button wurde mit drei Siegen und neun weiteren Podiumsplatzierungen Vizeweltmeister, Hamilton belegte mit ebenfalls drei Siegen Platz fünf.

#### 2012
Hamilton und Button blieben für die Saison 2012 erneut das Fahrerduo von McLaren. Gary Paffett und Oliver Turvey blieben als Testfahrer. Am Anfang sowie am Ende der Saison war der McLaren der schnellste Wagen, da jedoch die Konstanz fehlte, konnte kein Titel gewonnen werden. Insbesondere verzeichnete McLaren unter den Spitzenteams die meisten Ausfälle seiner Fahrzeuge (insgesamt zehn in allen Saisonrennen), konnte aber dennoch in diesem Jahr insgesamt sieben Siege für sich verbuchen. Am Ende der Saison belegten die beiden Piloten die Plätze vier und fünf in der Fahrerwertung und das Team den dritten Rang in der Konstrukteurswertung.

#### 2013

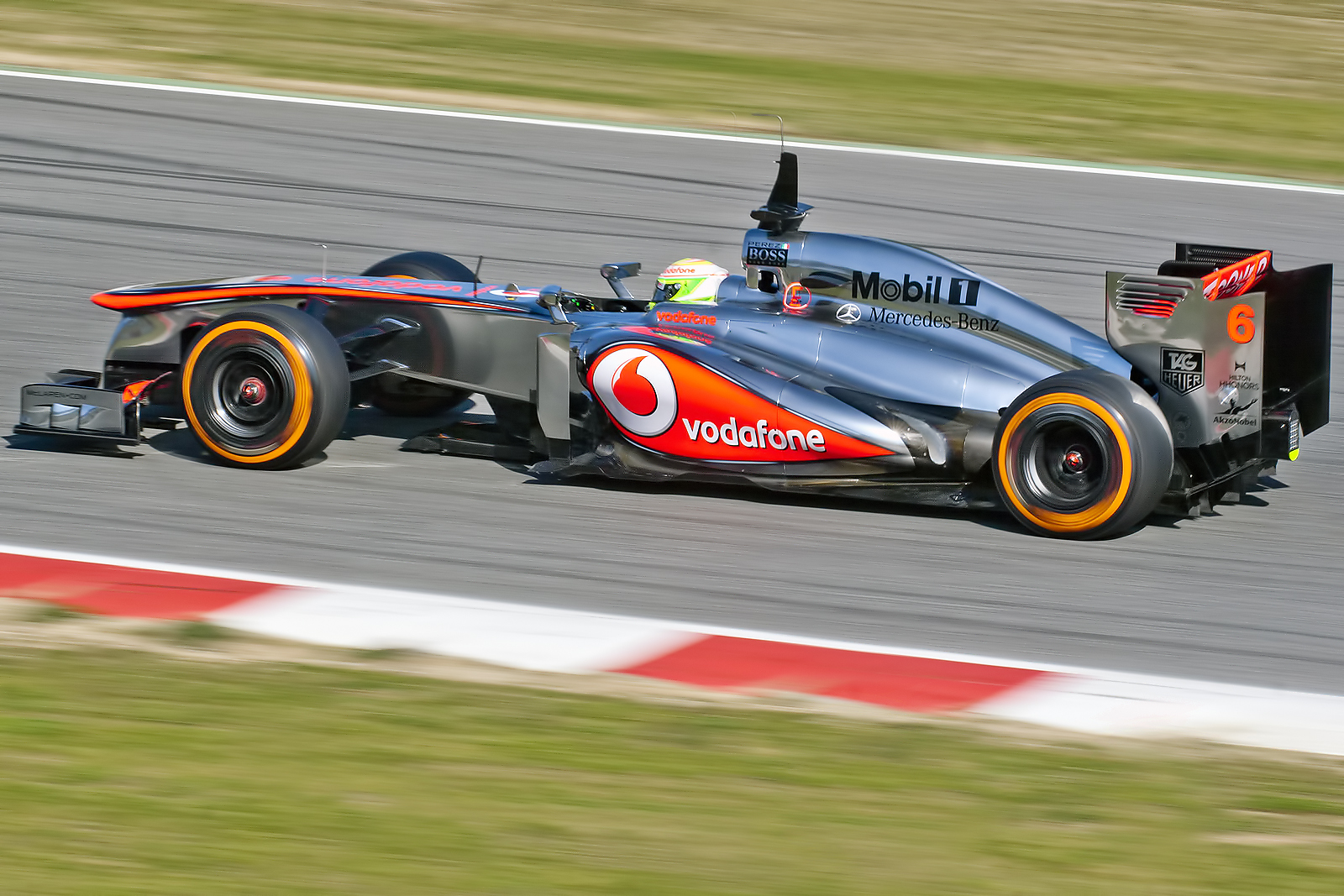
McLaren MP 4-28

2013 bestand die Fahrerpaarung aus Jenson Button und dem ehemaligen Sauber-Fahrer Sergio Pérez. Pérez ersetzte Hamilton, der zu Mercedes Grand Prix wechselte. Das Einsatzauto ist der McLaren MP4-28. Ende Februar 2013 wurde Paddy Lowe in seiner Rolle als technischer Direktor durch Tim Goss abgelöst. Lowe blieb dem Team zunächst erhalten, sollte aber bis zum Ende der Saison andere Aufgaben übernehmen. McLaren musste in diesem Jahr erstmals für die Lieferung der Mercedes-Motoren bezahlen.
Die Saison 2013 begann problematisch. Der MP4-28 zeigte in den ersten Rennen des Jahres Defizite. Martin Whitmarsh wurde jedoch mit den Worten zitiert, dass es „keine Belege dafür [gebe], dass mit dem Auto etwas nicht stimmt“, und fügte an, die bestehenden „fundamentale[n] Probleme“ bedeuteten, „dass wir nicht annähernd unser Potenzial ausloten“. In den ersten Saisonhälfte fuhren die McLaren nur im Mittelfeld. Im Juli 2013 gab McLaren-Teamchef Martin Whitmarsh bekannt, die Entwicklungen am MP4-28 einzustellen, um sich ganz auf die Entwicklung des Fahrzeuges für 2014 zu konzentrieren.
Zum ersten Mal seit 1995 – dem ersten Jahr mit Mercedes als Motorenpartner – erreichte McLaren keine Podiumsposition. Das beste Ergebnis des Teams war Buttons vierter Platz beim letzten Rennen des Jahres in Brasilien. In der Konstrukteurswertung fiel McLaren auf Rang fünf zurück, die schlechteste Position seit 2004.

#### 2014

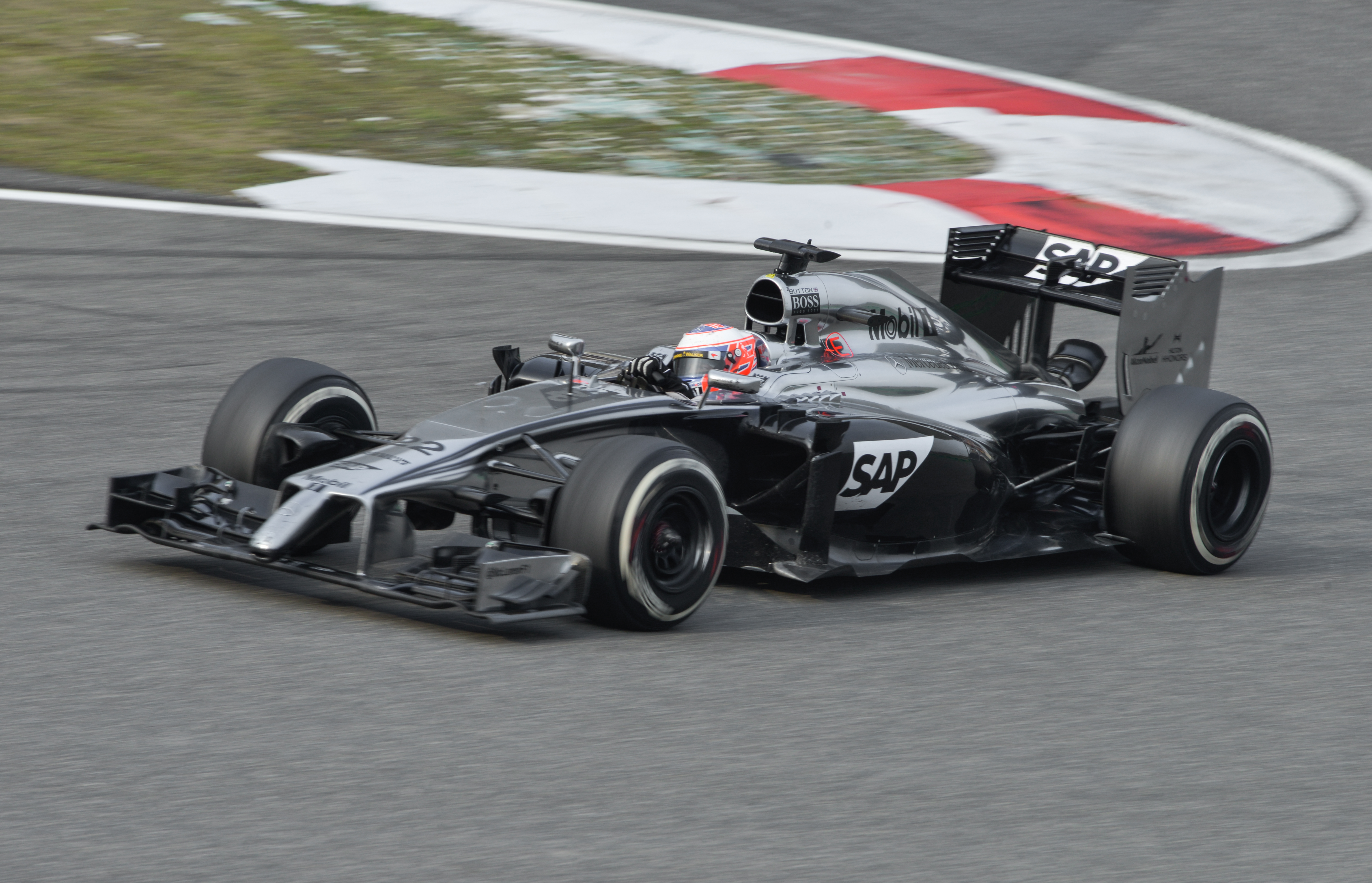
Nach 20 Jahren der vorerst letzte McLaren mit Mercedes-Motor: MP4-29 von 2014

Die Formel-1-Weltmeisterschaft 2014 war die 20. und vorerst letzte der Allianz mit Mercedes-Benz. Bereits im Mai 2013 wurde bekannt, dass Honda ab 2015 als Motorenlieferant in die Formel 1 zurückkehren wollte und dafür McLaren als exklusiven Partner ausgewählt hatte.
Zum Beginn des Jahres erfuhr das Team einige personelle Umstellungen. Ron Dennis übernahm im Januar 2014 erneut die Leitung des Rennstalls. Er entließ seinen langjährigen Vertrauten Martin Whitmarsh und übertrug Éric Boullier, dem bisherigen Chef des Lotus F1 Teams, die Funktion des Rennleiters bei McLaren. Der 2013 ausgelaufene Sponsorenvertrag mit Vodafone wurde nicht verlängert. Hauptsponsor war der Mineralölkonzern ExxonMobil, der mit seinen Marken Mobil 1 bzw. Esso auf den Wagen warb, hinzu kam der Softwarehersteller SAP. Einsatzfahrzeug war der von Neil Oatley entworfene McLaren MP4-29, der von Jenson Button sowie dem dänischen Debütanten Kevin Magnussen gefahren wurde.
Im ersten Rennen der Saison erzielten beide Fahrer Podiumsplätze: Magnussen wurde als Zweiter, Button als Dritter gewertet. In den folgenden Rennen konnte das Team kaum punkten, und McLaren fiel im Vergleich zu den anderen Mercedes-Kundenteams ab. Erst ab dem zweiten Saisonviertel fuhren die McLaren-Piloten regelmäßig in die Punkte, ohne allerdings Podiumsplatzierungen zu erreichen. Beste Ergebnisse waren im weiteren Saisonverlauf die vierten Plätze Jenson Buttons in Kanada, Großbritannien, Russland und Brasilien. Innerhalb der Teams mit Mercedes-Motor konnte McLaren regelmäßig die Wagen von Force India schlagen, lag aber deutlich hinter den Williams zurück. Im Verlauf der Saison konnte sich Jenson Button deutlich gegen seinen Teamkollegen Kevin Magnussen durchsetzen. McLaren beendete die Saison mit 181 Punkten wie 2013 auf Platz fünf der Konstrukteursmeisterschaft.
Die Umstrukturierungen des Jahres 2015 beeinträchtigten das Team in finanzieller Hinsicht erheblich. Die Auflösung des Vertrages mit Whitmarsh kostete das Team 15 Mio. US$, und die Trennung von Mercedes war mit einer Zahlung von 54 Mio. US$ verbunden. McLaren beendete das Geschäftsjahr 2014 mit einem Verlust in Höhe von 25 Mio. US$.

### Zweite Partnerschaft mit Honda

#### 2015

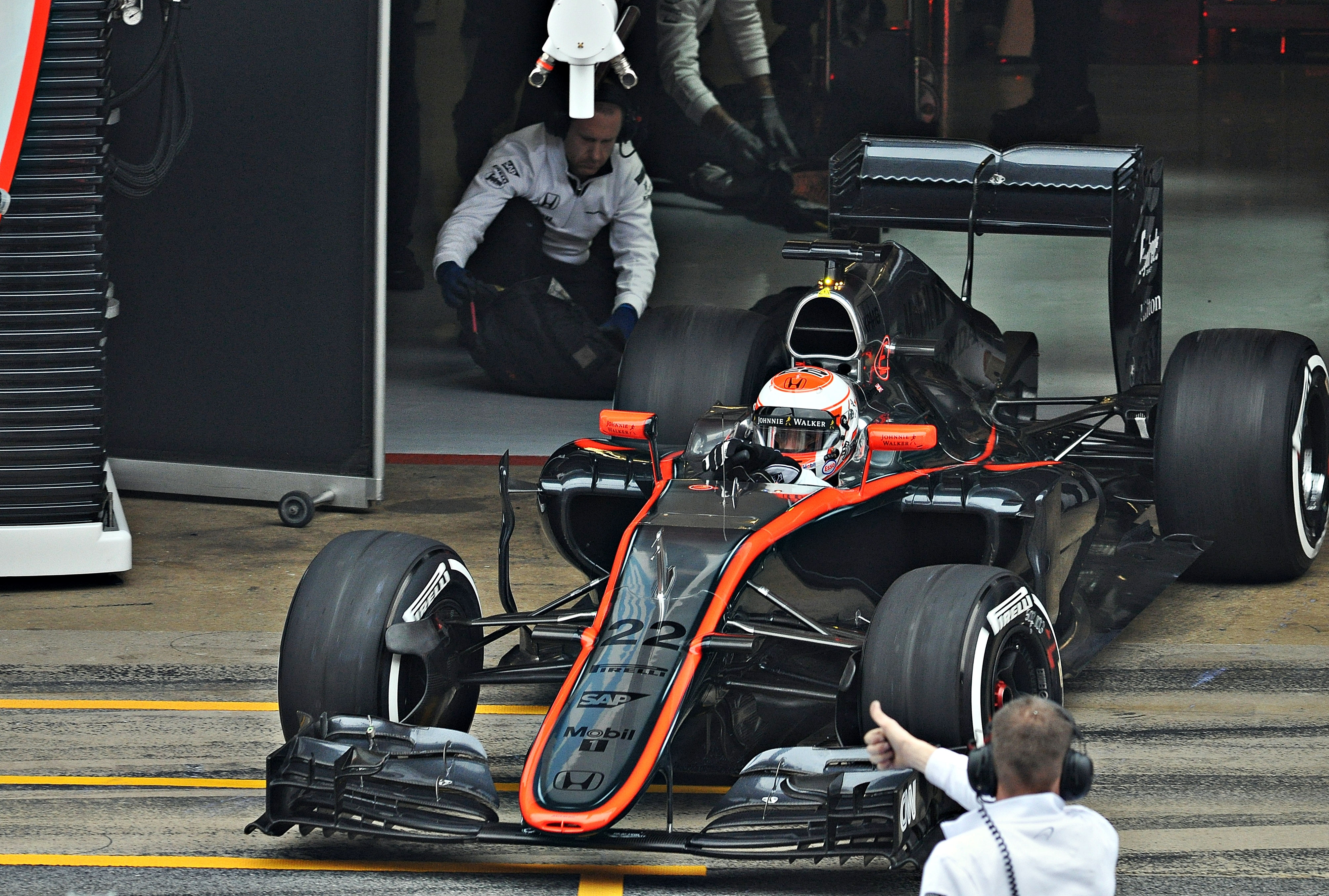
McLaren MP4-30 Honda

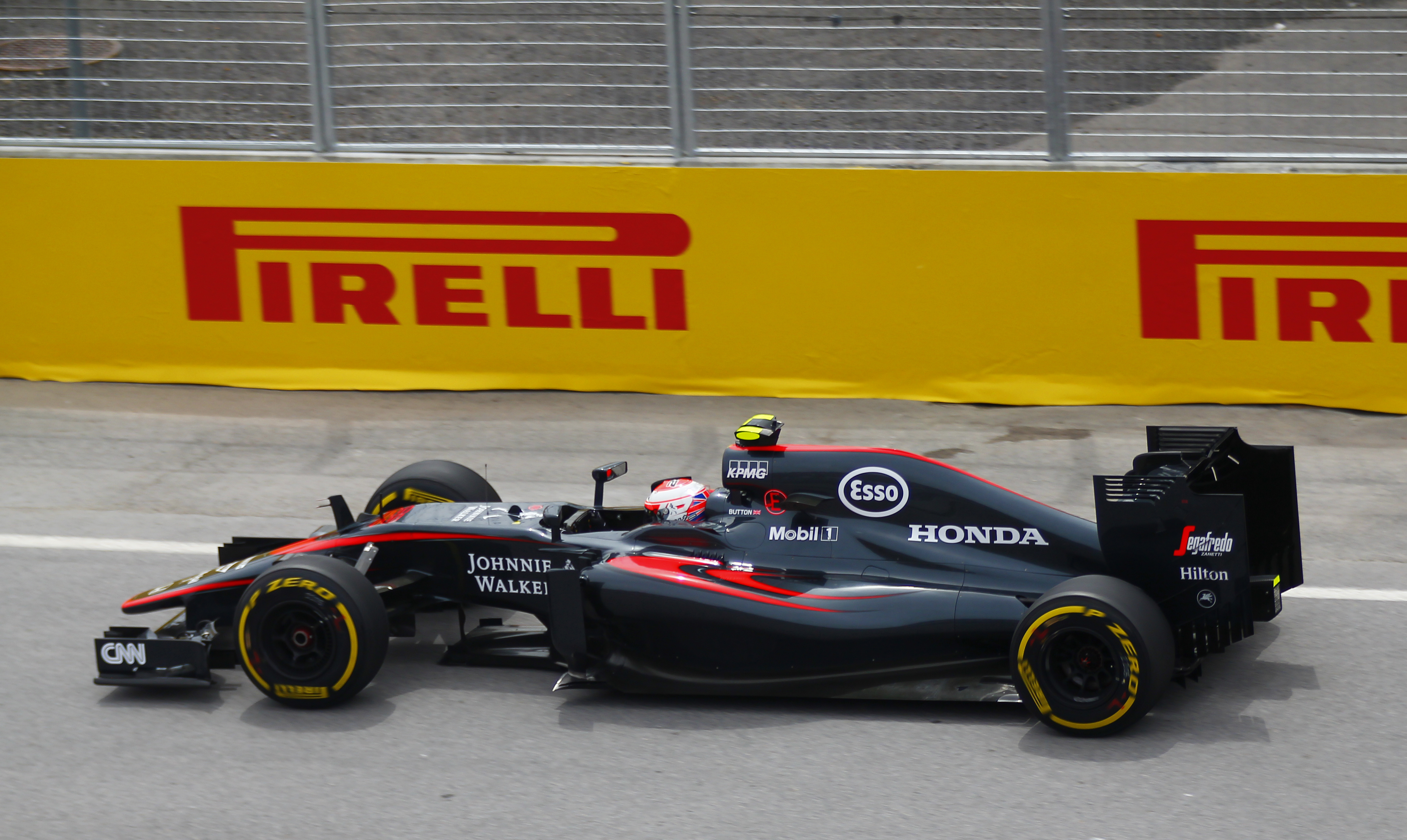
Jenson Button im McLaren MP4-30 Honda

In der Formel-1-Weltmeisterschaft 2015 ging McLaren wieder mit Honda-Motoren an den Start.
Im November 2014 wurde der 2014er MP4-29 auf einen Honda-Motor umgerüstet. Der als MP4-29 H/1X1 bezeichnete Wagen diente als Interimsfahrzeug und wurde bei den Testfahrten nach dem letzten Saisonrennen in Abu Dhabi erstmals eingesetzt. Mit ihm erprobte McLaren die neue Antriebseinheit von Honda, die das Team ab der Saison 2015 verwendet. Die ersten Testfahrten verliefen problematisch. Stoffel Vandoorne kam aufgrund von Elektronikproblemen kaum zum Fahren; er legte an beiden Tagen insgesamt lediglich fünf einzelne Installationsrunden zurück.
In der Saison 2015 startete McLaren erneut mit Jenson Button. Das zweite Cockpit wurde für Fernando Alonso gemeldet, der Ferrari nach fünf Jahren verlassen hatte und zu McLaren zurückkehrte. Alonso ersetzte Magnussen, der dem Team als Reserve- und Test-Pilot erhalten blieb. Das erste Rennen, den Großen Preis von Australien ließ Alonso allerdings aus gesundheitlichen Gründen aus, nachdem er vor der Saison einen Testunfall erlitten hatte. In Australien ersetzte ihn einmalig Kevin Magnussen.
Die Saison wurde zu einer „ausgewachsenen Katastrophe“. In Australien waren die beiden McLaren-Piloten im Qualifikationstraining die langsamsten Fahrer; ihre besten Zeiten lagen mehr als fünf Sekunden über der Pole-Zeit von Lewis Hamilton (Mercedes). Der Alonso-Ersatz Kevin Magnussen nahm am Rennen nicht teil: Sein Auto erlitt bereits auf dem Weg in die Startaufstellung einen technischen Defekt. Button kam auf Platz elf als Letzter ins Ziel. Er hatte zwei Runden Rückstand auf den Sieger; selbst der zehntplatzierte Sergio Pérez (Force India) hatte ihn einmal überrundet. Die Schwierigkeiten setzten während der gesamten Saison fort. Die Leistungsausbeute des Honda-Motors erreichte nie das Niveau der Konkurrenz. McLarens Fahrer Alonso und Button kamen im Qualifying nur selten über die erste Qualifikationsrunde („Q1“) hinaus, erreichten also zumeist Startpositionen außerhalb der ersten 15 Plätze. Bis zum Großen Preis von Mexiko verzeichnete McLaren-Honda nur vier Zielankünfte in den Punkterängen; das beste Ergebnis war Alonsos fünfter Platz in Ungarn. Fernando Alonso kritisierte mehrfach öffentlich die mangelnde Leistung des Honda-Sechszylinders, den er als „peinlich“ und als „GP2-Motor“ bezeichnete. Auch Button nannte die Leistung des gesamten Teams „ziemlich erschreckend“.
Am Saisonende hatte McLaren 27 Punkte eingefahren. Damit belegte das Team den neunten und vorletzten Rang der Konstrukteursmeisterschaft. Schlechter war nur der Manor-Rennstall, der nach einer Insolvenz 2014 mit Vorjahresauto und -Motoren einen improvisierten Neustart unternahm. In einer rückblickenden Analyse bestätigte Honda, dass die Komplexität der Formel 1 unterschätzt wurde und das Unternehmen aus mangelnder Erfahrung nicht schnell genug auf die schlechten Ergebnisse reagierte.

#### 2016

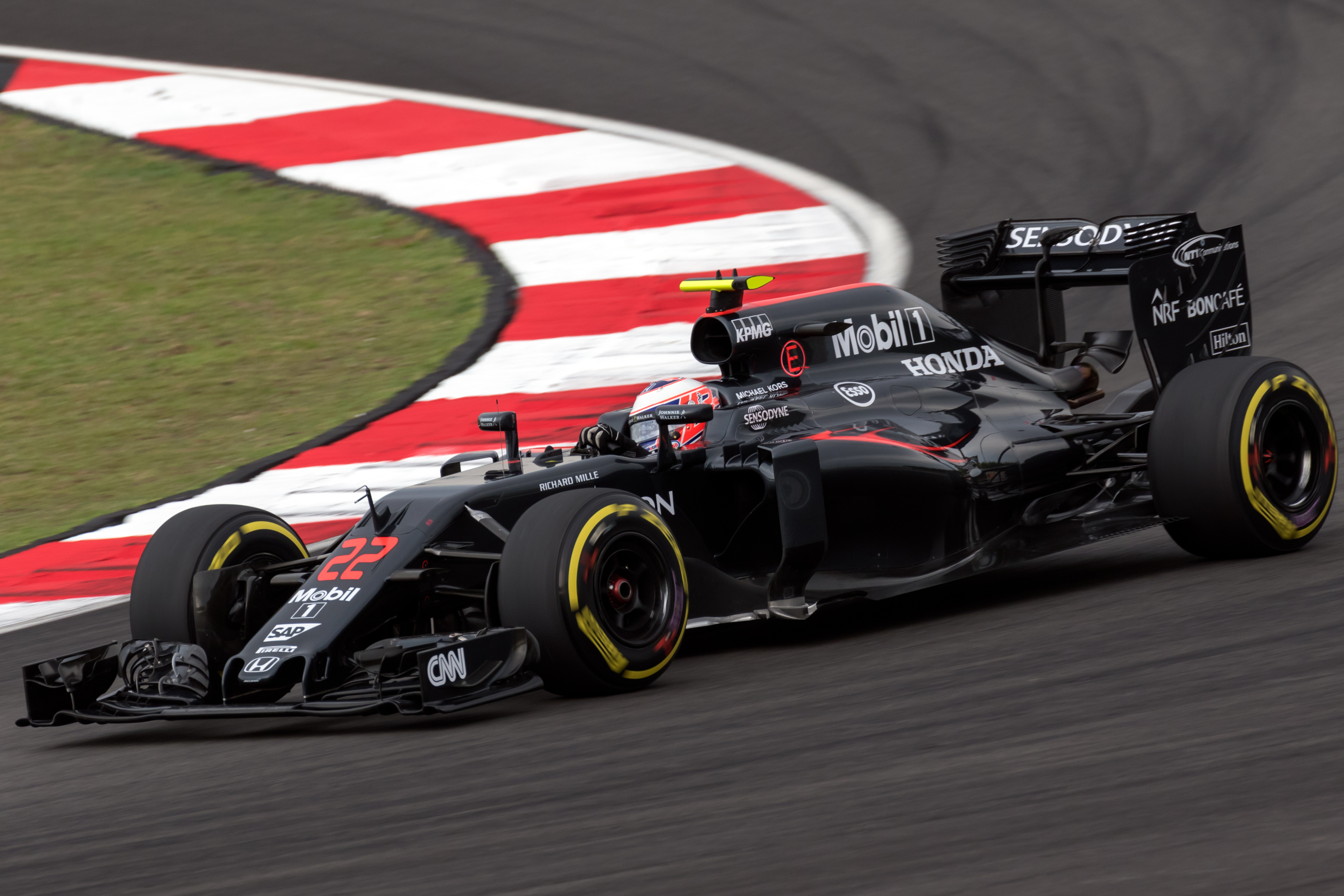
McLaren MP4-31: Jenson Button beim Großen Preis von Malaysia 2016

In der Formel-1-Saison 2016 trat McLaren mit unveränderter Fahrerpaarung an. Einsatzfahrzeug war der McLaren MP4-31. Beim Auftaktrennen in Australien kam Button auf Platz 14 ins Ziel. Alonso fiel nach einer schweren Kollision mit Esteban Gutierrez in Runde 17 aus. Aufgrund seiner Verletzungen ging er beim zweiten Saisonrennen in Bahrain nicht an den Start; an seiner Stelle fuhr Stoffel Vandoorne sein Debüt in der Formel 1 und erreichte mit dem zehnten Platz seinen ersten Punkt. Im weiteren Saisonverlauf kristallisierte sich heraus, dass der MP4-31 deutlich konkurrenzfähiger als sein Vorgänger war, so dass auch die beiden Stammpiloten regelmäßige Ankünfte in den Punkterängen erzielen konnten. Die besten Ergebnisse waren dabei zwei fünfte Plätze von Alonso in Monaco und den USA. Mit 76 Punkten erreichte McLaren den sechsten Rang der Konstrukteurswertung, wobei der Vorsprung auf die siebtplatzierte Scuderia Toro Rosso lediglich 13 Punkte betrug.

#### 2017

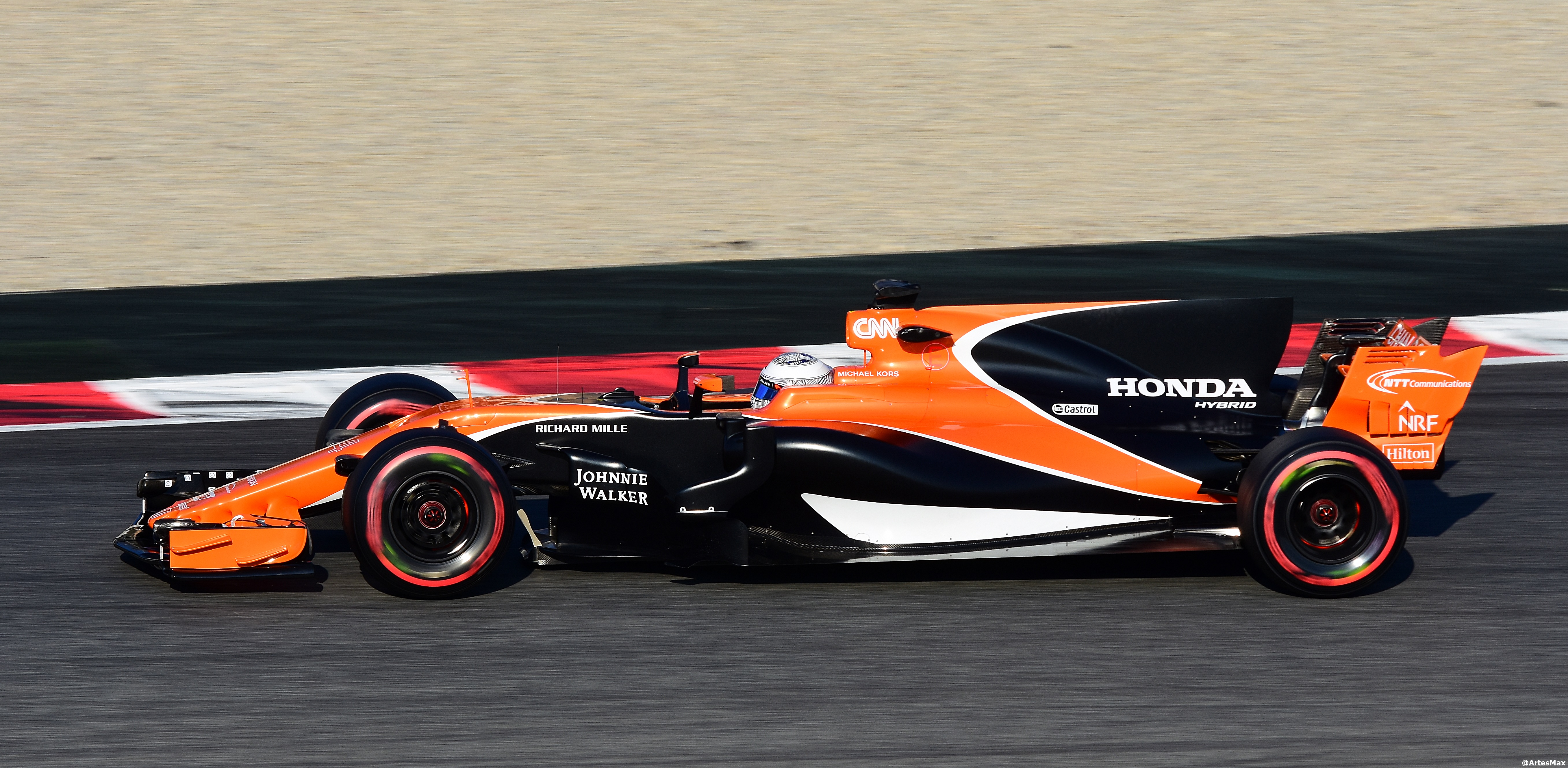
McLaren MCL32: Fernando Alonso bei Testfahrten in Barcelona

Zur Saison 2017 kam es fahrerseitig zu Veränderungen: Button beendete mit Ablauf der Saison 2016 seine Formel-1-Karriere, blieb dem Team aber als Berater sowie als Test- und Ersatzfahrer erhalten. Als sein Nachfolger wurde Vandoorne zum Stammfahrer befördert. Im Zuge der Trennung von Ron Dennis entfiel zudem das Kürzel MP4 im Fahrzeugnamen, das neue Auto erhielt die Bezeichnung MCL32. Das Team kehrte im Übrigen zu einer orangefarbenen Lackierung zurück, die in der Bruce-McLaren-Ära vor 50 Jahren ein Markenzeichen gewesen war.
2017 fuhr das Team mit Fernando Alonso und Stoffel Vandoorne. In technischer Hinsicht behielt McLaren die exklusive Verbindung zum Motorenpartner Honda wiederum bei. Honda entwickelte einen komplett neuen Motor, der dennoch als leistungsschwächstes Triebwerk des Feldes galt.
Die Saisonvorbereitung verlief erneut schwierig. Aufgrund starker Vibrationen des Motors und großer Zuverlässigkeitsprobleme konnte das Team bei den Testfahrten in Barcelona insgesamt lediglich 485 Runden zurücklegen. Beim Saisonauftakt in Australien fiel Alonso fünf Runden vor Schluss nach einem Technikdefekt aus, Vandoorne kam mit zwei Runden Rückstand als Letzter ins Ziel. Alonso kritisierte Honda und McLaren nach dem Rennen öffentlich. Der MCL32 sei „eines der schlechtesten Autos, das ich jemals gefahren bin.“ Hinzu kamen technische Defekte, die mehrfach bereits einen Start unmöglich machten: In Bahrain konnte Vandoorne wegen unzureichenden Wasserdrucks nicht am Rennen teilnehmen, in Russland fiel an Alonsos Auto das Energierückgewinnungssystem ERS schon in der Einführungsrunde aus, und in Kanada musste Alonso das Rennen zwei Runden vor Schluss auf Platz zehn liegend infolge eines Motordefekts beenden. Alonso suchte daraufhin den Kontakt zu den Zuschauern auf einer Tribüne. Ein bereits für Kanada angekündigtes Motorupdate debütierte im Training zum Großen Preis von Aserbaidschan, wurde im Rennen selbst aber noch nicht eingesetzt. In Baku kam Alonso auf Platz neun ins Ziel und erreichte damit die ersten Weltmeisterschaftspunkte des Jahres. Beim Großen Preis von Ungarn kamen erstmals beide McLaren in den Punkterängen ins Ziel. Alonso, der von Platz sieben gestartet war, erzielte mit Rang sechs das beste Saisonergebnis. Zudem fuhr er die schnellste Runde des Rennens. In der Folge zog McLaren in der Konstrukteurswertung an Sauber vorbei und lag zu Beginn der Sommerpause nun mit 11 Punkten auf Platz neun. In der zweiten Saisonhälfte erreichten Alonso und Vandoorne noch fünf Zielankünfte in den Punkterängen, sodass am Saisonende 30 Weltmeisterschaftspunkte eingefahren waren. McLaren beendete das Jahr als Neunter und Vorletzter der Konstrukteurswertung; der Rückstand auf das achtplatzierte Haas F1 Team betrug 17 Punkte.
Nach der Saison 2017 beendeten McLaren und Honda die Zusammenarbeit.

### Partnerschaft mit Renault

#### 2018

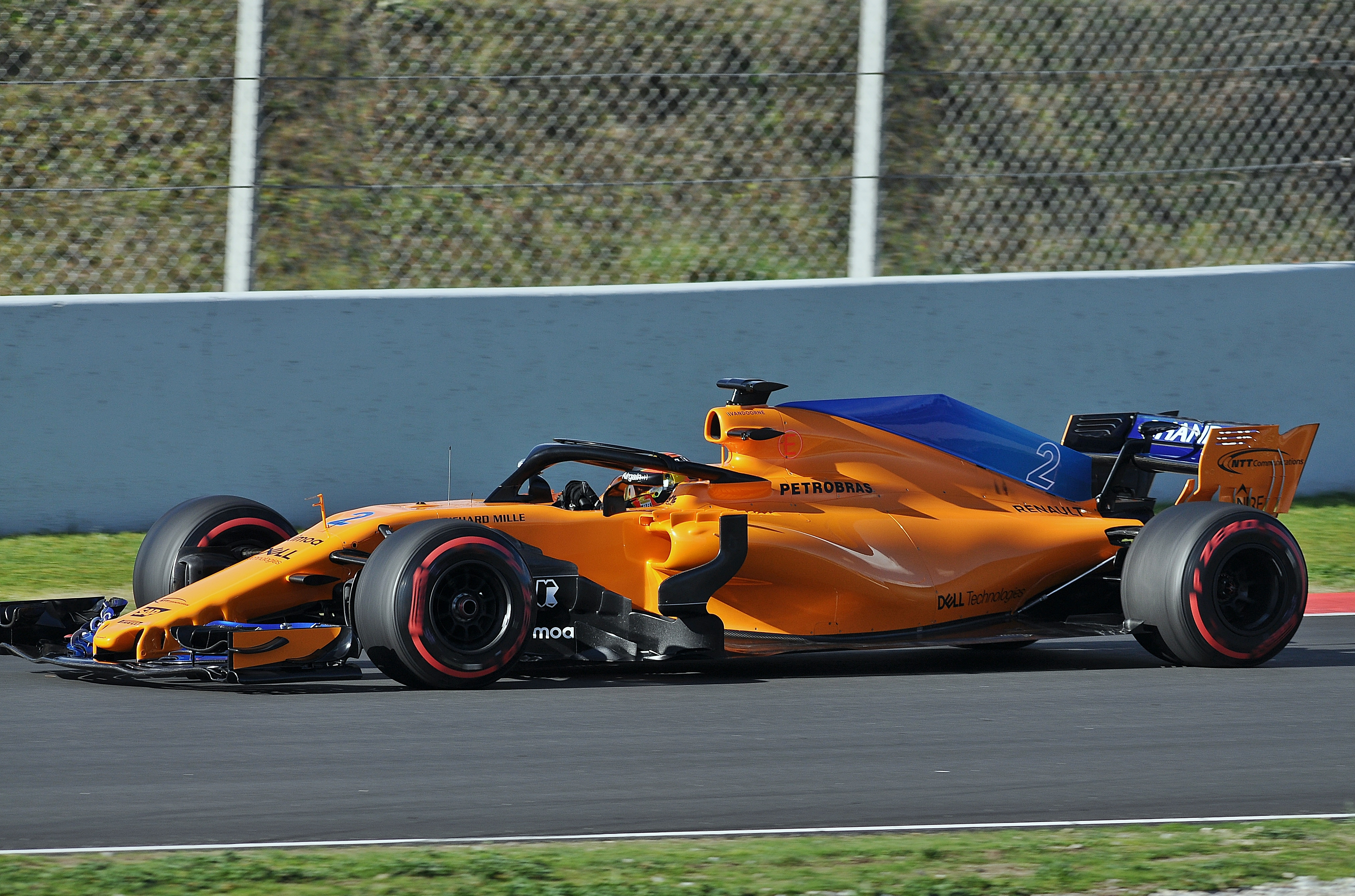
McLaren MCL33

Im Laufe der Saison 2017 hatten die Teamleitung, aber auch die Fahrer den Motorenpartner Honda mehrfach öffentlich kritisiert. Bereits seit Januar 2017 führte McLaren Gespräche mit anderen Motorenherstellern, vor allem mit Mercedes. In der Woche vor dem Großen Preis von Singapur 2017 einigten sich McLaren und Honda auf eine Beendigung der Zusammenarbeit zum Ablauf der Saison 2017. Die Trennung war Teil eines größeren Geschäfts, in das auch Renault sowie Toro Rosso und Red Bull einbezogen waren. McLaren war danach ab 2018 Motorenpartner von Renault und trat insoweit in die Stellung Toro Rossos ein. Das italienische Team erhielt im Gegenzug 2018 exklusiv Motoren von Honda.
In der Saison 2018 trat McLaren weiterhin mit den Piloten Alonso und Vandoorne an. Einsatzfahrzeug war der unter der Leitung von Tim Goss konstruierte MCL33, der wieder die orangefarbene Lackierung aufgriff, die in den Anfangsjahren unter Bruce McLaren das Markenzeichen des Teams gewesen war. Die Konstruktion des Autos galt als kompliziert. Bei den Testfahrten vor Saisonbeginn positionierte sich McLaren im Mittelfeld. Nach den ersten fünf Rennen, in denen Alonso und Vandoorne regelmäßig punkten konnten, befand sich McLaren mit 40 Punkten auf Platz 5 der Konstrukteurswertung und war damit bereits erfolgreicher als im ganzen Vorjahr. Jedoch lag McLaren hinter den anderen beiden Renault-Teams; Toro Rosso als Team mit den Motoren des vormaligen Partners Honda wurde hingegen üblicherweise geschlagen. Nach diesem verheißungsvollen Auftakt brach die Leistung von McLaren allerdings ein. Im gesamten Rest der Saison wurden zusammengezählt nur noch 22 Punkte erzielt, sodass McLaren in der Konstrukteurswertung schließlich noch vom Haas F1 Team deutlich überholt wurde und das Jahr auf Platz 6 abschloss. Indirekt profitierte McLaren sogar noch davon, dass das Force-India-Team zwischenzeitlich Insolvenz angemeldet hatte und von Racing Point aufgekauft worden war: Das „neue“ Team fing nach der Ummeldung in der Wertung erneut bei Null an, so dass die im Folgenden von den Fahrern des Teams erzielten 52 Punkte nicht auf die 59 aufgeschlagen wurden, die Force India bis zur Insolvenz gesammelt hatte, sondern separat gezählt wurden.

#### 2019
In der Saison 2019 startete mit Carlos Sainz junior und Lando Norris ein neues Fahrerduo für den Rennstall. Das Jahr war gekennzeichnet von deutlichen Fortschritten im Vergleich zum Vorjahr und regelmäßigen Punkteplatzierungen. Beim Großen Preis von Brasilien gelang McLaren mit Sainz als Drittplatziertem sogar die erste Podiumsplatzierung seit Kevin Magnussen und Jenson Button in Australien 2014. Dabei profitierte er von einer nachträglichen Zeitstrafe gegen den ursprünglichen Dritten Lewis Hamilton.
Das Team schloss die Saison auf dem vierten Gesamtrang mit 145 Punkten ab. In der Fahrerwertung wurde Sainz mit 96 Punkten Sechster, während Norris seine Debütsaison mit 49 Zählern als Elfter beendete.

#### 2020

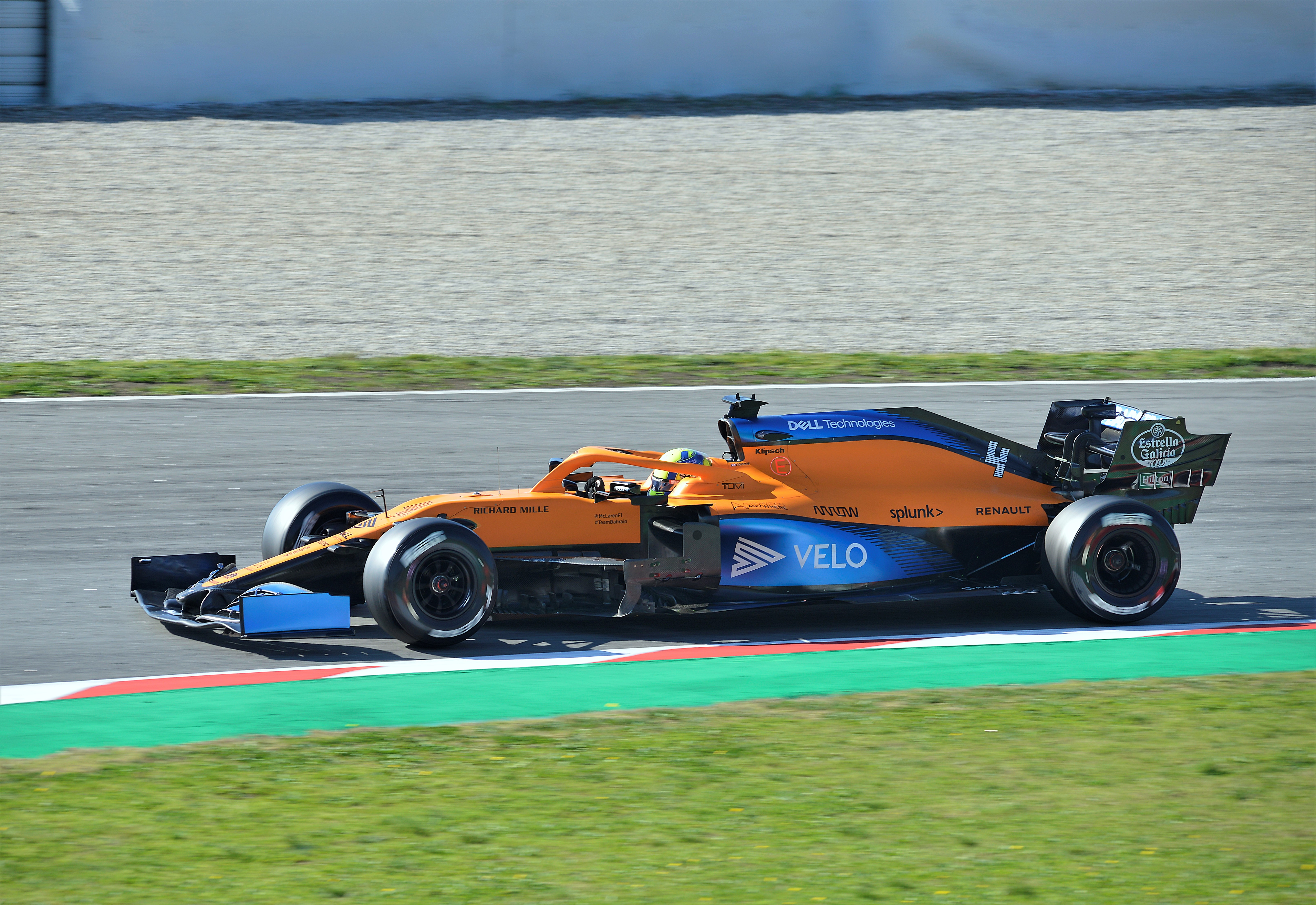
McLaren MCL35

2020 bildeten Sainz und Norris weiter das Fahrerduo von McLaren. Einsatzfahrzeug war der McLaren MCL35. Nachdem der ursprüngliche Saisonstart im März in Australien wegen der COVID-19-Pandemie hatte verschoben werden müssen, erzielte Norris beim Saisonstart im Juli in Österreich sein erstes Podium in der Formel 1, obwohl er als Vierter ins Ziel kam. Lewis Hamilton, eigentlich Zweiter, erhielt jedoch eine Fünf-Sekunden-Zeitstrafe und wurde so nur auf Platz vier klassiert. Norris wusste über die Strafe schon vor Ende des Rennens Bescheid. Daraufhin erhöhte er sein Tempo und fuhr im letzten Umlauf seine erste schnellste Rennrunde in der Formel 1, wodurch er den Abstand zum Mercedes auf unter fünf Sekunden verringerte. Ein weiteres Podium gab es, als Sainz in Italien Zweiter wurde. McLaren beendete die Saison auf dem dritten Platz der Konstrukteurswertung mit 202 Punkten. Bei den Fahrern bestätigte Sainz als Sechster seine Platzierung aus dem Vorjahr und holte diesmal 105 Punkte. Teamkollege Norris wurde Neunter mit 97 Punkten.

### Erneute Partnerschaft mit Mercedes

#### 2021

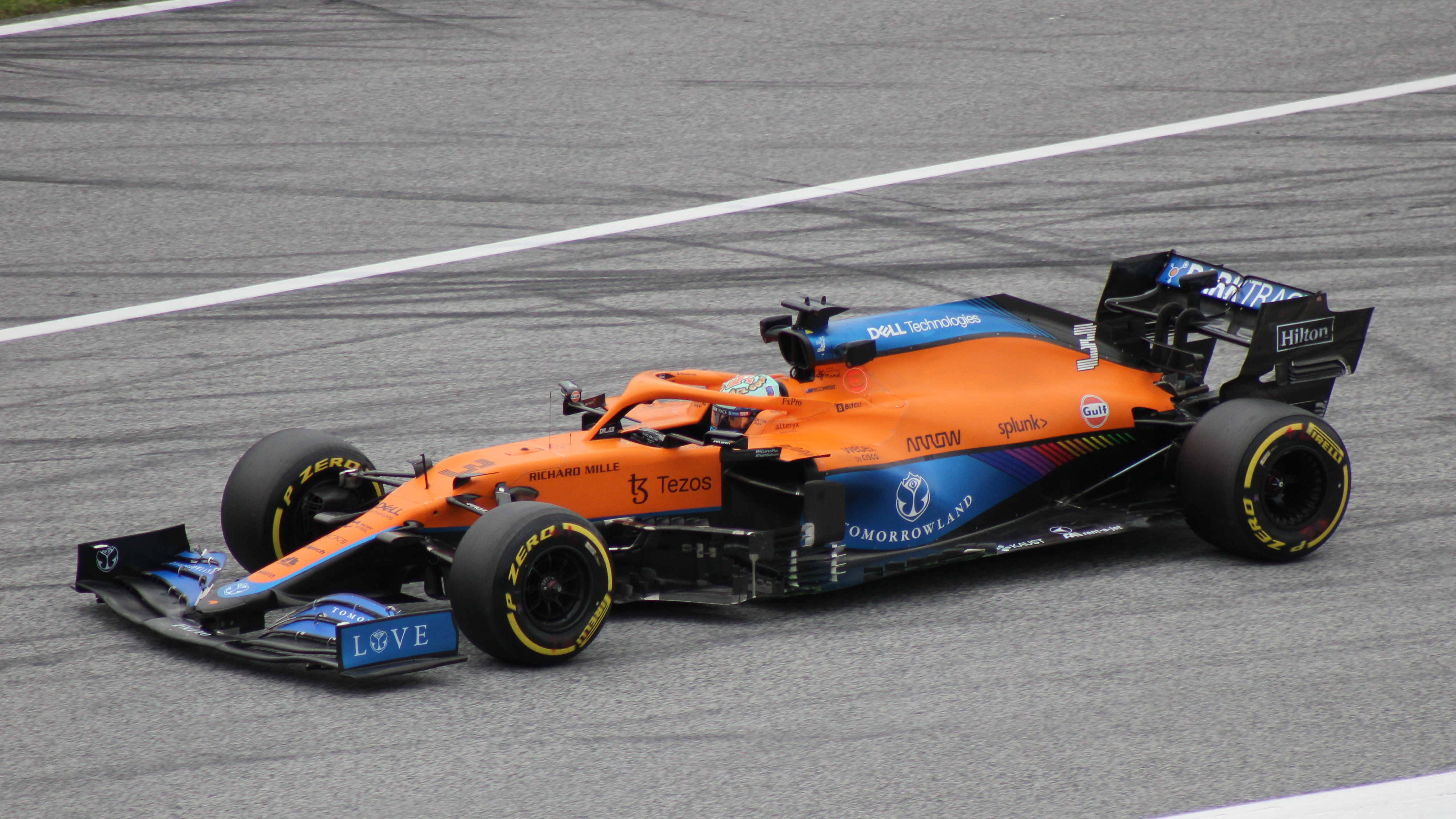
Daniel Riccardo im McLaren MCL35M beim Großen Preis von Österreich 2021

Beginnend mit der Saison 2021 erneuerte McLaren die Partnerschaft mit dem Motorenlieferanten Mercedes. Einsatzfahrzeug ist der von James Key entworfene McLaren MCL35M. Lando Norris ist im Team verblieben. Für Sainz, der zu Ferrari wechselte, kam Daniel Ricciardo.
Die Saison begann für McLaren solide: Bis zum Großen Preis von Ungarn, bei dem Norris Opfer einer von Valtteri Bottas verursachten Kollision beim Start wurde, kamen er und Ricciardo bei jedem Rennen ins Ziel und erreichten fast immer Punktplatzierungen, hinzu kamen drei dritte Plätze für Norris. Beim Großen Preis von Italien gewann Daniel Ricciardo das erste Rennen für McLaren seit Brasilien 2012. Durch den zweiten Platz von Lando Norris wurde auch der erste Doppelsieg seit dem Großen Preis von Kanada 2010 erreicht. In der Konstrukteurswertung rangierte McLaren hiermit vor Ferrari auf dem dritten Platz. Allerdings konnte sich die Scuderia im letzten Drittel der Saison wieder stabilisieren, wohingegen die Leistung beider McLaren-Fahrer nachließ – nach Monza erreichte Norris in keinem der letzten acht Rennen ein besseres Ergebnis als den siebten Platz, und Ricciardo kam nur noch dreimal auf Punkterängen ins Ziel. Somit konnte Ferrari am Saisonende McLaren relativ deutlich auf den vierten Platz verweisen. Auf das fünftplatzierte Alpine F1 Team hatte McLaren hingegen im Endergebnis einen Vorsprung von 120 Punkten.

#### 2022

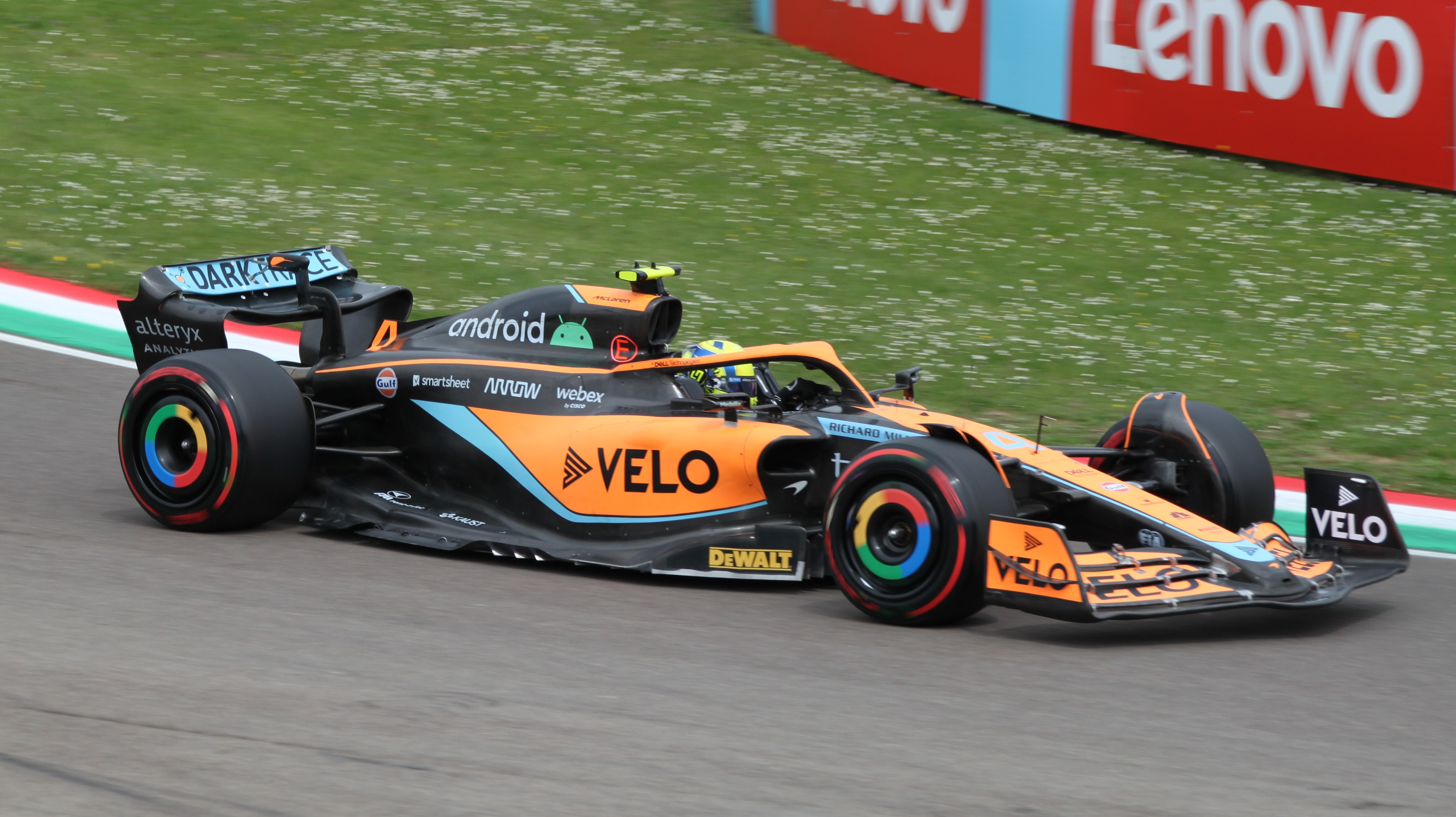
Lando Norris im McLaren MCL36 beim Großen Preis der Emilia-Romagna 2022

Die Saison 2022 wurde mit der gleichen Fahrerpaarung wie das Jahr 2021 gestartet. Nach Schwierigkeiten mit Riccardo, wurde am 24. August 2022 bekannt gegeben, dass dieser, trotz seines noch bestehenden Vertrages für die Saison 2023, die noch verbleibenden neun Rennen mit dem Rennstall fahren wird und das Team dann am Ende der Saison vorzeitig verlassen wird. Am 2. September gab das Team Oscar Piastri als zweiten Fahrer neben Lando Norris für die Saison 2023 bekannt. Am 13. Dezember 2022 gab McLaren bekannt, dass Andreas Seidl im Januar 2023 den Posten als Teamchef abgeben und als Geschäftsführer zu Sauber Motorsport wechseln wird. Als sein Nachfolger wurde Andrea Stella genannt.

#### 2023
Die Saison 2023 begann für McLaren schwach. In den ersten beiden Rennen wurde ein 15. Platz als bestes Einzelergebnis erzielt. Nach dem zweiten Rennwochende kündigte man eine Umstrukturierung der Entwicklungsabteilung an, wobei der Technik-Direktor James Key das Team verließ. Anschließend sammelte das Team beim Großen Preis von Australien mit beiden Fahrern die ersten Punkte der Saison. Beginnend mit einem dreiteiligen Update-Paket beim Großen Preis von Österreich wurde das Team konkurrenzfähiger. In Österreich erzielte Lando Norris den vierten Platz. Anschließend wurde Norris beim Großen Preis von Großbritannien und Großen Preis von Ungarn jeweils Zweiter, während Piastri jeweils unter den fünf Besten Fahrern das Ziel erreichte. Beim Großen Preis von Singapur 2023 belegte Norris erneut den zweiten Rang. In Japan erreichte das Team, mit einem zweiten und dritten Rang, erstmals in dieser Saison mit beiden Fahrern das Podium. Beim darauffolgenden Rennen in Katar siegte Oscar Piastri im Sprint, nachdem er sich bereits die Pole-Position für den Sprint sichern konnte. Das Hauptrennen beendeten beide Fahrer erneut auf den Rängen zwei und drei. Im weiteren Verlauf der Saison erzielte Norris zwei weitere zweite Plätze. Mit 302 Punkten erreichte McLaren den vierten Rang in der Gesamtwertung. Auf das fünftplatzierte Aston Martin F1 Team hatte McLaren im Endergebnis einen Vorsprung von 22 Punkten. Durch das konkurrenzfähige Fahrzeug ab der Saisonmitte konnte man Aston Martin im Verlaufe der Saison in der Gesamtwertung überholen, welche konträr eine entgegengesetzte Entwicklung der Konkurrenzfähigkeit erlebten.

#### 2024
2024 bildeten Piastri und Norris weiter das Fahrerduo von McLaren. In den ersten fünf Rennen der Saison erzielte Norris zwei Podestplätze mit einem dritten Rang beim Großen Preis von Australien und einem zweiten Platz beim Großen Preis von China. Dabei erreichten beide Fahrer in allen fünf Rennen die Top Ten. Beim sechsten Saisonrennen, dem Großen Preis von Miami, brachte McLaren ein großes Upgrade. In Miami profitierte Norris von einer Safety-Car-Phase, da er seinen Boxenstopp hinausgezögert hatte. Anschließend konnte er die gewonnene Führung nach dem Ende der Safety-Car-Phase vor Verstappen behaupten, wodurch er sein erstes Rennen in der Formel 1 und McLaren erstmals seit 2021 gewinnen konnte. Bei den anschließenden beiden Rennen erzielten Norris und Piastri jeweils einen zweiten Platz. In Kanada belegte Norris den zweiten Rang, nachdem er nach taktischen Fehlern während der Safety-Car-Phase die Führung verlor. Beim Großen Preis von Österreich kämpfte Norris mit Verstappen um den Sieg. Nach einer Kollision in der 64. Runde zwischen Norris und Verstappen musste Norris das Rennen beenden. Piastri belegte anschließend den zweiten Rang. Beim darauffolgenden Großen Preis von Großbritannien waren Norris und Piastri zwischenzeitlich auf den ersten beiden Plätzen. Aufgrund von taktischen Fehlentscheidungen bei der Reifenwahl sowie der Runde des Boxenstopps in einem Rennen mit Regenphasen belegten Norris und Piastri anschließend die Ränge drei und vier. Beim anschließenden Rennen in Ungarn feierte das Team einen Doppelsieg. Piastri gewann in Ungarn sein erstes Rennen in der Formel 1, wobei Norris Piastri nach einer Anweisung des Teams vorbei ließ, nachdem dieser von der Strategie bei den Boxenstopps profitierte und dadurch zwischenzeitlich die Führung erhielt. In Belgien erreichte Norris mit den zweiten Rang erneut das Podium.

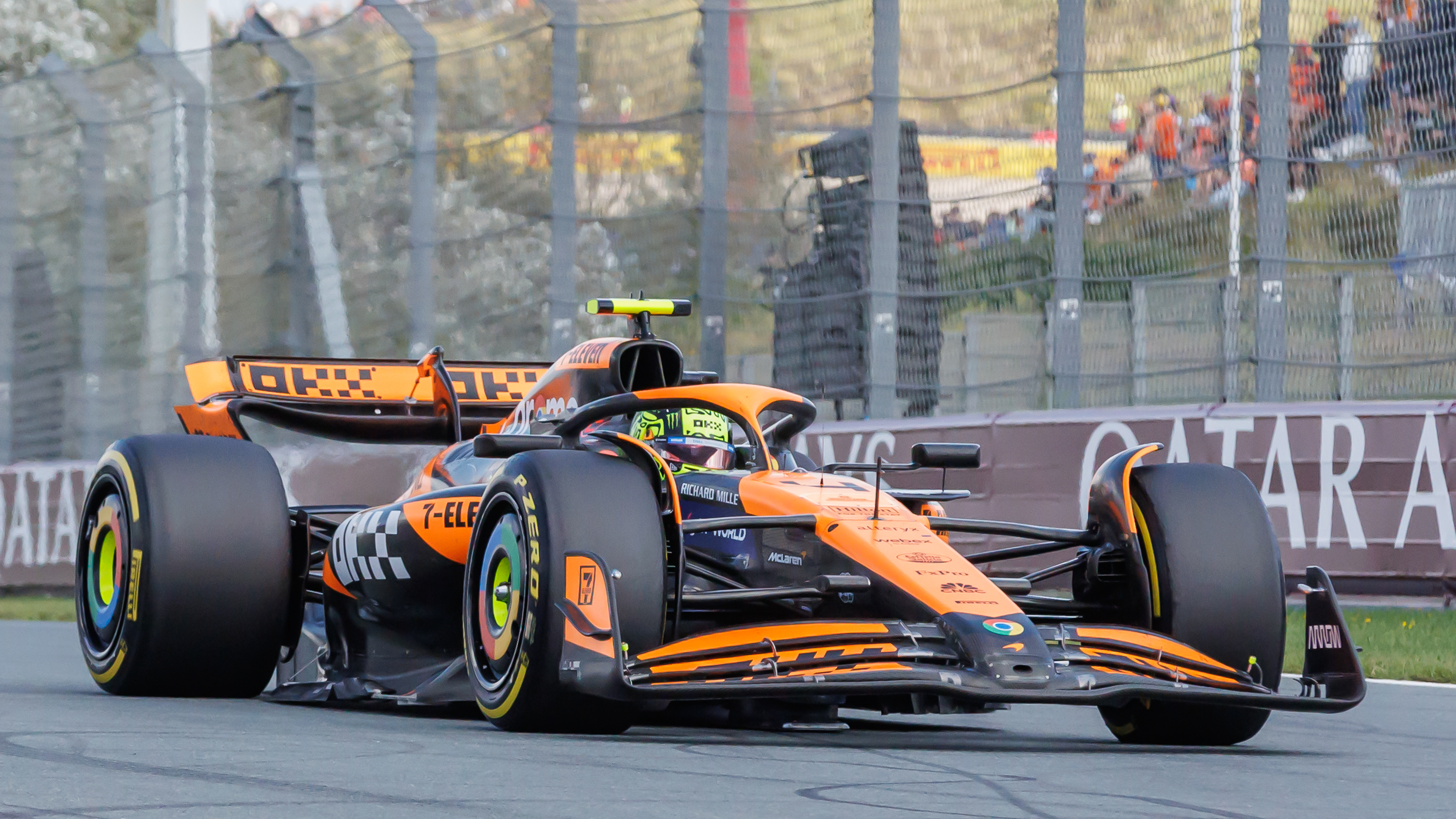
Lando Norris im MCL38 beim Großen Preis der Niederlande 2024

Nach der Sommerpause gewann Norris beim Großen Preis der Niederlande sein zweites Rennen in der Saison. Beim Großen Preis von Italien startete man zunächst mit beiden Fahrern aus der ersten Startreihe. Nach einem Zweikampf in der ersten Runde zwischen Norris und Piastri übernahm Piastri die Führung, während Norris auf den dritten Platz zurückfiel. McLaren fuhr eine Zweistoppstrategie, während Ferrari eine Einstoppstrategie wählte. Aufgrund der Einstoppstrategie konnte Leclerc sich den Sieg sichern, während Piastri und Norris das Podium komplettierten. Beim anschließenden Rennen in Aserbaidschan siegte Oscar Piastri, während Norris den vierten Platz erreichte. Durch das Ergebnis in diesem Rennen eroberte McLaren die Führung in der Konstrukteurswertung, womit McLaren erstmals seit 2014 die Führung in dieser Wertung innehatte. In Singapur feierte Norris einen weiteren Sieg, während McLaren beim Großen Preis der USA erstmals seit dem vierten Saisonrennen das Podest verpasste. In Mexiko erreichte Norris den zweiten Platz. Bei den beiden darauffolgenden Rennen verpasste das Team jeweils das Podium, wobei Norris als bester McLaren-Fahrer jeweils den sechsten Rang belegte. Beim Großen Preis von Katar belegte Piastri den dritten Rang, während Norris infolge eines Gelb-Vergehens und einer Stopp-and-Go-Strafe nur den zehnten Rang erreichte. Beim letzten Rennen der Saison, dem Großen Preis von Abu Dhabi, siegte Norris, während Piastri nach einer Kollision mit Verstappen in der ersten Runde nur Platz zehn erzielte. Mit 666 Punkten und einem Vorsprung von 14 Punkten in der Konstrukteursmeisterschaft vor Ferrari konnte Mclaren erstmals seit 1998 den Konstrukteurstitel gewinnen. Norris wurde Vizeweltmeister, während Piastri die Saison als Vierter in der Fahrerwertung beendete.

## Kundenteams in der Formel 1

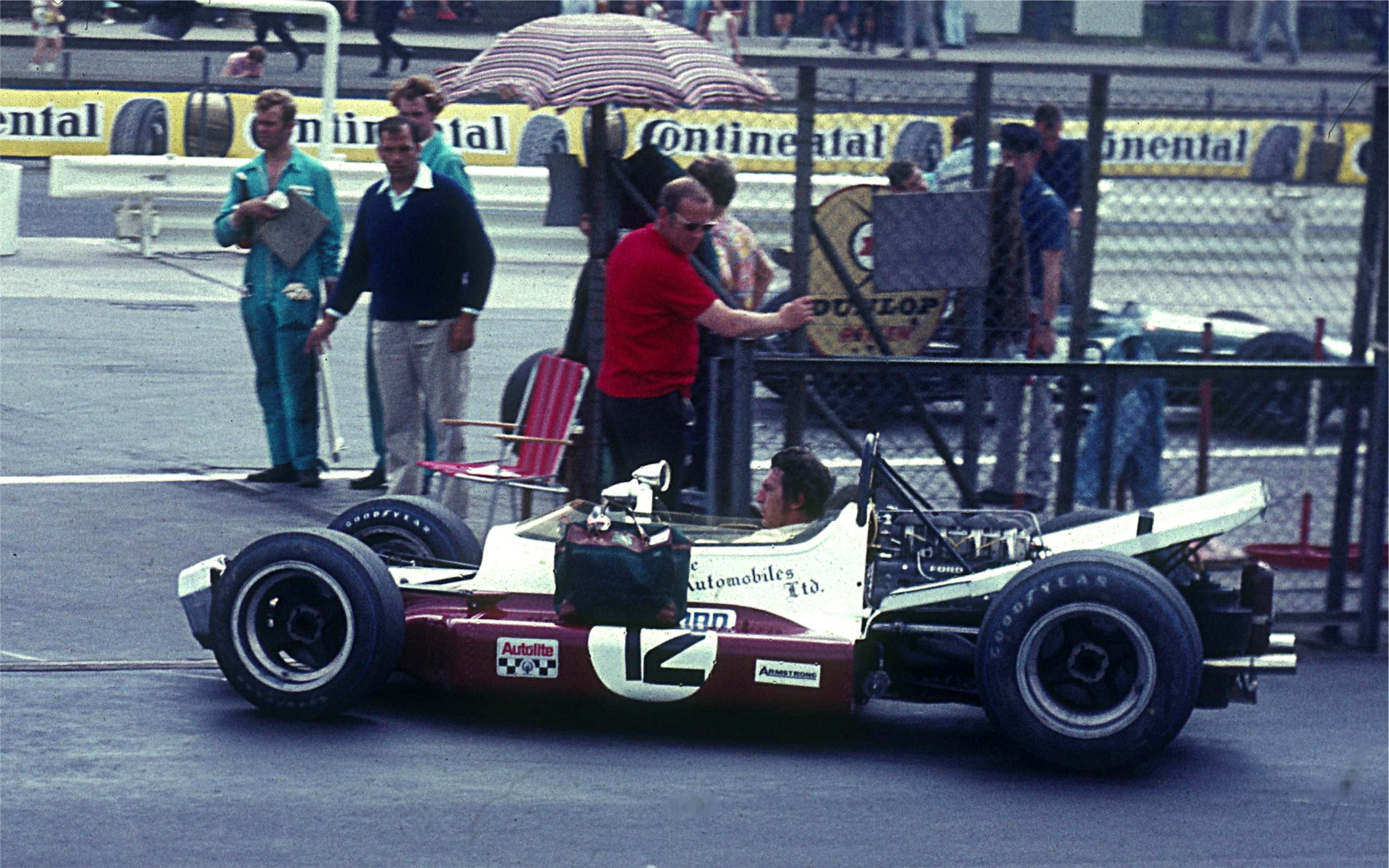
Vic Elford im McLaren M7A des Teams Antique Automobiles beim Großen Preis von Deutschland 1969

Von 1968 bis 1978 setzten insgesamt zehn Privatteams Rennwagen von McLaren in der Formel-1-Weltmeisterschaft ein. Im Regelfall waren es Wagen, die zunächst das Werksteam eingesetzt hatte. Nur wenige dieser Kundenteams traten zu jedem Saisonrennen an; die meisten beschränkten sich auf ausgewählte Rennen wie den Großen Preis von Großbritannien oder den Großen Preis von Südafrika. Vier der zwölf Teams konnten mit den privaten Autos Weltmeisterschaftspunkte einfahren. Der erfolgreichste Privatfahrer war Mark Donohue, der 1971 für Penske Racing antrat und bei seinem Debütrennen, dem Großen Preis von Kanada, vor dem Werks-McLaren von Danny Hulme auf dem dritten Platz ins Ziel kam. Es war Donohues bestes Ergebnis bei einem Formel-1-Rennen und zugleich die letzte Podiumsplatzierung, die ein Privatfahrer bei einem Weltmeisterschaftsrennen erreichte.
Abgesehen von diesen Weltmeisterschaftsläufen kamen mehrere McLaren-Fahrzeuge bei Formel-1-Rennen zum Einsatz, die nicht zur Weltmeisterschaft zählten. Das galt unter anderem für die Südafrikanische Formel-1-Meisterschaft. Dave Charlton bestritt 1974 und 1975 alle Läufe dieser regionalen Serie mit einem McLaren M23 und gewann in beiden Jahren den Meistertitel.
| Saison | Team                          | Fahrzeug              | Fahrer            | WM-Punkte |
| ------ | ----------------------------- | --------------------- | ----------------- | --------- |
| 1968   | Anglo American Racers         | McLaren M7A-Cosworth  | Dan Gurney        | 3         |
| 1968   | Joakim Bonnier Racing Team    | McLaren M5A-BRM       | Joakim Bonnier    | 1         |
| 1969   | Team Lawson                   | McLaren M7A-Cosworth  | Basil van Rooyen  | 0         |
| 1969   | Antique Automobiles           | McLaren M7B-Cosworth  | Vic Elford        | 3         |
| 1970   | Team Surtees                  | McLaren M7A-Cosworth  | John Surtees      | 1         |
| 1970   | Ecurie Bonnier                | McLaren M7C-Cosworth  | Joakim Bonnier    | 0         |
| 1971   | Ecurie Bonnier                | McLaren M7C-Cosworth  | Joakim Bonnier    | 0         |
| 1971   | Ecurie Bonnier                | McLaren M7C-Cosworth  | Helmut Marko      | 0         |
| 1971   | Penske Racing                 | McLaren M19A-Cosworth | Mark Donohue      | 4         |
| 1971   | Penske Racing                 | McLaren M19A-Cosworth | David Hobbs       | 0         |
| 1974   | Scribante Lucky Strike Racing | McLaren M23-Cosworth  | Dave Charlton     | 0         |
| 1975   | Lucky Strike Racing           | McLaren M23-Cosworth  | Dave Charlton     | 0         |
| 1978   | BS Fabrications               | McLaren M23-Cosworth  | Nelson Piquet     | 0         |
| 1978   | BS Fabrications               | McLaren M23-Cosworth  | Brett Lunger      | 0         |
| 1978   | Centro Asseguador             | McLaren M23-Cosworth  | Emilio de Villota | 0         |
| 1978   | Melchester Racing             | McLaren M23-Cosworth  | Tony Trimmer      | 0         |

## Aurora-AFX-Formel-1-Serie
Einige Formel-1- und Formel-5000-Fahrzeuge wurden in den 1970er-Jahren von privaten Rennfahrern in der Aurora-Serie eingesetzt, einer britischen Rennserie, die dem Reglement der Formel 1 nachempfunden war. Tony Trimmer gewann die erste Meisterschaft 1978 in einem McLaren M23. Im gleichen Jahr meldete Emilio de Villota den M25, der ursprünglich für die Formel 5000 konstruiert worden war, zu allen Meisterschaftsläufen, konnte aber nur wenige Punkte erzielen.

## CanAm

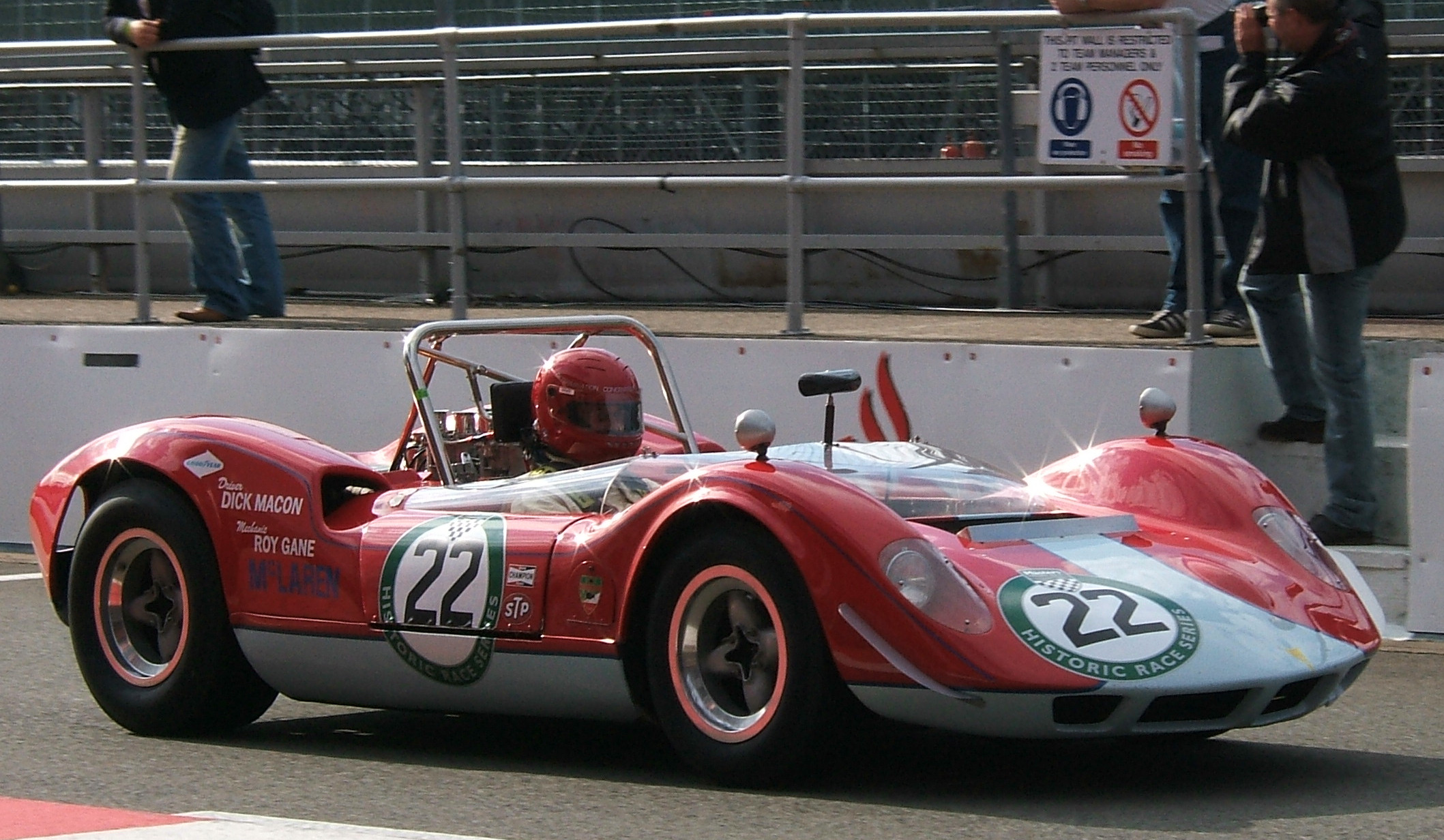
Ein früher McLaren M1A, ein Typ, der in der ersten CanAm-Saison 1966 nur noch von Kunden eingesetzt wurde.

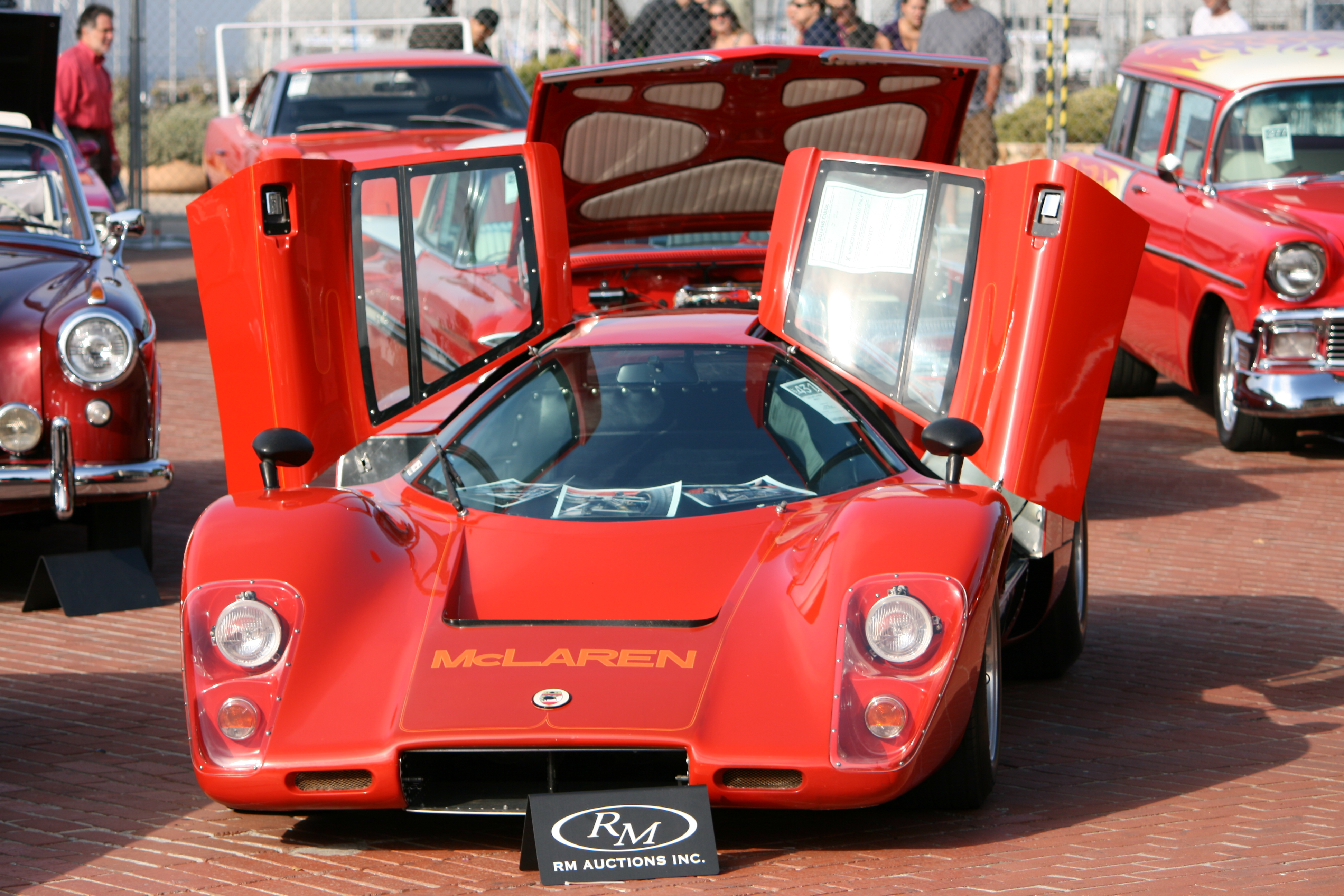
McLaren M6 GT, geplante Straßenversion

Von 1966 bis 1972 nahm McLaren neben der Formel 1 auch an der nordamerikanischen CanAm-Serie teil. Auch für diese Serie konstruierte McLaren die Rennwagen selbst. Neben dem Werksteam wurden auch einige Kundenteams mit den Rennsportwagen ausgerüstet; zu ihnen gehört das Team Penske Racing. Die CanAm-Serie wurde einige Jahre lang von Bruce McLaren und seinem Teamkollegen Denis Hulme dominiert; in der amerikanischen Presse erhielt sie deshalb zeitweise den Beinamen The Bruce & Denny Show.
Die meist orangefarbenen Sportwagen von McLaren wurden mit großvolumigen Achtzylindermotoren von Chevrolet ausgestattet, die Anfang der 1970er-Jahre über 800 PS leisteten. Mit dem McLaren M1B konnten im Jahre 1966 einige zweite Plätze erzielt werden, und in Kundenhand 1968 sogar ein Sieg. Der McLaren M6A gewann 1967 die ersten fünf von sechs Rennen. Und auch im letzten Lauf in Las Vegas hatte man mit Pole-Position (McLaren) und schnellster Rennrunde (Hulme) das Tempo vorgegeben, bevor an beiden Wagen Motorschäden auftraten.
Erfolgreichstes Modell mit vier Meistertiteln war der McLaren M8, der in mehreren Evolutionsstufen gebaut und auch von zahlreichen Kunden eingesetzt wurde, auch in der europäischen Interserie. Erst die starken Turbomotoren im Porsche 917/10 konnten die Dominanz der McLaren in der zweiten Saisonhälfte 1972 brechen. Zwei Siege gingen 1972 an das neue Modell McLaren M20, einen Laufsieg steuerte François Cevert im M8F bei, die restlichen sechs Rennen gewann Porsche. Mit Ablauf der Saison 1972 zog sich McLaren werksseitig aus dem CanAm-Sport zurück. Das Werk konzentrierte sich fortan auf die Einsitzer, die Sportwagenkunden blieben auf sich gestellt. 1973 war ein zweiter Platz von David Hobbs der einzige Podiumserfolg eines McLaren in der CanAm-Serie. Die Serie wurde Ende 1974 eingestellt. Mit 43 Siegen blieb McLaren mit Abstand der erfolgreichste Hersteller.
| Jahr | Fahrer         | Team                       | Wagen                 |
| ---- | -------------- | -------------------------- | --------------------- |
| 1966 | John Surtees   | Team Surtees               | Lola T70-Chevrolet    |
| 1967 | Bruce McLaren  | Bruce McLaren Motor Racing | McLaren M6A-Chevrolet |
| 1968 | Denis Hulme    | Bruce McLaren Motor Racing | McLaren M8A-Chevrolet |
| 1969 | Bruce McLaren  | Bruce McLaren Motor Racing | McLaren M8B-Chevrolet |
| 1970 | Denis Hulme    | Bruce McLaren Motor Racing | McLaren M8D-Chevrolet |
| 1971 | Peter Revson   | Bruce McLaren Motor Racing | McLaren M8F-Chevrolet |
| 1972 | George Follmer | Penske Racing              | Porsche 917/10        |

## Formel 5000

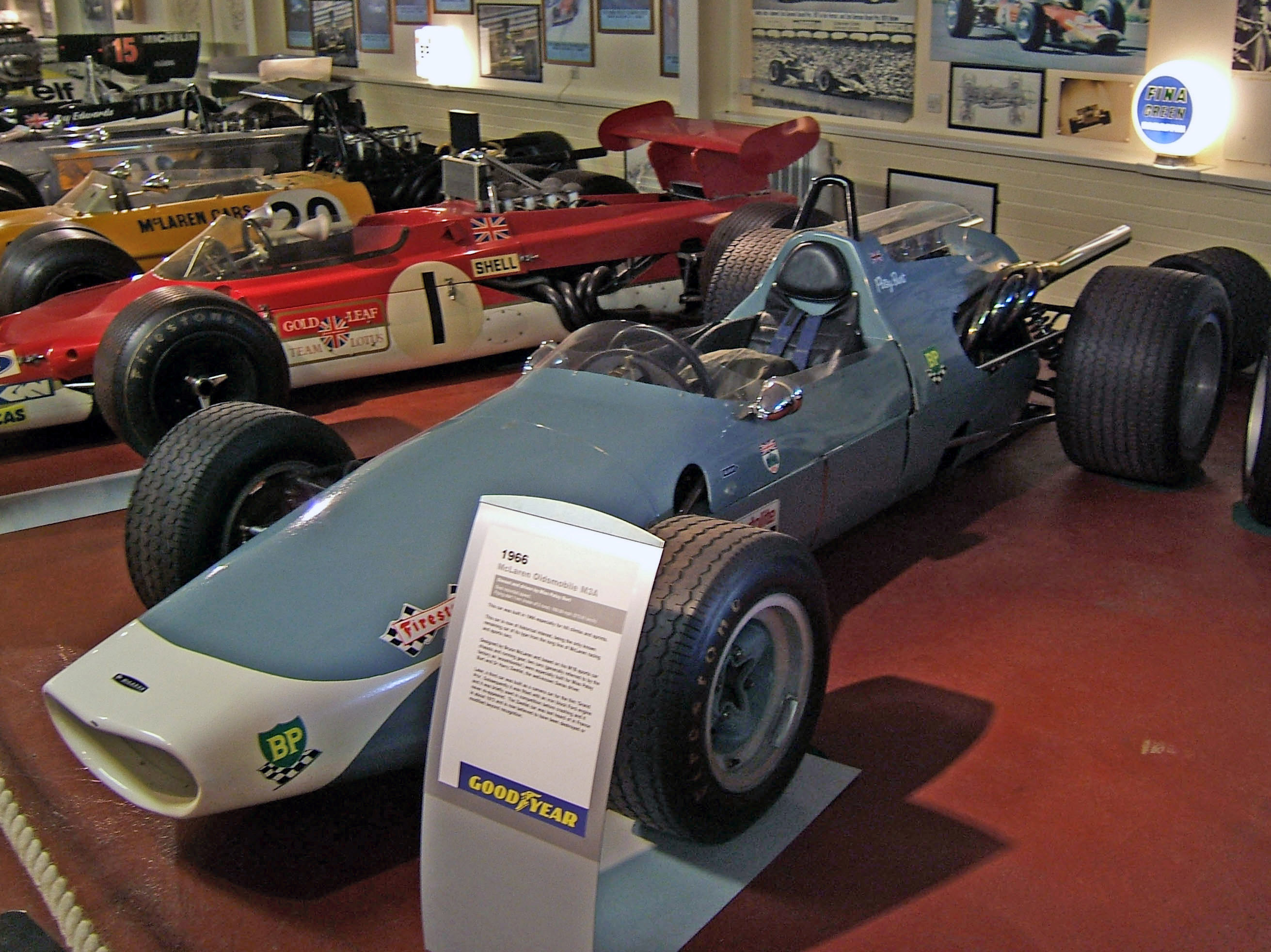
McLaren M3A – Oldsmobile F5000: Das Kameraauto für den Spielfilm „Grand Prix“

McLaren baute von 1966 bis 1975 insgesamt 53 Monoposti für die amerikanische Rennserie Formel 5000. Das erste Modell war der mit einem 5,0 Liter großen Oldsmobile-Motor ausgestattete McLaren M3A, der überwiegend bei Bergrennen eingesetzt wurde. Einen M3A erhielt das Filmstudio Metro-Goldwyn-Mayer. Er diente als Kamerawagen bei den Aufnahmen zum Spielfilm Grand Prix. Viele Formel-5000-Fahrzeuge basierten auf Formel-1-Konstruktionen. Der McLaren M10 von 1969 etwa, der in ungefähr 20 Exemplaren entstand, war eine Weiterentwicklung des Formel-1-Modells M7, der in Europa eingesetzte M25 von 1975 basierte auf dem M23. Die Fahrzeuge wurden ganz überwiegend von Kundenteams eingesetzt. Peter Gethin gewann 1969 die erste Europäische Formel-5000-Meisterschaft in einem M10A von Church Farm Racing.

## IndyCar

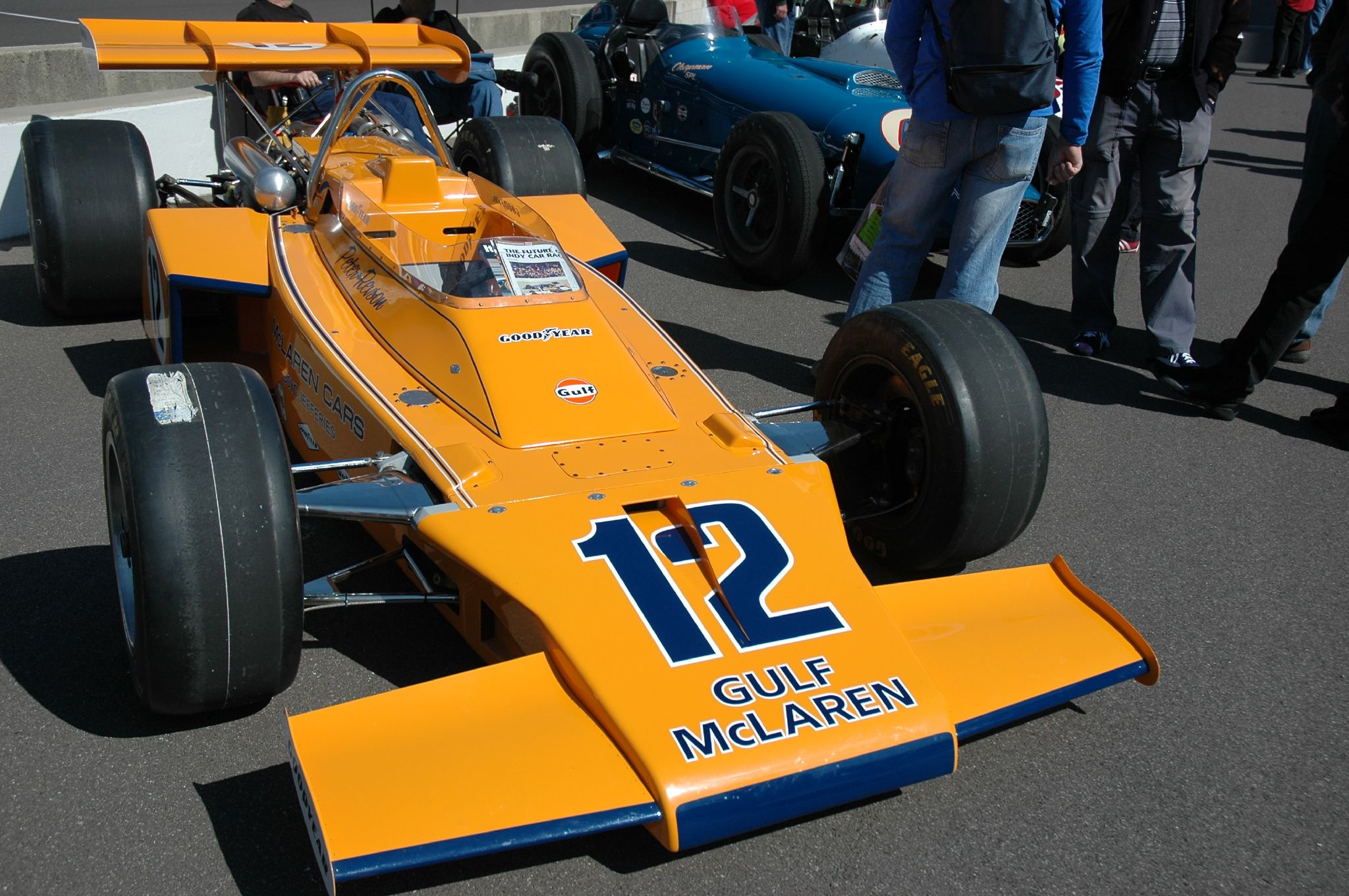
McLaren M16C-Offenhauser von Bobby Allison, gefahren beim Indianapolis 500 1973

Zwischen 1970 und 1979 trat McLaren auch bei den Indy Cars an. Zweimal gewann McLaren und einmal das Team Penske das Indianapolis 500. 1970 nahm McLaren mit dem M15 erstmals an dem 500-Meilen-Rennen teil. Chris Amon und Denny Hulme sollten die Fahrer sein. Amon entschied sich gegen einen Start auf einem Ovalkurs und Hulme zog sich im Training Brandverletzungen zu, mit denen er mehrere Wochen ausfiel. Als Ersatz fuhren Peter Revson und Carl Williams. Revson schied aus und Williams wurde Neunter.
1971 trat das Team mit dem neu konstruierten M16 (rückwirkend auch M16A genannt) an. Er war von der Keilform des Lotus 72 inspiriert. Eine Besonderheit war, dass der Wagen über drei statt der in Indianapolis üblichen zwei Gänge verfügte. Neben McLaren trat auch Roger Penskes Team mit neuen Modell an. McLaren-Pilot Revson startete von der Pole und kam als Zweiter ins Ziel. Sein Teamkollege Hulme und Penske-Pilot Mark Donohue schieden aus. Letzterer gewann in Long Pond und Brooklyn zwei Rennen in der USAC-Meisterschaft, zu der das Indy 500 zählte. 1972 gelang Penske mit Donohue am Steuer der erste Indy-500-Sieg für einen McLaren. Die drei weiteren Piloten auf dem M16B schieden aus. In dieser Zeit nahm das Team zusätzlich an einzelnen weiteren Meisterschaftsrennen teil. Erfolge blieben dort aus. Die Erfahrungen mit dem M16 wurden auch bei der Konstruktion des M23 für die Formel 1 berücksichtigt. Mit dem M16C nahm McLaren 1973 erstmals an allen Meisterschaftsveranstaltungen teil. Fahrer Johnny Rutherford gewann zwei Rennen und wurde Dritter in der Meisterschaft. Bester McLaren beim Indy 500 war jedoch ein zwei Jahre alter M16A in den Händen von Roger McCluskey. Er gewann am Ende die Fahrermeisterschaft. Bei den restlichen Rennen fuhr er einen M16B. In der Saison 1974 gewann McLaren Racing erstmals das Indy 500. 1976 folgte ein zweiter Sieg. Von 1974 bis 1976 wurde Rutherford dreimal in Folge Meisterschaftszweiter.
Für die Saison 1977 wurde mit dem M24 ein neuer Wagen gebaut. Er basierte größtenteils auf dem M23. Penske setzte das neue Modell ebenfalls ein. Rutherford siegte in vier Rennen und beendete die Saison auf dem dritten Platz. Penske-Pilot Tom Sneva startete in Indianapolis von der Pole und wurde Zweiter. Mit zwei Siegen gewann er die Meisterschaft. In den Saisons 1978 und 1979 gewann Rutherford je zwei Rennen. Erfolge beim Indy 500 blieben aus. Nach der Saison zog sich das Team zurück. Es fehlte an Sponsoren und das Formel-1-Team sollte nach schwachen Jahren wieder im Fokus stehen. Von Privatteams wurden McLaren-Fahrzeuge noch bis 1982 für das Indy 500 gemeldet.
2017 tauchte der Name McLaren wieder in Indianapolis auf. Fernando Alonso startete bei dem Rennen und ließ dafür den Großen Preis von Monaco aus. Der Wagen trat unter der Nennung McLaren-Honda-Andretti an. Er startete als Fünfter und führte in 27 Runden das Feld an. 21 Runden vor Rennende schied er mit einem Motorschaden aus. 2019 wollten McLaren und Alonso wieder beim Indy 500 antreten. Diesmal wurde das Team von Carlin unterstützt. Wegen einer chaotischen Vorbereitung schaffte das Team die Qualifikation für das Rennen nicht. 2020 begann McLaren eine strategische Partnerschaft mit Schmidt Peterson Motorsports. Zur Saison 2022 wurde McLaren Miteigentümer und hält 75 % der Anteile am Team. Seit dem Beginn der Partnerschaft tritt es als Arrow McLaren SP an.
Platzierungen unter den ersten Drei beim Indianapolis 500:
| Jahr | Platz | Fahrer            | Team                       | Wagen                      |
| ---- | ----- | ----------------- | -------------------------- | -------------------------- |
| 1971 | 2.    | Peter Revson      | Team McLaren               | McLaren M16-Offenhauser    |
| 1972 | 1.    | Mark Donohue      | Roger Penske Enterprises   | McLaren M16B-Offenhauser   |
| 1973 | 3.    | Roger McCluskey   | Lindsey Hopkins Racing     | McLaren M16-Offenhauser    |
| 1974 | 1.    | Johnny Rutherford | Team McLaren               | McLaren M16C-D-Offenhauser |
| 1975 | 2.    | Johnny Rutherford | Team McLaren               | McLaren M16E-Offenhauser   |
| 1976 | 1.    | Johnny Rutherford | Team McLaren               | McLaren M16E-Offenhauser   |
| 1977 | 2.    | Tom Sneva         | Penske Racing              | McLaren M24-Cosworth       |
| 1980 | 2.    | Tom Sneva         | Sugaripe Prune Racing Team | McLaren M24-Cosworth       |
| 1981 | 3.    | Vern Schuppan     | Theodore Racing            | McLaren M24B-Cosworth      |

## Extreme E
Im Juni 2021 kündigte McLaren Racing an, mit einem Team in der Extreme-E-Saison 2022 anzutreten. Als Fahrer verpflichtet wurden Tanner Foust und Emma Gilmour. Gilmour ist die erste weibliche Fahrerin in McLaren Racings sechzigjähriger Geschichte.

## E-Sport
2017 gründete McLaren Racing das McLaren Shadow Project. Es nimmt seit 2018 an der Formula 1 Esports Series teil. Die ersten Fahrer wurden in einem offenen Casting in den Simulatoren iRacing, rFactor2, Real Racing 3 und Forza Motorsport 7 gesucht. 2021 wurde das McLaren Shadow Studio innerhalb des Unternehmenssitzes in Woking in Betrieb genommen, in dem die Fahrer trainieren und von wo aus sie an den Bewerben teilnehmen können.
Die Saison 2021 schlossen die Fahrer Bardia Boroumand auf Rang 5, Josh Idowu auf Rang 15 und Daniel Bereznay auf Rang 24 ab.

## Zahlen und Daten

### Statistik als Konstrukteur in der Formel 1
Stand: Großer Preis von Belgien, 27. Juli 2025
| Saison | Teamname                                    | Chassis                                           | Motor                                        | Reifen | Grands Prix | Siege | Zweiter | Dritter | Poles | schn. Runden | Punkte   | WM-Rang |
| ------ | ------------------------------------------- | ------------------------------------------------- | -------------------------------------------- | ------ | ----------- | ----- | ------- | ------- | ----- | ------------ | -------- | ------- |
| 1966   | Bruce McLaren Motor Racing                  | McLaren M2B                                       | Ford 3.0 V8                                  | F      | 3           | —     | —       | —       | —     | —            | 2(2)     | 9.      |
| 1966   | Bruce McLaren Motor Racing                  | McLaren M2B                                       | Serenissima 3.0 V8                           | F      | 1           | —     | —       | —       | —     | —            | 1(1)     | 12.     |
| 1967   | Bruce McLaren Motor Racing                  | McLaren M4B/M5A                                   | BRM 2.1 V8 / 3.0 V12                         | G      | 6           | —     | —       | —       | —     | —            | 3(3)     | 10.     |
| 1968   | Bruce McLaren Motor Racing                  | McLaren M7A                                       | Ford Cosworth DFV 3.0 V8                     | G      | 11          | 3     | 2       | —       | —     | —            | 46(53)   | 2.      |
| 1968   | Anglo American Racers                       | McLaren M7A                                       | Ford Cosworth DFV 3.0 V8                     | G      | (3)         | —     | —       | —       | —     | —            | 3(3)     | 2.      |
| 1968   | Bruce McLaren Motor Racing                  | McLaren M5A                                       | BRM P142 3.0 V12                             | G      | 1           | —     | —       | —       | —     | —            | 2(2)     | 10.     |
| 1968   | Joakim Bonnier Racing Team                  | McLaren M5A                                       | BRM P142 3.0 V12                             | G      | (7)         | —     | —       | —       | —     | —            | 1(1)     | 10.     |
| 1969   | Bruce McLaren Motor Racing                  | McLaren M7A/C, McLaren M9A                        | Ford Cosworth DFV 3.0 V8                     | G      | 11          | 1     | 1       | 3       | —     | —            | 38(46)   | 4.      |
| 1969   | Antique Automobiles                         | McLaren M7B                                       | Ford Cosworth DFV 3.0 V8                     | G      | (4)         | —     | —       | —       | —     | —            | (3)      | 4.      |
| 1969   | Team Lawson                                 | McLaren M7A                                       | Ford Cosworth DFV 3.0 V8                     | D      | (1)         | —     | —       | —       | —     | —            | —        | 4.      |
| 1970   | Bruce McLaren Motor Racing                  | McLaren M7D, McLaren M14D                         | Alfa-Romeo T33 3.0 V8                        | G      | (10)        | —     | —       | —       | —     | —            | —        | 5.      |
| 1970   | Bruce McLaren Motor Racing                  | McLaren M14A, McLaren M14D                        | Ford Cosworth DFV 3.0 V8                     | G      | 12          | —     | 2       | 3       | —     | —            | 34(35)   | 5.      |
| 1970   | Ecurie Bonnier                              | McLaren M7C                                       | Ford Cosworth DFV 3.0 V8                     | G      | (2)         | —     | —       | —       | —     | —            | —        | 5.      |
| 1970   | Team Surtees                                | McLaren M7A, McLaren M7C                          | Ford Cosworth DFV 3.0 V8                     | F      | (4)         | —     | —       | —       | —     | 1            | 1        | 5.      |
| 1971   | Bruce McLaren Motor Racing                  | McLaren M19A                                      | Ford Cosworth DFV 3.0 V8                     | G      | 11          | —     | —       | —       | —     | 1            | 6(9)     | 6.      |
| 1971   | Penske-White Racing                         | McLaren M19A                                      | Ford Cosworth DFV 3.0 V8                     | G      | (2)         | —     | —       | (1)     | —     | —            | 4        | 6.      |
| 1971   | Ecurie Bonnier                              | McLaren M7C                                       | Ford Cosworth DFV 3.0 V8                     | G      | (5)         | —     | —       | —       | —     | —            | —        | 6.      |
| 1972   | Yardley Team McLaren                        | McLaren M19A McLaren M19C                         | Ford Cosworth DFV 3.0 V8                     | G      | 12          | 1     | 3       | 7       | 1     | 1            | 47(66)   | 3.      |
| 1973   | Yardley Team McLaren                        | McLaren M19C McLaren M23                          | Ford Cosworth DFV 3.0 V8                     | G      | 15          | 3     | 1       | 4       | 1     | 3            | 58(68)   | 3.      |
| 1974   | Marlboro Team Texaco                        | McLaren M23                                       | Ford Cosworth DFV 3.0 V8                     | G      | 15          | 4     | 3       | 3       | 2     | 1            | 73(87)   | 1.      |
| 1974   | Scribante Lucky Strike Racing               | McLaren M23                                       | Ford Cosworth DFV 3.0 V8                     | G      | (1)         | —     | —       | —       | —     | —            | —        | 1.      |
| 1975   | Marlboro Team Texaco                        | McLaren M23                                       | Ford Cosworth DFV 3.0 V8                     | G      | 14          | 3     | 4       | 3       | —     | 2            | 53(65)   | 3.      |
| 1975   | Lucky Strike Racing                         | McLaren M23                                       | Ford Cosworth DFV 3.0 V8                     | G      | (1)         | —     | —       | —       | —     | —            | —        | 3.      |
| 1976   | Marlboro Team Texaco                        | McLaren M23 McLaren M26                           | Ford Cosworth DFV 3.0 V8                     | G      | 16          | 6     | 1       | 3       | 8     | 3            | 74(88)   | 2.      |
| 1977   | Marlboro Team McLaren                       | McLaren M23 McLaren M26                           | Ford Cosworth DFV 3.0 V8                     | G      | 17          | 3     | 2       | 2       | 6     | 3            | 60(65)   | 3.      |
| 1977   | Iberia Airlines                             | McLaren M23                                       | Ford Cosworth DFV 3.0 V8                     | G      | (2)         | —     | —       | —       | —     | —            | —        | 3.      |
| 1978   | Marlboro Team Texaco                        | McLaren M26 McLaren M26E                          | Ford Cosworth DFV 3.0 V8                     | G      | 16          | —     | —       | 1       | —     | —            | 15(16)   | 8.      |
| 1979   | Marlboro Team Texaco Löwenbräu Team McLaren | McLaren M28 McLaren M26 McLaren M29               | Ford Cosworth DFV 3.0 V8                     | G      | 15          | —     | —       | 1       | —     | —            | 15       | 7.      |
| 1980   | Marlboro McLaren International              | McLaren M29 McLaren M29B McLaren M29C McLaren M30 | Ford Cosworth DFV 3.0 V8                     | G      | 14          | —     | —       | —       | —     | —            | 11       | 9.      |
| 1981   | Marlboro McLaren International              | McLaren M29F McLaren MP4/1                        | Ford Cosworth DFV 3.0 V8                     | M      | 15          | 1     | 2       | 1       | —     | 1            | 28       | 6.      |
| 1982   | Marlboro McLaren International              | McLaren MP4/1B                                    | Ford Cosworth DFV 3.0 V8                     | M      | 15          | 4     | 2       | 2       | —     | 2            | 69       | 2.      |
| 1983   | Marlboro McLaren International              | McLaren MP4/1C McLaren MP4/1E                     | Ford Cosworth DFV 3.0 V8 TAG TTE PO1 1.5 V6t | M      | 14          | 1     | 1       | 3       | —     | 2            | 34       | 5.      |
| 1984   | Marlboro McLaren International              | McLaren MP4/2                                     | TAG TTE PO1 1.5 V6t                          | M      | 16          | 12    | 5       | 1       | 3     | 8            | 143,5    | 1.      |
| 1985   | Marlboro McLaren International              | McLaren MP4/2B                                    | TAG TTE PO1 1.5 V6t                          | G      | 16          | 6     | 2       | 4       | 2     | 6            | 90       | 1.      |
| 1986   | Marlboro McLaren International              | McLaren MP4/2C                                    | TAG 1.5 V6t                                  | G      | 16          | 4     | 5       | 3       | 2     | 2            | 96       | 2.      |
| 1987   | Marlboro McLaren International              | McLaren MP4/3                                     | TAG 1.5 V6t                                  | G      | 16          | 3     | 3       | 6       | —     | 2            | 76       | 2.      |
| 1988   | Honda Marlboro McLaren                      | McLaren MP4/4                                     | Honda 1.5 V6t                                | G      | 16          | 15    | 10      | —       | 15    | 10           | 199      | 1.      |
| 1989   | Honda Marlboro McLaren                      | McLaren MP4/5                                     | Honda 3.5 V10                                | G      | 16          | 10    | 7       | 1       | 15    | 8            | 141      | 1.      |
| 1990   | Honda Marlboro McLaren                      | McLaren MP4/5B                                    | Honda 3.5 V10                                | G      | 16          | 6     | 4       | 8       | 12    | 5            | 121      | 1.      |
| 1991   | Honda Marlboro McLaren                      | McLaren MP4/6                                     | Honda 3.5 V12                                | G      | 16          | 8     | 6       | 4       | 10    | 4            | 139      | 1.      |
| 1992   | Honda Marlboro McLaren                      | McLaren MP4/6B McLaren MP4/7A                     | Honda 3.5 V12                                | G      | 16          | 5     | 3       | 4       | 1     | 3            | 99       | 2.      |
| 1993   | Marlboro McLaren                            | McLaren MP4/8                                     | Ford 3.5 V8                                  | G      | 16          | 5     | 2       | 2       | 1     | 1            | 84       | 2.      |
| 1994   | Marlboro McLaren Peugeot                    | McLaren MP4/9                                     | Peugeot 3.5 V10                              | G      | 16          | —     | 2       | 6       | —     | —            | 42       | 4.      |
| 1995   | Marlboro McLaren Mercedes                   | McLaren MP4/10 McLaren MP4/10B McLaren MP4/10C    | Mercedes 3.0 V10                             | G      | 17          | —     | 2       | —       | —     | —            | 30       | 4.      |
| 1996   | Marlboro McLaren Mercedes                   | McLaren MP4/11                                    | Mercedes 3.0 V10                             | G      | 16          | —     | 1       | 5       | —     | —            | 49       | 4.      |
| 1997   | West McLaren Mercedes                       | McLaren MP4/12                                    | Mercedes 3.0 V10                             | G      | 17          | 3     | 2       | 2       | 1     | 2            | 63       | 4.      |
| 1998   | West McLaren Mercedes                       | McLaren MP4/13                                    | Mercedes 3.0 V10                             | B      | 16          | 9     | 8       | 3       | 12    | 9            | 156      | 1.      |
| 1999   | West McLaren Mercedes                       | McLaren MP4/14                                    | Mercedes 3.0 V10                             | B      | 16          | 7     | 6       | 3       | 11    | 9            | 124      | 2.      |
| 2000   | West McLaren Mercedes                       | McLaren MP4/15                                    | Mercedes 3.0 V10                             | B      | 17          | 7     | 10      | 5       | 7     | 12           | 152(162) | 2.      |
| 2001   | West McLaren Mercedes                       | McLaren MP4-16                                    | Mercedes 3.0 V10                             | B      | 17          | 4     | 3       | 6       | 2     | 6            | 102      | 2.      |
| 2002   | West McLaren Mercedes                       | McLaren MP4-17                                    | Mercedes 3.0 V10                             | M      | 17          | 1     | 2       | 7       | —     | 2            | 65       | 3.      |
| 2003   | West McLaren Mercedes                       | McLaren MP4-17D                                   | Mercedes 3.0 V10                             | M      | 16          | 2     | 8       | 3       | 2     | 3            | 142      | 3.      |
| 2004   | West McLaren Mercedes                       | McLaren MP4-19 McLaren MP4-19B                    | Mercedes 3.0 V10                             | M      | 18          | 1     | 2       | 1       | 1     | 2            | 69       | 5.      |
| 2005   | West McLaren Mercedes                       | McLaren MP4-20                                    | Mercedes 3.0 V10                             | M      | 18          | 10    | 4       | 4       | 7     | 12           | 182      | 2.      |
| 2006   | Team McLaren Mercedes                       | McLaren MP4-21                                    | Mercedes 2.4 V8                              | M      | 18          | —     | 4       | 5       | 3     | 3            | 110      | 3.      |
| 2007   | Vodafone McLaren Mercedes                   | McLaren MP4-22                                    | Mercedes 2.4 V8                              | B      | 17          | 8     | 9       | 7       | 8     | 5            | 203(218) | DSQ     |
| 2008   | Vodafone McLaren Mercedes                   | McLaren MP4-23                                    | Mercedes 2.4 V8                              | B      | 18          | 6     | 3       | 4       | 8     | 3            | 151      | 2.      |
| 2009   | Vodafone McLaren Mercedes                   | McLaren MP4-24                                    | Mercedes 2.4 V8                              | B      | 17          | 2     | 1       | 2       | 4     | —            | 71       | 3.      |
| 2010   | Vodafone McLaren Mercedes                   | McLaren MP4-25                                    | Mercedes 2.4 V8                              | B      | 19          | 5     | 8       | 3       | 1     | 6            | 454      | 2.      |
| 2011   | Vodafone McLaren Mercedes                   | McLaren MP4-26                                    | Mercedes 2.4 V8                              | P      | 19          | 6     | 7       | 5       | 1     | 6            | 497      | 2.      |
| 2012   | Vodafone McLaren Mercedes                   | McLaren MP4-27                                    | Mercedes 2.4 V8                              | P      | 20          | 7     | 3       | 3       | 8     | 3            | 378      | 3.      |
| 2013   | Vodafone McLaren Mercedes                   | McLaren MP4-28                                    | Mercedes 2.4 V8                              | P      | 19          | —     | —       | —       | —     | 1            | 122      | 5.      |
| 2014   | McLaren Mercedes                            | McLaren MP4-29                                    | Mercedes 1.6 V6 Turbo                        | P      | 19          | —     | 1       | 1       | —     | —            | 181      | 5.      |
| 2015   | McLaren Honda                               | McLaren MP4-30                                    | Honda 1.6 V6 Turbo                           | P      | 19          | —     | —       | —       | —     | —            | 27       | 9.      |
| 2016   | McLaren Honda                               | McLaren MP4-31                                    | Honda 1.6 V6 Turbo                           | P      | 21          | —     | —       | —       | —     | 1            | 76       | 6.      |
| 2017   | McLaren Honda                               | McLaren MCL32                                     | Honda 1.6 V6 Turbo                           | P      | 20          | —     | —       | —       | —     | 1            | 30       | 9.      |
| 2018   | McLaren F1 Team                             | McLaren MCL33                                     | Renault 1.6 V6 Turbo                         | P      | 21          | —     | —       | —       | —     | —            | 62       | 6.      |
| 2019   | McLaren F1 Team                             | McLaren MCL34                                     | Renault 1.6 V6 Turbo                         | P      | 21          | —     | —       | 1       | —     | —            | 145      | 4.      |
| 2020   | McLaren F1 Team                             | McLaren MCL35                                     | Renault 1.6 V6 Turbo                         | P      | 17          | —     | 1       | 1       | —     | 3            | 202      | 3.      |
| 2021   | McLaren F1 Team                             | McLaren MCL35M                                    | Mercedes-AMG F1 M12E                         | P      | 22          | 1     | 1       | 3       | 1     | 2            | 275      | 4.      |
| 2022   | McLaren F1 Team                             | McLaren MCL36                                     | Mercedes-AMG F1 M13E                         | P      | 22          | —     | —       | 1       | —     | 2            | 159      | 5.      |
| 2023   | McLaren F1 Team                             | McLaren MCL60                                     | Mercedes-AMG F1 M14E                         | P      | 22          | —     | 7       | 2       | —     | 3            | 302      | 4.      |
| 2024   | McLaren F1 Team                             | McLaren MCL38                                     | Mercedes-AMG F1 M15E                         | P      | 24          | 6     | 10      | 5       | 8     | 7            | 666      | 1.      |
| 2025   | McLaren F1 Team                             | McLaren MCL39                                     | Mercedes-AMG F1 M16E                         | P      | 14          | 11    | 9       | 4       | 8     | 9            | 559      | 1.      |
| Gesamt | Gesamt                                      | Gesamt                                            | Gesamt                                       | Gesamt | 984         | 200   | 184     | 161     | 172   | 181          | 7847,5   |         |

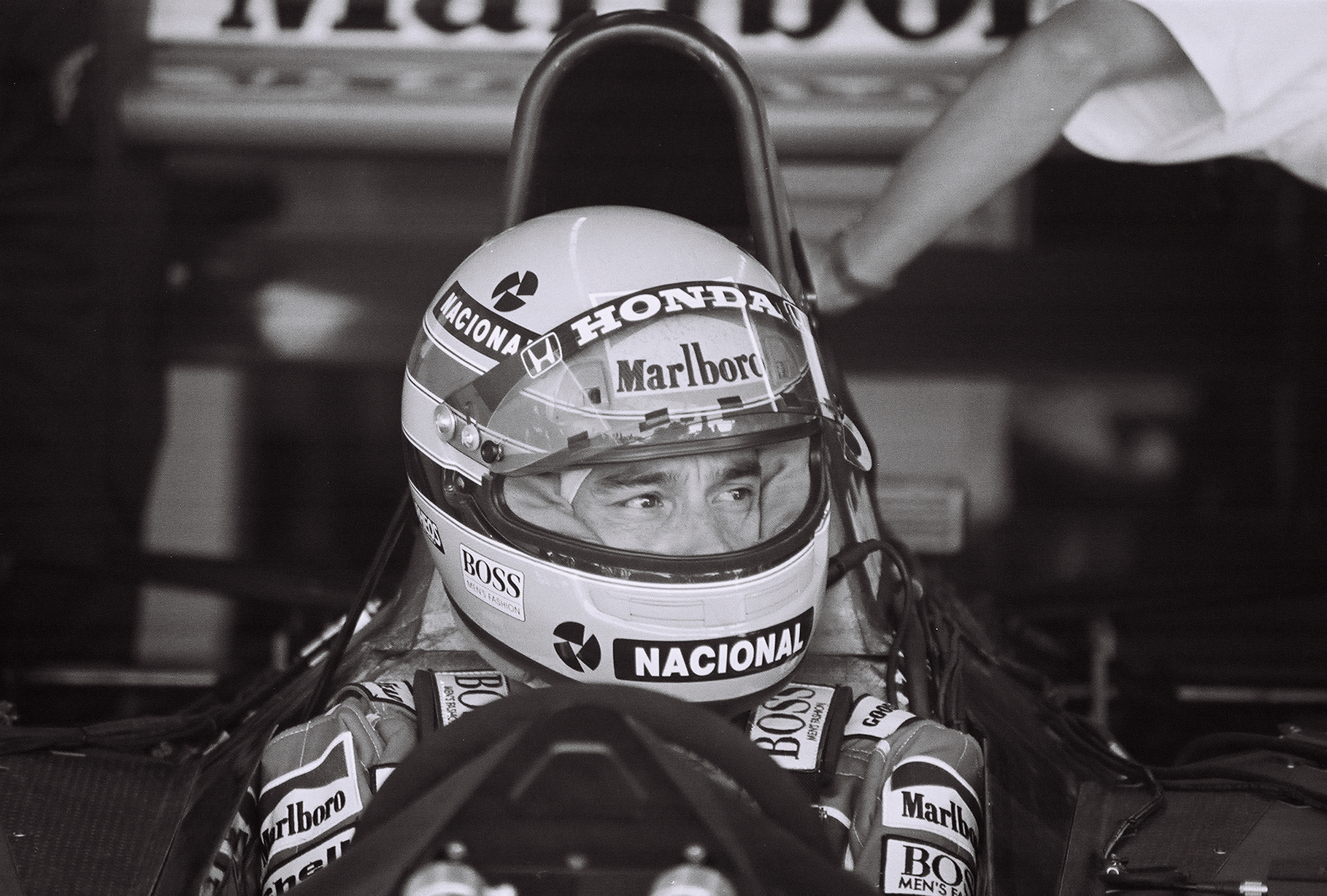
Die meisten Siege auf McLaren: Ayrton Senna

Grand-Prix-Rennen in Klammern weisen Rennen aus, in denen mehrere Teams auf McLaren am gleichen Rennen teilnahmen. Punkte in Klammern beziehen sich auf die Summe aller von den Fahrern erzielten Punkte, falls für die Konstrukteurswertung abweichende Punkte berücksichtigt wurden.

### Alle Fahrer auf McLaren in der Formel 1
Die Aufstellung beinhaltet die Fahrer des Werksteams sowie der Kundenteams. Für McLaren derzeit aktive Fahrer sind gelb markiert.
Stand: Großer Preis von Ungarn, 3. August 2025
| Fahrer             | für McLaren aktiv | Grand Prix | Punkte | Punkte (2010) | Siege | Zweiter | Dritter | Poles | SR | beste WM-Pos.          |
| ------------------ | ----------------- | ---------- | ------ | ------------- | ----- | ------- | ------- | ----- | -- | ---------------------- |
| David Coulthard    | 1996–2004         | 150        | 412    | 1334          | 12    | 21      | 18      | 7     | 14 | 02. (2001)             |
| Lando Norris       | 2019–             | 142        | 1282   | 1238          | 9     | 19      | 10      | 13    | 17 | 2. (2024)              |
| Jenson Button      | 2010–2017         | 136        | 908    | 898           | 8     | 10      | 8       | 1     | 6  | 02. (2011)             |
| Mika Häkkinen      | 1993–2001         | 131        | 407    | 1301          | 20    | 14      | 17      | 26    | 25 | 01. (1998, 1999)       |
| Lewis Hamilton     | 2007–2012         | 110        | 913    | 1288          | 21    | 16      | 12      | 26    | 12 | 01. (2008)             |
| Alain Prost        | 1980, 1984–1989   | 107        | 458,5  | 1431,5        | 30    | 21      | 12      | 10    | 24 | 01. (1985, 1986, 1989) |
| Ayrton Senna       | 1988–1993         | 96         | 451    | 1311,5        | 35    | 12      | 8       | 46    | 12 | 01. (1988, 1990, 1991) |
| Fernando Alonso    | 2007, 2015–2018   | 94         | 241    | 398           | 4     | 4       | 4       | 2     | 5  | 03. (2007)             |
| Kimi Räikkönen     | 2002–2006         | 87         | 337    | 847           | 9     | 15      | 12      | 11    | 19 | 02. (2003, 2005)       |
| Denis Hulme        | 1968–1974         | 86         | 174    | 690           | 6     | 5       | 10      | 1     | 6  | 03. (1968, 1972)       |
| John Watson        | 1979–1983, 1985   | 73         | 109    | 446           | 4     | 4       | 5       | –     | 3  | 03. (1982)             |
| Oscar Piastri      | 2023–             | 60         | 673    | 645           | 8     | 8       | 6       | 4     | 7  | 4. (2024)              |
| Niki Lauda         | 1982–1985         | 58         | 128    | 408           | 8     | 5       | 2       | –     | 8  | 01. (1984)             |
| James Hunt         | 1976–1978         | 49         | 117    | 383           | 9     | 2       | 3       | 14    | 5  | 01. (1976)             |
| Jochen Mass        | 1974–1977         | 49         | 64     | 288,5         | 1     | 1       | 6       | –     | 2  | 06. (1977)             |
| Gerhard Berger     | 1990–1992         | 48         | 135    | 451,5         | 3     | 7       | 8       | 4     | 7  | 04. (1990, 1991)       |
| Daniel Ricciardo   | 2021–2022         | 44         | 138    | 152           | 1     | –       | –       | –     | 1  | 8. (2021)              |
| Stoffel Vandoorne  | 2016–2018         | 41         | 26     | 26            | –     | –       | –       | –     | –  | 16. (2017, 2018)       |
| Carlos Sainz jr.   | 2019–2020         | 37         | 201    | 200           | –     | 1       | 1       | –     | 1  | 06. (2019, 2020)       |
| Heikki Kovalainen  | 2008–2009         | 35         | 75     | 194           | 1     | 1       | 1       | 1     | 2  | 07. (2008)             |
| Bruce McLaren      | 1966–1970         | 33         | 60     | 235           | 1     | 4       | 2       | –     | –  | 03. (1969)             |
| Emerson Fittipaldi | 1974–1975         | 28         | 100    | 327           | 5     | 6       | 2       | 2     | 1  | 01. (1974)             |
| Patrick Tambay     | 1978–1979         | 28         | 8      | 69            | –     | –       | –       | –     | –  | 14. (1978)             |
| Juan Pablo Montoya | 2005–2006         | 26         | 86     | 213           | 3     | 2       | 2       | 2     | 1  | 04. (2005)             |
| Peter Revson       | 1972–1973         | 23         | 61     | 230           | 2     | 2       | 4       | 1     | –  | 05. (1972, 1973)       |
| Kevin Magnussen    | 2014–2015         | 20         | 55     | 55            | –     | 1       | –       | –     | –  | 11. (2014)             |
| Sergio Pérez       | 2013              | 19         | 49     | 49            | –     | –       | –       | –     | 1  | 11. (2013)             |
| Brett Lunger       | 1977–1978         | 17         | –      | 18            | –     | –       | –       | –     | –  | 99–                    |
| Martin Brundle     | 1994              | 16         | 16     | 67            | –     | 1       | 1       | –     | –  | 07. (1994)             |
| Stefan Johansson   | 1987              | 16         | 30     | 127           | –     | 2       | 3       | –     | –  | 06. (1987)             |
| Keke Rosberg       | 1986              | 16         | 22     | 88            | –     | 1       | –       | 1     | –  | 06. (1986)             |
| Mark Blundell      | 1995              | 15         | 13     | 72            | –     | –       | –       | –     | –  | 10. (1995)             |
| Andrea de Cesaris  | 1981              | 14         | 1      | 18            | –     | –       | –       | –     | –  | 18. (1981)             |
| Peter Gethin       | 1970–1971         | 14         | 1      | 15            | –     | –       | –       | –     | –  | 09. (1971)             |
| Michael Andretti   | 1993              | 13         | 7      | 41            | –     | –       | 1       | –     | –  | 07. (1993)             |
| Mike Hailwood      | 1974              | 11         | 12     | 63            | –     | –       | 1       | –     | –  | 11. (1974)             |
| Pedro de la Rosa   | 2005–2006         | 9          | 23     | 58            | –     | 1       | –       | –     | 1  | 11. (2006)             |
| Joakim Bonnier     | 1968–1971         | 9          | 1      | 13            | –     | –       | –       | –     | –  | 22. (1968)             |
| Bruno Giacomelli   | 1977–1978         | 6          | –      | 10            | –     | –       | –       | –     | –  | 99–                    |
| Dan Gurney         | 1968, 1970        | 6          | 4      | 20            | –     | –       | –       | –     | –  | 21. (1968)             |
| Jody Scheckter     | 1972–1973         | 6          | –      | 4             | –     | –       | –       | –     | –  | 99–                    |
| Andrea de Adamich  | 1970              | 4          | –      | 4             | –     | –       | –       | –     | –  | 99–                    |
| Vic Elford         | 1969              | 4          | 3      | 19            | –     | –       | –       | –     | –  | 15. (1969)             |
| Brian Redman       | 1972              | 4          | 4      | 22            | –     | –       | –       | –     | –  | 14. (1972)             |
| John Surtees       | 1970              | 4          | 1      | 8             | –     | –       | –       | –     | 1  | 18. (1970)             |
| David Hobbs        | 1971, 1974        | 3          | –      | 9             | –     | –       | –       | –     | –  | 99–                    |
| Jackie Oliver      | 1971              | 3          | –      | 8             | –     | –       | –       | –     | –  | 99–                    |
| Nelson Piquet      | 1978              | 3          | –      | 2             | –     | –       | –       | –     | –  | 99–                    |
| Dave Charlton      | 1974–1975         | 2          | –      | –             | –     | –       | –       | –     | –  | 99–                    |
| Emilio de Villota  | 1977              | 2          | –      | –             | –     | –       | –       | –     | –  | 99–                    |
| Nigel Mansell      | 1995              | 2          | –      | 1             | –     | –       | –       | –     | –  | 99–                    |
| Philippe Alliot    | 1994              | 1          | –      | –             | –     | –       | –       | –     | –  | 99–                    |
| Derek Bell         | 1969              | 1          | –      | –             | –     | –       | –       | –     | –  | 99–                    |
| Mark Donohue       | 1971              | 1          | 4      | 15            | –     | –       | 1       | –     | –  | 16. (1971)             |
| Jacky Ickx         | 1973              | 1          | 4      | 15            | –     | –       | 1       | –     | –  | 09. (1973)             |
| Jan Magnussen      | 1995              | 1          | –      | 1             | –     | –       | –       | –     | –  | 99–                    |
| Gilles Villeneuve  | 1977              | 1          | –      | –             | –     | –       | –       | –     | –  | 99–                    |
| Alexander Wurz     | 2005              | 1          | 6      | 15            | –     | –       | 1       | –     | –  | 17. (2005)             |

Anmerkungen
1. ↑  
Vergleichbarkeit aufgrund unterschiedlicher Punktesysteme eingeschränkt
2. ↑  
Punkte nach Punktesystem 2010; inoffizielle Zahlen

### Ergebnisse in der Formel 1

#### 1966 bis 1979
| Saison | Fahrer             | Nr. | 1   | 2   | 3   | 4   | 5   | 6   | 7   | 8   | 9   | 10  | 11  | 12  | 13  | 14  | 15  | 16  | 17  | Punkte  | Rang     |
| ------ | ------------------ | --- | --- | --- | --- | --- | --- | --- | --- | --- | --- | --- | --- | --- | --- | --- | --- | --- | --- | ------- | -------- |
| 1966   |                    |     |     |     |     |     |     |     |     |     |     |     |     |     |     |     |     |     |     | 2       | 9. Ford  |
| 1966   | Bruce McLaren      | -   | DNF |     |     |     |     |     |     | 5   | DNF |     |     |     |     |     |     |     |     | 2       | 9. Ford  |
| 1966   | Bruce McLaren      | -   |     | DNS |     | 6   | DNS |     |     |     |     |     |     |     |     |     |     |     |     | 1       | 12. Ser. |
| 1967   |                    |     |     |     |     |     |     |     |     |     |     |     |     |     |     |     |     |     |     | 3       | 10.      |
| 1967   | Bruce McLaren      | -   |     | 4   | DNF |     |     |     |     | 7   | DNF | DNF | DNF |     |     |     |     |     |     | 3       | 10.      |
| 1968   |                    |     |     |     |     |     |     |     |     |     |     |     |     |     |     |     |     |     |     | 49      | 2. Ford  |
| 1968   | Bruce McLaren      | -   |     | DNF | DNF | 1   | DNF | 8   | 7   | 13  | DNF | 2   | 6   | 2   |     |     |     |     |     | 49      | 2. Ford  |
| 1968   | Denis Hulme        | -   |     | 2   | 5   | DNF | DNF | 5   | 4   | 7   | 1   | 1   | DNF | DNF |     |     |     |     |     | 49      | 2. Ford  |
| 1968   | Dan Gurney         | -   |     |     |     |     |     |     |     |     |     | DNF | 4   | DNF |     |     |     |     |     | 49      | 2. Ford  |
| 1968   | Denis Hulme        | -   | 5   |     |     |     |     |     |     |     |     |     |     |     |     |     |     |     |     | 3       | 10. BRM  |
| 1968   | Jo Bonnier         | -   |     |     | DNQ | DNF | 8   |     | DNF |     | 6   | DNF | DNF |     |     |     |     |     |     | 3       | 10. BRM  |
| 1969   |                    |     |     |     |     |     |     |     |     |     |     |     |     |     |     |     |     |     |     | 38 (40) | 4.       |
| 1969   | Bruce McLaren      | -   | 5   | 2   | 5   | DNF | 4   | 3   | 3   | 4   | 5   | DNS | DNS |     |     |     |     |     |     | 38 (40) | 4.       |
| 1969   | Denis Hulme        | -   | 3   | 4   | 6   | 4   | 8   | DNF | DNF | 7   | DNF | DNF | 1   |     |     |     |     |     |     | 38 (40) | 4.       |
| 1969   | Derek Bell         | -   |     |     |     |     |     | DNF |     |     |     |     |     |     |     |     |     |     |     | 38 (40) | 4.       |
| 1969   | B. van Rooyen      | -   | DNF |     |     |     |     |     |     |     |     |     |     |     |     |     |     |     |     | 38 (40) | 4.       |
| 1969   | Vic Elford         | -   |     |     |     | 10  | 5   | 6   | DNF |     |     |     |     |     |     |     |     |     |     | 38 (40) | 4.       |
| 1970   |                    |     |     |     |     |     |     |     |     |     |     |     |     |     |     |     |     |     |     | 35      | 4. Ford  |
| 1970   | Bruce McLaren      | -   | DNF | 2   | DNF |     |     |     |     |     |     |     |     |     |     |     |     |     |     | 35      | 4. Ford  |
| 1970   | Denis Hulme        | -   | 2   | DNF | 4   |     |     | 4   | 3   | 3   | DNF | 4   | DNF | 7   | 3   |     |     |     |     | 35      | 4. Ford  |
| 1970   | Peter Gethin       | -   |     |     |     |     | DNF |     |     | DNF | 10  | NC  | 6   | 14  | DNF |     |     |     |     | 35      | 4. Ford  |
| 1970   | Dan Gurney         | -   |     |     |     |     | DNF | 6   | DNF |     |     |     |     |     |     |     |     |     |     | 35      | 4. Ford  |
| 1970   | Jo Bonnier         | -   |     |     |     |     |     |     |     |     |     | DNQ |     | DNF |     |     |     |     |     | 35      | 4. Ford  |
| 1970   | John Surtees       | -   | DNF | DNF | DNF |     | 6   |     |     |     |     |     |     |     |     |     |     |     |     | 35      | 4. Ford  |
| 1970   | Andrea de Adamich  | -   |     | DNQ | DNQ |     | DNQ | NC  | DNS | DNQ | 12  | 8   | DNF | DNQ |     |     |     |     |     | 0       | — A.-R.  |
| 1970   | Nanni Galli        | -   |     |     |     |     |     |     |     |     |     | DNQ |     |     |     |     |     |     |     | 0       | — A.-R.  |
| 1971   |                    |     |     |     |     |     |     |     |     |     |     |     |     |     |     |     |     |     |     | 10      | 6.       |
| 1971   | Denis Hulme        | -   | 6   | 5   | 4   | 12  | DNF | DNF | DNF | DNF |     | 4   | DNF |     |     |     |     |     |     | 10      | 6.       |
| 1971   | Peter Gethin       | -   | DNF | 8   | DNF | NC  | 9   | DNF | DNF |     |     |     |     |     |     |     |     |     |     | 10      | 6.       |
| 1971   | Jackie Oliver      | -   |     |     |     |     |     | DNF |     | 9   | 7   |     |     |     |     |     |     |     |     | 10      | 6.       |
| 1971   | Jo Bonnier         | -   | DNF |     |     |     |     |     | DNQ | DNS | 10  |     | 16  |     |     |     |     |     |     | 10      | 6.       |
| 1971   | Mark Donohue       | -   |     |     |     |     |     |     |     |     |     | 3   | DNS |     |     |     |     |     |     | 10      | 6.       |
| 1971   | David Hobbs        | -   |     |     |     |     |     |     |     |     |     |     | 10  |     |     |     |     |     |     | 10      | 6.       |
| 1972   |                    |     |     |     |     |     |     |     |     |     |     |     |     |     |     |     |     |     |     | 47 (49) | 3.       |
| 1972   | Denis Hulme        | -   | 2   | 1   | DNF | 15  | 3   | 7   | 5   | DNF | 2   | 3   | 3   | 3   |     |     |     |     |     | 47 (49) | 3.       |
| 1972   | Peter Revson       | -   | DNF | 3   | 5   |     | 7   |     | 3   |     | 3   | 4   | 2   | 18  |     |     |     |     |     | 47 (49) | 3.       |
| 1972   | Brian Redman       | -   |     |     |     | 5   |     | 9   |     | 5   |     |     |     |     |     |     |     |     |     | 47 (49) | 3.       |
| 1972   | Jody Scheckter     | -   |     |     |     |     |     |     |     |     |     |     | 9   |     |     |     |     |     |     | 47 (49) | 3.       |
| 1973   |                    |     |     |     |     |     |     |     |     |     |     |     |     |     |     |     |     |     |     | 58      | 3.       |
| 1973   | Denis Hulme        | -   | 5   | 3   | 5   | 6   | 7   | 6   | 1   | 8   | 3   | DNF | 12  | 8   | 15  | 13  | 4   |     |     | 58      | 3.       |
| 1973   | Peter Revson       | -   | 8   | DNF | 2   | 4   | DNF | 5   | 7   |     | 1   | 4   | 9   | DNF | 3   | 1   | 5   |     |     | 58      | 3.       |
| 1973   | Jody Scheckter     | -   |     |     | 9   |     |     |     |     | DNF | DNF |     |     |     |     | DNF | DNF |     |     | 58      | 3.       |
| 1973   | Jacky Ickx         | -   |     |     |     |     |     |     |     |     |     |     | 3   |     |     |     |     |     |     | 58      | 3.       |
| 1974   |                    |     |     |     |     |     |     |     |     |     |     |     |     |     |     |     |     |     |     | 73      | 1.       |
| 1974   | Emerson Fittipaldi | 05  | 10  | 1   | 7   | 3   | 1   | 5   | 4   | 3   | DNF | 2   | DNF | DNF | 2   | 1   | 4   |     |     | 73      | 1.       |
| 1974   | Denis Hulme        | 06  | 1   | 12  | 9   | 6   | 6   | DNF | DNF | DNF | 6   | 7   | DNF | 2   | 6   | 6   | DNF |     |     | 73      | 1.       |
| 1974   | Mike Hailwood      | 33  | 4   | 5   | 3   | 9   | 7   | DNF | DNF | 4   | 7   | DNF | 15  |     |     |     |     |     |     | 73      | 1.       |
| 1974   | David Hobbs        | 33  |     |     |     |     |     |     |     |     |     |     |     | 7   | 9   |     |     |     |     | 73      | 1.       |
| 1974   | Jochen Mass        | 33  |     |     |     |     |     |     |     |     |     |     |     |     |     | 16  | 7   |     |     | 73      | 1.       |
| 1974   | Dave Charlton      | 23  |     |     | 19  |     |     |     |     |     |     |     |     |     |     |     |     |     |     | 73      | 1.       |
| 1975   |                    |     |     |     |     |     |     |     |     |     |     |     |     |     |     |     |     |     |     | 53      | 3.       |
| 1975   | Emerson Fittipaldi | 01  | 1   | 2   | DNF | DNS | 2   | 7   | 8   | DNF | 4   | 1   | DNF | 9   | 2   | 2   |     |     |     | 53      | 3.       |
| 1975   | Jochen Mass        | 02  | 14  | 3   | 6   | 1   | 6   | DNF | DNF | DNF | 3   | 7   | DNF | 4   | DNF | 3   |     |     |     | 53      | 3.       |
| 1976   |                    |     |     |     |     |     |     |     |     |     |     |     |     |     |     |     |     |     |     | 74      | 2.       |
| 1976   | James Hunt         | 11  | DNF | 2   | DNF | 1   | DNF | DNF | 5   | 1   | DSQ | 1   | 4   | 1   | DNF | 1   | 1   | 3   |     | 74      | 2.       |
| 1976   | Jochen Mass        | 12  | 6   | 3   | 5   | DNF | 6   | 5   | 11  | 15  | DNF | 3   | 7   | 9   | DNF | 5   | 4   | DNF |     | 74      | 2.       |
| 1977   |                    |     |     |     |     |     |     |     |     |     |     |     |     |     |     |     |     |     |     | 60      | 3.       |
| 1977   | James Hunt         | 01  | DNF | 2   | 4   | 7   | DNF | DNF | 7   | 12  | 3   | 1   | DNF | DNF | DNF | DNF | 1   | DNF | 1   | 60      | 3.       |
| 1977   | Jochen Mass        | 02  | DNF | DNF | 5   | DNF | 4   | 4   | DNF | 2   | 9   | 4   | DNF | 6   | DNF | 4   | DNF | 3   | DNF | 60      | 3.       |
| 1977   | Bruno Giacomelli   | 14  |     |     |     |     |     |     |     |     |     | 11  |     |     |     |     |     |     |     | 60      | 3.       |
| 1977   | Gilles Villeneuve  | 40  |     |     |     |     |     |     |     |     |     |     |     |     |     | DNF |     |     |     | 60      | 3.       |
| 1977   | E. de Villota      | 36  |     |     |     |     | 13  |     | DNQ | DNQ |     | DNQ | DNQ | 17  |     | DNQ |     |     |     | 60      | 3.       |
| 1978   |                    |     |     |     |     |     |     |     |     |     |     |     |     |     |     |     |     |     |     | 15      | 8.       |
| 1978   | James Hunt         | 07  | 4   | DNF | DNF | DNF | DNF | DNF | 6   | 8   | 3   | DNF | DNF | DNF | 10  | DNF | 7   | DNF |     | 15      | 8.       |
| 1978   | Patrick Tambay     | 08  | 6   | DNF | DNF | 12  | 7   | DNS | DNF | 4   | 9   | 6   | DNF | DNF | 9   | 5   | 6   | 8   |     | 15      | 8.       |
| 1978   | Bruno Giacomelli   | 33  |     |     |     |     |     | 8   |     |     | DNF | 7   |     |     | DNF | 14  |     |     |     | 15      | 8.       |
| 1979   |                    |     |     |     |     |     |     |     |     |     |     |     |     |     |     |     |     |     |     | 15      | 7.       |
| 1979   | John Watson        | 07  | 3   | 8   | DNF | DNF | DNF | 6   | 4   | 11  | 4   | 5   | 9   | DNF | DNF | 6   | 6   |     |     | 15      | 7.       |
| 1979   | Patrick Tambay     | 08  | DNF | DNF | 10  | DNF | 13  | DNQ | DNQ | 10  | 7   | DNF | 10  | DNF | DNF | DNF | DNF |     |     | 15      | 7.       |

#### 1980 bis 1999
| Saison | Fahrer            | Nr. | 1   | 2   | 3   | 4   | 5   | 6   | 7   | 8   | 9   | 10  | 11  | 12  | 13  | 14  | 15  | 16  | 17  | Punkte | Rang |
| ------ | ----------------- | --- | --- | --- | --- | --- | --- | --- | --- | --- | --- | --- | --- | --- | --- | --- | --- | --- | --- | ------ | ---- |
| 1980   |                   |     |     |     |     |     |     |     |     |     |     |     |     |     |     |     |     |     |     | 11     | 9.   |
| 1980   | John Watson       | 07  | DNF | 11  | 11  | 4   | DNF | DNQ | 7   | 8   | DNF | DNF | DNF | DNF | 4   | DNF |     |     |     | 11     | 9.   |
| 1980   | Alain Prost       | 08  | 6   | 5   | DNS |     | DNF | DNF | DNF | 6   | 11  | 7   | 6   | 7   | DNF | DNS |     |     |     | 11     | 9.   |
| 1980   | Stephen South     | 08  |     |     |     | DNQ |     |     |     |     |     |     |     |     |     |     |     |     |     | 11     | 9.   |
| 1981   |                   |     |     |     |     |     |     |     |     |     |     |     |     |     |     |     |     |     |     | 28     | 6.   |
| 1981   | John Watson       | 07  | DNF | 8   | DNF | 10  | 7   | DNF | 3   | 2   | 1   | 6   | 6   | DNF | DNF | 2   | 7   |     |     | 28     | 6.   |
| 1981   | Andrea de Cesaris | 08  | DNF | DNF | 11  | 6   | DNF | DNF | DNF | 11  | DNF | DNF | 8   | DNS | 7   | DNF | 12  |     |     | 28     | 6.   |
| 1982   |                   |     |     |     |     |     |     |     |     |     |     |     |     |     |     |     |     |     |     | 69     | 2.   |
| 1982   | John Watson       | 07  | 6   | 2   | 6   |     | 1   | DNF | 1   | 3   | 9   | DNF | DNF | DNF | 9*  | 13  | 4   | 2   |     | 69     | 2.   |
| 1982   | Niki Lauda        | 08  | 4   | DNF | 1   |     | DSQ | DNF | DNF | DNF | 4   | 1   | 8   | DNS | 5   | 3   | DNF | DNF |     | 69     | 2.   |
| 1983   |                   |     |     |     |     |     |     |     |     |     |     |     |     |     |     |     |     |     |     | 34     | 5.   |
| 1983   | Niki Lauda        | 07  | 3   | 2   | DNF | DNF | DNQ | DNF | DNF | DNF | 6   | DSQ | 6   | DNF | DNF | DNF | 11* |     |     | 34     | 5.   |
| 1983   | John Watson       | 08  | DNF | 1   | DNF | 5   | DNQ | DNF | 3   | 6   | 9   | 5   | 9   | 3   | DNF | DNF | DSQ |     |     | 34     | 5.   |
| 1984   |                   |     |     |     |     |     |     |     |     |     |     |     |     |     |     |     |     |     |     | 143,5  | 1.   |
| 1984   | Niki Lauda        | 07  | DNF | 1   | DNF | DNF | 1   | DNF | 2   | DNF | DNF | 1   | 2   | 1   | 2   | 1   | 4   | 2   |     | 143,5  | 1.   |
| 1984   | Alain Prost       | 08  | 1   | 2   | DNF | 1   | 7   | 1   | 3   | 4   | DNF | DNF | 1   | DNF | 1   | DNF | 1   | 1   |     | 143,5  | 1.   |
| 1985   |                   |     |     |     |     |     |     |     |     |     |     |     |     |     |     |     |     |     |     | 90     | 1.   |
| 1985   | Niki Lauda        | 01  | DNF | DNF | 4   | DNF | DNF | DNF | DNF | DNF | 5   | DNF | 1   | DNF | DNS | INJ | DNF | DNF |     | 90     | 1.   |
| 1985   | John Watson       | 01  |     |     |     |     |     |     |     |     |     |     |     |     |     | 7   |     |     |     | 90     | 1.   |
| 1985   | Alain Prost       | 02  | 1   | DNF | DSQ | 1   | 3   | DNF | 3   | 1   | 2   | 1   | 2   | 1   | 3   | 4   | 3   | DNF |     | 90     | 1.   |
| 1986   |                   |     |     |     |     |     |     |     |     |     |     |     |     |     |     |     |     |     |     | 96     | 2.   |
| 1986   | Alain Prost       | 01  | DNF | 3   | 1   | 1   | 6   | 2   | 3   | 2   | 3   | 6*  | DNF | 1   | DSQ | 2   | 2   | 1   |     | 96     | 2.   |
| 1986   | Keke Rosberg      | 02  | DNF | 4   | 5*  | 2   | DNF | 4   | DNF | 4   | DNF | 5*  | DNF | 9*  | 4   | DNF | DNF | DNF |     | 96     | 2.   |
| 1987   |                   |     |     |     |     |     |     |     |     |     |     |     |     |     |     |     |     |     |     | 76     | 2.   |
| 1987   | Alain Prost       | 01  | 1   | DNF | 1   | 9*  | 3   | 3   | DNF | 7*  | 3   | 6   | 15  | 1   | 2   | DNF | 7   | DNF |     | 76     | 2.   |
| 1987   | Stefan Johansson  | 02  | 3   | 4   | 2   | DNF | 7   | 8   | DNF | 2   | DNF | 7   | 6   | 5   | 3   | DNF | 3   | DNF |     | 76     | 2.   |
| 1988   |                   |     |     |     |     |     |     |     |     |     |     |     |     |     |     |     |     |     |     | 199    | 1.   |
| 1988   | Alain Prost       | 11  | 1   | 2   | 1   | 1   | 2   | 2   | 1   | DNF | 2   | 2   | 2   | DNF | 1   | 1   | 2   | 1   |     | 199    | 1.   |
| 1988   | Ayrton Senna      | 12  | DSQ | 1   | DNF | 2   | 1   | 1   | 2   | 1   | 1   | 1   | 1   | 10* | 6   | 4   | 1   | 2   |     | 199    | 1.   |
| 1989   |                   |     |     |     |     |     |     |     |     |     |     |     |     |     |     |     |     |     |     | 141    | 1.   |
| 1989   | Ayrton Senna      | 01  | 11  | 1   | 1   | 1   | DNF | 7*  | DNF | DNF | 1   | 2   | 1   | DNF | DNF | 1   | DSQ | DNF |     | 141    | 1.   |
| 1989   | Alain Prost       | 02  | 2   | 2   | 2   | 5   | 1   | DNF | 1   | 1   | 2   | 4   | 2   | 1   | 2   | 3   | DNF | DNF |     | 141    | 1.   |
| 1990   |                   |     |     |     |     |     |     |     |     |     |     |     |     |     |     |     |     |     |     | 121    | 1.   |
| 1990   | Ayrton Senna      | 27  | 1   | 3   | DNF | 1   | 1   | 20* | 3   | 3   | 1   | 2   | 1   | 1   | 2   | DNF | DNF | DNF |     | 121    | 1.   |
| 1990   | Gerhard Berger    | 28  | DNF | 2   | 2   | 3   | 4   | 3   | 5   | 14* | 3   | 16* | 3   | 3   | 4   | DNF | DNF | 4   |     | 121    | 1.   |
| 1991   |                   |     |     |     |     |     |     |     |     |     |     |     |     |     |     |     |     |     |     | 139    | 1.   |
| 1991   | Ayrton Senna      | 01  | 1   | 1   | 1   | 1   | DNF | 3   | 3   | 4*  | 7*  | 1   | 1   | 2   | 2   | 5   | 2   | 1   |     | 139    | 1.   |
| 1991   | Gerhard Berger    | 02  | DNF | 3   | 2   | DNF | DNF | DNF | DNF | 2   | 4   | 4   | 2   | 4   | DNF | DNF | 1   | 3   |     | 139    | 1.   |
| 1992   |                   |     |     |     |     |     |     |     |     |     |     |     |     |     |     |     |     |     |     | 99     | 2.   |
| 1992   | Ayrton Senna      | 01  | 3   | DNF | DNF | 9*  | 3   | 1   | DNF | DNF | DNF | 2   | 1   | 5   | 1   | 3   | DNF | DNF |     | 99     | 2.   |
| 1992   | Gerhard Berger    | 02  | 5   | 4   | DNF | 4   | DNF | DNF | 1   | DNF | 5   | DNF | 3   | DNF | 4   | 2   | 2   | 1   |     | 99     | 2.   |
| 1993   |                   |     |     |     |     |     |     |     |     |     |     |     |     |     |     |     |     |     |     | 84     | 2.   |
| 1993   | M. Andretti       | 07  | DNF | DNF | DNF | DNF | 5   | 8   | 14  | 6   | DNF | DNF | DNF | 8   | 3   |     |     |     |     | 84     | 2.   |
| 1993   | M. Häkkinen       | 07  |     |     |     |     |     |     |     |     |     |     |     |     |     | DNF | 3   | DNF |     | 84     | 2.   |
| 1993   | A. Senna          | 08  | 2   | 1   | 1   | DNF | 2   | 1   | 18* | 4   | 5*  | 4   | DNF | 4   | DNF | DNF | 1   | 1   |     | 84     | 2.   |
| 1994   |                   |     |     |     |     |     |     |     |     |     |     |     |     |     |     |     |     |     |     | 42     | 4.   |
| 1994   | M. Häkkinen       | 07  | DNF | DNF | 3   | DNF | DNF | DNF | DNF | 3   | DNF | EX  | 2   | 3   | 3   | 3   | 7   | 12* |     | 42     | 4.   |
| 1994   | P. Alliot         | 07  |     |     |     |     |     |     |     |     |     | DNF |     |     |     |     |     |     |     | 42     | 4.   |
| 1994   | M. Brundle        | 08  | DNF | DNF | 8   | 2   | 11* | DNF | DNF | DNF | DNF | 4   | DNF | 5   | 6   | DNF | DNF | 3   |     | 42     | 4.   |
| 1995   |                   |     |     |     |     |     |     |     |     |     |     |     |     |     |     |     |     |     |     | 30     | 4.   |
| 1995   | M. Blundell       | 07  | 6   | DNF |     |     | 5   | DNF | 11  | 5   | DNF | DNF | 5   | 4   | 9   | DNF | 9   | 7   | 4   | 30     | 4.   |
| 1995   | N. Mansell        | 07  |     |     | 10  | DNF |     |     |     |     |     |     |     |     |     |     |     |     |     | 30     | 4.   |
| 1995   | M. Häkkinen       | 08  | 4   | DNF | 5   | DNF | DNF | DNF | 7   | DNF | DNF | DNF | DNF | 2   | DNF | 8   | INJ | 2   | DNS | 30     | 4.   |
| 1995   | J. Magnussen      | 08  |     |     |     |     |     |     |     |     |     |     |     |     |     |     | 10  |     |     | 30     | 4.   |
| 1996   |                   |     |     |     |     |     |     |     |     |     |     |     |     |     |     |     |     |     |     | 49     | 4.   |
| 1996   | M. Häkkinen       | 07  | 5   | 4   | DNF | 8   | 8*  | 6*  | 5   | 5   | 5   | 3   | DNF | 4   | 3   | 3   | DNF | 3   |     | 49     | 4.   |
| 1996   | D. Coulthard      | 08  | DNF | DNF | 7   | 3   | DNF | 2   | DNF | 4   | 6   | 5   | 5   | DNF | DNF | DNF | 13  | 8   |     | 49     | 4.   |
| 1997   |                   |     |     |     |     |     |     |     |     |     |     |     |     |     |     |     |     |     |     | 63     | 4.   |
| 1997   | M. Häkkinen       | 09  | 3   | 4   | 5   | 6   | DNF | 7   | DNF | DNF | DNF | 3   | DNF | DSQ | 9   | DNF | DNF | 4   | 1   | 63     | 4.   |
| 1997   | D. Coulthard      | 10  | 1   | 10  | DNF | DNF | DNF | 6   | 7   | 7*  | 4   | DNF | DNF | DNF | 1   | 2   | DNF | 10* | 2   | 63     | 4.   |
| 1998   |                   |     |     |     |     |     |     |     |     |     |     |     |     |     |     |     |     |     |     | 156    | 1.   |
| 1998   | D. Coulthard      | 07  | 2   | 2   | 6   | 1   | 2   | DNF | DNF | 6   | DNF | 2   | 2   | 2   | 7   | DNF | 3   | 3   |     | 156    | 1.   |
| 1998   | M. Häkkinen       | 08  | 1   | 1   | 2   | DNF | 1   | 1   | DNF | 3   | 2   | 1   | 1   | 6   | DNF | 4   | 1   | 1   |     | 156    | 1.   |
| 1999   |                   |     |     |     |     |     |     |     |     |     |     |     |     |     |     |     |     |     |     | 124    | 2.   |
| 1999   | M. Häkkinen       | 01  | DNF | 1   | DNF | 3   | 1   | 1   | 2   | DNF | 3   | DNF | 1   | 2   | DNF | 5   | 3   | 1   |     | 124    | 2.   |
| 1999   | D. Coulthard      | 02  | DNF | DNF | 2   | DNF | 2   | 7   | DNF | 1   | 2   | 5   | 2   | 1   | 5   | DNF | DNF | DNF |     | 124    | 2.   |

#### 2000 bis 2019
| Saison | Fahrer        | Nr. | 1   | 2   | 3   | 4    | 5    | 6    | 7   | 8    | 9   | 10  | 11  | 12  | 13   | 14  | 15  | 16  | 17  | 18  | 19  | 20  | 21  | Punkte | Rang |
| ------ | ------------- | --- | --- | --- | --- | ---- | ---- | ---- | --- | ---- | --- | --- | --- | --- | ---- | --- | --- | --- | --- | --- | --- | --- | --- | ------ | ---- |
| 2000   |               |     |     |     |     |      |      |      |     |      |     |     |     |     |      |     |     |     |     |     |     |     |     | 152    | 2.   |
| 2000   | M. Häkkinen   | 01  | DNF | DNF | 2   | 2    | 1    | 2    | 6   | 4    | 2   | 1   | 2   | 1   | 1    | 2   | DNF | 2   | 4   |     |     |     |     | 152    | 2.   |
| 2000   | D. Coulthard  | 02  | DNF | DSQ | 3   | 1    | 2    | 3    | 1   | 7    | 1   | 2   | 3   | 3   | 4    | DNF | 5   | 3   | 2   |     |     |     |     | 152    | 2.   |
| 2001   |               |     |     |     |     |      |      |      |     |      |     |     |     |     |      |     |     |     |     |     |     |     |     | 102    | 2.   |
| 2001   | M. Häkkinen   | 03  | DNF | 6   | DNF | 4    | 9*   | DNF  | DNF | 3    | 6   | DNS | 1   | DNF | 5    | 4   | DNF | 1   | 4   |     |     |     |     | 102    | 2.   |
| 2001   | D. Coulthard  | 04  | 2   | 3   | 1   | 2    | 5    | 1    | 5   | DNF  | 3   | 4   | DNF | DNF | 3    | 2   | DNF | 3   | 3   |     |     |     |     | 102    | 2.   |
| 2002   |               |     |     |     |     |      |      |      |     |      |     |     |     |     |      |     |     |     |     |     |     |     |     | 65     | 3.   |
| 2002   | D. Coulthard  | 03  | DNF | DNF | 3   | 6    | 3    | 6    | 1   | 2    | DNF | 10  | 3   | 5   | 5    | 4   | 7   | 3   | DNF |     |     |     |     | 65     | 3.   |
| 2002   | K. Räikkönen  | 04  | 3   | DNF | 12* | DNF  | DNF  | DNF  | DNF | 4    | 3   | DNF | 2   | DNF | 4    | DNF | DNF | DNF | 3   |     |     |     |     | 65     | 3.   |
| 2003   |               |     |     |     |     |      |      |      |     |      |     |     |     |     |      |     |     |     |     |     |     |     |     | 142    | 3.   |
| 2003   | D. Coulthard  | 05  | 1   | DNF | 4   | 5    | DNF  | 5    | 7   | DNF  | 15  | 5   | 5   | 2   | 5    | DNF | DNF | 3   |     |     |     |     |     | 142    | 3.   |
| 2003   | K. Räikkönen  | 06  | 3   | 1   | 2   | 2    | DNF  | 2    | 2   | 6    | DNF | 4   | 3   | DNF | 2    | 4   | 2   | 2   |     |     |     |     |     | 142    | 3.   |
| 2004   |               |     |     |     |     |      |      |      |     |      |     |     |     |     |      |     |     |     |     |     |     |     |     | 69     | 5.   |
| 2004   | D. Coulthard  | 05  | 8   | 6   | DNF | 12   | 10   | DNF  | DNF | 6    | 7   | 6   | 7   | 4   | 9    | 7   | 6   | 9   | DNF | 11  |     |     |     | 69     | 5.   |
| 2004   | K. Räikkönen  | 06  | DNF | DNF | DNF | 8    | 11   | DNF  | DNF | 5    | 6   | 7   | 2   | DNF | DNF  | 1   | DNF | 3   | 6   | 2   |     |     |     | 69     | 5.   |
| 2005   |               |     |     |     |     |      |      |      |     |      |     |     |     |     |      |     |     |     |     |     |     |     |     | 182    | 2.   |
| 2005   | K. Räikkönen  | 09  | 8   | 9   | 3   | DNF  | 1    | 1    | 11* | 1    | DNS | 2   | 3   | DNF | 1    | 1   | 4   | 1   | 2   | 1   | 2   |     |     | 182    | 2.   |
| 2005   | J.P. Montoya  | 10  | 6   | 4   | INJ | INJ  | 7    | 5    | 7   | DSQ  | DNS | DNF | 1   | 2   | DNF  | 3   | 1   | 14  | 1   | DNF | DNF |     |     | 182    | 2.   |
| 2005   | P. de la Rosa | 10  |     |     | 5   |      |      |      |     |      |     |     |     |     |      |     |     |     |     |     |     |     |     | 182    | 2.   |
| 2005   | A. Wurz       | 10  |     |     |     | 3    |      |      |     |      |     |     |     |     |      |     |     |     |     |     |     |     |     | 182    | 2.   |
| 2006   |               |     |     |     |     |      |      |      |     |      |     |     |     |     |      |     |     |     |     |     |     |     |     | 110    | 3.   |
| 2006   | K. Räikkönen  | 03  | 3   | DNF | 2   | 5    | 4    | 5    | DNF | 3    | 3   | DNF | 5   | 3   | DNF  | DNF | 2   | DNF | 5   | 5   |     |     |     | 110    | 3.   |
| 2006   | J.P. Montoya  | 04  | 5   | 4   | DNF | 3    | DNF  | DNF  | 2   | 6    | DNF | DNF |     |     |      |     |     |     |     |     |     |     |     | 110    | 3.   |
| 2006   | P. de la Rosa | 04  |     |     |     |      |      |      |     |      |     |     | 7   | DNF | 2    | 5   | DNF | 5   | 11  | 8   |     |     |     | 110    | 3.   |
| 2007   |               |     |     |     |     |      |      |      |     |      |     |     |     |     |      |     |     |     |     |     |     |     |     | 203    | DSQ  |
| 2007   | F. Alonso     | 01  | 2   | 1   | 5   | 3    | 1    | 7    | 2   | 7    | 2   | 1   | 4   | 3   | 1    | 3   | DNF | 2   | 3   |     |     |     |     | 203    | DSQ  |
| 2007   | L. Hamilton   | 02  | 3   | 2   | 2   | 2    | 2    | 1    | 1   | 3    | 3   | 9   | 1   | 5   | 2    | 4   | 1   | DNF | 7   |     |     |     |     | 203    | DSQ  |
| 2008   |               |     |     |     |     |      |      |      |     |      |     |     |     |     |      |     |     |     |     |     |     |     |     | 151    | 2.   |
| 2008   | L. Hamilton   | 22  | 1   | 5   | 13  | 3    | 2    | 1    | DNF | 10   | 1   | 1   | 5   | 2   | 3    | 7   | 3   | 12  | 1   | 5   |     |     |     | 151    | 2.   |
| 2008   | H. Kovalainen | 23  | 5   | 3   | 5   | DNF  | 12   | 8    | 9   | 4    | 5   | 5   | 1   | 4   | 10*  | 2   | 10  | DNF | DNF | 7   |     |     |     | 151    | 2.   |
| 2009   |               |     |     |     |     |      |      |      |     |      |     |     |     |     |      |     |     |     |     |     |     |     |     | 71     | 3.   |
| 2009   | L. Hamilton   | 01  | DSQ | 7   | 6   | 4    | 9    | 12   | 13  | 16   | 18  | 1   | 2   | DNF | *12* | 1   | 3   | 3   | DNF |     |     |     |     | 71     | 3.   |
| 2009   | H. Kovalainen | 02  | DNF | DNF | 5   | 12   | DNF  | DNF  | 14  | DNF  | 8   | 5   | 4   | 6   | 6    | 7   | 11  | 12  | 11  |     |     |     |     | 71     | 3.   |
| 2010   |               |     |     |     |     |      |      |      |     |      |     |     |     |     |      |     |     |     |     |     |     |     |     | 454    | 2.   |
| 2010   | J. Button     | 01  | 7   | 1   | 8   | 1    | 5    | DNF  | 2   | 2    | 3   | 4   | 5   | 8   | DNF  | 2   | 4   | 4   | 12  | 5   | 3   |     |     | 454    | 2.   |
| 2010   | L. Hamilton   | 02  | 3   | 6   | 6   | 2    | *14* | 5    | 1   | 1    | 2   | 2   | 4   | DNF | 1    | DNF | DNF | 5   | 2   | 4   | 2   |     |     | 454    | 2.   |
| 2011   |               |     |     |     |     |      |      |      |     |      |     |     |     |     |      |     |     |     |     |     |     |     |     | 497    | 2.   |
| 2011   | L. Hamilton   | 03  | 2   | 8   | 1   | 4    | 2    | 6    | DNF | 4    | 4   | 1   | 4   | DNF | 4    | 5   | 5   | 2   | 7   | 1   | DNF |     |     | 497    | 2.   |
| 2011   | J. Button     | 04  | 6   | 2   | 4   | 6    | 3    | 3    | 1   | 6    | DNF | DNF | 1   | 3   | 2    | 2   | 1   | 4   | 2   | 3   | 3   |     |     | 497    | 2.   |
| 2012   |               |     |     |     |     |      |      |      |     |      |     |     |     |     |      |     |     |     |     |     |     |     |     | 378    | 3.   |
| 2012   | J. Button     | 03  | 1   | 14  | 2   | *18* | 9    | *16* | 16  | 8    | 10  | 2   | 6   | 1   | DNF  | 2   | 4   | DNF | 5   | 4   | 5   | 1   |     | 378    | 3.   |
| 2012   | L. Hamilton   | 04  | 3   | 3   | 3   | 8    | 8    | 5    | 1   | *19* | 8   | DNF | 1   | DNF | 1    | DNF | 5   | 10  | 4   | DNF | 1   | DNF |     | 378    | 3.   |
| 2013   |               |     |     |     |     |      |      |      |     |      |     |     |     |     |      |     |     |     |     |     |     |     |     | 122    | 5.   |
| 2013   | J. Button     | 05  | 9   | 17* | 5   | 10   | 8    | 6    | 12  | 13   | 6   | 7   | 6   | 10  | 7    | 8   | 9   | 14  | 12  | 10  | 4   |     |     | 122    | 5.   |
| 2013   | S. Pérez      | 06  | 11  | 9   | 11  | 6    | 9    | 16*  | 11  | 20*  | 8   | 9   | 11  | 12  | 8    | 10  | 15  | 5   | 9   | 7   | 6   |     |     | 122    | 5.   |
| 2014   |               |     |     |     |     |      |      |      |     |      |     |     |     |     |      |     |     |     |     |     |     |     |     | 181    | 5.   |
| 2014   | K. Magnussen  | 20  | 2   | 9   | DNF | 13   | 12   | 10   | 9   | 7    | 7   | 9   | 12  | 12  | 10   | 10  | 14  | 5   | 8   | 9   | 11  |     |     | 181    | 5.   |
| 2014   | J. Button     | 22  | 3   | 6   | 17* | 11   | 11   | 6    | 4   | 11   | 4   | 8   | 10  | 6   | 8    | DNF | 5   | 4   | 12  | 4   | 5   |     |     | 181    | 5.   |
| 2015   |               |     |     |     |     |      |      |      |     |      |     |     |     |     |      |     |     |     |     |     |     |     |     | 27     | 9.   |
| 2015   | F. Alonso     | 14  | INJ | DNF | 12  | 11   | DNF  | DNF  | DNF | DNF  | 10  | 5   | 13  | 18* | DNF  | 11  | 11  | 11  | DNF | 15  | 17  |     |     | 27     | 9.   |
| 2015   | K. Magnussen  | 20  | DNS |     |     |      |      |      |     |      |     |     |     |     |      |     |     |     |     |     |     |     |     | 27     | 9.   |
| 2015   | J. Button     | 22  | 11  | DNF | 14  | DNS  | 16   | 8    | DNF | DNF  | DNF | 9   | 14  | 14  | DNF  | 16  | 9   | 6   | 14  | 14  | 13  |     |     | 27     | 9.   |
| 2016   |               |     |     |     |     |      |      |      |     |      |     |     |     |     |      |     |     |     |     |     |     |     |     | 76     | 6.   |
| 2016   | F. Alonso     | 14  | DNF | INJ | 12  | 6    | DNF  | 5    | 11  | DNF  | DNF | 13  | 7   | 12  | 7    | 14  | 7   | 7   | 16  | 5   | 13  | 10  | 10  | 76     | 6.   |
| 2016   | J. Button     | 22  | 14  | DNF | 13  | 10   | 9    | 9    | DNF | 11   | 6   | 12  | DNF | 8   | DNF  | 12  | DNF | 9   | 18  | 9   | 12  | 16  | DNF | 76     | 6.   |
| 2016   | S. Vandoorne  | 47  |     | 10  |     |      |      |      |     |      |     |     |     |     |      |     |     |     |     |     |     |     |     | 76     | 6.   |
| 2017   |               |     |     |     |     |      |      |      |     |      |     |     |     |     |      |     |     |     |     |     |     |     |     | 30     | 9.   |
| 2017   | S. Vandoorne  | 02  | 13  | DNF | DNS | 14   | DNF  | DNF  | 14  | 12   | 12  | 11  | 10  | 14  | DNF  | 7   | 7   | 14  | 12  | 12  | DNF | 12  |     | 30     | 9.   |
| 2017   | F. Alonso     | 14  | DNF | DNF | 14* | DNS  | 12   |      | 16* | 9    | DNF | DNF | 6   | DNF | 17*  | DNF | 11  | 11  | DNF | 10  | 8   | 9   |     | 30     | 9.   |
| 2017   | J. Button     | 22  |     |     |     |      |      | DNF  |     |      |     |     |     |     |      |     |     |     |     |     |     |     |     | 30     | 9.   |
| 2018   |               |     |     |     |     |      |      |      |     |      |     |     |     |     |      |     |     |     |     |     |     |     |     | 62     | 6.   |
| 2018   | S. Vandoorne  | 02  | 9   | 8   | 13  | 9    | DNF  | 14   | 16  | 12   | 15* | 11  | 13  | DNF | 15   | 12  | 12  | 16  | 15  | 11  | 8   | 14  | 14  | 62     | 6.   |
| 2018   | F. Alonso     | 14  | 5   | 7   | 7   | 7    | 8    | DNF  | DNF | 16*  | 8   | 8   | 16* | 8   | DNF  | DNF | 7   | 14  | 14  | DNF | DNF | 16  | 11  | 62     | 6.   |
| 2019   |               |     |     |     |     |      |      |      |     |      |     |     |     |     |      |     |     |     |     |     |     |     |     | 145    | 4.   |
| 2019   | L. Norris     | 04  | 12  | 6   | 18* | 8    | DNF  | 11   | DNF | 9    | 6   | 11  | DNF | 9   | 11*  | 10  | 7   | 8   | 11  | DNF | 7   | 8   | 8   | 145    | 4.   |
| 2019   | C. Sainz      | 55  | DNF | 19* | 14  | 7    | 8    | 6    | 11  | 6    | 8   | 6   | 5   | 5   | DNF  | DNF | 12  | 6   | 5   | 13  | 8   | 3   | 10  | 145    | 4.   |

#### Seit 2020
| Saison | Fahrer       | Nr. | 1   | 2   | 3  | 4    | 5   | 6   | 7   | 8  | 9   | 10  | 11   | 12   | 13 | 14 | 15 | 16  | 17 | 18  | 19  | 20 | 21   | 22 | 23  | 24 | Punkte | Rang |
| ------ | ------------ | --- | --- | --- | -- | ---- | --- | --- | --- | -- | --- | --- | ---- | ---- | -- | -- | -- | --- | -- | --- | --- | -- | ---- | -- | --- | -- | ------ | ---- |
| 2020   |              |     |     |     |    |      |     |     |     |    |     |     |      |      |    |    |    |     |    |     |     |    |      |    |     |    | 202    | 3.   |
| 2020   | L. Norris    | 04  | 3   | 5   | 13 | 5    | 9   | 10  | 7   | 4  | 6   | 15  | DNF  | 13   | 8  | 8  | 4  | 10  | 5  |     |     |    |      |    |     |    | 202    | 3.   |
| 2020   | C. Sainz     | 55  | 5   | 9   | 9  | 13   | 13  | 6   | DNS | 2  | DNF | DNF | 5    | 6    | 7  | 5  | 5  | 4   | 6  |     |     |    |      |    |     |    | 202    | 3.   |
| 2021   |              |     |     |     |    |      |     |     |     |    |     |     |      |      |    |    |    |     |    |     |     |    |      |    |     |    | 275    | 4.   |
| 2021   | D. Ricciardo | 03  | 7   | 6   | 9  | 6    | 12  | 9   | 6   | 13 | 7   | 5   | 11   | 4    | 11 | 13 | 4  | 13  | 5  | 12  | DNF | 12 | 5    | 12 |     |    | 275    | 4.   |
| 2021   | L. Norris    | 04  | 4   | 3   | 5  | 8    | 3   | 5   | 5   | 5  | 3   | 4   | DNF  | 14   | 10 | 2  | 7  | 7   | 8  | 10  | 10  | 9  | 10   | 7  |     |    | 275    | 4.   |
| 2022   |              |     |     |     |    |      |     |     |     |    |     |     |      |      |    |    |    |     |    |     |     |    |      |    |     |    | 159    | 5.   |
| 2022   | D. Ricciardo | 03  | 14  | DNF | 6  | 6186 | 13  | 12  | 13  | 8  | 11  | 13  | 9    | 9    | 13 | 15 | 17 | 17* | 5  | 11  | 16  | 7  | DNF  | 9  |     |    | 159    | 5.   |
| 2022   | L. Norris    | 04  | 15  | 7   | 5  | 535  | DNF | 8   | 6   | 9  | 15  | 6   | 7    | 7    | 7  | 12 | 7  | 7   | 4  | 10  | 6   | 9  | DNF7 | 6  |     |    | 159    | 5.   |
| 2023   |              |     |     |     |    |      |     |     |     |    |     |     |      |      |    |    |    |     |    |     |     |    |      |    |     |    | 302    | 4.   |
| 2023   | L. Norris    | 04  | 17  | 17  | 6  | 9    | 17  | 9   | 17  | 13 | 4   | 2   | 2    | 76   | 7  | 8  | 2  | 2   | 3  | 24  | 5   | 2  | DNF  | 5  |     |    | 302    | 4.   |
| 2023   | O. Piastri   | 81  | DNF | 15  | 8  | 11   | 19  | 10  | 13  | 11 | 16  | 4   | 5    | DNF2 | 9  | 12 | 7  | 3   | 21 | DNF | 8   | 14 | 10   | 6  |     |    | 302    | 4.   |
| 2024   |              |     |     |     |    |      |     |     |     |    |     |     |      |      |    |    |    |     |    |     |     |    |      |    |     |    | 666    | 1.   |
| 2024   | L. Norris    | 04  | 6   | 8   | 3  | 5    | 26  | 1   | 2   | 4  | 2   | 2   | 20*3 | 3    | 2  | 5  | 1  | 3   | 4  | 1   | 43  | 2  | 61   | 6  | 102 | 1  | 666    | 1.   |
| 2024   | O. Piastri   | 81  | 8   | 4   | 4  | 8    | 87  | 136 | 4   | 2  | 5   | 7   | 2    | 4    | 1  | 2  | 4  | 2   | 1  | 3   | 5   | 8  | 82   | 7  | 31  | 10 | 666    | 1.   |
| 2025   |              |     |     |     |    |      |     |     |     |    |     |     |      |      |    |    |    |     |    |     |     |    |      |    |     |    | 559    | 1.   |
| 2025   | L. Norris    | 04  | 1   | 828 | 2  | 3    | 4   | 21  | 2   | 1  | 2   | 18* | 1    | 1    | 23 | 1  |    |     |    |     |     |    |      |    |     |    | 559    | 1.   |
| 2025   | O. Piastri   | 81  | 9   | 212 | 3  | 1    | 1   | 12  | 3   | 3  | 1   | 4   | 2    | 2    | 12 | 2  |    |     |    |     |     |    |      |    |     |    | 559    | 1.   |

1. ↑  Erst ab der Automobil-Weltmeisterschaft 1974 gab es feste Startnummern. Bis dahin variierten die Nummern von Rennen zu Rennen.

| Legende  | Legende            | Legende                                                          |
| Farbe    | Abkürzung          | Bedeutung                                                        |
| -------- | ------------------ | ---------------------------------------------------------------- |
| Gold     | –                  | Sieg                                                             |
| Silber   | –                  | 2. Platz                                                         |
| Bronze   | –                  | 3. Platz                                                         |
| Grün     | –                  | Platzierung in den Punkten                                       |
| Blau     | –                  | Klassifiziert außerhalb der Punkteränge                          |
| Violett  | DNF                | Rennen nicht beendet (did not finish)                            |
| Violett  | NC                 | nicht klassifiziert (not classified)                             |
| Rot      | DNQ                | nicht qualifiziert (did not qualify)                             |
| Rot      | DNPQ               | in Vorqualifikation gescheitert (did not pre-qualify)            |
| Schwarz  | DSQ                | disqualifiziert (disqualified)                                   |
| Weiß     | DNS                | nicht am Start (did not start)                                   |
| Weiß     | WD                 | zurückgezogen (withdrawn)                                        |
| Hellblau | PO                 | nur am Training teilgenommen (practiced only)                    |
| Hellblau | TD                 | Freitags-Testfahrer (test driver)                                |
| ohne     | DNP                | nicht am Training teilgenommen (did not practice)                |
| ohne     | INJ                | verletzt oder krank (injured)                                    |
| ohne     | EX                 | ausgeschlossen (excluded)                                        |
| ohne     | DNA                | nicht erschienen (did not arrive)                                |
| ohne     | C                  | Rennen abgesagt (cancelled)                                      |
| ohne     | keine WM-Teilnahme |                                                                  |
| sonstige | P/fett             | Pole-Position                                                    |
| sonstige | 1/2/3/4/5/6/7/8    | Punktplatzierung im Sprint-/Qualifikationsrennen                 |
| sonstige | SR/kursiv          | Schnellste Rennrunde                                             |
| sonstige | *                  | nicht im Ziel, aufgrund der zurückgelegten Distanz aber gewertet |
| sonstige | ()                 | Streichresultate                                                 |
| sonstige | unterstrichen      | Führender in der Gesamtwertung                                   |

### Einzelergebnisse in der FIA-Formel-E-Weltmeisterschaft
| Fahrer                                 | Nr.                                    | 1   | 2   | 3   | 4   | 5   | 6   | 7   | 8   | 9   | 10  | 11  | 12  | 13  | 14  | 15  | 16  | Punkte | Rang |
| -------------------------------------- | -------------------------------------- | --- | --- | --- | --- | --- | --- | --- | --- | --- | --- | --- | --- | --- | --- | --- | --- | ------ | ---- |
| FIA-Formel-E-Weltmeisterschaft 2023/24 | FIA-Formel-E-Weltmeisterschaft 2023/24 | MEX | DIR | DIR | SAP | TOK | MIS | MIS | MCO | BER | BER | SHA | SHA | POR | POR | LON | LON | 101    | 7.   |
| Jake Hughes                            | 5                                      | 7   | 11  | 4   | DNF | 11  | 13  | 8   | 16  | 15  | 12  | 16  | 2   | 21  | DNF | DNF | 10  | 101    | 7.   |
| Sam Bird                               | 8                                      | 14  | 4   | DNF | 1   | DNF | DNF | 10  | INJ | INJ | INJ | 17  | DNF | 7   | DNF | 8   | DNF | 101    | 7.   |
| Taylor Barnard                         | 8                                      |     |     |     |     |     |     |     | 14  | 10  | 8   |     |     |     |     |     |     | 101    | 7.   |

| Legende                      | Legende       | Legende                                                                 |
| Farbe                        | Abkürzung     | Bedeutung                                                               |
| ---------------------------- | ------------- | ----------------------------------------------------------------------- |
| Gold                         | —             | Sieger                                                                  |
| Silber                       | —             | 2. Platz                                                                |
| Bronze                       | —             | 3. Platz                                                                |
| Grün                         | —             | Platzierung in den Punkten                                              |
| Blau                         | —             | Klassifiziert außerhalb der Punkteränge                                 |
| Violett                      | DNF           | Rennen nicht beendet                                                    |
| Violett                      | NC            | nicht klassifiziert                                                     |
| Rot                          | DNQ           | nicht qualifiziert                                                      |
| Schwarz                      | DSQ           | disqualifiziert                                                         |
| Weiß                         | DNS           | nicht am Start                                                          |
| Weiß                         | WD            | zurückgezogen                                                           |
| Weiß                         | C             | Rennen abgesagt                                                         |
| Blanko                       |               | nicht teilgenommen                                                      |
| Blanko                       | DNP           | gemeldet, aber nicht teilgenommen                                       |
| Blanko                       | INJ           | verletzt oder krank                                                     |
| Blanko                       | EX            | ausgeschlossen                                                          |
| sonstige Formate und Zeichen | P/fett        | Pole-Position                                                           |
| sonstige Formate und Zeichen | kursiv        | Schnellste Rennrunde (ab 2017/18: Schnellste Rennrunde der ersten Zehn) |
| sonstige Formate und Zeichen | unterstrichen | Führender in der Gesamtwertung                                          |
| sonstige Formate und Zeichen | °             | FanBoost                                                                |
| sonstige Formate und Zeichen | *             | nicht im Ziel, aufgrund der zurückgelegten Distanz aber gewertet        |
| sonstige Formate und Zeichen | ( )           | Streichresultat                                                         |

## Auszeichnungen
Die italienische Sportzeitung Gazzetta dello Sport wählte den Rennstall 1988 zur „Weltmannschaft des Jahres“.

## Übersicht des aktuellen Personals
| Aufgabenbereich                            | Name                         |
| ------------------------------------------ | ---------------------------- |
| Stammfahrer                                | Lando Norris                 |
| Stammfahrer                                | Oscar Piastri                |
| Testfahrer                                 |                              |
| Patricio O'Ward                            |                              |
| Teamchef                                   | Andrea Stella                |
| Teammanager                                | Paul James                   |
| Chefdesigner                               | Neil Oatley                  |
| Chefaerodynamiker                          | Peter Prodromou              |
| Chefmechaniker                             | Kari Lammenranta             |
| Renningenieur Norris                       | Will Joseph                  |
| Renningenieur Piastri                      | Tom Stallard                 |
| Geschäftsführer Unternehmensgruppe         | Zak Brown                    |
| Operativer Geschäftsführer                 | Jonathan Neale               |
| Chief Operating Officer                    | Piers Thynne                 |
| Vorstandschef der Unternehmensgruppe       | Mohammed bin Essa Al Khalifa |
| Betriebsdirektor                           | Simon Roberts                |
| Leiter Fahrwerksdesign                     | Mark Williams                |
| Leiter für Technik und Design              | Neil Houldey                 |
| Leiter für Fahrzeugkonzept und Leistung    | David Sánchez                |
| Verantwortlicher der Aerodynamik-Abteilung | Giuseppe Pesce               |
| Leiter Finanzen                            | John Cooper                  |
| Leiter Kommunikation & PR                  | Steve Cooper                 |